# Dynastie Tang
618–690
705–907
Entités précédentes :
- Dynastie Sui (618)
- Dynastie Zhou (705)

Entités suivantes :
- Dynastie Zhou (690)
- Liang postérieurs (907)
- Chu (907)
- Shu antérieur (907)
- Wu (907)
- Wuyue (907)

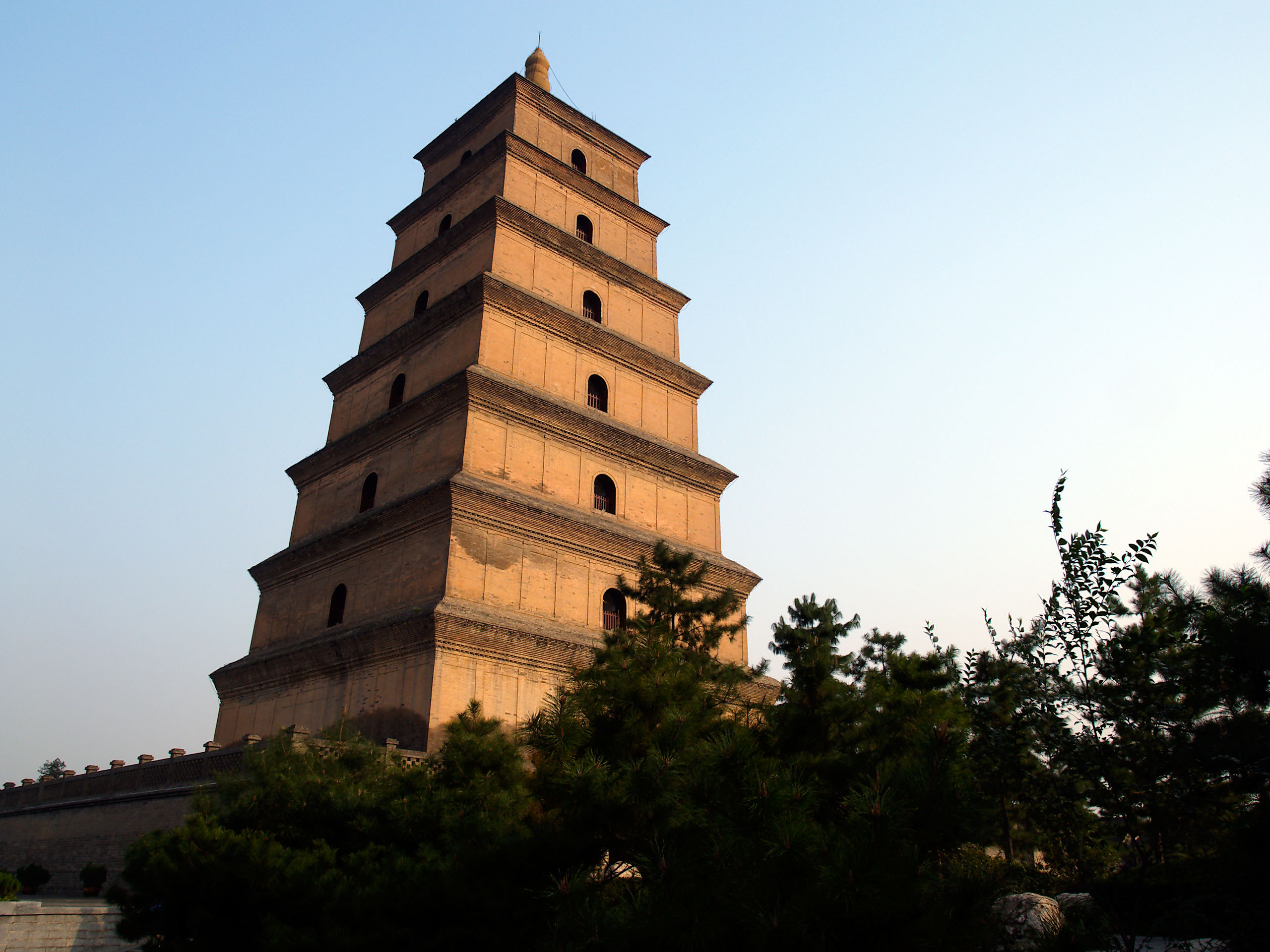
La Grande pagode de l'oie sauvage, Xi'an (ancienne Chang'an), Shaanxi. Dynastie Tang, 652 (première construction) et VIII.

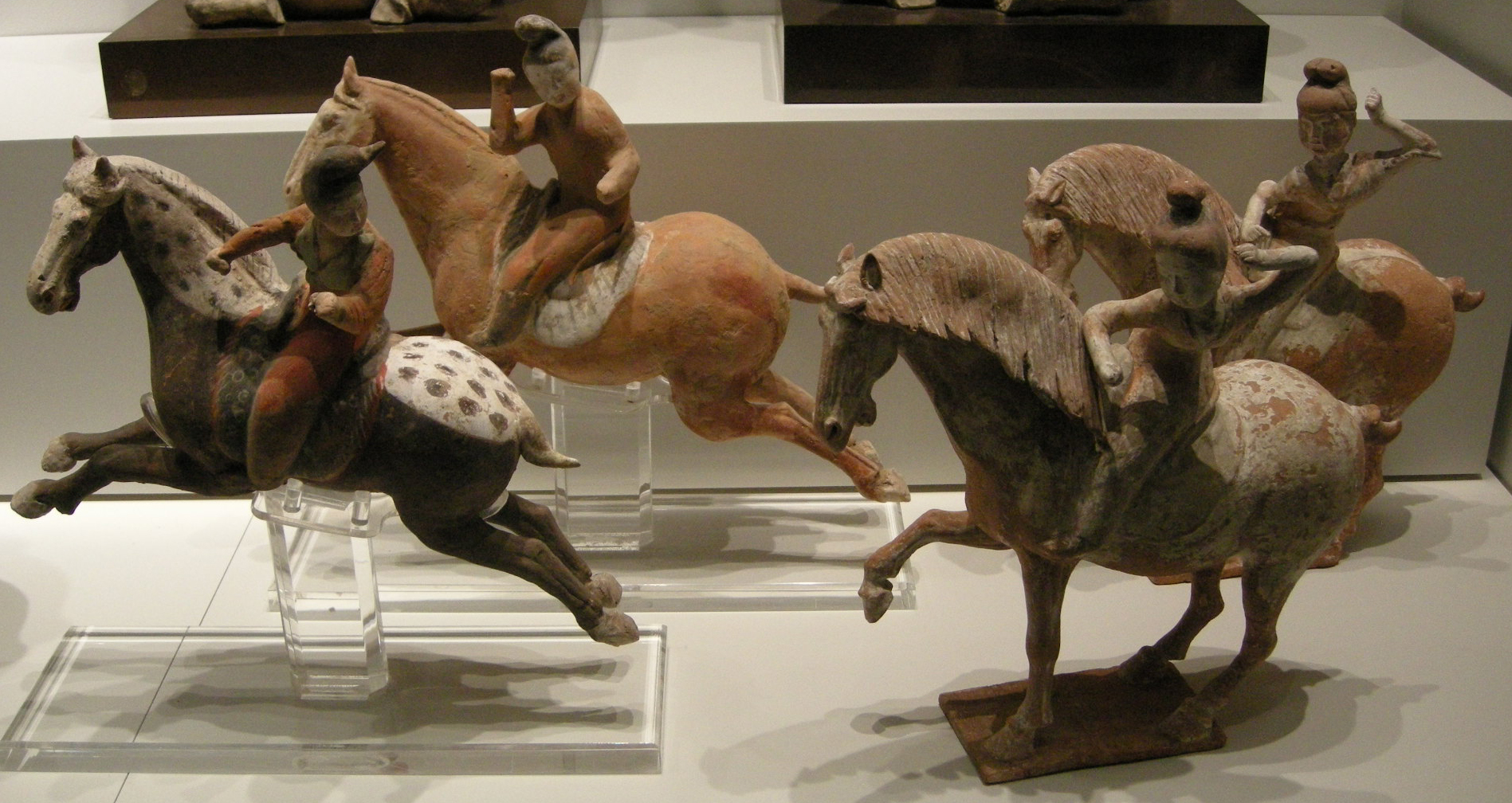
Groupe de joueuses de polo, figurines funéraires en céramique, Art Gallery of New South Wales.

La dynastie Tang (chinois : 唐朝 ; Wade : T'ang ; EFEO : T'ang, Ten quelquefois) (18 juin 618 - 1er juin 907) est une dynastie chinoise précédée par la dynastie Sui (581-618) et suivie par la période des Cinq Dynasties et des Dix Royaumes. Elle a été fondée par la famille Li, qui prit le pouvoir durant le déclin et la chute de l'empire Sui.
Venant après une longue période de division de la Chine qui dura de 220 à 581, à laquelle l'éphémère dynastie Sui avait mis fin, les premiers empereurs de cette dynastie eurent d'abord pour tâche de stabiliser l'empire récemment réunifié, et de lui redonner la puissance qu'avait eue la Chine à l'époque des Han. Ils firent rapidement mieux que ces derniers dans le domaine des conquêtes extérieures. Sous les premiers empereurs Tang (en particulier Taizong, l'impératrice Wu Zetian et Xuanzong), l'empire chinois connut une période de prospérité et un rayonnement culturel considérable. Sa capitale Chang'an, la plus grande ville du monde, reflétait toute la puissance et le cosmopolitisme, qui reposait notamment sur le dynamisme des échanges à longue distance le long de la route de la soie et des voies maritimes méridionales. Cette période a été vue par les générations suivantes comme un véritable âge d'or de la civilisation chinoise, symbolisé notamment par les brillants poètes Li Bai et Du Fu, et plus largement l'émergence d'un groupe de nombreux lettrés passés par les examens impériaux qui furent mis en place par les premiers empereurs Tang.
L'histoire de la dynastie bascula en 755 avec la révolte d'An Lushan, conséquence dramatique des évolutions politiques et militaires de l'empire à la période de son apogée. Après la difficile répression de ce soulèvement, l'organisation de l'empire se présenta sous un jour nouveau : la vieille aristocratie qui l'appuyait déclina irrémédiablement, supplantée par des hommes nouveaux disposant des charges militaires provinciales les plus importantes ou des grandes commissions fiscales et financières. Les empereurs ne parvinrent pas à contenir les forces centrifuges qui leur firent perdre l'autorité sur leurs provinces, même si cela n'entrava pas la prospérité de leur empire, portée par l'expansion démographique et économique des régions du Sud. Après une série de révoltes dans les dernières décennies du IXe siècle, la dynastie Tang s'éteint en 907, alors que son empire avait été dépecé. Les évolutions politiques, sociales, économiques et intellectuelles de cette période avaient déjà fait pénétrer la Chine dans une période que les historiens considèrent couramment comme ouvrant sur une première modernité, annonciatrice de la période de la dynastie Song (960-1272) qui réunifia la Chine quelques décennies après la fin des Tang.
Plusieurs innovations importantes sont apparues durant la dynastie Tang, dont le développement des blocs d'imprimerie en bois. Dans le domaine religieux, le bouddhisme eut une influence majeure dans la culture chinoise, avec l'affirmation de sectes bouddhistes aux racines spécifiquement chinoises et le développement d'un art remarquable. Toutefois, cette religion fut par la suite persécutée et son influence déclina, tandis que le taoïsme conservait une grande importance et que s'amorçait le retour du confucianisme, porté par les écrits de Han Yu.

## L'âge d'or de l'empire Tang (618-755)

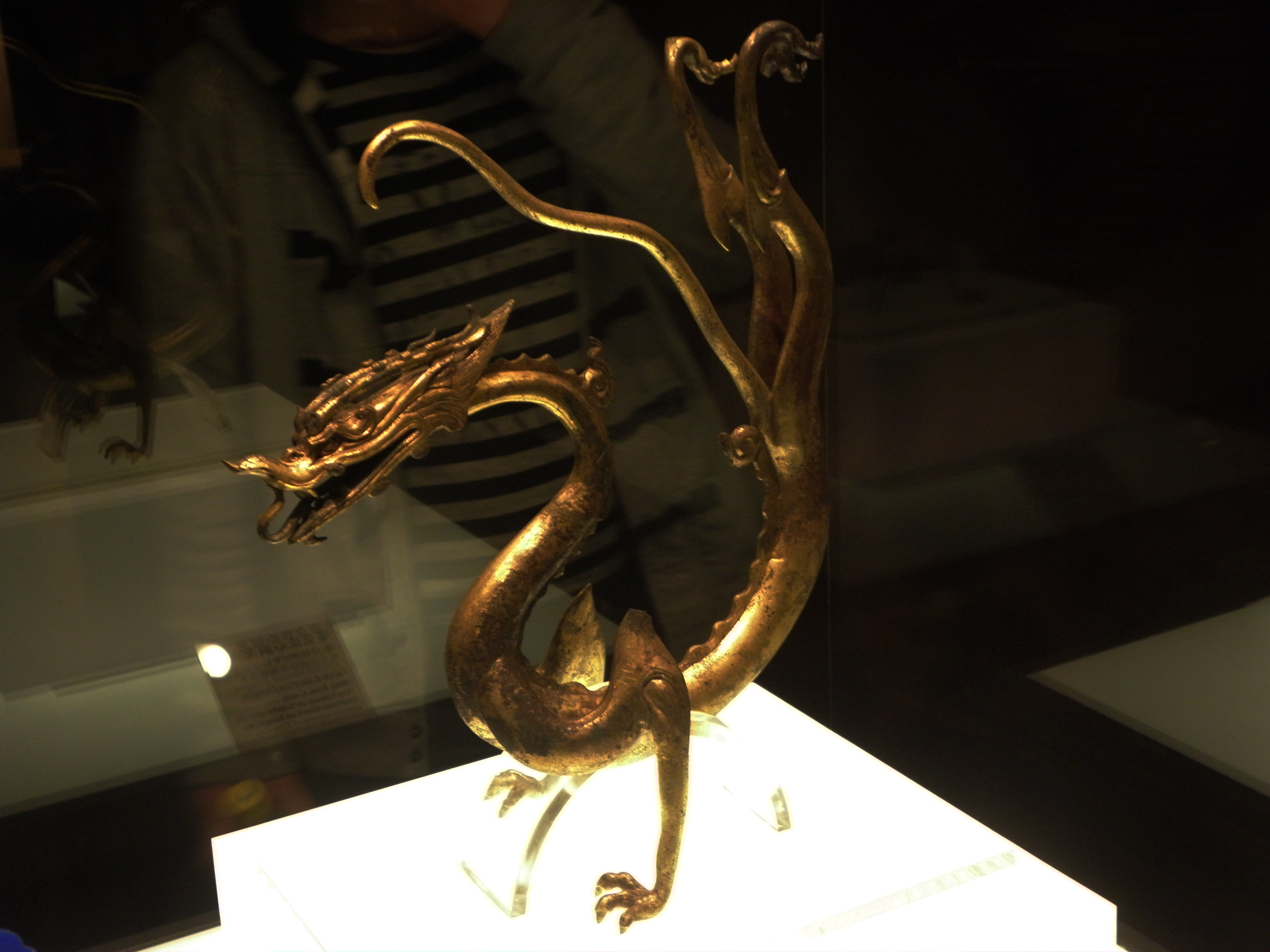
Dragon en bronze doré, probablement un élément architectural, Chang'an (Xi'an), VIII, musée d'Histoire du Shaanxi.

Si l'empire Tang est souvent présenté comme un « âge d'or » de la civilisation chinoise aussi bien par ses accomplissements militaires que culturels, il le doit à son premier siècle et demi d'existence. Héritière des premiers empires (Qin et Han) ainsi que des évolutions marquées de la période de division (les « Six dynasties »), la dynastie Tang étant en fin de compte la continuation des dynasties du Nord de cette période, puis des réformes de l'éphémère dynastie Sui, cette période est caractérisée par un État très centralisé, dominé politiquement, économiquement et culturellement par sa capitale Chang'an, une armée divisée entre des troupes frontalières et des troupes de la capitale composées d'une grande partie de « barbares », et la prépondérance sociale d'un nombre limité de grandes familles disposant des plus hautes charges et des plus vastes domaines leur permettant d'exercer une grande influence à l'échelle provinciale.

### Histoire politique

#### La chute des Sui et la fondation de la dynastie Tang
Les origines de la dynastie Tang remontent à la période de l'effondrement de la dynastie des Wei du Nord, quand un groupe de guerriers aux origines « barbares » (Xianbei, Xiongnu) issus des garnisons frontalières du nord s'installa à Chang'an, sous la direction de leurs chefs, le clan Yuwen, qui fonda la dynastie des Zhou du Nord, laquelle plaça le Nord de la Chine et le Sichuan sous sa domination. C'est dans ce même groupe, qui se mêla également d'éléments turcs et se sinisa rapidement (ce qui se voit notamment par l'adoption de noms chinois par plusieurs d'entre eux), que se trouvait le fondateur de la dynastie Sui, l'empereur Wendi (581-604), qui renversa les Zhou du Nord. En 589, quand il soumit l'empereur de la dynastie méridionale des Chen, il parvint à réunifier la Chine, phénomène inédit depuis l'effondrement des Jin occidentaux en 317. Plus largement, c'est la longue période de division politique de la Chine depuis la chute des Han entre 184 et 220 qui s'achevait. Wendi entreprit d'importantes réformes, poursuivies par son fils et successeur Yangdi (604-617), passé à la postérité comme l'initiateur de la construction du Grand Canal et comme un personnage trop ambitieux et dépensier. Une situation politique encore instable, aggravée par ses échecs militaires en Corée contre le royaume de Koguryo et contre les Turcs, ouvrit la voie en 613 à un soulèvement conduit par l'élite guerrière de l'empire, issue de l'oligarchie militaire des Zhou du Nord, parmi lesquels triompha le général responsable de la garnison de Taiyuan (Shanxi), Li Yuan. Avec son prestige et son expérience militaire, il monta une rébellion avec ses fils Li Shimin et Li Jiancheng et également sa fille la princesse Zhao de Pingyang, qui rassembla et commanda sa propre armée. En 617, Li Yuan, paré du titre de « Prince de Tang », occupa la capitale Chang'an et devint régent du jeune empereur Sui Gong, reléguant l'empereur Yang à la fonction d'empereur retiré. Le 18 juin 618, l'empereur Yang fut assassiné par son général Yuwen Huaji. Li Yuan se proclama alors empereur d'une nouvelle dynastie, les Tang. Il est connu sous le nom de Gaozu (618-626), son nom de temple (employé pour les empereurs Tang de préférence au nom posthume qui sert habituellement à désigner les monarques chinois). Il fallut encore quelques années à ses fils pour soumettre les généraux rivaux, tout en achetant au prix fort la paix avec les Turcs,,,.
L'empire ne fut pacifié qu'en 628. Entretemps, Li Shimin s'était affirmé comme le plus grand chef de guerre de l'époque et avait éliminé ses frères puis renversé son père en 626, pour prendre lui-même le pouvoir. Il est passé à la postérité sous le nom impérial de Taizong (626-649), et est souvent considéré comme le véritable fondateur de la dynastie Tang. Les Turcs se déchiraient au même moment, et leur empire se scinda en deux tandis que plusieurs révoltes accrurent leur affaiblissement. Taizong parvint ainsi à leur infliger plusieurs défaites qui aboutirent à leur soumission entre 630 et 642. Dans ce laps de temps, il avait entrepris d'importantes réformes administratives continuant celles des Sui : réorganisation des provinces, de la justice, de l'armée, réformes agraire, fiscale, etc. Ses dernières années furent cependant marquées par des difficultés croissantes : nouvel échec militaire en Corée, tensions avec les hauts dignitaires, tandis qu'une grande partie de son empire restait hors de son contrôle, soumise à des potentats locaux, et que sa base restait surtout Chang'an et sa région, qui étaient déjà le cœur de l'empire des Zhou du Nord et des Sui.

#### Wu Zetian et la période de gouvernement des femmes

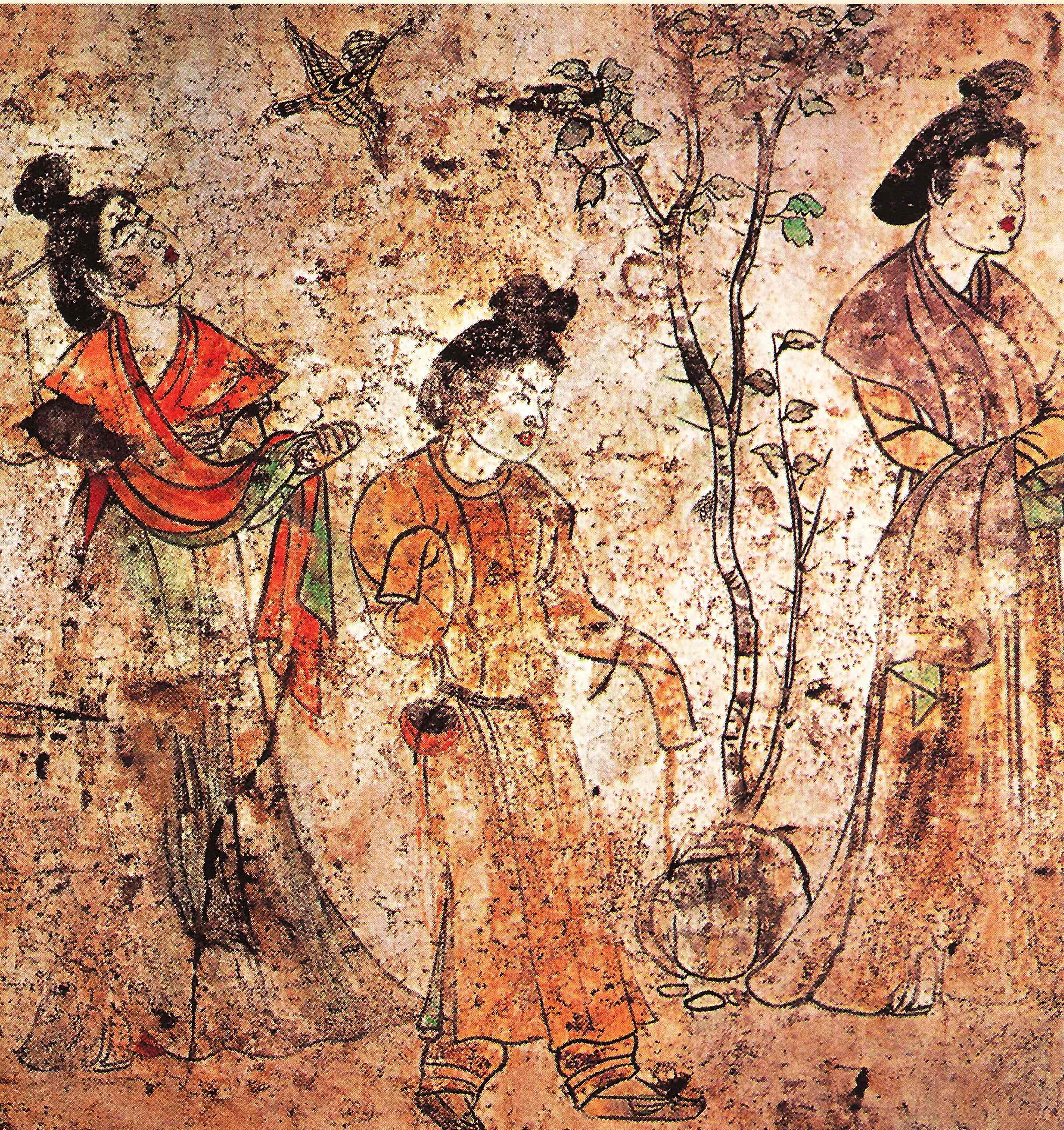
Fresque murale représentant des femmes du palais dans un jardin, découverte sur le mur de la tombe du prince Li Xuan dans le Mausolée de Qianling, où l'impératrice Wu Zetian a également été enterrée en 706.

Gaozong (649-683) succéda à Taizong en 649. Il tenta de prolonger les réformes de son père, et parvint à plusieurs reprises à faire venir sa cour à Luoyang, la capitale orientale, signe qu'il avait réussi à renforcer son autorité dans la plaine Centrale. L'histoire a surtout retenu de son règne l'influence croissante qu'exerça sur lui sa concubine Wu Zhao. Il la fit impératrice de second rang en 655. Alors que l'empereur commençait à souffrir de maladies chroniques l'empêchant de régner activement, elle fit éliminer l'impératrice Wang et une autre favorite, devenant la personne la plus influente de la cour. À la mort de Gaozong en 683, leur fils Zhongzong lui succéda, avant d'être écarté par sa mère qui intronisa son autre fils Ruizong, tout en conservant le pouvoir en tant qu'impératrice douairière. Puis elle l'écarta à son tour pour prendre elle-même le pouvoir en 690, sous le nom de Wu Zetian, fondant une nouvelle dynastie, qu'elle nomme Zhou,,.
L'historiographie chinoise traditionnelle, peu disposée à l'égard des femmes, a laissé une image sombre de Wu Zetian, seule impératrice régnante de l'histoire chinoise. Elle lui attribue de nombreuses atrocités et immoralités : assassinat de son propre enfant pour se débarrasser d'une rivale, cruautés, nombreuses exécutions, nombreuses liaisons sexuelles, pratiques de magie et nécromancie, etc. Elle est considérée comme une fervente bouddhiste, mais ne semble pas s'être laissée dominer politiquement par les moines, et ne délaissa pas le taoïsme, qui pourrait en fait avoir été sa religion de prédilection,. Même s'il faut envisager de nombreuses exagérations à son propos, il est indéniable que son règne fut marqué par des mesures brutales, en particulier au moment où elle conforte son pouvoir, qui ont suscité une grande animosité contre elle. Elle régna depuis Luoyang, de façon à échapper à l'emprise de l’aristocratie de Chang'an, et bouleversa la composition de la haute administration de l'empire en se débarrassant de la plupart des ministres importants et en créant de nouveaux postes de premier ordre qu'elle confia à des hommes nouveaux. Il est souvent admis qu'elle s'appuya également sur des lettrés promus via le système des examens, ce qui en ferait une partisane d'un système plus méritocratique, moins autocratique, se reposant plus sur la bureaucratie,. Mais il semble aussi que Wu Zetian gouverna avec l'aide d'un groupe de lettrés utilisés pour contourner l'administration officielle, les « Lettrés de la Porte du Nord ». Certains estiment, contre l'opinion couramment admise, que son règne fut un moment plutôt autocratique.
Wu Zetian meurt quelque mois après avoir été renversée par son fils Zhongzong (705-710), qui lui rend hommage mais reprend le nom de dynastie Tang. Les femmes de la famille impériale continuèrent à jouer un rôle important à la cour, en premier lieu l'impératrice Wei et sa fille la princesse Anle, qui auraient organisé l'empoisonnement de l'empereur pour introniser un empereur fantoche qu'elles dirigeraient. Mais elles se heurtèrent à l'opposition de l'autre grande figure féminine de la cour, la princesse Taiping, fille de Wu Zetian, qui les fit éliminer avec l'appui du prince Li Longji, fils de Ruizong. Ce fut ce dernier qui monta à nouveau sur le trône, avant d'abdiquer en faveur de son fils, passé à la postérité sous le nom de Xuanzong. La princesse Taiping tenta de s'opposer à cela, mais échoua et fut acculée au suicide. Les hommes avaient repris le pouvoir,.

#### Le règne de Xuanzong

##### Ère Kaiyuan

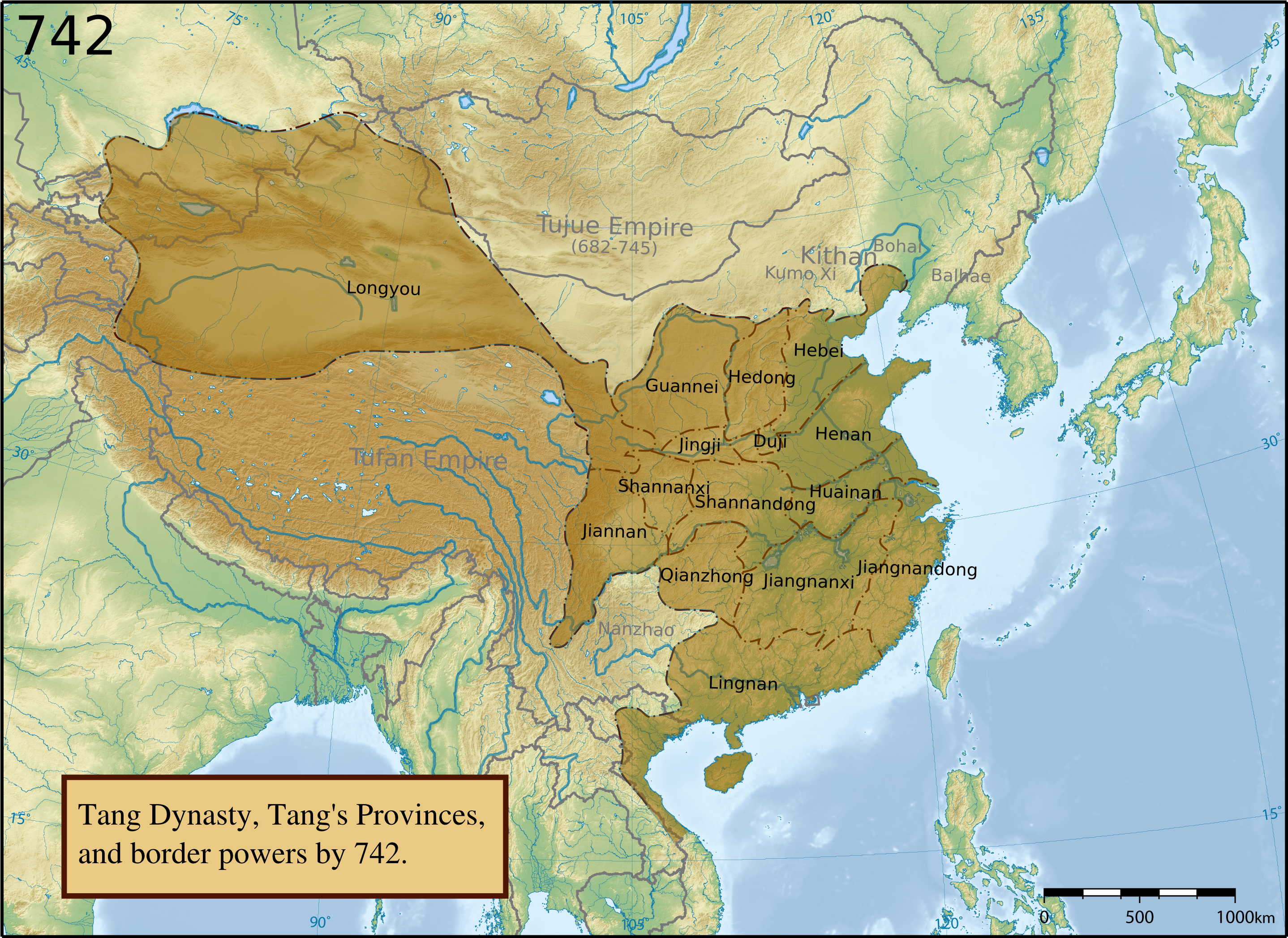
Les provinces de l'empire chinois au milieu du règne de Xuanzong, vers 742.

La première partie du règne de Xuanzong, l'ère Kaiyuan (713-741), est traditionnellement considérée comme l'apogée de la dynastie Tang, à la suite de la mise à l'écart des femmes des affaires politiques. Dans les faits, la première décennie de son règne n'apporte pas de grands bouleversements par rapport aux années précédentes, puisque le personnel politique dominant reste celui qui avait été promu par Wu Zetian et les impératrices et princesses suivantes, dont on reconnaissait pourtant la trop grande importance numérique, conséquence de la volonté de ces femmes de promouvoir des hommes nouveaux richement dotés. Comme sa grand-mère, il fut assisté par un groupe de lettrés servant de proches conseillers et de secrétaires, la « forêt de plumes » (Hanlin). Mais Xuanzong s'appuya sur des ministres importants qu'il laissa en poste plus longtemps que ne le permettaient ses prédécesseurs. Au fil du temps, l'empereur se reposa de plus en plus sur l'aristocratie de Chang'an et du Nord-Ouest, comme les premiers Tang, parmi lesquels il recruta notamment des administrateurs chargés de missions ad hoc, en dehors des cadres administratifs habituels. Ainsi Yuwen Rong fut chargé du recensement de familles échappant à l'administration fiscale, Pei Yaoqing de l'amélioration du transport sur le Grand Canal, tandis que les superviseurs des monopoles du sel prenaient aussi une grande importance. Dans l'armée, les gouverneurs des provinces frontalières prirent un poids croissant.

##### Ère Tianbao

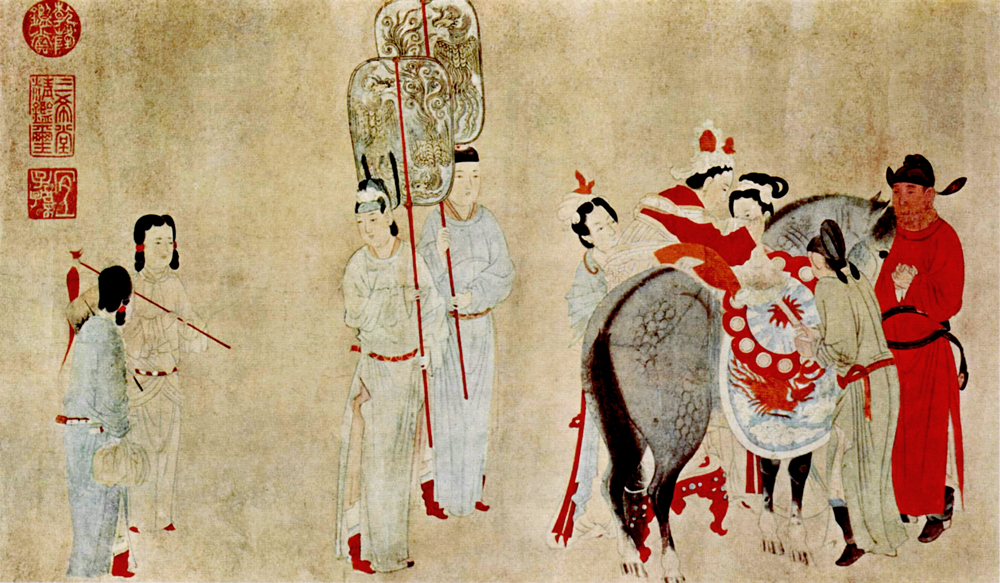
Yang Guifei montant sur un cheval avec l'aide de ses servantes, peinture de Qian Xuan (XIII).

La seconde partie du règne de Xuanzong, l'ère Tianbao (742-756) est une phase de déclin. L'empereur fut alors moins actif dans la direction de l'empire, confiée au ministre Li Linfu, qui en vint à exercer un pouvoir autocratique après avoir accompli de nombreuses purges, éliminant de fait les plus talentueux ministres et s'appuyant sur des généraux d'origine étrangère, comme le Sogdien An Lushan et le Coréen Gao Xianzhi (en). C'est aussi une période de retour de l'influence féminine à la cour, avec l'ascension de la première concubine (guifei), Yang Yuhuan (ou Yang Guifei). Le frère de celle-ci, Yang Guozhong, fut un concurrent de Li Linfu, et quand ce dernier mourut en 752, il tenta de prendre sa place. Il voulut écarter An Lushan, mais celui-ci fut épargné car il avait l'appui de Xuanzong et de Yang Guifei qui en avait fait son fils adoptif. An Lushan en profita pour s'enfuir de la capitale et préparer sa révolte,.

### Administration de l'empire

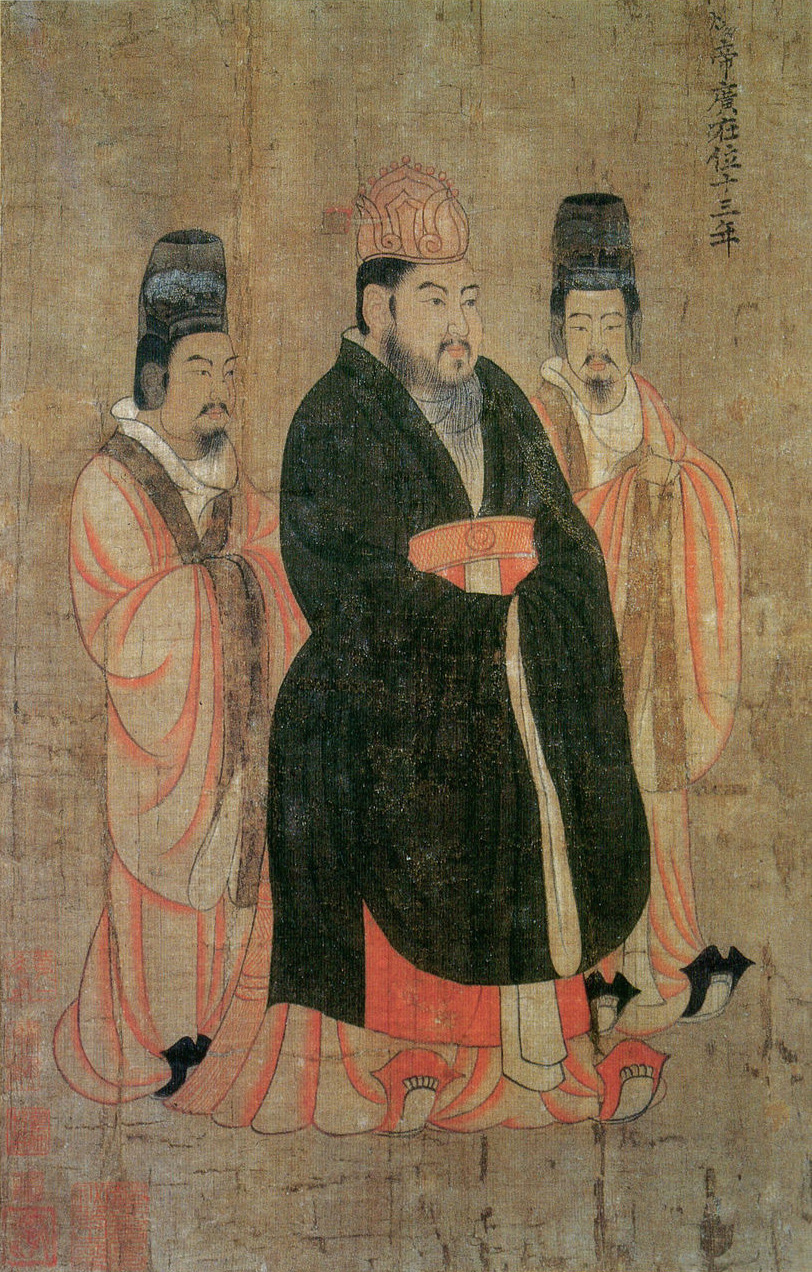
Portrait de l'empereur Sui Yangdi, commandé en 643 par l'empereur Tang Taizong, peint par Yan Liben (600–673).

#### Organisation administrative et exercice du pouvoir
Taizong entreprit de résoudre les problèmes internes avec le gouvernement, qui ont constamment rongé les dynasties passées, même s'il pouvait se reposer sur les importantes réformes des Sui qui ont déjà posé des bases solides.

##### Administration centrale
L'administration centrale des Tang était organisée autour de trois départements (省, shěng), qui devaient respectivement exécuter, revoir et rédiger les politiques de l'empire, décidées par le Conseil réuni autour de l'empereur : le Département des Affaires d’État (shangshu sheng), la Chancellerie (menxia sheng) et le Grand Secrétariat (zhongshu sheng). Il existait également six ministères (部, bù) placés sous la direction du Département des Affaires d’État. Chacun d'entre eux avait des domaines de compétence spécifiques : fonctionnaires (libu), finances (hubu), rites (libu), armée (bingbu), justice (xingbu) et travaux publics (gongbu),. Bien que les fondateurs de la dynastie Tang se plaçaient dans la lignée de la prestigieuse dynastie Han, la base de leur organisation administrative était héritée des dynasties du Nord et du Sud qui les précédaient plus directement.
Dans les faits, les empereurs Tang, qui pouvaient changer les titulaires de ces postes suivant leur volonté, se sont plus ou moins appuyés sur cet appareil bureaucratique, et ont pu trouver des moyens de le contourner pour exercer un pouvoir plus autocratique, en créant de nouveaux postes concédés à des personnes sur lesquelles ils désiraient s'appuyer. Xuanzong s'écarta ainsi de l'administration traditionnelle en créant des commissions chargées de missions de première importance (campagnes de recensement et de taxation, amélioration du transport et du contrôle du Grand Canal), confiées à des personnages qui en tiraient un grand prestige. Il se reposa également sur un groupe de lettrés, l'« Académie Hanlin », chargés de le conseiller dans sa prise de décision et de rédiger des actes impériaux en dehors des cadres habituels,. Les luttes de faction à la cour pouvaient faire bouger l'appareil politique, en fonction de la capacité de l'empereur à leur résister ou non, comme en témoignent la période entre le règne de Gaozong et celui de Xuanzong où tous furent fortement influencés par des impératrices et princesses, qui favorisèrent leurs parents ou clients. Il fallait également compter avec les grandes familles de l'aristocratie. Les plus importantes étaient celles originaires du Nord-Ouest, le Guanzhong (autour de Chang'an), d'où était également issue la famille impériale Tang. Elles occupèrent à plusieurs reprises les postes-clés de l'administration, même si elles furent mises à l'écart sous le règne de Wu Zetian. Les lignages prestigieux les plus anciens venaient quant à eux de l'Est, l'actuel Shandong (alors appelé Hebei), mais jouaient un rôle politique secondaire. Enfin l'aristocratie des anciennes dynasties du Sud était tenue éloignée des postes de l'administration centrale.

##### Administration provinciale

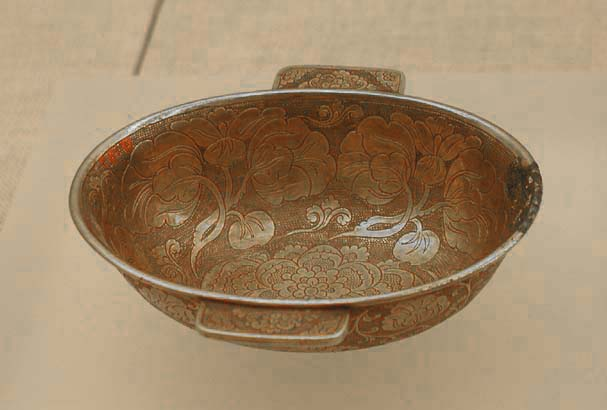
Coupe en or et argent avec motifs de fleurs de la période Tang.

L'empire Tang est divisé en quinze vastes provinces, les « circuits » (dao). Celles-ci sont subdivisées en plusieurs entités ayant souvent des origines antiques : les provinces/préfectures (zhou), les sous-préfectures ou districts (xian), les cantons (xiang) et les villages et quartiers urbains (li). Les administrateurs de ces circonscriptions peuvent disposer d'une grande latitude dans leur gestion, avec la possibilité de créer des taxes spéciales, des droits de douane, disposant de milices et troupes de corvéables importantes si la situation locale le préconise ; dans ce cas les risques de corruption et dérives autoritaires sont notables. D'autres provinces sont en revanche placées plus étroitement sous le contrôle de l’État. Ces charges sont généralement contrôlées sur plusieurs générations par les lignages de l'élite provinciale, participant activement aux examens impériaux, bien qu'elle soit sauf exceptions tenue à l'écart des postes de l'administration centrale.

##### Mesures économiques
Les Tang préservèrent l'habitude d'interventionnisme étatique dans l'économie : émission de monnaie, contrôle des prix et des modalités des échanges, etc. Le système de répartition égalitaire des terres des Wei du Nord (386-534) fut également conservé, même s'il connut quelques modifications. Divers impôts et taxes étaient prélevés. Les plus importants pesaient sur les paysans : il s'agissait d'impôts sur les terres (évalués en fonction de leur surface) et sur les hommes. Les activités commerciales étaient elles aussi fortement imposées. De plus, les sujets devaient des périodes de corvées à l’État. Enfin, une autre forme importante d'intervention du gouvernement dans l'économie était l'existence de monopoles étatiques sur le sel et le thé.

##### Lois et exercice de la justice
Se fondant sur le code juridique de ces derniers, Taizong fait paraître le Code Tang, sur lequel les dynasties suivantes, mais également les voisins au Viêt Nam, en Corée et au Japon vont se baser. Le code juridique le plus ancien à survivre est celui établi en 653. Il est divisé en 500 articles spécifiant les différents crimes et peines qui peuvent être dix coups avec un bâton léger, cents coups avec une lourde tige, l'exil, la servitude pénale ou l'exécution. Le code juridique distingue clairement différents niveaux de sévérité dans les peines infligées lorsque des membres de la hiérarchie sociale ou politique commettent le même crime. Par exemple, la sévérité de la peine est différente lorsqu'un serviteur ou un neveu tue un maître ou un oncle et lorsqu'un maître ou un oncle tue un serviteur ou un neveu. Le Code Tang est en grande partie conservé par les codes juridiques suivants, comme ce fut le cas pour le code de 1397 avec la dynastie Ming (1368-1644), même si plusieurs révisions sont apportées par la suite. Concrètement, l'exercice de la justice était confié aux administrateurs locaux, à moins que l'affaire soit trop complexe et trop importante, auquel cas elle pouvait être renvoyée à des administrateurs de rang supérieur. Les accusés pouvaient être emprisonnés et torturés, de façon à obtenir leurs aveux. Les audiences étaient publiques et mises en scène de façon très cérémonielle.

#### Fonction publique et examens impériaux

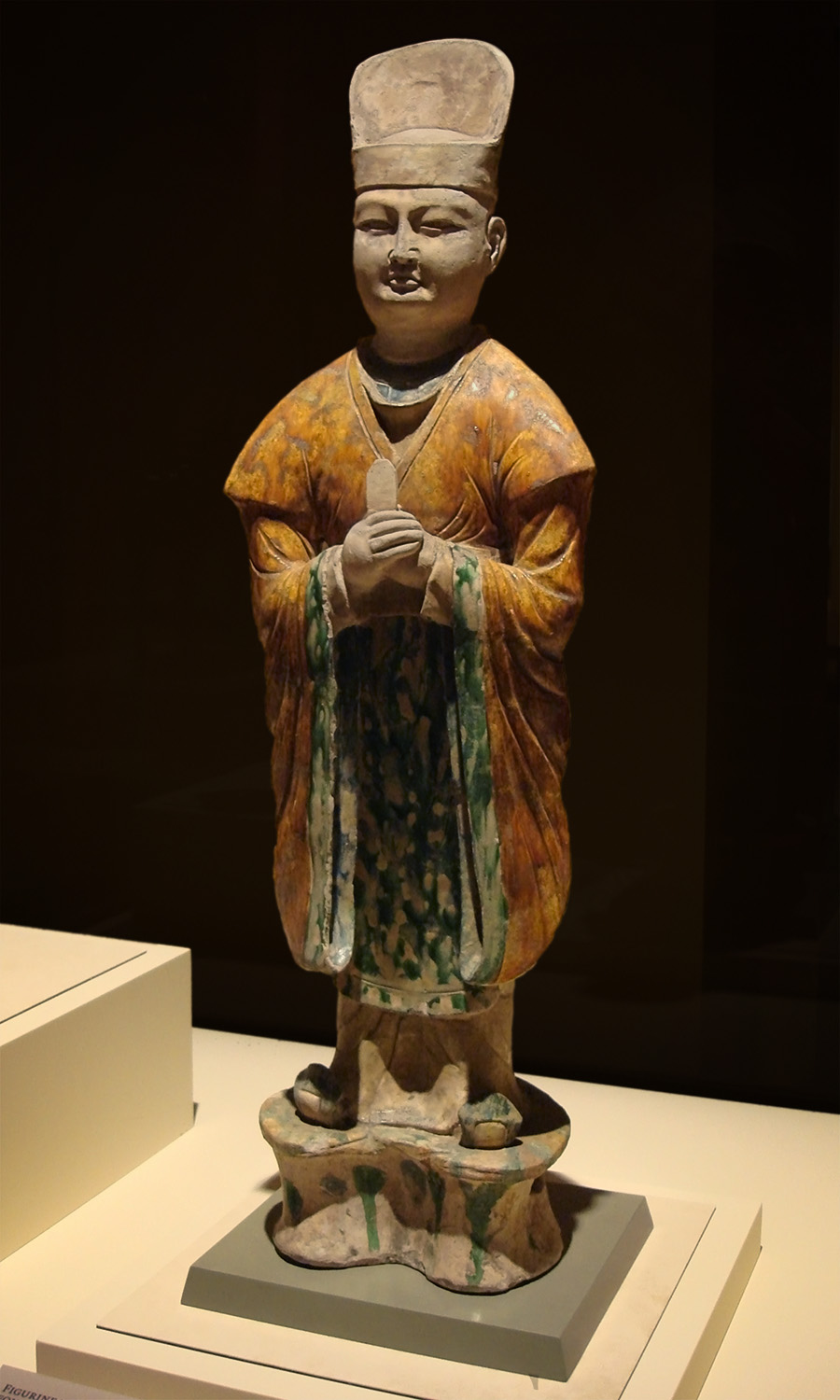
Statue Tang d'un fonctionnaire civil habillé d'un Hanfu, fabriquée en style sancai.

Pour recruter ces fonctionnaires que l'on veut talentueux et dévoués, les Sui ont abandonné le système des neuf-rangs en vogue durant la période de division, en faveur d'un système d'examens impériaux qui est systématisé par les Tang. Ceux qui aspirent à un poste dans la fonction publique et à progresser dans l'échelle des grades ouvrant des postes de plus en plus prestigieux doivent passer plusieurs examens. Les examens de doctorat (ju) sont la première étape, donnant un rang modeste, ouverts aux fils des familles éminentes mais aussi à des personnes plus modestes dont le talent potentiel a été repéré par les autorités de leur province. À ce stade deux types d'examens sont plus importants : le mingjing et le jinshi. Le mingjing se fonde sur les classiques confucéens et teste les connaissances des étudiants sur une grande variété de textes. Le jinshi teste les capacités littéraires des étudiants en proposant l'écriture d'essais en réponses à des questions sur la gouvernance et la politique, mais également les compétences à écrire de la poésie. Les candidats sont également jugés sur leur comportement, leur apparence, leur aisance orale et le niveau de compétence en calligraphie, des critères suffisamment subjectifs pour permettre de ne choisir que les candidats des familles aisées au détriment des plus modestes, qui n'ont pas les moyens d'être éduqués aux compétences de la rhétorique et de l'art de l'écriture. Une fois admis au doctorat, les fonctionnaires de rang secondaire peuvent passer l'examen de choix des fonctionnaires (xuan), ouvrant aux fonctions supérieures.
Le système de recrutement des fonctionnaires n'est donc pas réellement méritocratique, mais fortement offert aux « héritiers ». Les charges les plus importantes ne sont en principe accessibles qu'aux membres des familles les plus éminentes, à savoir ceux qui avaient un certain degré de parenté avec l'empereur et dont les aïeux servaient déjà l’État. Après avoir reçu une première éducation solide (classiques confucéens, calligraphie, poésie), ils étudient dans les académies les plus importantes de la capitale, recevant donc la formation adéquate pour réussir les concours dont ils monopolisent les places d'honneur. À l'inverse les lignages d'origine récente et des provinces ont moins de chance de réussite dans une carrière de la haute fonction publique, et sont cantonnés aux fonctions subalternes. Cependant il reste en principe essentiel d'avoir un parcours méritant (présentation du dossier personnel avec notation des supérieurs hiérarchiques précédents) et de passer plusieurs contrôles, chaque fonctionnaire devant passer un examen annuel contrôlant ses mérites.
On estime néanmoins que cette procédure compétitive classant les élites de l'empire dans des rangs et fonctions étroitement contrôlées par l’État permet d'intégrer les meilleurs talents au gouvernement et d'administrer le plus efficacement possible le vaste territoire impérial tout en évitant l'accaparement du pouvoir local par une sorte d'aristocratie héréditaire. En effet, les dirigeants Tang, conscients que la dépendance impériale envers les familles aristocratiques et les seigneurs de la guerre peut avoir des conséquences déstabilisantes, créent un corps de carrière de fonctionnaires n'ayant aucun pouvoir territorial autonome. Le code Tang assure la division égale des propriétés héritées entre les héritiers légitimes, permettant un peu de mobilité sociale et évitant l'accumulation de pouvoir dans certaines familles via la primogéniture. Il s'avère que les fonctionnaires acquièrent un statut local qui s'ajoute au statut qui leur vient du fait de partager les valeurs qui sont celles de la cour impériale. Ils servent ainsi souvent d'intermédiaires entre les classes de bas niveau et le gouvernement. Les dynasties Sui et Tang posent donc les bases d'une fonction publique constituée de fonctionnaires érudits partageant une culture commune forgée en partie par ces examens, et ils institutionnalisent cette pratique. Elle fut par la suite approfondie par les Song et les dynasties suivantes,,.

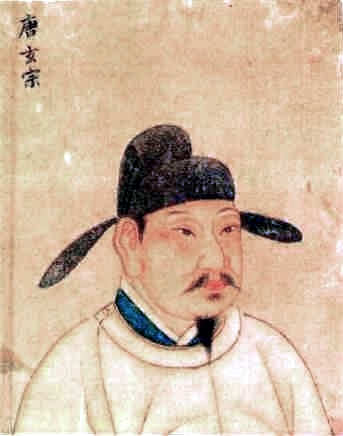
L'empereur Tang Xuanzong habillé de la robe et d'un chapeau de fonctionnaire.

### Politique militaire et étrangère

#### Les conquêtes des premiers Tang
La première période de la dynastie Tang correspond à une expansion territoriale remarquable, conduisant les armées impériales sur des terrains qui n'avaient plus été soumis par des armées chinoises depuis l'époque glorieuse des Han, et même au-delà.

##### La défaite des Turcs
Le premier adversaire extérieur des Tang furent les Turcs, ou Tujue, qui avaient constitué au milieu du VIe siècle un puissant empire après avoir supplanté les Ruanruan. Leurs souverains, appelés qaghan, dominaient une sorte de confédération regroupant différents groupes de populations sur un vaste territoire allant de la Caspienne à la Mandchourie. Au début des Han, les Turcs étaient divisés en deux grandes entités, Turcs orientaux et Turcs occidentaux, ce qui ne les avait pas pour autant affaiblis, les seconds prenant le pas sur les premiers, minés par une série de conflits successoraux. Les deux premiers empereurs Tang avaient repris l'attitude des empires chinois précédents vis-à-vis des Turcs, c'est-à-dire une politique de présents visant à acheter leur soutien, ou du moins leur non-intervention. Ces relations pacifiques étaient facilitées par le fait qu'ils connaissaient les Turcs depuis longtemps car ils étaient à l'origine à la tête de garnisons frontalières faisant face à eux, connaissaient bien leurs techniques de combat car leurs troupes comprenaient sans doute des mercenaires turcs, et que comme de nombreux aristocrates des Zhou du Nord leur famille avait sans doute des liens matrimoniaux avec les élites turques. Au début du règne de Taizong, les Turcs se retrouvèrent cependant affaiblis, faisant face à des révoltes et à des problèmes climatiques ayant décimé leurs troupeaux et leurs récoltes. En 629, les troupes Tang s'allièrent aux insurgés pour infliger une sévère défaite aux Turcs orientaux. Taizong prit le titre de « Qaghan céleste », symbolisant sa suzeraineté sur les tribus turques de l'Est. Il en profita pour incorporer à nouveau des guerriers turcs parmi ses troupes,.

##### L'expansion occidentale

Les campagnes du règne de Tang Taizong dans le Turkestan oriental.

Ce premier succès aboutit donc au renforcement de l'armée des Tang. Les terres du Nord-Ouest étaient un atout crucial pour lui permettre d'utiliser les importants pâturages pour élever des chevaux dont elle avait désespérément besoin,. Cela servit de base à de nouvelles conquêtes vers l'Ouest. Les Xueyantuo, qui avaient appuyé auparavant les Tang contre les Turcs, puis les Turcs occidentaux furent vaincus. Dans les années qui suivirent, les grandes cités de l'actuel Xinjiang passèrent sous domination chinoise : Hami, Turfan, Karashahr, Kucha. En 649, à la mort de Taizong, les Turcs se révoltèrent pour s'extraire du joug Tang, mais ils furent défaits à nouveau. Les troupes chinoises étendirent alors leur influence au-delà du Pamir, sur les cités du Turkestan occidental : Samarcande, Boukhara, Tachkent, etc. En 648, un général chinois intervient même dans une querelle successorale en Inde du Nord,.

##### Protectorats et tributaires

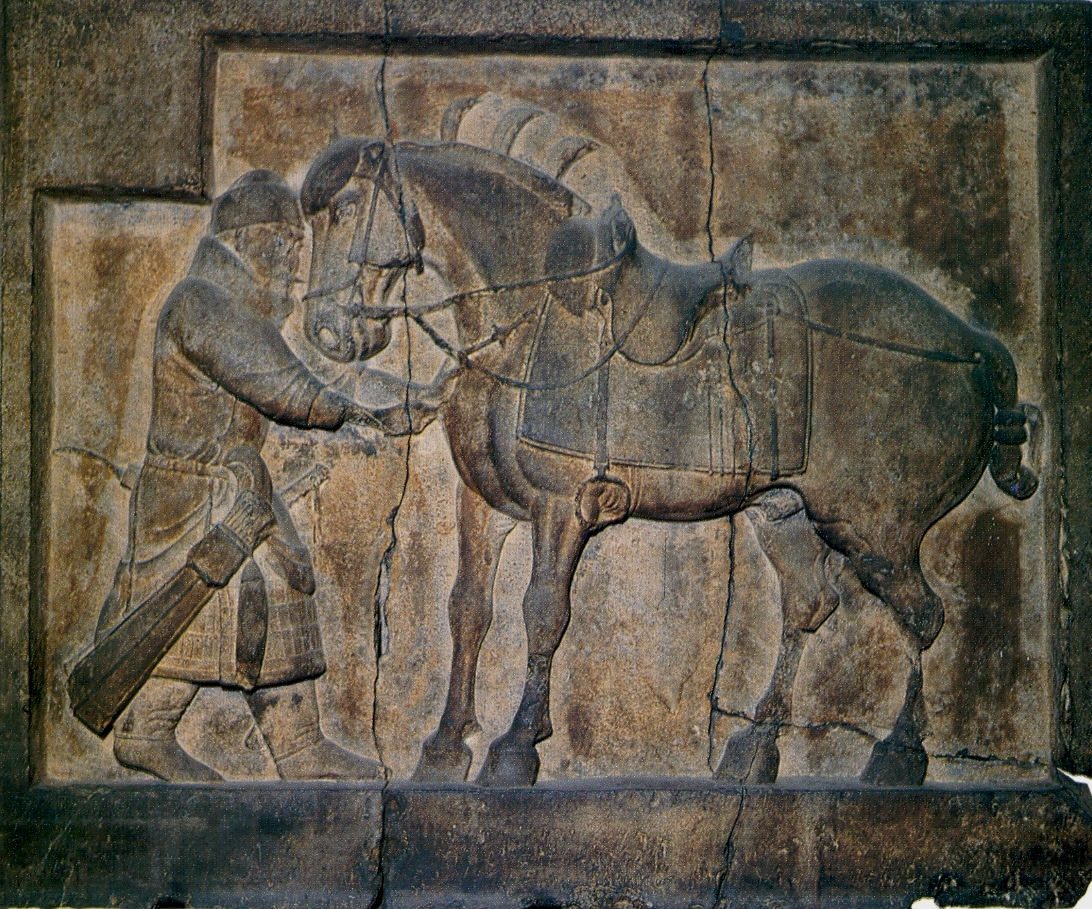
Portrait d'un cheval favori de Taizong, équipé d'une selle et d'étriers. Un général lui retire une flèche. Bas-relief, tombe de l'empereur Taizong.

Le VIIe siècle et la première moitié du VIIIe siècle sont généralement considérés comme le zénith de la dynastie Tang. L'empereur Tang Xuanzong mène l'Empire céleste à son âge d'or alors que la route de la soie prospère, avec une influence en Indochine dans le sud, la mainmise sur le massif du Pamir et le protectorat du Cachemire à la frontière perse à l'ouest.
Certains royaumes payaient des tributs à la dynastie Tang dont le Cachemire, le Népal, Hotan, Kucha, Kashgar, le Japon, la Corée, Champa et les royaumes localisés dans les vallées d'Amou-Daria et Syr-Daria,. Un autre moyen employé par les Tang pour renforcer leurs liens avec les royaumes voisins était l'alliance matrimoniale, des princesses étant mariées à des souverains étrangers à plusieurs reprises.
Après la répression de l'importante révolte des Turcs en 657, l'empereur Gaozong établit plusieurs protectorats gouvernés par un Général de Protectorat ou un Grand Général de Protectorat. Ceux-ci étendirent la sphère d'influence des Chinois jusqu'à Hérat en Afghanistan occidental. Les Généraux de Protectorat possédaient une grande autonomie pour résoudre les crises locales sans attendre l'approbation du gouvernement central. Par la suite, ce furent les gouverneurs militaires des marches frontalières (jiedushi) qui jouèrent le plus grand rôle.

##### Les guerres orientales
À l'Est de l'empire, le principal adversaire était le royaume coréen de Koguryo, qui avait réussi à repousser les Sui, durant une campagne dévastatrice qui avait largement participé à la chute de cette dynastie. Il n'était pour autant pas dominant dans sa propre région, puisqu'il partageait la péninsule coréenne avec deux autres royaumes, Paekche et Silla. Ces trois royaumes avaient envoyé des présents au premier empereur Tang, symbole de leur soumission nominale, et envoyé des princes pour étudier à Chang'an, mais ils restaient indépendants. En 642, le prince sinisé qui devait monter sur le trône de Koguryo fut renversé, ce qui provoqua l'intervention des Tang. Trois campagnes furent repoussées durant les dernières années du règne de Taizong. Son successeur Gaozong eut plus de succès : il s'allia avec Silla, envoya ses troupes occuper Paekche, puis l'emporta enfin contre Koguryo. Les conflits suivants permirent à Silla d'unifier la péninsule coréenne, processus parachevé dans les années 670.

#### L'évolution de l'organisation militaire

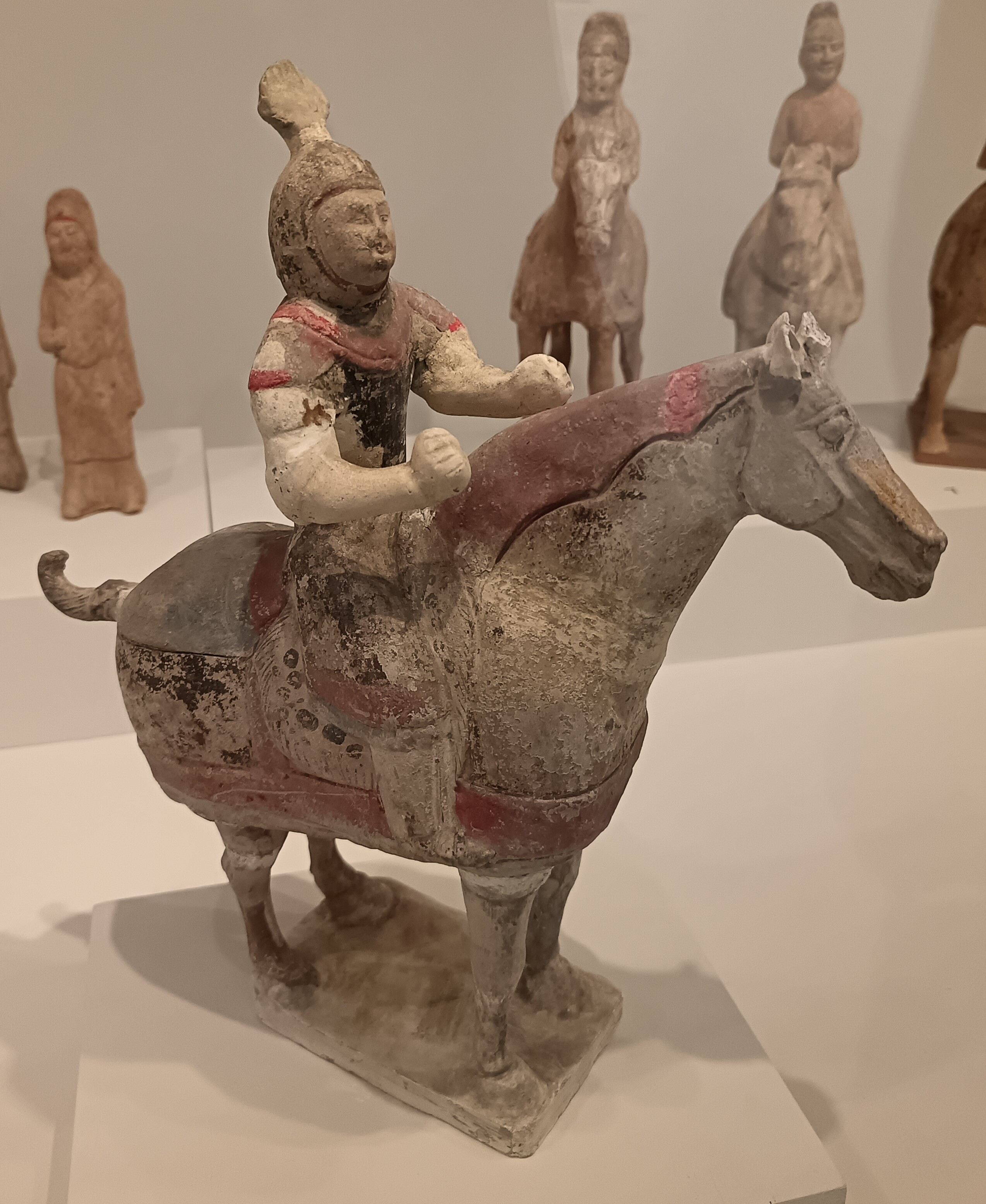
Cavalier en armure monté sur un cheval cuirassé. Tombe du prince Yide (construite en 706), Xianyang. Musée de l'histoire du Shaanxi.

Les grandes conquêtes des Tang reposaient sur un appareil militaire hérité des dynasties du Nord (Wei du Nord, Wei de l'Ouest, Zhou du Nord). Il était encadré par l'élite militaire du Nord-Ouest, composée de grandes familles aux racines chinoises, xianbei et parfois turques, dont les lignages fondateurs des dynasties Sui et Tang sont de parfaits exemples. Ils disposaient de troupes héréditaires d'élite issues de l'aristocratie, ainsi que de troupes étrangères (de plus en plus turques) qui avaient été incorporées à la suite de victoires militaires. À la suite des réformes militaires de Gaozu et Taizong, les troupes des Tang reposaient sur l'armée prétorienne stationnée dans la capitale Chang'an et ses alentours, servant de sorte de garde impériale, et les garnisons appelées fubing, composées de soldats-paysans et disséminées dans toute la partie Nord de l'empire, qui devaient en principe assurer leur propre équipement de base par leurs activités agricoles (qui étaient souvent dévolues à des sortes de serfs attachés aux terres des garnisons), tout en maintenant un entraînement régulier, le gouvernement central leur fournissant l'équipement le plus lourd et dispendieux et les exemptant de taxes et de corvées,. Le corps d'élite de ses troupes était la cavalerie, héritière des innovations militaires de peuples du Nord et du Nord-Ouest, qui avaient été adoptées en Chine durant la période de division. Les haras impériaux fournissaient les chevaux nécessaires à ce corps d'armée.
La menace croissante que faisaient peser les adversaires occidentaux de l'empire, au premier chef les Tibétains, entraîna une évolution de cette organisation militaire, plutôt efficace pour les guerres offensives. Les gouvernements de Wu Zetian et de Xuanzong durent se reposer de plus en plus sur des garnisons stationnées aux frontières. Elles furent formalisées en 737 : on détermina un quota de soldats à recruter pour les occuper, que l’État devait rémunérer par un salaire, tout en les exemptant de corvées et de taxes, et en leur offrant si besoin des terres à faire exploiter par leurs dépendants. Les garnisons intérieures fubing furent finalement abolies en 749. L'armée de la capitale préserva son importance, mais il fallait désormais compter de plus en plus avec les troupes frontalières et leurs commandants, de plus en plus des généraux d'origine étrangère. Les élites du Nord-Ouest se détournèrent alors des carrières militaires, d'autant plus qu'elles en furent souvent écartées par les gouvernements successifs, qui s'en méfiaient. En 742 furent établies des provinces militaires frontalières, confiées à des gouverneurs militaires (jiedushi) disposant de prérogatives importantes, qui empiétèrent sur celles de l'administration civile, en premier lieu la collecte des taxes et l'octroi de titres. Ils devinrent en quelques années de véritables potentats dominant les régions frontalières, et disposant du gros des forces militaires de l'empire. En 747, le ministre Li Linfu décréta qu'ils ne devaient être recrutés que parmi les généraux non-Chinois, sous prétexte qu'ils étaient de meilleurs commandants militaires. Cela permit l'émergence de généraux puissants et ambitieux, dont les archétypes sont Gao Xianzhi (en) et surtout An Lushan, qui précipitèrent le déclin de l'empire.

#### Les premiers revers
La période des conflits coréens de l'empire Tang coïncida à l'Ouest avec l'émergence d'un nouvel adversaire, le Tibet (le royaume de Tubo des textes chinois de l'époque). Les premières relations entre les deux entités furent pourtant d'apparence cordiales : la tradition a retenu le mariage de la princesse chinoise Wencheng au roi tibétain Songtsen Gampo (première moitié du VIIe siècle),. Cette soumission apparente n'empêcha pas les Tibétains de s'étendre en direction du Sud-Ouest de l'empire Tang, s'alliant au royaume de Nanzhao situé dans l'actuel Yunnan. Les années suivant la mort de Songtsen Gampo, surtout après 670, virent les troupes tibétaines devenir plus offensives contre les Chinois, s'étendant en direction de leur Nord. Elles prirent plusieurs grandes villes du Turkestan oriental : Khotan, Yarkand, Kashgar et Kucha. Les Tang tentèrent alors de leur faire face en cherchant des alliés contre eux en Inde du Nord, mais ils n'avaient pas les moyens de les vaincre militairement après leurs difficiles campagnes coréennes,. Ce revers n'était que le premier d'une série qui devait amorcer le déclin de l'influence des Tang en Asie. En 750, le Nanzhao, devenu plus puissant, s'étendait sur les provinces du Sud-Ouest de l'empire. Il défait lourdement une armée Tang à Xiaguan en 751. En 754, une nouvelle armée est dépêchée par les Tang, mais elle essuie à son tour une défaite, qui consolide encore plus le Nanzhao. Au même moment, les troupes chinoises dominant le Turkestan occidental dirigées par Gao Xianzhi (en) faisaient face à l'arrivée des troupes arabo-musulmanes. Celles-ci leur infligèrent une défaite à la bataille de Talas, également en 751, après quoi ils décimèrent les élites de la région et la placèrent sous leur coupe, sans toutefois pousser plus loin vers l'est. Plus près de l'empire, la région de Hami vit la formation dans ces mêmes années du royaume des Ouïghours, amené à être un rival de taille pour les Tang.

## La seconde ère Tang (756-907)
La révolte d'An Lushan et la fin de règne de Xuanzong marquent une rupture fondamentale dans l'histoire chinoise, et la seconde partie de la dynastie Tang est par bien des aspects différente de la première. Ce phénomène a été mis en évidence par l'historien japonais Naitō Konan, qui y voyait le début d'une longue période de transition entre une Chine « médiévale » et une Chine « moderne », qui inclut aussi la majeure partie de la dynastie Song (960-1279), et son intuition a globalement été confirmée par la suite. Cette phase est marquée par des évolutions affectant toute la société : les institutions politiques, économiques et militaires héritées de l'empire Han et de ses tendances centralisatrices sont abandonnées, en faveur d'une société et d'une économie marquées par un poids moins important des institutions étatiques, une plus grande importance des villes et du commerce. Une nouvelle manière de gouverner se met en place, avec la fin de la suprématie de l'aristocratie traditionnelle de la capitale supplantée par les gouverneurs militaires disposant d'une armée personnelle et les commissionnaires et autres grands administrateurs issus de catégories sociales plus variées qu'auparavant et plutôt implantés dans les provinces. Géographiquement, les riches régions rizicoles du bassin du Yangzi et de l'extrême Sud deviennent prépondérantes aussi bien sur le plan démographique qu'économique, avec notamment l'essor vigoureux du commerce maritime.

### La révolte d'An Lushan

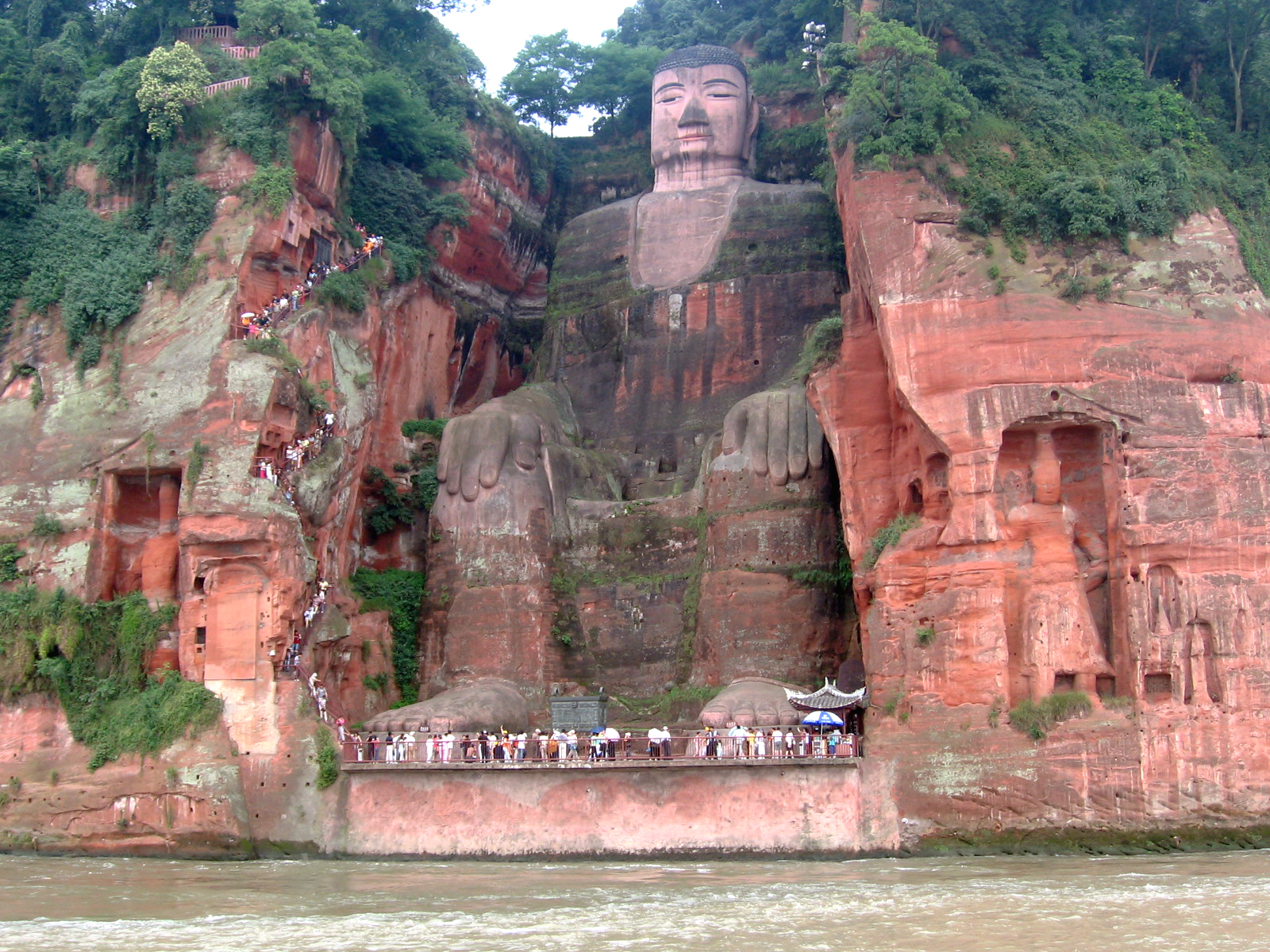
Le Grand Bouddha de Leshan, 71 m de haut, construit entre 713 et 803.

La révolte d'An Lushan éclata vers la fin de l'année 755. Le général s'était alors réfugié dans sa province militaire, le Hebei, où il disposait d'importantes troupes. Il réussit à s'emparer de Luoyang, et se proclama empereur d'une nouvelle dynastie, celle des Yan. Puis il conduisit une attaque en direction de Chang'an, qui fut stoppée dans la passe de Tong par les troupes impériales conduites par le général Guo Ziyi, l'un des plus puissants gouverneurs militaires,. Le ministre Yang Guozong commença alors à redouter ce dernier, et convainquit l'empereur Xuanzong de conduire une offensive contre An Lushan. Celle-ci fut catastrophique pour les Tang, et cela incita Yang Guozong à organiser la fuite de l'empereur dans le Sichuan, région bien protégée des offensives extérieures, d'où sa famille était originaire, pendant qu'An Lushan pouvait investir Chang'an. Cependant, durant cet exil, la garde impériale se révolta, exécuta Yang Guozong puis sa sœur la concubine Yang Guifei, à qui ils imputaient les malheurs de l'empire, devant un Xuanzong impuissant. Une fois dans le Sichuan, l'empereur fut démis par son fils, Suzong (756-762).
Malgré leurs premiers succès, les troupes rebelles d'An Lushan ne purent pousser plus loin, leurs offensives étant bloquées par les généraux loyalistes aussi bien dans leurs tentatives d'expansion vers l'Ouest que dans celles vers le Sud. An Lushan fut finalement assassiné par ses généraux. Sa succession fut prise par son fils, An Qingxu. Cela offrit au gouvernement Tang, conduit par le ministre Li Bi (ou Li Mi) l'opportunité de reprendre la main sur les opérations militaires. Comme il fallait compenser le fait que le gros des troupes impériales avait été détruit à la suite des défaites en Asie centrale et au Yunnan puis contre les rebelles, il s'allia aux Ouïghours contre un lourd tribut. Ceux-ci détachèrent 4 000 cavaliers pour le soutenir. Avec leur appui, le général Guo Ziyi parvint à reprendre Chang'an puis Luoyang à la fin de l'année 757. Les Tang arrêtèrent alors de payer les troupes ouïghoures, qui repartirent. Les généraux loyalistes échouèrent à remporter une victoire décisive contre les rebelles en raison d'une tempête de sable qui reporta la bataille, et chacun retourna dans ses bases respectives, laissant le conflit en suspens. Cela offrit donc un répit aux insurgés : An Qingxu fut assassiné par un de ses lieutenants, le Turc Shi Shiming, qui s'établit dans le Hebei et se proclama à son tour empereur de la dynastie Yan. Celui-ci fut assassiné en 761 par son propre fils Shi Chaouyu. Pour en finir, les Tang firent à nouveau appel aux Ouïghours, à qui ils livrèrent Luoyang avec la possibilité de la piller pour payer leurs services. Cela eut au moins pour effet d'affaiblir définitivement les rebelles. L'année suivante, Shi Chaoyu se suicidait, mettant fin à la période de troubles initiés par le soulèvement d'An Lushan,.

### Évolutions des rapports de pouvoir
La rébellion avait considérablement affaibli l'autorité des empereurs Tang, même si ceux-ci restaient reconnus comme souverains de l'empire. Ils composèrent dans les provinces avec des généraux disposant d'un pouvoir et d'une autonomie de plus en plus importantes, et à la cour avec des ministres et également des eunuques prenant un rôle croissant dans les affaires. Une poignée d'empereurs dynamiques assura cependant la continuité de la dynastie pendant près d'un siècle, à la suite de réformes fiscales et également de concessions aux pouvoirs provinciaux.

#### Le difficile rétablissement de l'autorité impériale

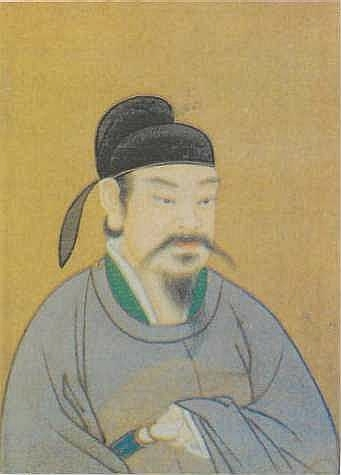
Portait de l'empereur Xianzong.

L'incapacité du gouvernement central à exercer pleinement son autorité rejaillit inévitablement sur le prestige des empereurs. Sauf quelques exceptions, les empereurs de la seconde partie de la période Tang furent des personnages peu influents, souvent considérés comme médiocres. Daizong (762-779) fut peu efficace face aux chefs militaires, dans un empire qui pansait encore les plaies laissées par la révolte. Le règne de Dezong (779-805), appuyé par des ministres très actifs (Yan Yang, Lu Zhi) qui remirent en particulier en ordre le système fiscal, fut l'un des plus volontaires, mais dut reculer devant l'opposition militaire des provinces. En plus de se reposer sur des ministres lettrés ayant souvent accompli des études poussées et réussi brillamment leurs examens, cet empereur favorisa également la croissance du rôle des eunuques à la cour impériale, puisqu'il leur confia la direction de sa garde, l'« Armée de la divine stratégie » (shence jun).
Xianzong (805-820) tira parti des avancées de son prédécesseur pour remporter des succès aussi bien dans les affaires intérieures qu'extérieures, mettant au pas plusieurs provinces et renforçant l'efficacité du système fiscal. Mais l'importance croissante des eunuques, dont les troupes avaient activement participé aux victoires de l'empereur, finit par se retourner contre le pouvoir impérial. Cette tendance s'affirma sous les règnes suivants, qui virent également l'émergence des « factions » (dang) opposant les ministres les plus en vue à la cour, comme Niu Sengru et Li Deyu dans les années 820. La vie à la cour devint alors plus violente, et le pouvoir impérial en pâtit. En 827, les eunuques assassinèrent l'empereur Jingzong et le remplacèrent par Wenzong (827-840), qu'ils placèrent sous leur coupe. En 835 ce dernier tenta de les renverser lors de l'« Incident de la rosée douce », mais il échoua,. Wuzong (840-846) et Xuanzong (846-859) réussirent à maintenir l'autorité impériale, en réduisant l'influence des eunuques et en remportant des succès à l'extérieur (chute de l'empire tibétain, défaite des Ouïghours) et contre des gouverneurs militaires ; le premier est aussi passé à la postérité pour sa politique de répression du bouddhisme en 845-846. Leur règne fut une sorte d'« été indien » (S. A. M. Adshead) de la dynastie Tang, durant lequel l'administration était redevenue efficace, l'insécurité intérieure et les menaces extérieures jugulées. Après eux, le pouvoir des empereurs Tang entra dans un déclin irrémédiable.

#### Les rivalités entre la cour et les provinces
Une des origines de la révolte d'An Lushan était l'inflation considérable du pouvoir placé entre les mains des gouverneurs militaires (jiedushi), qui avaient permis aux rebelles de disposer de troupes et de moyens militaires considérables. La victoire des Tang ne fut pourtant pas l'occasion de remédier à cela, bien au contraire. Ils avaient dû s'appuyer sur des généraux disposant de postes de gouverneurs militaires frontaliers, et également implanter des gouverneurs militaires dans des provinces intérieures. Ce fut donc l'occasion pour de nouveaux généraux d'émerger. De plus, les chefs rebelles du Nord-Est s'étant soumis aux Tang en 763 reçurent également des titres de gouverneurs. Comme chacun disposait de ses propres troupes et de son propre commandement, la coordination générale des opérations était compliquée, voire impossible en raison des rivalités entre chefs de guerre. À la fin de la rébellion, une quarantaine de gouverneurs combinant pouvoirs civils et militaires avait été installée dans les provinces.
La rivalité entre ces potentats provinciaux et la cour centrale qui s'installa alors devait durer jusqu'à la fin de la dynastie. Elle éclata en premier face aux gouverneurs dans le Nord-Est et l'Est (actuels Hebei et Shandong, régions des rivières Han et Huai), dont plusieurs anciens rebelles. Leurs liens avec le pouvoir central étaient en effet très distendus, et leur soumission n'était que nominale, en dehors des impôts qu'ils envoyaient régulièrement à la capitale, puisqu'ils nommaient leurs propres successeurs, fondant ainsi de véritables dynasties locales. En 781, l'empereur Dezong envoya ses troupes contre le gouverneur de Chengde (Hebei), mais les faibles moyens alloués aux gouverneurs militaires chargés de la répression entraîna l'échec final de celle-ci, le rejet de l'autorité impériale par d'autres potentats locaux, et la cour dut trouver un compromis aboutissant à l'autonomie de fait de plusieurs des provinces du Nord-Est et de l'Est en 786. Elle fut en revanche moins conciliante avec celles disposées le long du Grand Canal, essentiel pour l'approvisionnement du Nord et sa survie économique, comme en témoigne la répression de leur soulèvement sous le règne de Xianzong. Fort de cela, cet empereur parvint à contrôler les nominations d'un plus grand nombre de gouverneurs que ne le faisaient ses prédécesseurs, et réduisit leur pouvoir militaire,. La dernière grande victoire du pouvoir impérial contre les provinces eut lieu sous le règne de Wuzong, avec la défaite de la province de Zhaoyi (entre les actuels Shanxi, Hebei et Henan),.

#### Réforme du système de finances et de taxation
Les pertes territoriales et la désorganisation administrative de l'empire imposaient une réforme du système de taxations pour à nouveau donner des moyens financiers à l'administration impériale. Ces réformes furent conduites sous les règnes de Daizong (762 — 779) et Dezong (779 — 805). À l'initiative du ministre Liu Yan (715-780), on instaura un monopole gouvernemental sur le sel et le fer. Le premier en particulier devait permettre de générer des revenus considérables pour l’État, car c'était une denrée de première nécessité indispensable à la vie de tous les jours. La commission gérant le monopole sur le sel, installée dans le Sud à Yangzhou, devint un véritable gouvernement parallèle, doté d'une grande puissance,. Dès 780, il fournissait la moitié des revenus de l’État. Ces deux premiers monopoles furent complétés par ceux sur l'alcool en 764, et sur le thé en 793. La fiscalité reposant sur les échanges devint désormais essentielle pour l’État, profitant du formidable essor commercial que connut le pays à partir du VIIIe siècle, concernant en premier lieu le Sud, devenu essentiel pour l'empire après la perte de contrôle des provinces d'une large partie du Nord.
En 780, le système fiscal de base fut réformé de fond en comble avec l'instauration du système des « deux taxes saisonnières » (liangshui fa), initiative du ministre Yang Yan qui avait supplanté Liu Yan. Il n'était en effet plus possible de procéder au recensement des familles permettant à l'ancien système de taxation par tête de perdurer, et on le remplaça par un système reposant plus sur les revenus. Désormais, chaque maisonnée de cultivateur devait s'acquitter de cette taxe deux fois par an (en été et en automne), d'où le nom de l'imposition, en fonction de son rang déterminé par la superficie qu'elle mettait en culture,,.
Le règne de Dezong vit également la mise en place de contributions officieuses, des tributs payés par les gouverneurs qui allaient directement dans la caisse de l'empereur. Cela permit à ses successeurs qui poursuivirent la pratique de disposer de revenus qu'ils pouvaient utiliser suivant leur volonté, inaccessibles à l'administration formelle.
Avec le temps, le pouvoir des commissions chargées du monopole du sel, de loin le plus lucratif et le plus aisé à contrôler en raison du peu de régions productrices, s'étendit au reste de la fiscalité. En 810 elles prirent le contrôle des taxes agricoles dans le Sud. Prenant alors une importance croissante, elles devinrent quasiment une administration civile de ces territoires, d'autant plus que l'habitude fut prise de nommer gouverneurs des commissionnaires chargés du monopole du sel. Le succès de ce système profita aussi à ceux qui avaient émergé au sein de son administration au niveau local, développant une expertise fiscale et financière sur laquelle ils surent capitaliser pour prendre une plus grande importance dans l'administration et la société.

#### La rétraction de l'espace impérial
Les années précédant la révolte d'An Lushan avaient vu les troupes Tang essuyer leurs premiers revers majeurs à l'extérieur : défaites contre le Nanzhao en 750, à Talas dans le Turkestan occidental en 751, pertes territoriales contre les Tibétains, émergence du royaume ouïghour. La révolte empêcha les Tang d'être actifs à l'extérieur, et au contraire elle les poussa à chercher des alliés étrangers pour la réprimer. Les Ouïghours profitèrent de la situation pour faire payer leur soutien à fort prix, tout en s'étendant dans le Gansu et autour de Turfan. Le reste des anciennes possessions Tang dans le Turkestan oriental (l'actuel Xinjiang) tomba sous la coupe des Tibétains. En 763, alors que les troupes Tang sont concentrées vers Luoyang, ils parviennent à piller les haras impériaux du Ningxia, puis la capitale Chang'an.
Dès lors, les Tibétains effectuèrent régulièrement des razzias contre la frontière occidentale de l'empire Tang, située désormais vers l'actuel Gansu oriental (passe de Yumen). Dezong passa en 783 un traité avec eux pour établir une paix durable, au prix de la reconnaissance de leurs conquêtes. Mais les Tibétains passèrent outre les dispositions de l'accord, appuyant les révoltes de gouverneurs chinois. Dezong raviva alors l'alliance avec les Ouïghours pour contrer les Tibétains, mais cela se solda par un échec militaire en 790, marquant l'apogée de l'empire tibétain. C'est le gouverneur militaire du Sud-Ouest du Sichuan, Wei Gao, qui parvint à renverser la situation. Il s'allia au Nanzhao en 794, et remporta dès lors plusieurs victoires contre les Tibétains, qui culminèrent avec la prise de leur capitale Lhassa en 801. L'empire tibétain tomba alors dans une phase de déclin et s'effondra durant les années qui suivirent, ce qui permit un retour de l'administration chinoise en direction du Nord-Ouest. Au Sud-Ouest en revanche, les gouverneurs militaires succédant à Wei Gao ne purent pas faire face aux entreprises grandissantes du Nanzhao. Le Sichuan subit plusieurs expéditions, qui parvinrent parfois jusqu'à Chengdu, et l'extrême Sud de l'empire, autour de l'actuelle Hanoï, fut perdu en 827. Une grande expédition fut lancée en 865-867 contre ce rival méridional, la dernière que put entreprendre le pouvoir Tang, mais elle échoua et fut suivie par une contre-offensive conclue par la perte de Chengdu, qui dura quelques années.
À l'Est, le royaume coréen de Silla s'était rendu définitivement autonome des Tang. Ceux-ci conservèrent des relations cordiales avec le Japon. Plusieurs ambassades impériales chinoises au Japon sont attestées pour cette époque. Ces missions diplomatiques ne furent pas interrompues avant 894 et l'empereur Uda (r. 887-897), convaincu par Sugawara no Michizane (845–903).

### La fragmentation de l'empire et la fin de la dynastie
À partir des années 860, le fragile équilibre qui avait permis le rétablissement de l'empire Tang se rompit. Les empereurs qui furent installés se révélèrent peu capables, et ne purent endiguer le déclin de leur dynastie. La vieille aristocratie qui avait occupé les postes principaux des empires chinois depuis la période de division et durant la première partie de la dynastie avait laissé la place à de nouvelles figures. Ces postes décisifs étaient ceux des gouverneurs militaires provinciaux disposant chacun de leur propre armée, des commissaires administrant les monopoles financiers et des eunuques à la cour. Avec eux s'ébauchèrent de nouvelles manières de gouverner qui devaient triompher sous les Song.
La chute s'amorça à partir de la révolte conduite par le général Pang Xun en 868 dans le Guangxi, qui s'étendit dans le bassin du Yangzi et de la Huai avant d'être difficilement réprimée à la suite d'épisodes de crise qui frappèrent l'empire, en premier lieu dans le Nord où des famines sévirent dans les années 870. Des groupes de pillards émergèrent dans les franges orientales en 874, dirigées par des rebelles enrichis dans la contrebande du sel, d'abord Wang Xianzhi qui fut exécuté en 874, puis Huang Chao. Surtout actives dans le Henan et le Shandong au début, elles s'étendirent progressivement vers le bassin du fleuve Jaune. Des troupes de rebelles agirent aussi en direction du Sud, parvenant jusqu'à Canton qui fut pillée en 879. Mais leurs plus gros succès eurent lieu au Nord. Luoyang fut prise en 880, puis Chang'an l'année suivante, avant une contre-attaque des troupes impériales qui ravagèrent à leur tour la capitale. Puis ils se retirèrent pour laisser la place à un retour des insurgés qui achevèrent de dévaster la ville. Dès lors, celle-ci ne fut plus que l'ombre de ce qu'elle avait été. Tout porte à croire que cette période fut plus dévastatrice pour l'élite impériale que celle d'An Lushan. Chang'an passa en 883 sous le contrôle d'un général turc qui avait été à la solde des Tang, Li Keyong,. Repoussé, Huang Chao mourut en 884, sans doute acculé au suicide, ou bien tué par un parent.
Les empereurs Tang étaient alors passés sous le contrôle des eunuques, tandis que des seigneurs de guerre dépeçaient l'empire et bénéficiaient d'une indépendance de fait face au pouvoir central réduit à néant. Dans les années qui suivirent, la fragmentation de l'empire fut actée par la fondation de royaumes autonomes à partir de provinces déjà indépendantes de fait depuis quelques années. Zhu Wen, ancien lieutenant de Huang Chao, élimina la faction des eunuques en 903 et plaça ce qu'il restait de la cour sous son contrôle. Il destitua finalement le dernier empereur Tang en 907 et fonda alors la dynastie des Liang postérieurs qui domina la majeure partie du bassin du fleuve Jaune, à partir de la ville de Kaifeng. Les autres provinces étaient dominées par d'autres généraux qui fondèrent à leur tour leurs propres dynasties impériales ou royales : c'est la période des Cinq Dynasties et des Dix Royaumes (907-960), qui s'acheva par la réunification de l'empire par les Song (partielle si on prend en compte la dynastie Liao au Nord et la dynastie des Xia Occidentaux à l'Ouest),.

## Société, économie et quotidien
La situation économique de la période de la dynastie Tang profita des progrès agricoles et commerciaux de la période de division. Elle fut d'abord marquée par une forte présence de l’État, qui se relâcha durant la seconde moitié de la dynastie. L'unification du pays permit la constitution d'un commerce interrégional très dynamique, qui profita notamment de la construction du Grand Canal. En particulier les régions méridionales connurent un essor plus marqué, profitant de leurs riches potentialités agricoles et d'un réseau de transport fluvial dense. Les activités commerciales se développèrent et permirent l'essor d'une agriculture et d'un artisanat à vocation commerciale. Les villes qui servaient de principaux centres de production artisanale et lieux d'échange bénéficièrent également de ces progrès. Ce furent en particulier les régions méridionales qui connurent la plus forte croissance. Les propriétaires des grands domaines agricoles et les marchands les plus importants s'enrichirent considérablement, tandis que les groupes sociaux les moins aisés perdirent de plus en plus leur autonomie économique, qu'il s'agisse des paysans, artisans ou petits commerçants. La période finale des Tang, ouvrant une phase que les historiens de l'économie qualifient de « transition Tang-Song », annonce les développements économiques que connut la période de la dynastie Song, avec notamment l'essor de l'agriculture commerciale spéculative et d'instruments d'échanges plus élaborés comme la monnaie papier.

### Démographie

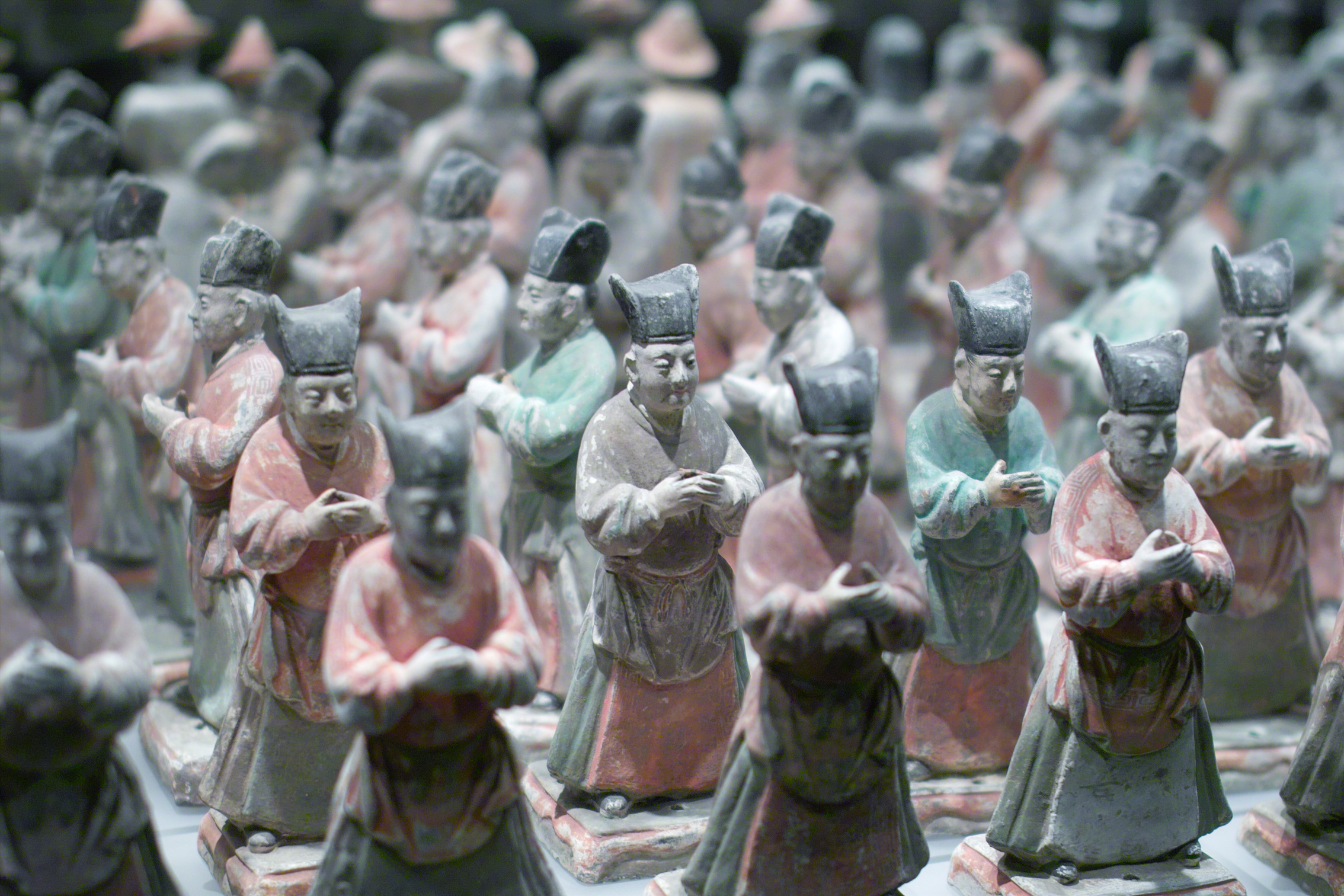
Collection de statuettes du musée d'histoire du Shaanxi, Xi'an.

Le gouvernement de la dynastie Tang tente de créer un recensement efficace à la mesure de la population de l'empire, principalement pour une taxation plus efficace et pour définir les circonscriptions militaires de chaque région. Les premiers gouvernements Tang mirent en place à la fois la taxe sur le grain et sur les vêtements à un taux relativement faible pour chaque foyer de l'empire. Celles-ci ont pour but d'encourager les foyers à s'enregistrer pour la taxe et de ne pas éviter les autorités, ainsi que de fournir au gouvernement une estimation la plus précise possible. Lors du recensement de 609, la population est comptée grâce aux efforts du gouvernement et atteint 9 millions de foyers, soit environ 50 millions d'habitants. Le recensement de 742 estime également approximativement la taille de la population chinoise à environ 50 millions de personnes. Patricia Ebrey écrit que même si un nombre assez significatif de personnes ont évité le processus d'enregistrement du recensement, la taille de la population sous la dynastie Tang n'a pas significativement augmenté depuis la dynastie Han (le recensement de la seconde année estimait la population chinoise à 58 millions d'individus). S. A. M. Adshead est toutefois en désaccord et il estime la population chinoise à 75 millions de personnes en 750.
Dans le recensement Tang de l'an 754, 1 859 villes, 321 préfectures et 1 538 comtés sont dénombrés dans l'empire. Bien qu'il existe d'importantes cités durant la période Tang, les zones rurales et agraires constituent la majorité de la population de la Chine dans une proportion allant de 80 à 90 %. Il existait également un important flux migratoire du Nord vers le Sud de la Chine, puisque le Nord représente peut-être jusqu'à 75 % de la population au commencement de la dynastie mais seulement 50 % à son terme.

### Famille et parenté
La famille chinoise est de type patriarcal : c'est le père qui transmet à ses enfants un nom de famille (xing) symbolisant leur appartenance à leur famille et plus largement à leur clan, constitué de tous ceux portant le même nom et ayant un ancêtre masculin et une origine géographique identiques. Ces liens de parenté sont souvent très importants car ils sont un facteur de solidarités fortes (aides financières, partenariats et appuis professionnels, adoptions des orphelins du lignage, etc.), et sont symbolisés par le culte d'ancêtres communs. Dans ce contexte, les femmes ont une position plus extérieure à leur famille : épouses, elles sont originaires d'un autre clan ; filles, elles sont destinées à en rejoindre un autre et à intégrer ses liens de solidarités.
L'acte constitutif d'une famille est le mariage. Il est généralement arrangé entre les deux familles, qui peuvent faire appel à une entremetteuse chargée de préparer les négociations. L'alliance a souvent une dimension économique, puisque la famille du marié verse un « prix de la mariée » à celle de la promise, souvent durement négocié. L'inflation de ces présents a suscité de nombreuses critiques à l'époque, accusant les parents de vendre leurs filles aux plus offrants. Le pire était quand une famille illustre mariait une de ses filles à un homme issu d'un lignage peu prestigieux mais enrichi récemment. La suite des rites de mariage comprenait l'échange des coupes durant lequel les promis se rencontrent en principe pour la première fois, des échanges de présents de confirmation et enfin la cérémonie de mariage à proprement parler, fixée un jour propice au regard des horoscopes, durant laquelle les ancêtres familiaux sont également honorés. Le couple ainsi formé était la base de la famille, mais pouvaient y être adjointes des épouses secondaires et des concubines. Les premières, qui intégraient la maisonnée après un mariage formel, avaient un statut plus confortable que les secondes, qui étaient souvent des esclaves achetées plutôt pour être des partenaires sexuelles de l'époux ; mais épouses secondaires et concubines étaient toujours placées sous l'autorité de l'épouse principale. Ces pratiques étaient encore réservées à cette époque au milieu des élites,.
Les enfants étaient attendus de l'union entre un homme et une femme. La raison de la venue d'une épouse secondaire ou d'une concubine était d'ailleurs souvent l'infertilité du couple, qui était imputée à l'épouse principale. Cette dernière était quoi qu'il en soit reconnue mère de tous les enfants de la maisonnée qu'elle dirigeait. D'autres fois on procédait à des adoptions, en général à l'intérieur du clan. C'est à l'âge de sept ans que les garçons devaient idéalement préparer leurs études, du moins dans les milieux sociaux qui pouvaient se permettre ce qui était encore un luxe. On attendait que l'éducation forme avant tout une personne honnête, courtoise, garante de l'harmonie sociale. Il s'agissait en fait de former une personne à même d'assurer la continuité du lignage. Il en allait de même pour les couches sociales modestes, dans lesquelles les fils se formaient au métier de leur père, qu'ils secondaient avant de lui succéder à sa mort. L'entrée dans l'âge adulte se faisait pour les filles à quinze ans, et était symbolisée par le port des épingles de tête. Les garçons devaient attendre un peu plus, puisque c'était à vingt ans qu'on leur imposait le bonnet viril faisant d'eux des hommes. Ils pouvaient alors se marier pour fonder leur propre famille, même si dans les faits ils attendaient souvent quelques années de plus avant de le faire. Ils n'étaient pas pour autant déliés des nécessités de la piété filiale (xiao), qu'ils se devaient de respecter jusqu'à la mort de leurs parents, qui leur imposait une longue période de deuil (trois ans en principe).

### Conditions féminines et rapports de genre

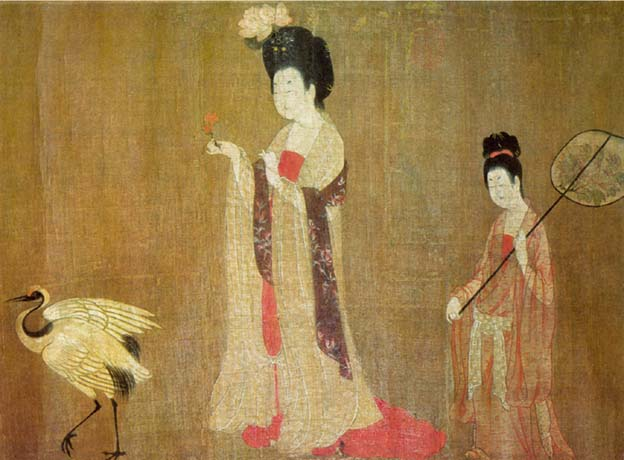
Beautés portant des fleurs, par Zhou Fang, VIII.

Le cadre juridique de la famille décrit ci-dessus est particulièrement défavorable aux femmes : elles sont soumises à l'autorité des hommes, ne jouent qu'un rôle secondaire dans la pérennité de leur lignage, leur sort est souvent réglé suivant des impératifs financiers et dans les familles élargies des relations inégalitaires étaient instituées entre épouse principale, épouses secondaires, concubines voire épouses du chef de familles et celles de ses enfants. Il n'empêche que la période Tang est souvent présentée comme plus favorable pour la condition féminine que d'autres époques de l'histoire de la Chine, notamment les suivantes qui ont vu sa détérioration.
Il est courant de retenir de cette période l'importance politique de plusieurs impératrices et princesses : les impératrices Wu et Wei, la princesse guerrière Pingyang, la concubine Yang Guifei. Cette situation était en fait un héritage des dynasties du Nord de la période de division (420-581), fondées par des ethnies d'origine non-chinoise chez qui les femmes avaient traditionnellement une position sociale plus élevée, notamment dans les cercles des élites où elles servaient souvent de conseillères à leurs époux. Dans les couches modestes, les femmes et les filles étaient traditionnellement responsables des tâches domestiques, ou leurs dérivées comme le tissage et l'élevage des vers à soie, pendant que les hommes avaient tendance à travailler dans les champs.

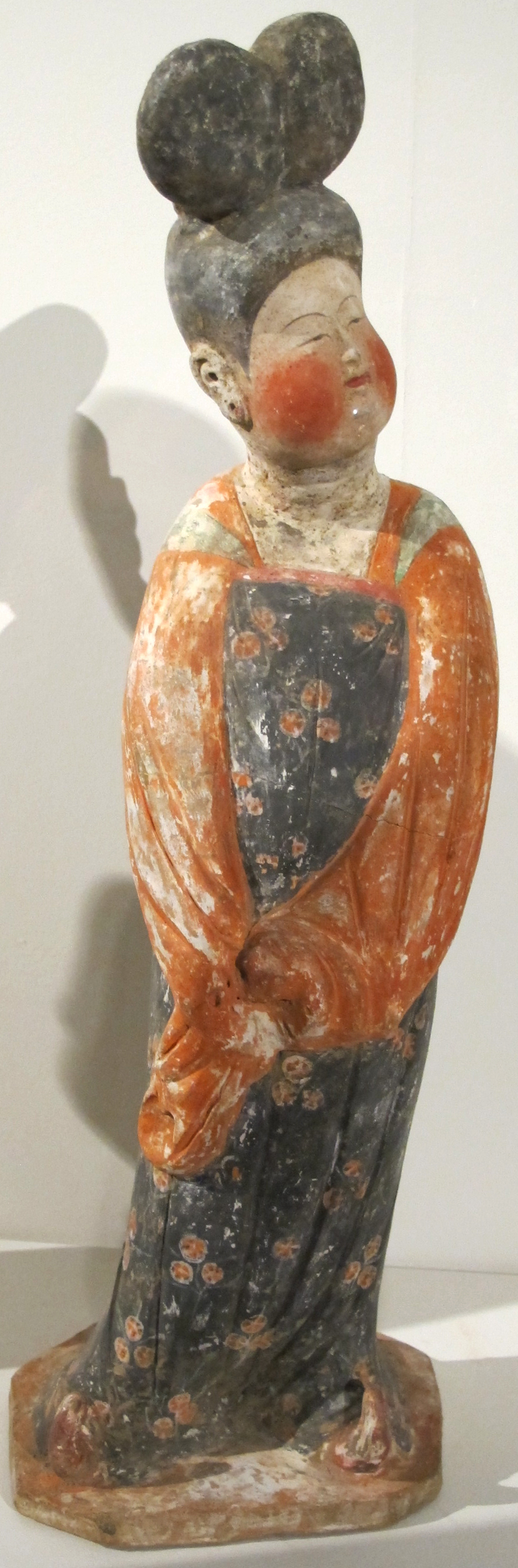
Femme coiffée d'un chignon ample, VIII.

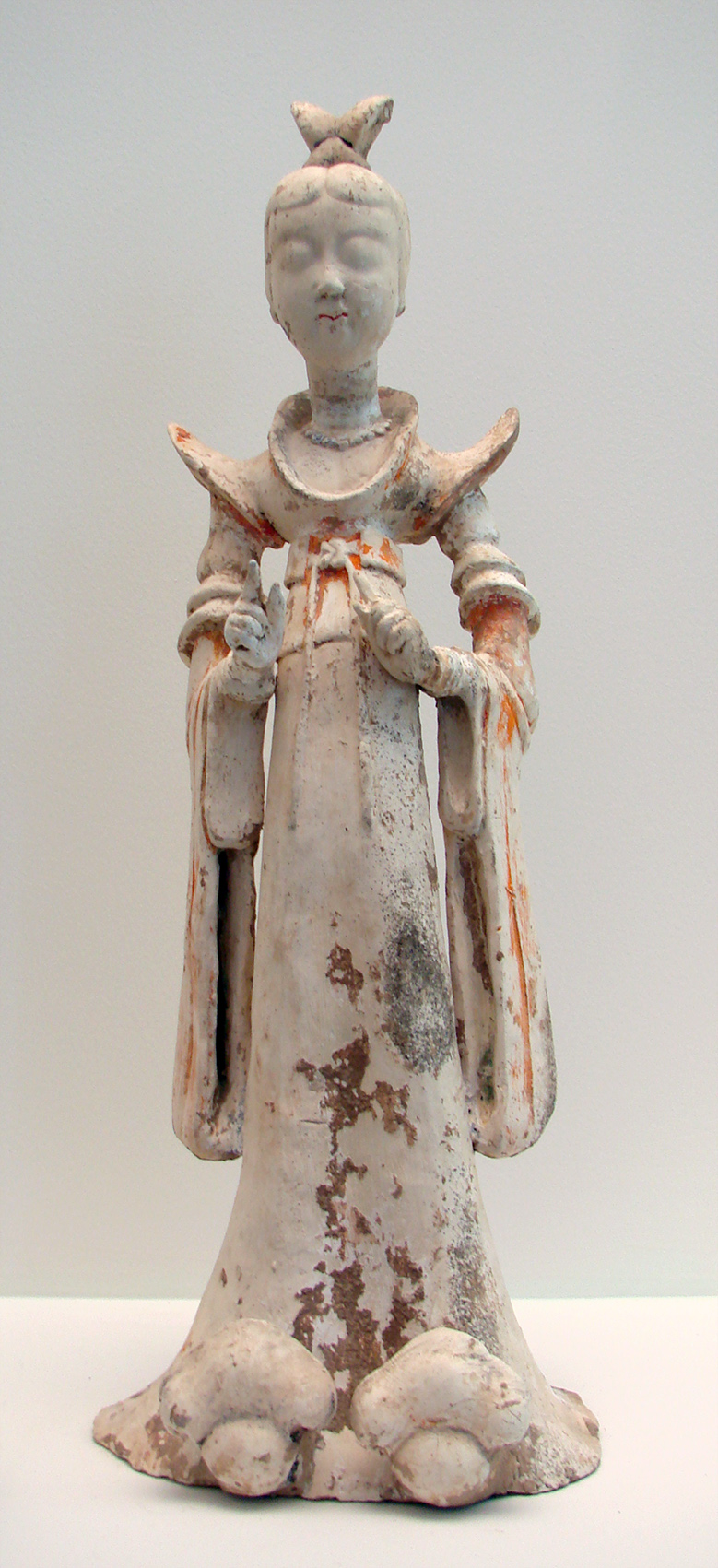
Dame de la Cour d'époque Tang. L'extrême sophistication du costume est caractéristique : manches longues, chaussures à larges bouts recourbés, épaulettes marquées. Musée Guimet.

Pour gagner une certaine autonomie, les femmes devaient s'extraire du moule traditionnel de la famille et du mariage. Nombreuses étaient celles qui gagnaient une certaine indépendance voire une autorité religieuse en entrant dans les ordres en tant que prêtresse taoïste ou bouddhiste. Les maquerelles des maisons closes des quartiers chauds de Chang'an accumulaient quant à elles de grandes fortunes et beaucoup de pouvoir. Les courtisanes de luxe étaient très respectées. Elles étaient connues pour leurs talents de chanteuse et poète, supervisaient les banquets et festins, connaissaient les règles des jeux de boisson et sont entraînées pour respecter les bonnes manières à table. Elles étaient un personnage caractéristique des nouvelles de l'époque ayant pour cadre la capitale. Bien qu'elles fussent connues pour leur comportement poli, les courtisanes étaient aussi réputées pour dominer les conversations avec les hommes de l'élite, et n'avaient pas peur de fustiger ou critiquer publiquement les invités qui parlaient trop ou trop fort, se vantaient trop de leur réussite ou ruinaient un repas par leur comportement grossier (une fois, une courtisane a même battu un ivrogne qui l'avait insultée). Alors qu'elles chantaient pour divertir les invités, les courtisanes ne faisaient pas que composer les paroles de leurs propres chansons, elles popularisaient une nouvelle forme de vers lyriques en mettant en musique des vers écrits par différents personnages connus de l'histoire de la Chine. Les manuels de bonne conduite rédigés par des lettrés à destination des femmes qu'ils voulaient respectables (donc mariées) prescrivaient en général une conduite inverse : respect absolu et même adoration de l'époux qu'elles devaient considérer comme leur « Ciel », modestie, discrétion et retenue lors des réceptions et banquets. Les nombreuses figurines féminines des tombes de la période montrent la vaste gamme d'activité que pouvaient exercer les femmes du milieu des élites et des courtisanes : musiciennes, danseuses, cavalières, joueuses de polo, jeux de société, etc. ,
L'apparence des femmes de la bonne société était très étudiée. Elles portaient une longue robe retenue par une ceinture-écharpe nouée par devant, laissant souvent apparaître un décolleté, signe de la relative liberté qui leur est laissée par rapport aux périodes postérieures, nettement plus prudes, et du fait qu'on appréciait alors les femmes rondes, aux formes prononcées. Cet ensemble pouvait être complété par une sorte de tablier porté par-dessus, une robe ample transparente quand elles sortaient, et une écharpe pour plus d'élégance. Une loi est instaurée en 671 pour tenter de forcer les femmes à porter des chapeaux avec des voiles pour promouvoir la décence, mais elle est ignorée par certaines femmes qui commencent à ne porter que des capuchons voire aucun chapeau, mais également des vêtements et bottes d'équitation pour hommes, et des corsages à manches serrées. La coiffure féminine à la mode consistait à porter un chignon ample, alors que les riches femmes portent d'extravagantes épingles de tête, peignes, colliers de perles, poudres de visage et parfums, ainsi qu'un maquillage très élaboré sur les sourcils, les joues et les lèvres.
Le costume masculin était grossièrement similaire à celui des femmes, constitué également de la superposition de plusieurs robes amples. Le chignon masculin était moins large que celui des femmes, et la tête était couverte chez les adultes par le bonnet viril, dont l'aspect devait révéler le rang social de celui qui le portait. La barbe et les longues moustaches étaient à la mode, et on attendait d'un homme d'âge mur qu'il ait une consistance robuste.

### Les groupes sociaux et ethniques
La société chinoise était traditionnellement divisée par les textes chinois en « quatre peuples » (si min) : les lettrés, partie la plus valorisée de la société, chargée de l'exercice du pouvoir ; les paysans, dont la fonction était valorisée, mais qui en pratique étaient mal considérés ; les artisans ; et les marchands, peu considérés mais potentiellement en mesure de connaître un enrichissement marqué. Les lettrés étaient par ailleurs organisés en plusieurs degrés, parfois subdivisés en classes, qui conféraient à leurs détenteurs un niveau d'honorabilité spécifique ; ces rangs étaient attribués en fonction de la réussite aux examens et aussi par l'hérédité. Dans les faits la société chinoise comprenait d'autres catégories de population, notamment les militaires, très nombreux, mais aussi des prostituées, danseuses, vagabonds, esclaves, etc.
L'empire des Tang était par ailleurs multinational, comprenant de nombreuses ethnies qui sont « non-chinoises » suivant des critères modernes, et cela ne concernait pas que les communautés venues s'installer dans l'empire (voir plus bas), car beaucoup y étaient incluses dès les débuts par intégration des régions où elles étaient autochtones. Ainsi en 629 la bagatelle de 1,2 million de personnes issues des populations tribales auraient été incorporées dans l'empire, puis trois ans plus tard 300 000 personnes de l'ethnie Qiang. Cette diversité ethnique se retrouvait jusqu'aux sommets de l'État, puisqu'il a été relevé que 43 personnes issues d'ethnies non-chinoises avaient servi de grands conseillers sous les Tang. Plus encore occupaient d'autres postes importants, notamment dans l'armée, comme l'illustre le fait que les troupes défaites à la bataille de Talas étaient conduites par un général coréen, Gao Xianzhi (en) (Go Seonji). Les groupes tribaux gardaient souvent une importante autonomie, après que leurs chefs aient reçu des titres les intégrant au moins formellement dans l'administration Tang ; par exemple les Man du Jiangnan et du Guangxi (au sud-est de l'empire) évoluaient dans des sortes de « réserves » où la sinisation était superficielle, tandis que plusieurs de leurs groupes de l'actuel Hunan échappaient clairement au pouvoir Tang, et à plusieurs reprises des groupes Man (et d'autres ethnies) se soulevèrent contre le pouvoir impérial.

### Les élites sociales
Les élites chinoises médiévales se caractérisaient par leur rapport au savoir lettré et à l'éducation, n'ayant pas vraiment d'égard pour le métier des armes. Selon une des plus célèbres nouvelles de l'époque, « un lettré naît en ce monde pour établir ses mérites et se faire un nom, partir général et rentrer ministre, manger dans une rangée de tripodes (récipients utilisés au cours des banquets des plus riches), écouter une musique choisie, couvrir de gloire son clan et enrichir sa famille ». Depuis l'époque des Han, tel est l'idéal répandu par les élites lettrées chinoises, dont le meilleur destin est de servir l’État et plus largement toute la société de la meilleure manière possible. Cela passe par l'étude, garantie d'une bonne morale, d'un savoir et d'un raffinement adéquats pour rencontrer le succès, qui en retour assure fortune et gloire pour le fonctionnaire et son lignage. Comme cela a été évoqué plus haut, en dépit de leur caractère inégalitaire, les examens impériaux restent un moyen de mobilité sociale non négligeable.
L'empire des Tang était néanmoins dominé par une « super-élite » constituée au début de la dynastie d'un nombre limité de familles qui se targuaient (à tort ou à raison) d'une grande ancienneté et d'aïeux prestigieux, mais dont la caractéristique essentielle était d'avoir rapidement décidé de servir la famille impériale, et rejoint la capitale, car l'exercice de fonctions à la cour était essentiel pour intégrer cette élite. Ce groupe était dominé par des familles originaires de la région de Chang'an, qui avaient accompagné l'ascension des familles impériales des Sui et des Tang. Après elles venait un ensemble de lignages d'origine provinciale, d'extraction souvent plus récente. Le pouvoir impérial des Tang, dans le souci de mieux contrôler cette élite, procéda à leur enregistrement et attribua plus de prestige à ceux qui l'avaient bien servi, plutôt qu'à l'ancienneté du lignage : il y eut ainsi une volonté de lier complètement le prestige des grands lignages à l'exercice de fonctions pour le compte de l'empire. Par ailleurs, les empereurs pouvaient renforcer la dignité d'un lignage en offrant à un de ses membres un titre honorifique repris des temps antiques, et en le promouvant à un rang social plus élevé. Certains postes administratifs jugés plus honorables, liés à des rituels, étaient désignés comme « purs » et confiés de façon préférentielle suivant un principe héréditaire à des membres de cette aristocratie de fonction. Cela confortait sa position et la reproduction sociale car les membres des grandes familles avaient en général reçu une éducation lettrée très poussée dans les grandes écoles de la capitale (réservées aux membres des familles de plus haut rang) qui leur permettait de très bien figurer aux examens impériaux.
Les évolutions politiques et économiques de la seconde partie de la dynastie érodèrent progressivement la puissance des grandes familles aristocratiques de la capitale. Au même moment émergeaient de nouveaux lignages provinciaux, dont l'ascension sociale était moins liée au pouvoir politique et plus aux activités économiques, bien qu'ils fussent nombreux à exercer des fonctions financières pour le compte de l’État (notamment dans les monopoles, la fiscalité). Les purges de la fin de la dynastie, notamment celles provoquées par Huang Chao, entraînèrent la disparition des anciens lignages aristocratiques et un renouvellement important de l'élite.

### Agriculture et monde rural
Les techniques agricoles avaient connu plusieurs progrès notables depuis la fin des Han, compilées dans les Principales techniques pour le bien-être du peuple (Qi Min Yao Shu) de Jia Sixie, sous les dynasties du Nord et du Sud, qui put être largement diffusé dans les campagnes grâce au développement de l'imprimerie. Parmi les évolutions essentielles, on peut citer la sélection de plus en plus poussée des graines, l'essor de la méthode de repiquage, l'utilisation accrue d'engrais (essentiellement du fumier, animal ou humain), la pratique de plus en plus courant de rotations des cultures, l'utilisation de modèles de charrues plus efficaces permettant de faire varier la profondeur des sillons ouverts par le soc et de herses, etc. Ces techniques se diffusèrent sous les Tang, participant à un essor agricole marqué. Le contrôle des eaux fut également amélioré, avec la construction de canaux, de digues et l'introduction d'instruments d'irrigation plus efficaces, en premier lieu la noria. Du point de vue des plantes cultivées, les céréales continuaient à avoir la part belle : millet et blé au Nord, riz au Sud essentiellement, même si dans la seconde région les céréales caractéristiques du Nord se diffusèrent. Deux cultures de nature plus spéculative connurent un développement : le thé, produit surtout dans des régions du Sud (Zhejiang et Jiangsu), circulant sous la forme de briques de feuilles séchées et agglomérées et devenu un produit de consommation courante ; la canne à sucre est introduite en Chine à l'instigation de l'empereur Tang Taizong, et sa transformation en divers produits sucrés se répand dans les monastères bouddhistes à la fin de la dynastie, prélude à sa popularisation sous les Song. Le coton en provenance de l'Inde commença lui aussi à être cultivé, mais c'est durant la dynastie Yuan qu'il devint la principale industrie textile en Chine.
L'évolution de l'agriculture profita avant tout aux régions méridionales, où la riziculture sur champs inondés connut un important essor avec l'expansion de la technique du repiquage, la sélection d'espèces de plus fort rendement, l'adoption d'instruments agricoles adaptés aux conditions locales (les nouveaux modèles d'instruments aratoires étant plus adaptés aux reliefs de collines qui y étaient courants) et la possibilité de gagner des nouvelles terres agricoles sur des espaces incultes (défrichements sur des collines, assèchements de terres autour des lacs Tai et Dongting). Les riches régions agricoles du Sud (bassin de la Huai, Bas Yangzi et, de plus en plus, le Zhejiang) devinrent essentielles pour la production alimentaire de l'empire,.
Les structures agraires de la période Tang étaient fortement inégalitaires. Les premiers empereurs de la dynastie avaient pourtant repris à leur compte la politique des « champs égalitaires » (juntian) des dynasties du Nord qui les avaient précédées, visant à attribuer à des familles de paysans des terres publiques (en général incultes) à titre viager de façon à aboutir à un système agricole plus équitable et surtout dégager des revenus fiscaux. Dans les faits, cette politique ne fut sans doute appliquée que dans le Nord-Ouest (elle est attestée par les textes de Dunhuang), mais pas ou peu ailleurs,. Le pouvoir central ne remit pas en cause la prépondérance et l'expansion des grands domaines appartenant aux élites de la cour ou des provinces ainsi qu'aux monastères, qui souvent étaient exemptés de taxes. Il émit pourtant des décrets contre l'absorption par les grands propriétaires de champs (dépendant officiellement de l’État) détenus par des paysans, mais cela ne fut sans doute jamais appliqué. La pression fiscale et les incertitudes de la production agricole devaient pousser les paysans à se placer sous la coupe d'un grand propriétaire, a fortiori s'ils avaient contracté des dettes envers celui-ci. La « disparition » de ces paysans des terres dépendant de l’État greva ses ressources fiscales. Aussi des fonctionnaires recenseurs furent souvent dépêchés dans les campagnes pour les « retrouver » et les réinscrire sur les registres fiscaux ; en 723, un de ces serviteurs de l’État retrouva ainsi 800 000 paysans manquants, chiffre révélateur de la saignée que représentait alors le phénomène de fuite paysanne. Après la révolte d'An Lushan, la situation fut irréversible : le système des champs égalitaires avait disparu et la grande propriété privée de la terre dominait, servant les familles des élites de la capitale et des provinces,.
Les grands domaines privés étaient généralement désignés sous le terme de zhuang yuan (« ferme-jardin »). Ils couvraient de vastes surfaces, mais étaient rarement d'un seul tenant. C'était l'occasion de disposer de productions diversifiées : certaines parties étaient destinées à des cultures céréalières, d'autres à des plantations de type spéculatif. Un poète propriétaire terrien de richesse moyenne résidant à Suzhou, Lu Guimeng (m. 881), possédait ainsi une petite ferme près de la ville pour produire des denrées de base, et plus loin un domaine d'exploitation sylvicole et encore plus loin une plantation de thé, ces deux derniers ayant manifestement une finalité marchande. Ces personnages jouaient ainsi un rôle notable dans le développement des cultures commerciales et également des méthodes agricoles,. Les paysans qui travaillaient ces terres pouvaient avoir le statut de fermier ou métayer, versant une part de la récolte avec le propriétaire. Ils étaient souvent des dépendants attachés à la terre de façon héréditaire. Les plus démunis relevaient de la catégorie des journaliers, soumis à des conditions plus précaires,.

### Commerce et moyens de transaction

Le tracé du Grand Canal, avec les étapes de son creusement aux époques Sui et Tang.

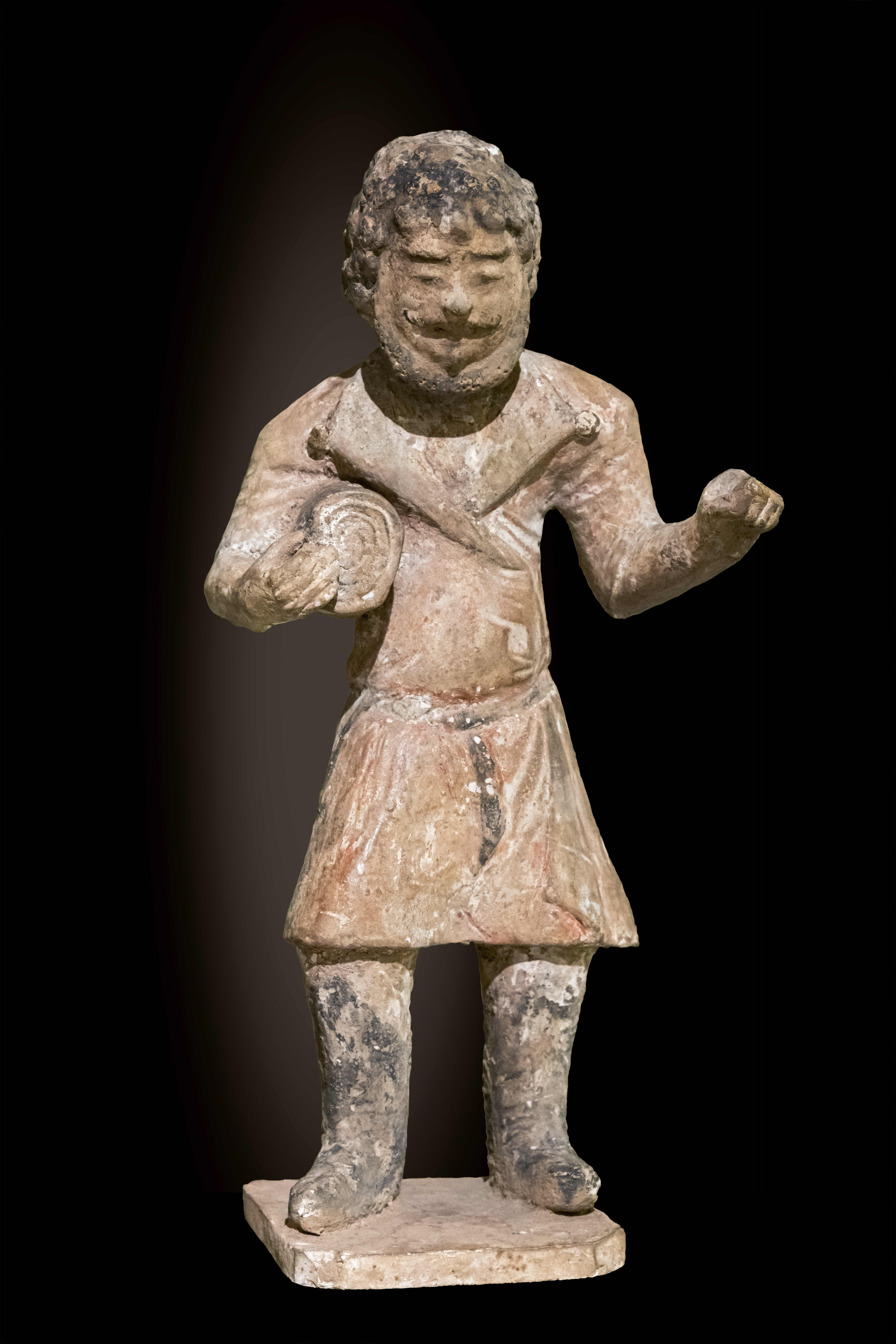
Un marchand de tissu, figurine funéraire. Musée Georges Labit de Toulouse.

Les réseaux commerciaux se densifièrent durant la période Tang. Le commerce d'échelle régionale connut un essor marqué, en partie impulsé par le Grand Canal, qui mettait en relations le Sud déjà très dynamique du point de vue commercial et le Nord qui l'était moins durant la période de division mais restait prépondérant du point de vue démographique et agricole. Plus largement, le transport fluvial fut un moteur essentiel du développement des échanges intérieurs, avec les progrès de la batellerie et de l'aménagement des voies navigables, notamment avec la construction d'écluses de plus en plus élaborées pour franchir les passages les plus difficiles. En conséquence, des produits pouvaient traverser l'empire en étant transbordé entre les différentes artères navigables qui le traversaient. Des convois d'environ trois mille bateaux parcouraient le Grand Canal pour approvisionner les capitales,. Deux bateaux destinés au transport fluvial datés de l'époque Tang ont été exhumés dans le Jiangsu, à Rugao et Yangzhou, deux importants centres d'échanges ; ce qu'il en restait lors de leurs fouilles mesurait respectivement environ 17 et 18 mètres, et ils étaient divisés en plusieurs compartiments étanches, suivant une méthode qui se diffusait alors.
Le développement commercial profita aux villes, dont les marchés locaux se développèrent. Avec l'affaiblissement de l'autorité étatique après la révolte d'An Lushan, des marchés et boutiques proliférèrent en dehors de la vigilance des fonctionnaires. Les propriétaires des grands domaines privés ou religieux, ainsi que bien d'autres acteurs comme des soldats ouvrirent de plus en plus de points de vente. Ce qui accompagna la croissance marquée des grandes villes provinciales, en particulier dans le Sud où les villes côtières profitaient également de l'expansion du commerce maritime en direction de l'Asie du Sud-Est. Dans le milieu rural, les bourgs bénéficièrent également de cette dynamique. Des marchés périodiques furent créés sur les routes commerciales en pleine campagne, ou à proximité de grands domaines. Les fêtes religieuses étaient notamment l'occasion de sortes de foires. Les généraux du Nord initièrent également de tels marchés à proximité de leurs garnisons. Les campagnes étant mieux connectées aux réseaux commerciaux et pouvant profiter de l'émergence d'un marché urbain important aux goûts diversifiés, les productions agricoles se spécialisèrent de plus en plus, dans une vocation commerciale et spéculative. Cela concerna notamment la culture du thé, des fruits, du bois de chantier et plus tard la canne à sucre. La seconde partie de la dynastie Tang vit ainsi le développement d'un entrepreneuriat privé à plus grande échelle.

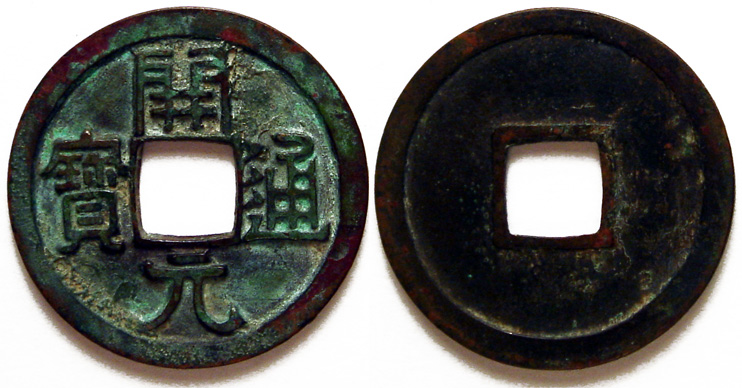
Pièce de monnaie de la dynastie Tang, Kai Yuan Tong Bao (開元通寶), frappée pour la première fois en 621 à Chang'an.

L’État conservait le contrôle des échanges de certaines denrées, notamment les prix des céréales, régulés par des greniers publics. La pratique des monopoles instituée par les Han fut reprise et réformée après la révolte d'An Lushan. Cela concernait en premier lieu le sel, le thé et l'alcool. Ils ne pouvaient être commercialisés que par des marchands dûment mandatés par le gouvernement. Ces monopoles, cumulés aux taxes commerciales, fournirent la majeure partie des revenus fiscaux après les années 770. Les marchands servant d'intermédiaires pour l'administration purent amasser des richesses considérables grâce au commerce du thé et du sel. Devant manier de grandes sommes de monnaie, ils développèrent des instruments de transfert de crédit. La monnaie courante était constituée de pièces de cuivre trouées en leur centre, qui pouvaient être enfilées et assemblées avec un fil par centaine pour les paiements importants, formant un chapelet ou collier de pièces (les « ligatures ») ; les rouleaux de soie et de l'or pouvaient aussi être employés pour les plus grosses transactions. Mais cela ne suffisant apparemment plus, apparut la « monnaie volante » (feiqian) : le gouvernement central délivrait un papier valant pour reconnaissance de dette à un marchand qui lui avait vendu des cargaisons de produits sous monopole dans la capitale, et grâce à ce papier cet intermédiaire pouvait retirer les espèces auprès du trésor public de sa province d'origine, s'évitant ainsi de transporter des sommes trop importantes. Vers la fin des Tang, ce type d'instrument de crédit se développa dans le cadre des échanges strictement privés : des prêteurs et changeurs constituèrent des entrepôts où ils entreposaient de la monnaie ou d'autres biens de valeur contre des certificats de dette fonctionnant comme des billets de banque,,.
Les acteurs du commerce privé furent par ailleurs de mieux en mieux organisés. Les riches marchands constituèrent de véritables firmes commerciales, investissant dans des entreprises de plus en plus onéreuses et constituant des partenariats commerciaux. Les gérants des entrepôts les plus importants et de l'organisation des convois fluviaux étaient également des figures majeures du développement commercial de la période tardive des Tang. Ce commerce atteignit sa pleine maturité sous les Song.

### Chang'an et les villes Tang

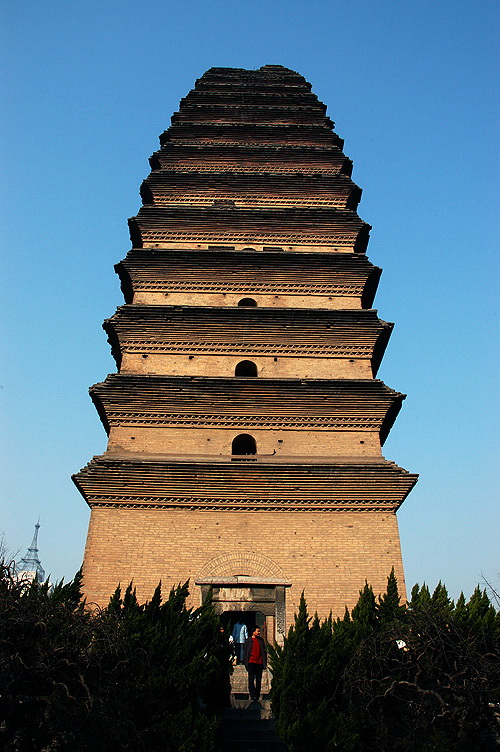
La petite pagode de l'oie sauvage, VIII, Xi'an.

Plan schématique de Chang'an sous la dynastie Tang.

Chang'an, l'actuelle Xi'an, a déjà été capitale sous les précédentes dynasties Han et Jin. Elle est reconstruite ex nihilo vers 600 par Wendi des Sui, et les souverains Tang ont poursuivi cet effort. Son organisation suit celle des capitales chinoises antérieures. Elle a la forme d'un vaste rectangle d'environ 8,6 km d'axe nord-sud et environ 9,5 km d'axe est-ouest ceinturé par une muraille en terre damée, ouverte par douze portes. Elle est dominée par deux cités intérieures disposées au nord : le palais impérial, adossé au rempart, où réside l'empereur en temps normal, et la cité impériale qui le borde au sud, où se trouve l'administration centrale. Un autre palais, le Palais de la Grande Clarté, se trouve au nord-est de cet ensemble, bâti lui aussi contre les murailles mais vers l'extérieur. C'est le secteur de la ville de l'époque Tang qui a le plus fait l'objet de fouilles archéologiques car il a été épargné par l'urbanisme des périodes postérieures, et une de ses portes a même été reconstruite suivant les reconstitutions des spécialistes de l'architecture de la période. La ville est organisée autour de rues formant un quadrillage régulier, 11 d'axe nord-sud et 14 d'axe est-ouest, la divisant en 108 quartiers ceints par leurs propres murs. Ces unités avaient leur propre administration, avec un responsable chargé de superviser la fermeture de leurs portes chaque nuit, et sont souvent consacrés à une activité spécifique. Deux secteurs plus vastes étaient des marchés, un à l'Ouest et l'autre à l'Est de la cité. Deux autres marchés plus petits ont été ouverts à certaines périodes de l'histoire des Tang, et de nombreux lieux de commerce se trouvaient dans toute la ville (auberges, tavernes, lupanars, etc.). C'est à proximité du Marché oriental que se situaient deux des quartiers les plus animés de la ville, le quartier des courtisanes et celui des étudiants, ainsi qu'un troisième palais impérial, le Palais de la Venue de la Félicité. Au Sud-Ouest, un vaste parc organisé autour d'un étang artificiel avait été créé,. Les édifices religieux étaient disséminés à travers toute la ville, puisqu'on comptait 111 monastères bouddhistes, 41 abbayes taoïstes, 38 tombeaux familiaux, des églises et temples pour les religions étrangères (zoroastriens et nestoriens). De cette époque, subsistent en particulier deux grandes pagodes en briques, la Petite et la Grande pagode de l'oie sauvage. On trouvait aussi 10 quartiers de ville avec des bureaux de représentation provinciaux, 12 importantes auberges et 6 cimetières. Certains quartiers étaient littéralement remplis d'espaces publics ou des arrière-cours des manoirs les plus grands qui permettaient de jouer au polo ou au jeu de balle au pied (cuju). La capitale Tang était la plus grande ville du monde à cette époque, la population des quartiers de la ville et des faubourgs alentour atteignait 2 millions d'habitants.

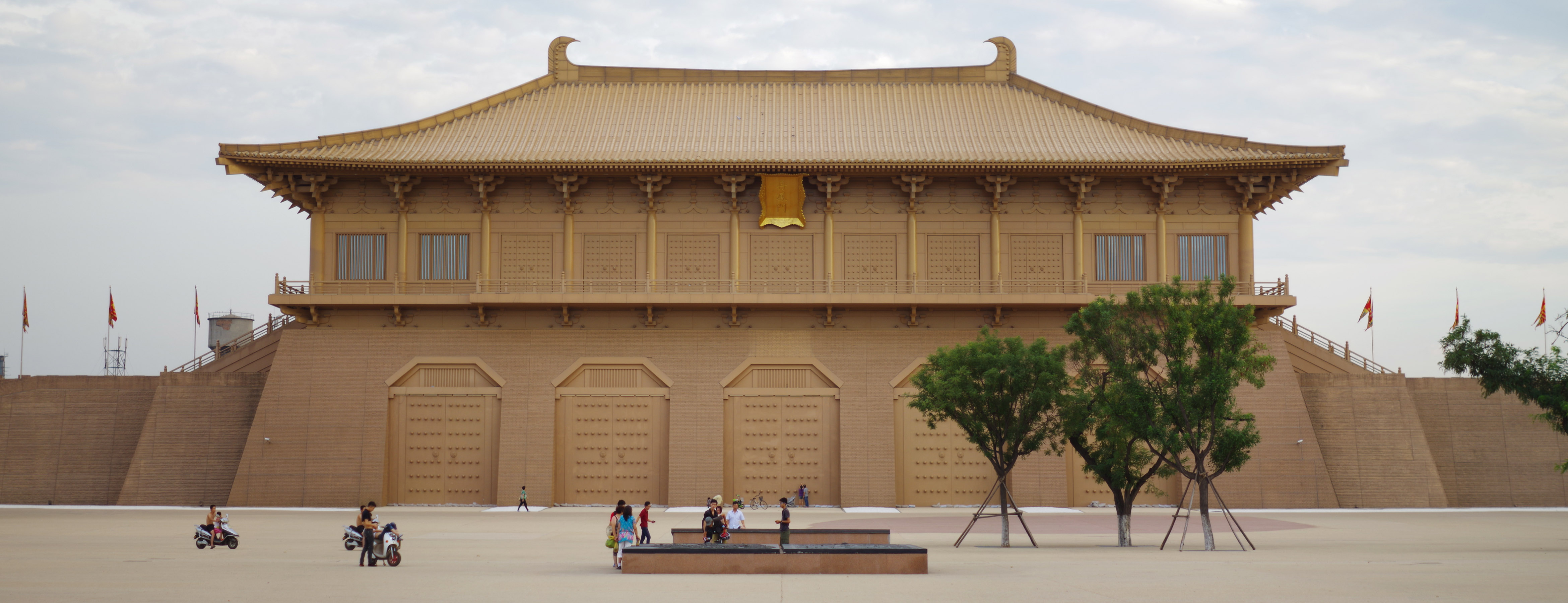
La porte Danfeng, au sud du Palais de la Grande Clarté (Daming), après sa reconstruction achevée en 2003, Xi'an.

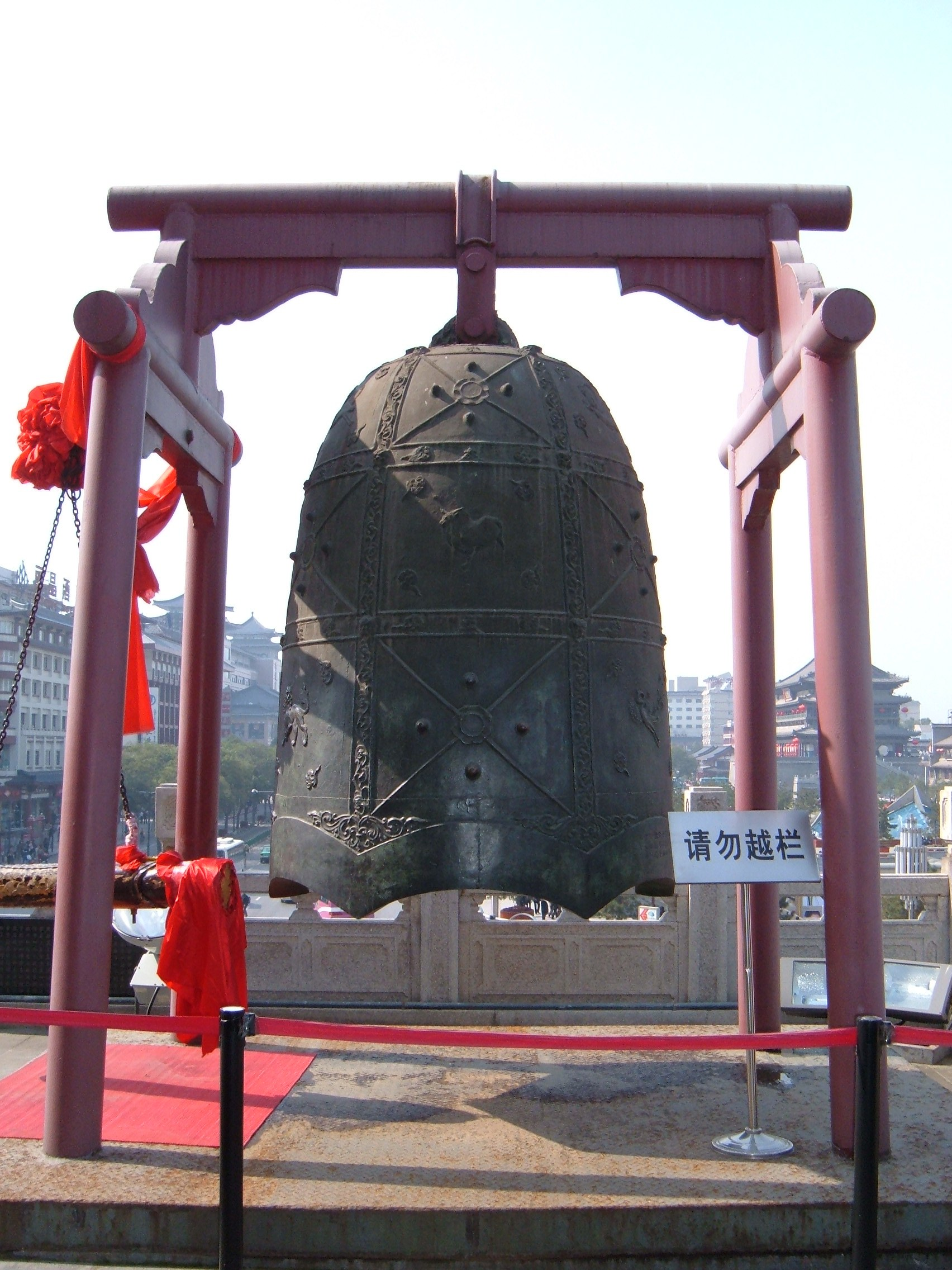
Cloche en bronze de Jingyun coulée en 711, 247 cm de haut, 6500 kg.

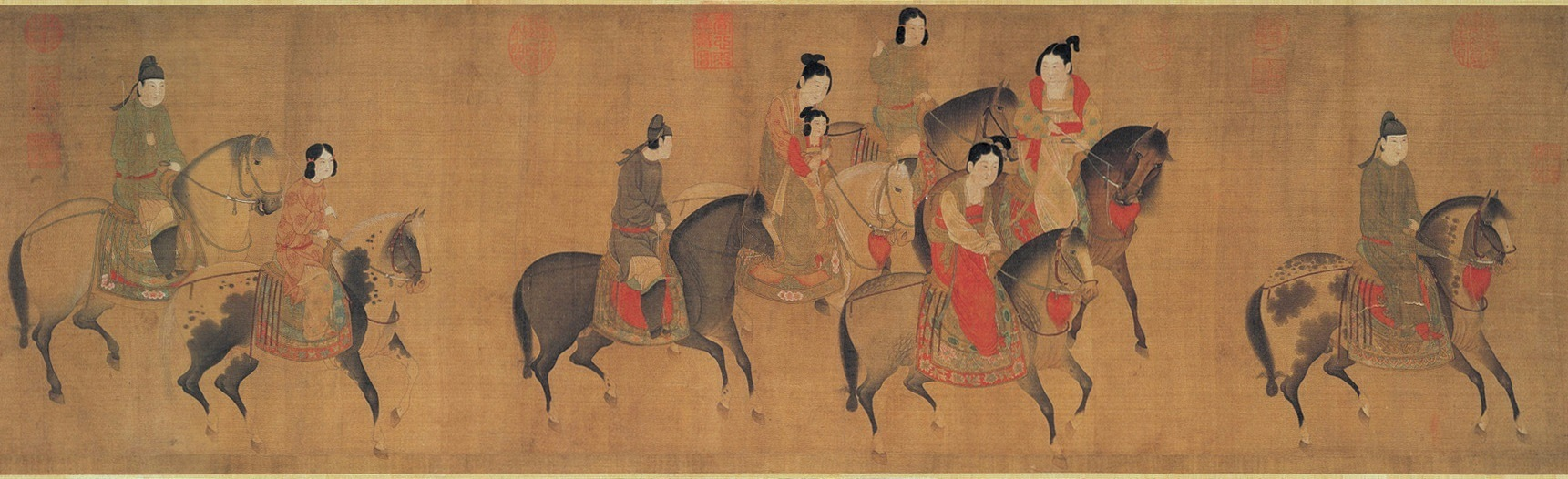
Sortie printanière de la cour Tang, d'après Zhang Xuan, 713–755. Copie d'époque Song, détail

Il existait une capitale secondaire dans la ville de Luoyang, qui fut privilégiée par Wu Zetian. En 691, elle y fit déplacer plus de 100 000 familles (à peu près 500 000 personnes) de la région de Chang'an vers Luoyang pour peupler la cité. Avec une population d'environ 1 million d'individus, Luoyang devint la seconde plus grande ville de l'empire. La cité était coupée en deux par la rivière Luo, entre une moitié nord à l'ouest de laquelle se trouvait une vaste enceinte comprenant le palais impérial et la ville impériale. Elle était également divisée en quartiers murés, et disposait de trois marchés principaux, accessibles par la rivière ou des canaux. Avec la proximité de la rivière Luo, la ville bénéficiait de la fertilité de l'agriculture du sud, ainsi que du trafic commercial engendré par le Grand Canal. Toutefois la cour Tang rétrograda finalement son statut de capitale et ne se rendit plus à Luoyang après 743, lorsque les problèmes d'approvisionnement de Chang'an furent finalement résolus. Au début de l'année 736, des greniers furent construits à des points critiques le long de la route entre Jiangdu et Chang'an, ce qui élimina les délais de transport, les dégâts et les chapardages. Un lac artificiel utilisé comme zone de transport fut dragué à l'est de Chang'an en 743, et les habitants du nord purent finalement y voir une flotte de bateaux venant du sud de la Chine délivrer taxes et tributs à la cour impériale.
Dans le reste de l'empire, les villes se développèrent grâce à l'essor du commerce, en particulier le long du Grand Canal ou près des routes maritimes. Cela profita notamment aux villes méridionales. Ce fut ainsi le cas de Jiangdu (Jiangsu, près de Yangzhou), localisée au croisement du Yangzi et du Grand Canal. Elle voyait donc passer les produits venant du bassin du Yangzi, des autres régions du Sud et du commerce maritime international et destinés à la capitale et aux autres villes du Nord, et devint rapidement l'un des principaux carrefours commerciaux de l'empire, surtout quand le monopole du sel y fut installé dans la seconde moitié du VIIIe siècle. Ce fut également un important centre de production artisanale. On estime que sa population comptait alors près de 500 000 habitants, alors qu'elle n'en aurait eu que 40 000 au début de la dynastie. Dans ce type de métropole provinciale, le contrôle étatique était moins fort, et en conséquence les marchés non réglementés proliférèrent, l'habitat se développa sans former des quartiers strictement délimités, s'étendant hors de l'ancienne muraille, au point qu'il fallut en ériger une nouvelle,,. Comme le port de Guangzhou (Canton) plus au Sud, qui se développa considérablement grâce au commerce maritime, Jiangdu accueillait de nombreux marchands étrangers en provenance de toute l'Asie,.

### Alimentation, thé et nécessités

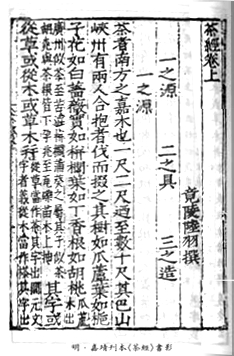
Page du livre Le Classique du thé par Lu Yu.

Les principaux ingrédients utilisés pour l'alimentation sont le blé, le riz, le millet panicule et millet de gluten, l'orge, le sésame, mais aussi l'ail, le sel, les navets, le soja, les poires, les abricots, les pêches, les pommes, les grenades, les jujubes, la rhubarbe, les noisettes, les pignons de pins, les châtaignes, les noix, l'igname, le taro, etc. Toutes sortes de viandes sont en plus consommées : porc, poulet, agneau (particulièrement dans le nord), loutre de mer, ours et même chameau. Dans le sud, le long des côtes, les fruits de mer sont plus communément consommés, comme des méduses avec cannelle, poivre du Sichuan, cardamome et gingembre, ou encore des huîtres au vin, calamars frits, crabes, crevettes et poisson globe, que les Chinois appellent porcelet des rivières. Certaines nourritures sont interdites par la cour Tang, comme le bœuf (il est précieux comme animal de trait), et entre 831 et 833 l'empereur Tang Wenzong bannit l'abattage de tout bétail en raison de ses croyances bouddhistes.
Les repas ne se prenaient pas suivant des horaires fixes, même s'il existait un vieux principe voulant que l'on prenne trois repas par jour, au lever, au midi et au coucher du soleil. Dans les villes, les échoppes ambulantes et les auberges servaient des plats à toute heure. Chang'an était la mieux pourvue en ce type de commerces, puisqu'on y trouvait des restaurants servant des spécialités de toutes les provinces de l'empire.
Les méthodes de préservation de la nourriture étaient nombreuses et pratiquées à travers toute la Chine. Le peuple utilisait des méthodes simples de préservation, comme creuser des trous de stockage, la saumure et le salage des aliments. L'empereur possédait d'importantes glacières dans les parcs de la capitale afin de préserver la nourriture ; les élites en possédaient également mais de taille plus modeste. Chaque année, l'empereur employait des travailleurs pour tailler 1 000 blocs de glace dans les ruisseaux gelés des montagnes, chaque bloc mesurant 0,91 m sur 0,91 m sur 1,06 m. De nombreux mets glacés étaient appréciés durant les étés, notamment le melon frappé.

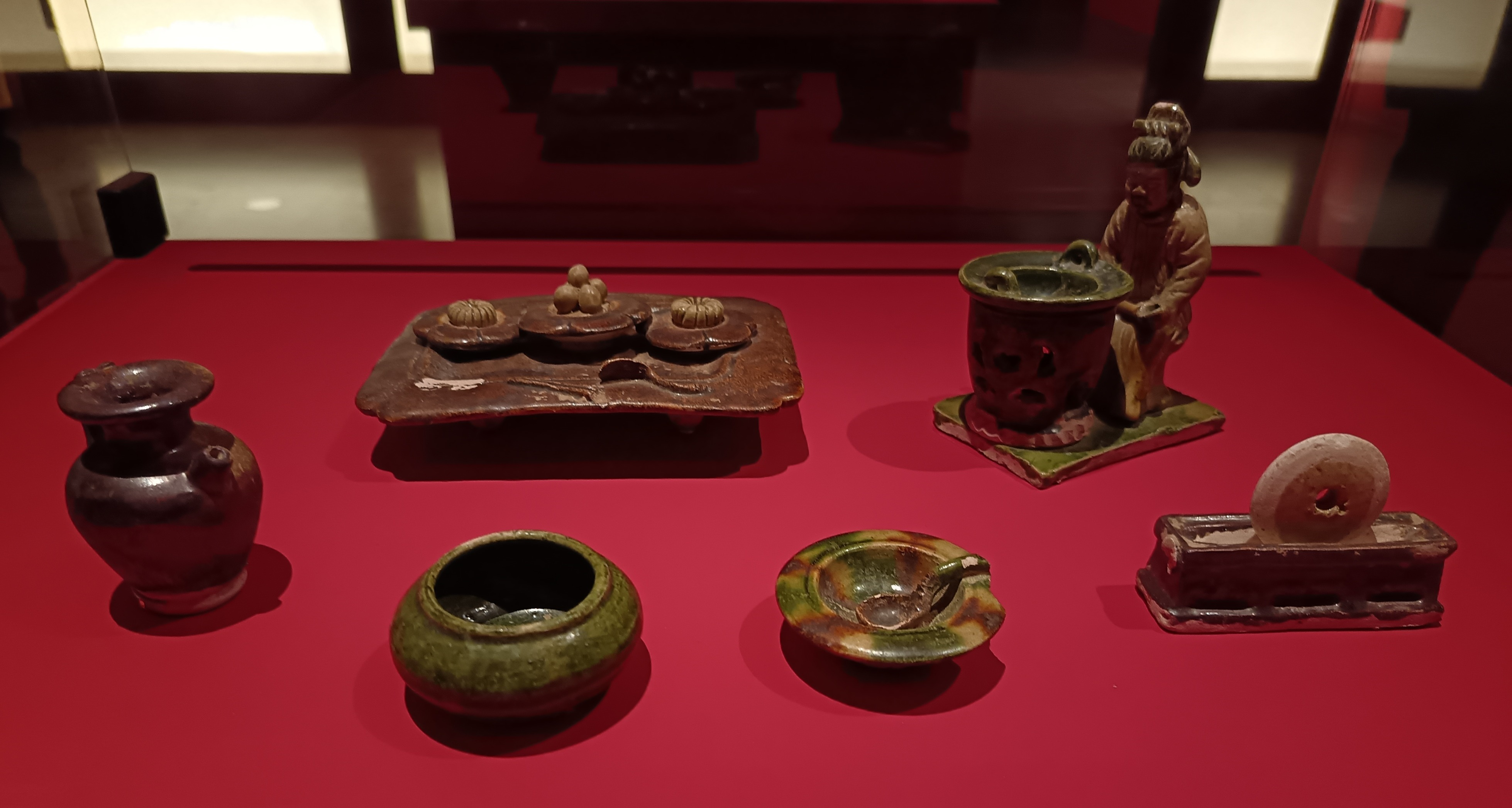
Service à thé miniature en céramique, coïncidant avec les recommandations de Lu Yu : plateau à thé, récipients, brasero, mortier. Daté de 832. Gongyi (Henan).

Durant les précédentes dynasties du Nord et du Sud (420-589), et peut être même avant, boire du thé était populaire en Chine du Sud. Cette boisson était vue comme un breuvage offrant un réel plaisir gustatif mais pouvant être également consommée dans un but pharmacologique. Durant la dynastie Tang, le thé devient synonyme de sophistication dans la société. Les connaisseurs en distinguaient plusieurs variantes, crus, méthodes de récolte, et étaient prêts à payer les plus réputés à prix d'or. Le poète Lu Tong (790-835), surnommé le « Fou du thé », consacra la plupart de ses poèmes à son amour du thé. L'auteur du VIIIe siècle Lu Yu, connu de son côté sous le surnom de « Sage du thé », a même écrit un traité sur l'art de boire le thé, appelé Le Classique du thé.
Grâce au commerce extérieur, la Chine achetait des poires de Samarkand, des dattes, pistaches et figues de Perse, des pignons de pin et du ginseng de Corée et des mangues de l'Asie du Sud-Est,. En Chine, la demande pour le sucre était importante. Durant le règne de Harsha (606–647) en Inde du nord, les ambassadeurs indiens en Chine amenèrent deux fabricants de sucre qui apprirent avec succès aux Chinois à cultiver leur propre canne à sucre,.
Bien que le papier d'emballage était utilisé en Chine depuis le IIe siècle av. J.-C., les Chinois de la période Tang l'utilisaient pour réaliser des sacs carrés pliés et cousus pour transporter et préserver la saveur des feuilles de thé. En fait, le papier possédait de nombreuses autres utilisations à cette époque. Ainsi, le premier usage de papier toilette remonte à 589 et est attribué au fonctionnaire Yan Zhitui (531–591). En 851, un voyageur musulman commente comment les Chinois de la période Tang ne sont pas attachés à la propreté puisqu'ils n'utilisent pas d'eau pour se laver dans la salle de bains. Au lieu de cela, dit-il, ils utilisent uniquement du papier pour s'essuyer.

### Loisirs
Bien plus que les périodes précédentes, la période Tang est connue pour le temps consacré aux loisirs, en particulier pour les classes les plus aisées. De nombreuses activités d'extérieur sont appréciées sous les Tang, dont le tir à l'arc, la chasse, la pêche, la conduite de chars qui sont depuis de nombreux siècles prisées par les élites masculines chinoises, mais aussi le polo d'importation récente, le jeu de balle au pied appelé cuju, les combats de coq et même le tir à la corde. Toute la bonne société se réunit pour de telles activités, qui mêlent souvent hommes et femmes de diverses générations. Les cercles littéraires s'étaient développés durant la période de division et étaient encore très prisés sous les Tang. Les lettrés s'y réunissaient pour participer à des joutes poétiques très élaborées, consistant notamment à composer des poèmes suivant des règles strictes (dans un style précis, en employant un nombre limité de mots, des figures imposées, etc.). Les jeux de table étaient également très appréciés, comme le mahjong et le weiqi. Dans tout le pays, des conteurs, danseurs, musiciens et bateleurs exécutaient des spectacles, à l'origine du théâtre chinois qui se développa sous les Song.
Pour toutes les grandes occasions, des banquets copieux et gargantuesques sont préparés. Ceux de la cour impériale étaient les plus impressionnants. On peut citer par exemple, l'organisation d'un festin pour 1 100 aînés de Chang'an en 664, un festin pour 3 500 officiers de l'Armée de la divine stratégie en 768, ou un autre pour 1 200 femmes du palais et membres de la famille impériale en 826. Pour l'organisateur d'un banquet, il importe que chacun de ses convives soit honoré à sa juste mesure : sa table doit donc être abondamment garnie. Boire du vin et des boissons alcoolisées est une pratique enracinée dans la culture chinoise, puisque les gens boivent pour chaque évènement social, rarement au cours d'un repas, ou sinon à la fin de celui-ci. Les convives doivent boire leur coupe chacun à leur tour en fonction de leur rang.

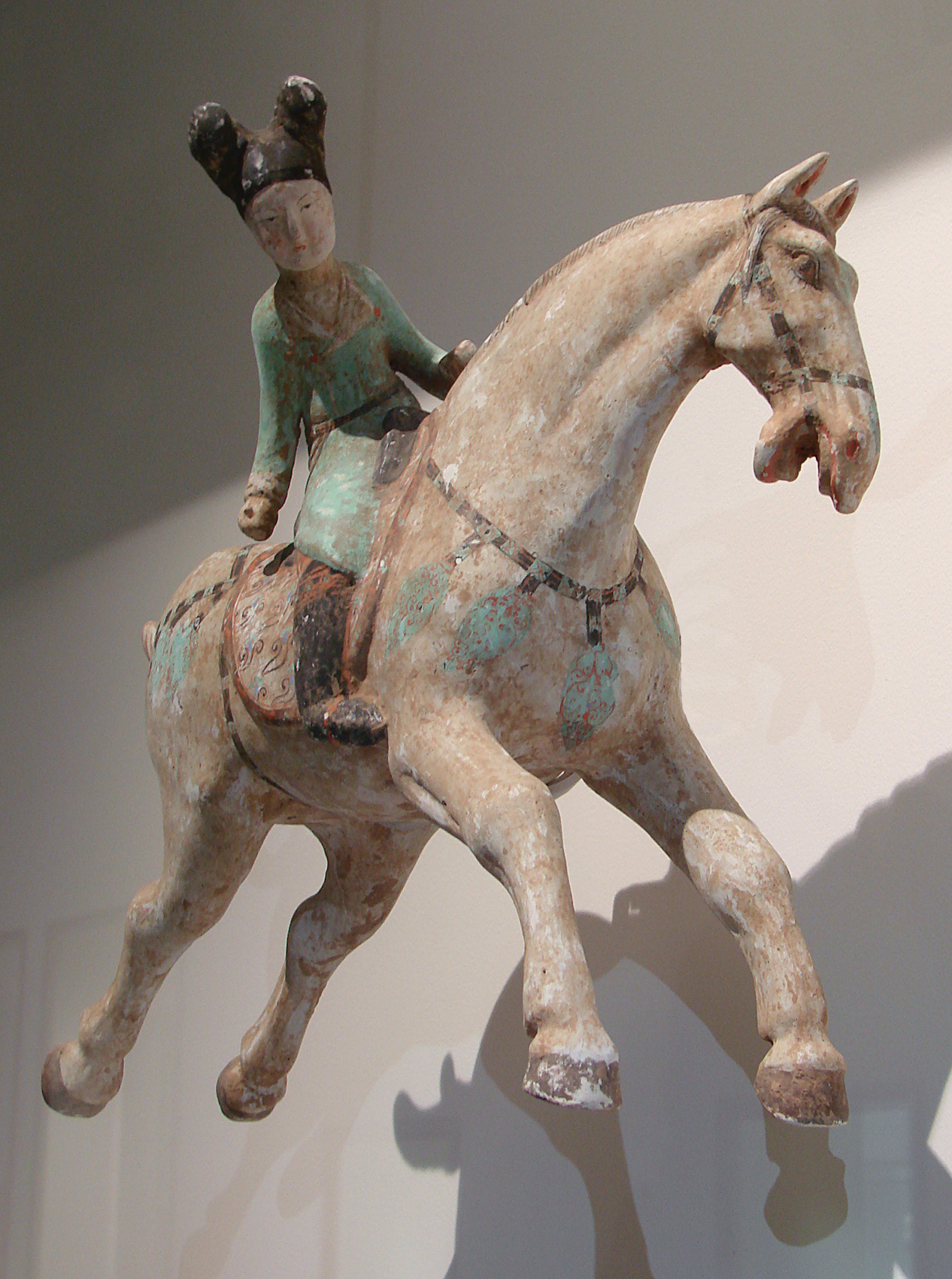
Joueuse de polo, VIIIe siècle.
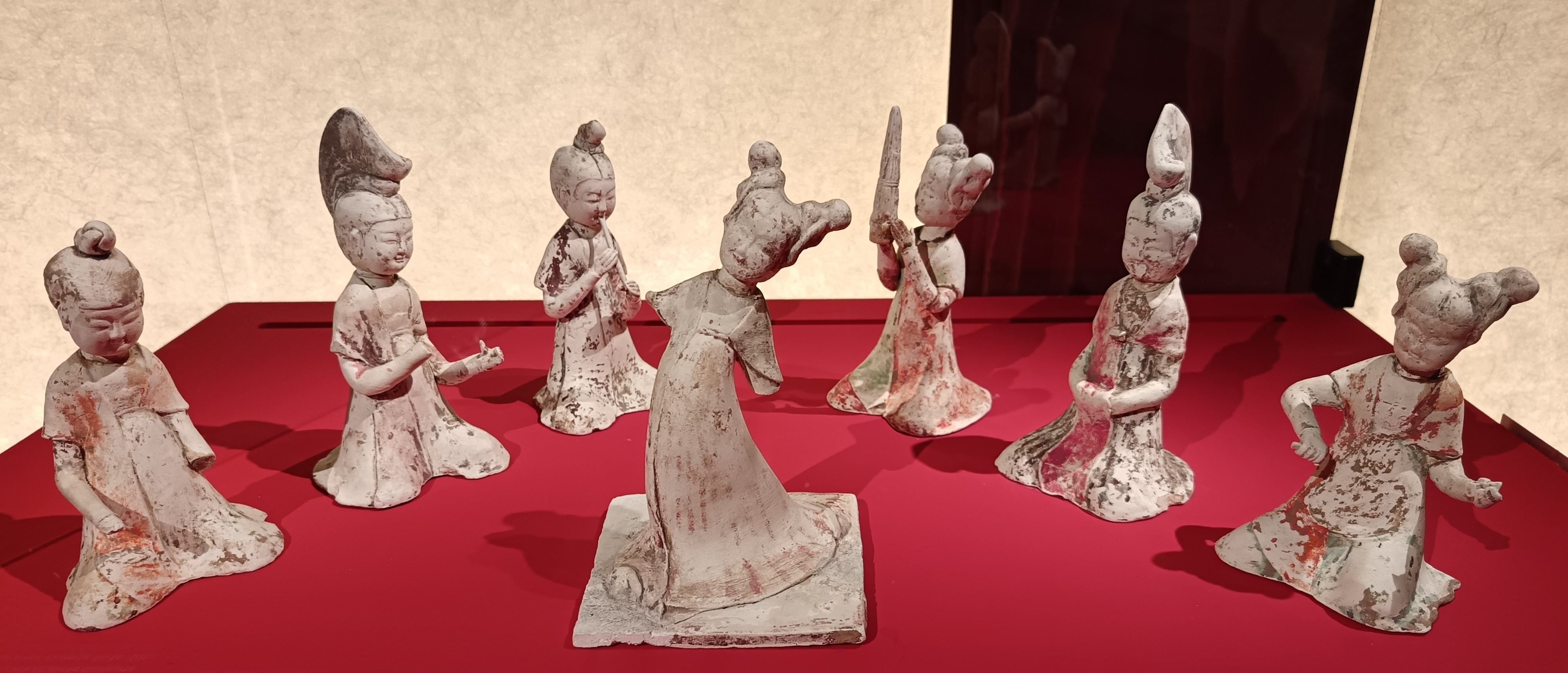
Ensemble de musiciennes avec une danseuse. Fin du VIIe siècle Gongyi (Henan).
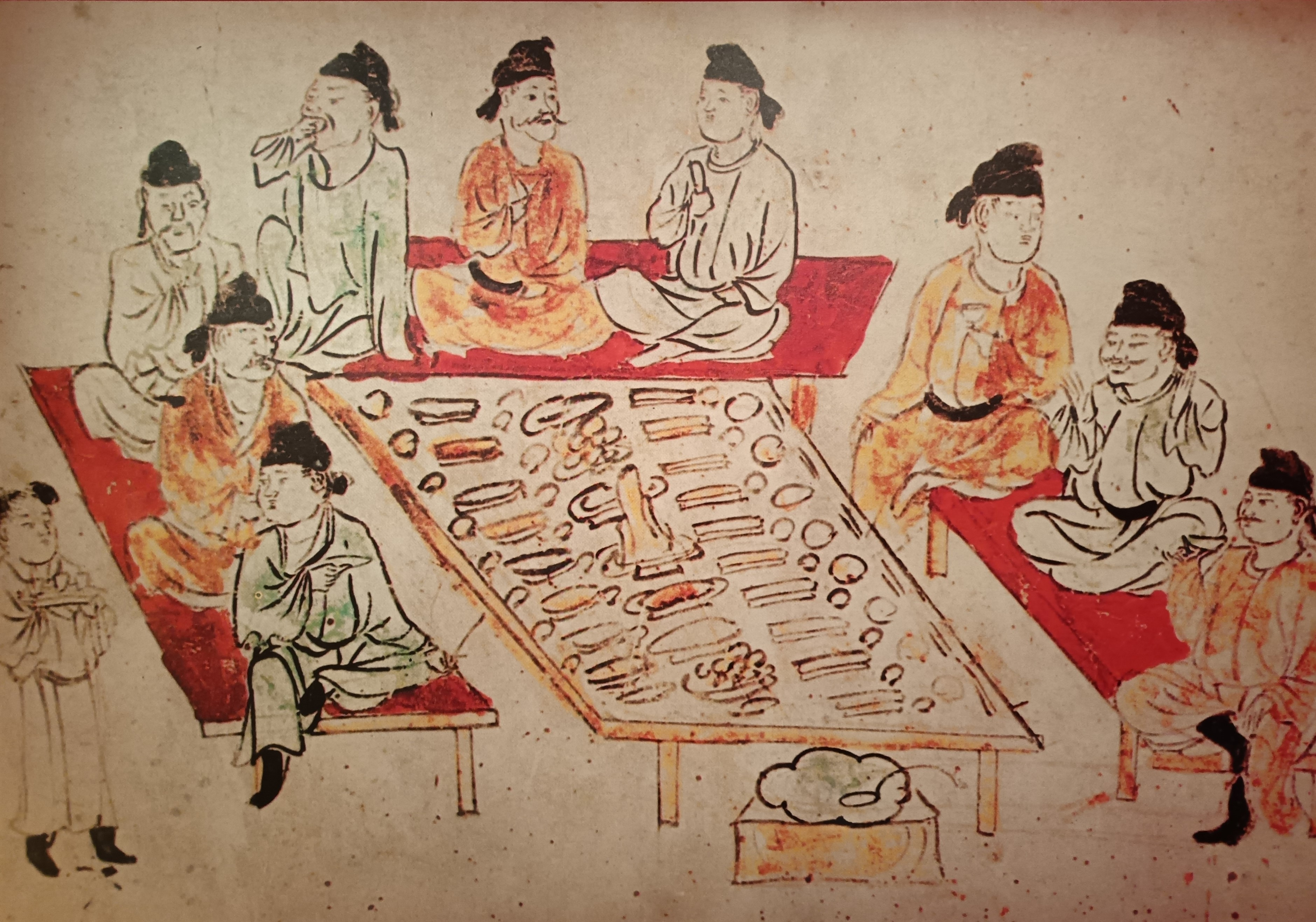
Scène de banquet en plein air. Reproduction d'une peinture murale d'une tombe de Nanliwang. Musée de l'histoire du Shaanxi.
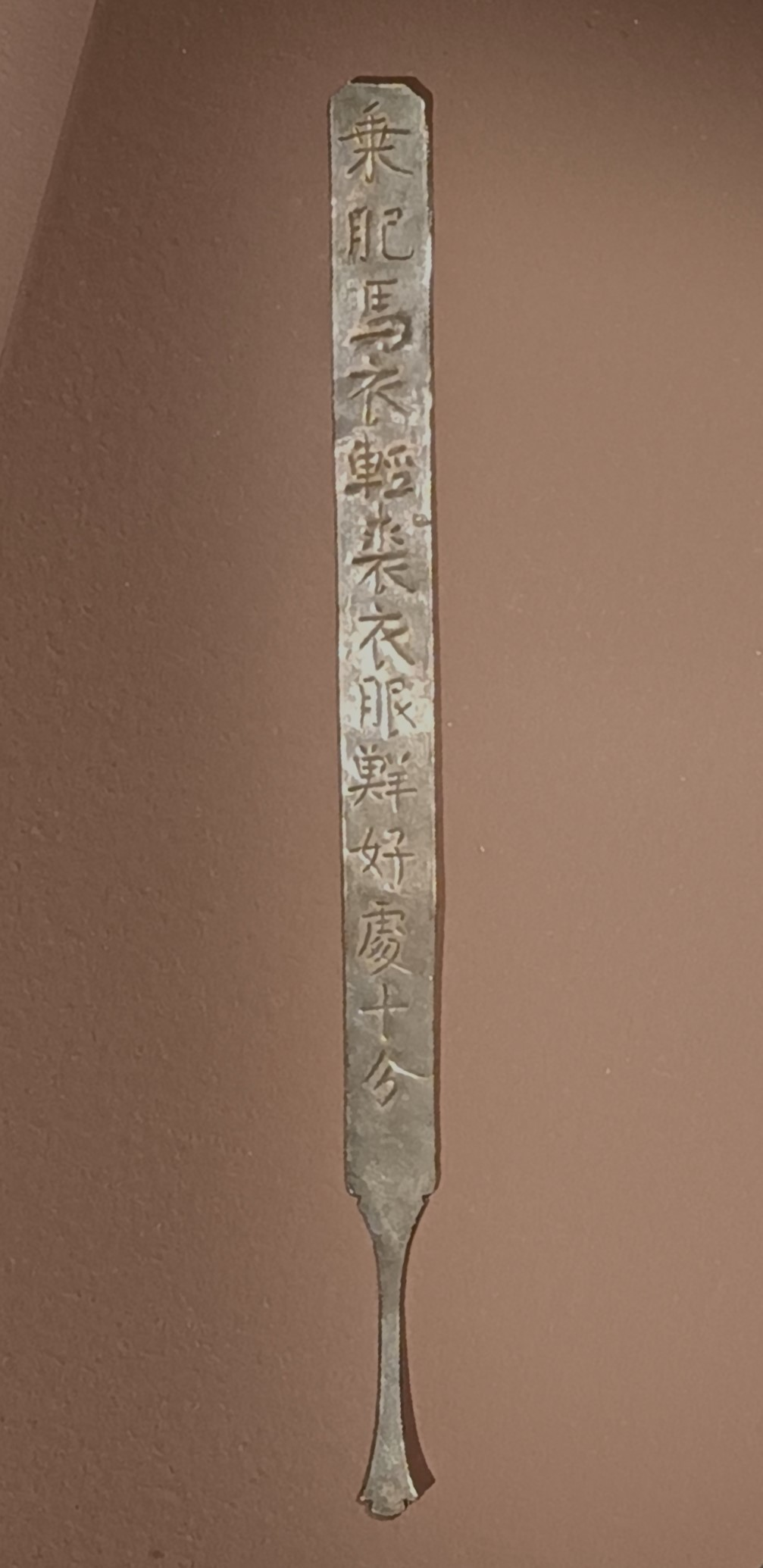
Bâtonnet de jeu d'alcool, avec des consignes inscrites. IXe siècle, Zhenjiang (Jiangsu).

## La Chine des Tang et le reste du monde

### Les axes des échanges à longue distance

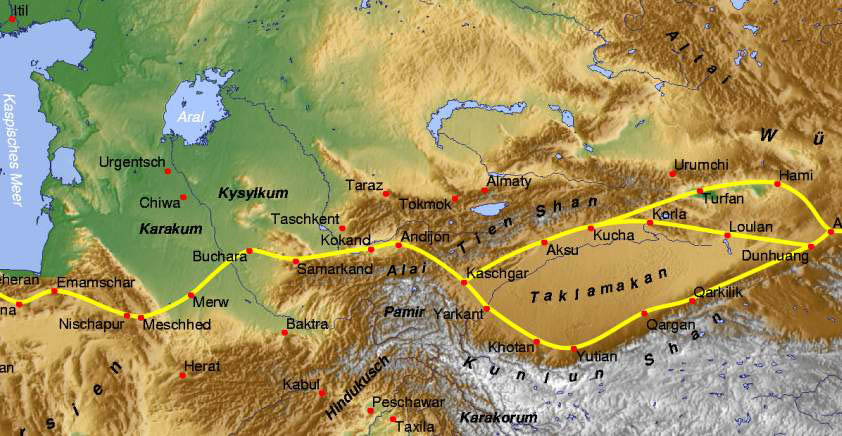
Tracé de la route de la soie.

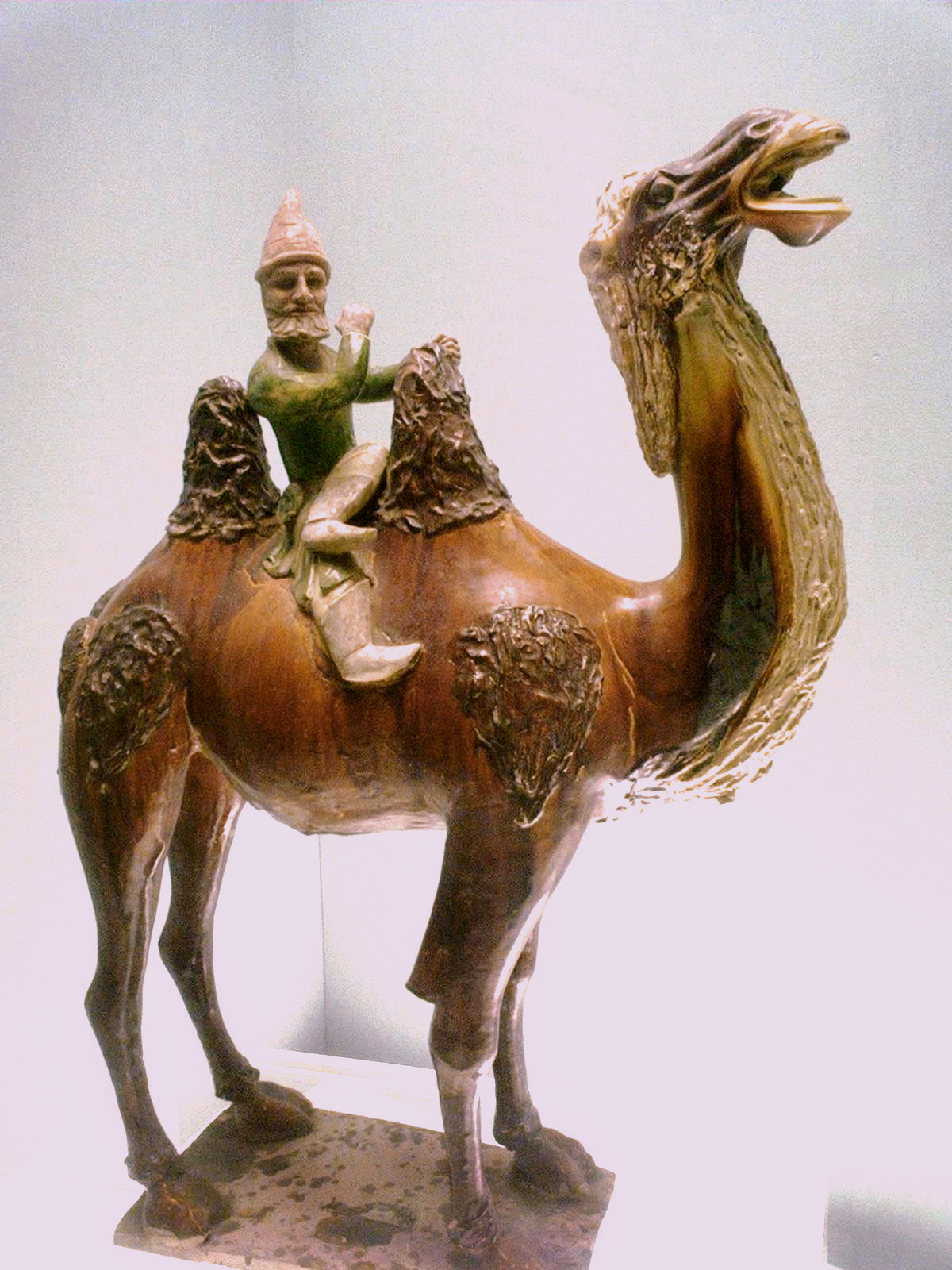
Chamelier probablement sogdien, reconnaissable par son chapeau, sur un chameau de Bactriane : figurine sancai. Musée de Shanghai.

#### La route de la soie
Depuis l'époque des Han, les routes internationales reliant les différentes parties de l'espace eurasiatique avaient connu un développement remarquable, et la Chine avait joué un rôle majeur dans ce phénomène, qui s'était approfondi durant la période de division. L'époque des Tang récupère donc cet héritage et l'approfondit considérablement. L'axe de communications le plus célèbre est la « route de la soie », ensemble de voies terrestres dont le point d'arrivée ou de départ en Chine était Chang'an. Elle la reliait aux cités d'Asie centrale, en passant par Dunhuang dans le Gansu qui en était un point névralgique, s'étant affirmé depuis longtemps comme un important lieu de contacts religieux, et plus largement culturels. C'est là que se rejoignent deux voies constituant la route de la soie, une passant par le Nord du Turkestan oriental, une autre par le Sud, se rejoignant ensuite à Kashgar qui contrôlait l'accès vers la chaîne du Pamir et les cités et royaumes du Turkestan occidental, elles-mêmes reliées au plateau Iranien, puis au reste du Moyen-Orient et enfin à l'espace méditerranéen.
De nombreux voyageurs attestent que la Chine a installé de nombreux points de contrôle sur les voies de la route de la soie qu'elle possédait, qui vérifiaient les permis de voyage vers l'empire Tang. Par ailleurs, le banditisme était un problème près des points de contrôles et des villes oasis, comme en témoigne le moine Xuanzang quand il raconte que son groupe de voyageurs a été attaqué par des bandits à de nombreuses occasions. Durant la première partie de la dynastie Tang, cette voie connut son apogée. Les marchands sogdiens y étaient des acteurs essentiels du commerce depuis plusieurs décennies, et étaient devenus incontournables pour les relations de la Chine avec les régions occidentales. Par la suite, les rivalités entre Chinois, Tibétains et Ouïghours mirent à mal la prospérité de ces régions. L'expansion de l'islam acheva de transformer le paysage politique et culturel de la région.

#### L'essor des routes maritimes
Le fonctionnaire et géographe Jia Dan (730-805) trace deux routes commerciales à cette époque : une partant de Guangzhou vers les îles Nicobar, le Sri Lanka et l'Inde, les côtes est et nord de la mer d'Arabie vers le fleuve Euphrate, route mentionnée ci-dessus, et une autre route partant de la côte de Bohai vers la Corée. L'autre axe majeur des échanges à cette époque était en effet maritime, reliant les villes du Sud chinois au Sud-Est asiatique puis au sous-continent indien, rejoignant les axes terrestres et maritimes du Moyen-Orient. Les délégations chinoises naviguaient à travers l'océan Indien vers l'Inde depuis peut-être le IIe siècle av. J.-C.,, alors que c'est durant la dynastie Tang qu'une forte présence maritime chinoise est identifiable dans le golfe Persique, la mer Rouge, en Perse, Mésopotamie (à travers le fleuve Euphrate), Arabie, Égypte, Aksum (Éthiopie) et en Somalie dans la corne africaine. Avec les troubles politiques qui perturbèrent les échanges sur les routes de la soie durant la seconde partie de la période Tang, cette voie méridionale devint prépondérante, accompagnant l'essor de la Chine du Sud, notamment du port de Canton. En 748, le moine bouddhiste Jian Zhen le décrit comme un centre commercial animé où d'imposants bateaux étrangers viennent mouiller. Il écrit dans Yue Jue Shu que « plusieurs gros bateaux viennent de Bornéo, de Perse, de Qunglun (Java, en Indonésie)... avec des épices, des perles et du jade entassés en hauts monticules,. » Les marchands arabes et perses y étaient les acteurs dominants, les marchands chinois étant à cette période peu présents sur cet axe.

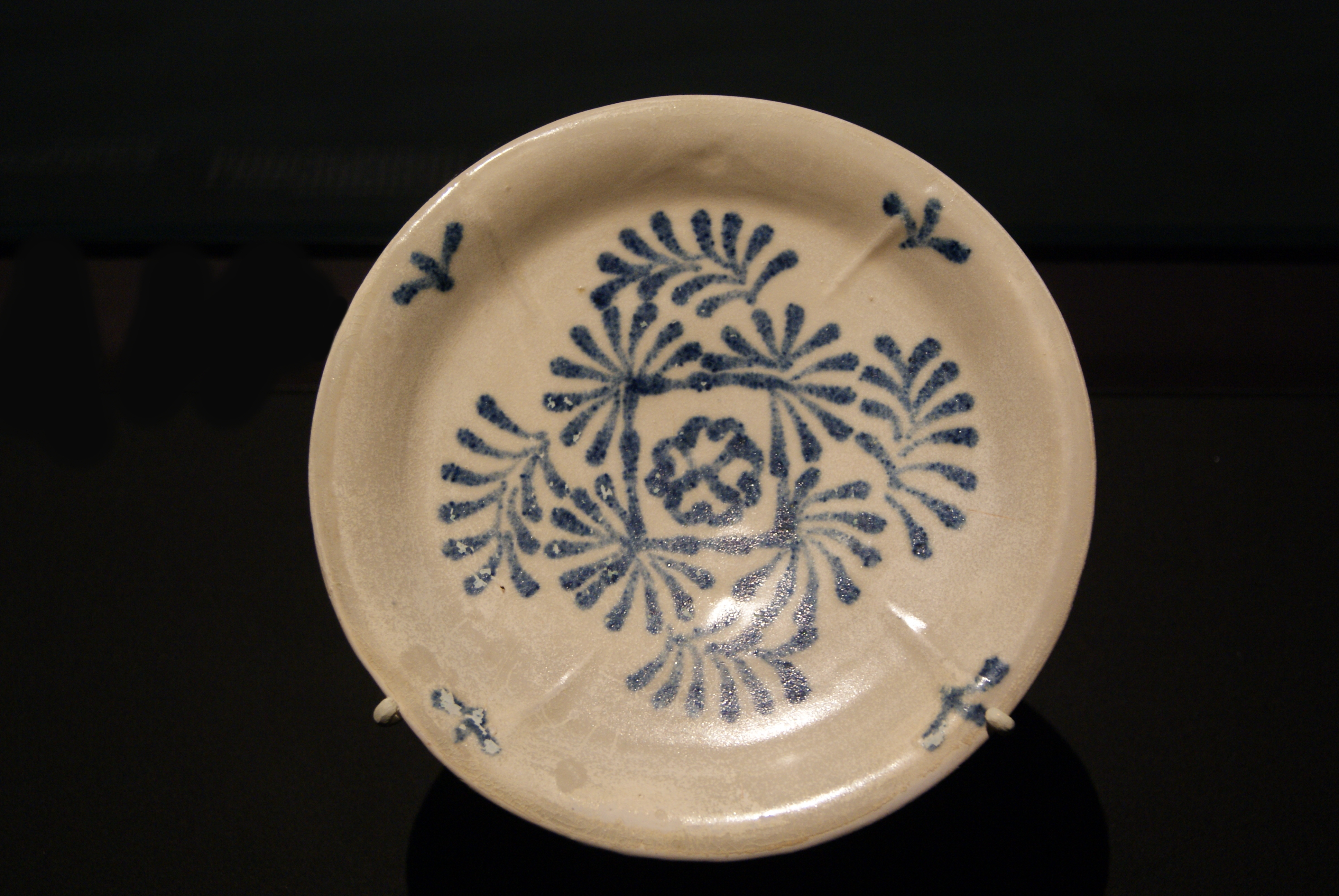
Vaisselle en céramique glaçurée blanche, à motifs en bleu de cobalt d'inspiration moyen-orientale, retrouvée dans l'épave de Belitung et probablement réalisée en Chine à destination des consommateurs de l'empire abbasside. IX, ArtScience Museum de Singapour.

Les Chinois s'engagèrent dans une production à grande échelle pour les exportations à partir de la dynastie Tang, comme l'atteste la découverte de l'épave de Belitung, un boutre arabe préservé dans le limon trouvé près de Belitung (Indonésie), et qui contenait 63 000 pièces de céramiques, d'argent et d'or (dont un bol Changsha avec une inscription de date : « 16e jour du septième mois de la seconde année du règne de Baoli », soit 826, date confirmée par une analyse au carbone 14 de l'anis étoilé trouvé dans l'épave). À Fustat (Le Caire), la réputation des céramiques chinoises fit croître la demande. Ce commerce devait faire la prospérité des centres de production chinois durant les dynasties suivantes,. En 851, le marchand arabe Sulaiman al-Tajir observe la fabrication de porcelaine chinoise à Guangdong et en admire sa qualité de transparence. C'est sans doute à l'initiative de ce genre d'intermédiaire que les artisans céramistes situés aux deux extrémités de cet axe commercial adaptèrent leur production au goût des acheteurs du Moyen-Orient. Les artisans arabes de Bassora, le principal port d'arrivée des produits chinois au Moyen-Orient, s'inspirèrent des techniques et des formes chinoises dans la céramique glaçurée blanches qu'ils élaborèrent au plus tard au IXe siècle et qui connut un grand succès notamment grâce à leurs décors en bleu de cobalt. En retour, cela influença les artisans chinois, en particulier ceux de Yangzhou qui produisirent des céramiques similaires manifestement destinées à l'exportation, car ne correspondant pas aux goûts chinois de l'époque. La soie était une autre production chinoise qui s'exportait bien, les pays occidentaux ne maîtrisant pas encore sa production avec un savoir-faire égal à celui de la Chine.
Les voies maritimes en direction de l'Est, vers la péninsule coréenne et le Japon, connurent une période de prospérité impulsée par le développement de ces espaces jusqu'alors marginaux. Les navires coréens de Silla, de Balhae et de la province de Hizen au Japon étaient impliqués dans le commerce sur le fleuve Jaune, qui était dominé par Silla après la chute de Koguryo. Après la reprise des hostilités entre Silla et le Japon à la fin du VIIe siècle, la plupart des marchands maritimes japonais choisirent de se diriger vers l'embouchure des fleuves Huai et Yangzi et même vers la baie de Hangzhou encore plus au sud, afin d'éviter les navires coréens dans la mer Jaune,. Dans le but de revenir au Japon en 838, les délégations japonaises en Chine affrètent neuf navires et soixante marins coréens dans les quartiers coréens de Chuzhou et Lianshui le long de la rivière Huai. Les navires chinois qui voyageaient au Japon quant à eux avaient pour habitude de partir de différents ports des côtes des provinces du Zhejiang et du Fujian.

### Les échanges culturels et intellectuels

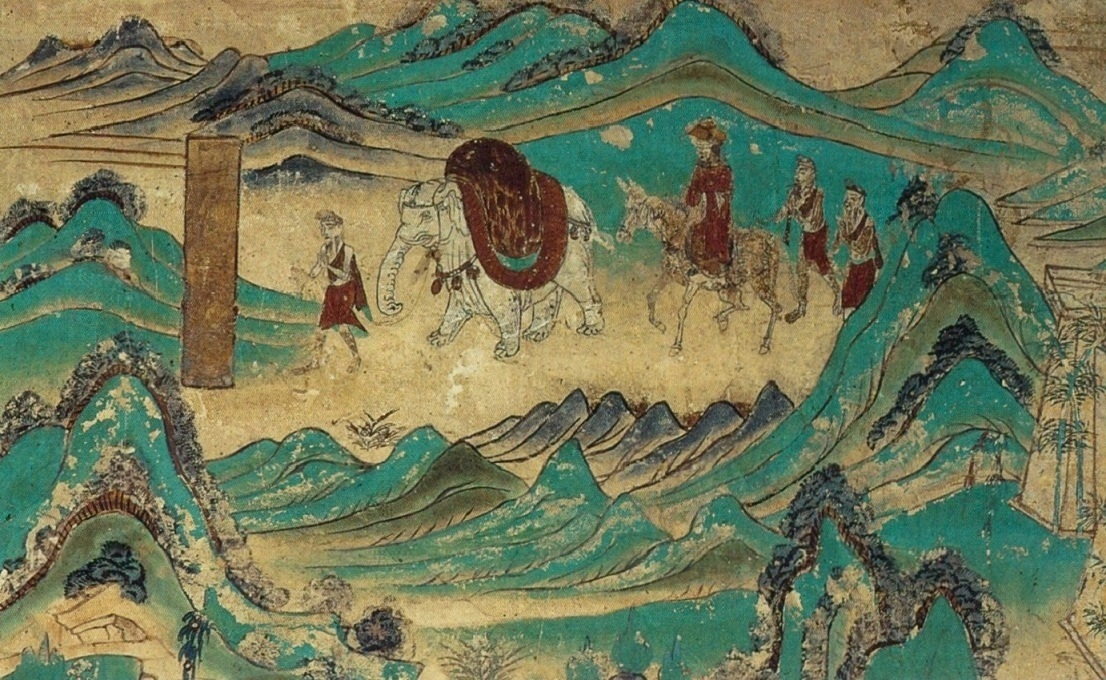
Peinture murale de la grotte no 105 de Mogao (Dunhuang, Gansu), v. 712-765 : le moine Xuanzang de retour d'Inde.

Ces différentes routes s'étendant sur une très longue distance furent parcourues par un ensemble de populations très différentes, aussi bien des marchands que des guerriers, des diplomates et administrateurs, des moines bouddhistes, qui participèrent à faire de la Chine médiévale un pays cosmopolite, marqué par le commerce international, les échanges d'idées et de savoirs, en particulier dans le monde urbain qui fut le premier concerné par ce phénomène. Ces échanges nombreux et variés eurent sur le long terme une grande influence sur l'évolution des civilisations eurasiatiques.

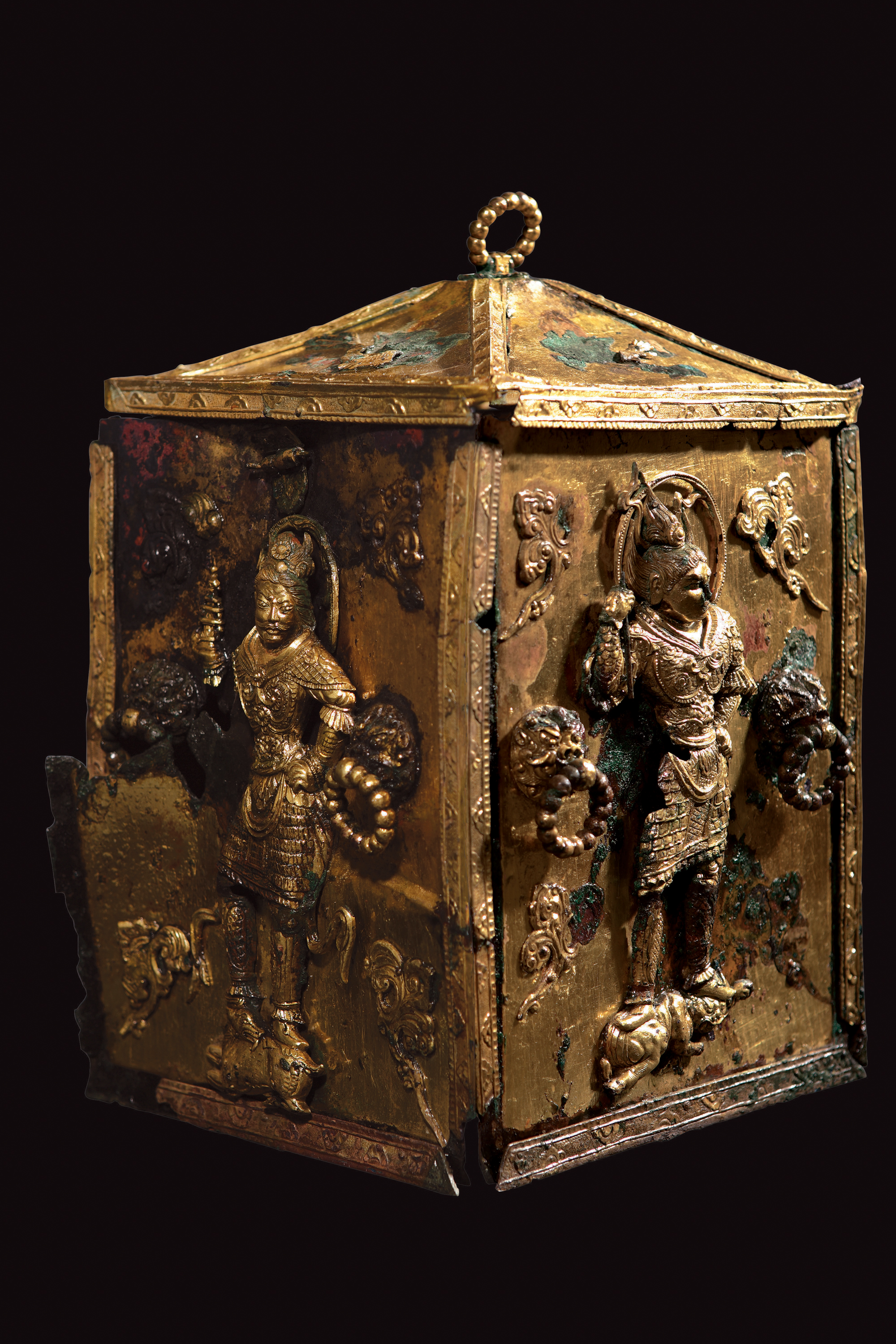
Reliquaire bouddhiste doré avec les décorations de gardes armés, de Silla, VII.

Du point de vue des apports extérieurs reçus par la Chine, le bouddhisme fut sans doute le plus déterminant, cette religion étant devenue durant la période de division la plus importante de Chine. Depuis son introduction dans le pays sous les Han, les contacts avec les centres intellectuels bouddhistes d'Asie centrale et d'Inde avaient été constants. Plusieurs moines bouddhistes entreprirent un voyage en Inde pour retourner aux sources de la religion, et notamment en rapporter des textes sacrés qu'ils pouvaient traduire. Le plus célèbre pour l'époque des Tang est Xuanzang (602-664), devenue une figure majeure du folklore chinois grâce à la mise en récit romancé de son périple dans La Pérégrination vers l'Ouest, roman écrit à l'époque Ming qui est encore de nos jours l'un des plus célèbres de la littérature chinoise. Ses propres descriptions de son voyage (qui dura de 627 à 645) sont un témoignage inestimable pour les pays en contact avec le monde chinois, puisqu'il emprunta à l'aller la route terrestre centre-asiatique, puis au retour la voie maritime méridionale,.
Au VIIIe siècle, les voyages de moines bouddhistes chinois se raréfièrent, tandis que cette religion achevait de se siniser, et se rendait ainsi indépendante des influences de son foyer originel, pour influencer à son tour d'autres régions. Les bouddhistes chinois furent en effet des « passeurs » de cette religion vers la Corée et le Japon. Les moines japonais se rendirent également en Chine, comme Ennin (794–864), qui écrit sur ses expériences de voyage dont ses voyages le long du Grand canal de Chine,. Le moine Enchin (814–891) resta en Chine entre 839 et 847 puis entre 853 et 858, s'installant près de Fuzhou puis près de Taizhou durant son second voyage en Chine,,.
Plus largement, l'influence chinoise participa à la complexification des institutions des royaumes coréens et japonais. L'écriture chinoise y fut adoptée, et fut un vecteur important de l'influence chinoise à l'Est durant les siècles suivants. Le Code de Taiho promulgué en 701 fut très marqué par l'influence du Code Tang, les capitales japonaises Nara et Heian furent érigées sur le modèle de Chang'an, etc. Ces apports marquèrent en profondeur la civilisation japonaise, qui resta profondément endettée envers les apports de la Chine des Tang.
Dans le domaine des techniques et des savoirs, les échanges furent également fructueux. La Chine importa depuis l'Inde la culture de la canne à sucre puis celle du coton, ainsi que les méthodes artisanales de transformation de ces produits. Plusieurs techniques de finance (prêts avec gage) et de commerce (associations) furent également introduites depuis le sous-continent indien,. Les autres pays reprirent quant à eux des Chinois la technique de fabrication du papier, qui aurait été transmise par des prisonniers faits par les troupes arabes après leur victoire à Talas en 751, même si ce transfert technique semble légèrement antérieur à cette date,. Des moines visitant la cour japonaise y auraient apporté en cadeau un chariot pointant le sud qu'ils avaient fabriqués. Ce compas-véhicule datant du IIIe siècle (utilisant un mécanisme différentiel) fut à nouveau produit pour l'empereur japonais en 666, comme l'atteste le Nihon Shoki en 720.
Les rapports avec les régions de l'Asie centrale ont également eu un impact sur l'art Tang, dans la continuité des périodes précédentes. Par exemple, la constitution de commanderies dans l'actuel Xinjiang, notamment celle de Turfan, ont entraîné au VIIIe siècle l'essor de l'influence des arts centre-asiatiques (notamment celui des cités sogdiennes, celui de la région de Turfan connu par les tombes d'Astana), visible dans le matériel funéraire des sépultures de la région de Chang'an. L'influence des arts des steppes se retrouve également dans ces tombes.

### Les étrangers en Chine

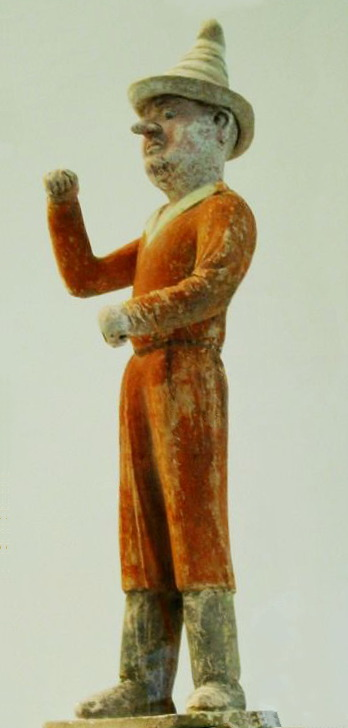
Figurine d'un marchand probablement sogdien de la dynastie Tang, VII.

Au cours de la dynastie Tang, des milliers d'étrangers viennent depuis des régions extérieures à l'empire chinois, et vivent dans différentes villes chinoises pour le commerce, nouant ainsi des liens commerciaux entre la Chine et notamment les Perses, les Arabes, les Indiens, les Malais, les Cingalais, les Khmers, les Chams, les Juifs et les Chrétiens nestoriens parmi d'autres,. Des quartiers pour les marchands étrangers avaient été constitués dans les villes où ils étaient le plus nombreux, afin de les contrôler. Celui de Canton est bien connu par les textes. Il avait son propre représentant issu de sa communauté. Mais on trouvait des marchands arabes et perses plus au Nord, sur le Grand Canal, notamment à Jiangdu, mais aussi dans les capitales du Nord, Chang'an et Luoyang. Dans cette région cependant c'étaient les personnes venues de l'Asie centrale qui étaient les plus importantes en nombre : Turcs, Ouïghours et Sogdiens.
Ce sont surtout les Sogdiens qui ont joué un rôle prépondérant, car ce sont eux qui maitrisaient et contrôlaient l'essentiel des voies de commerce de l'Asie centrale, dont la Route de la Soie dans sa presque totalité. Respectés par les Chinois comme un grand peuple à l'esprit très commerçant et cultivé, ils étaient le principal lien entre l’Extrême-orient et l'Occident. Les Sogdiens ont ainsi joué un rôle essentiel dans la transmission de connaissances, de savoir-faire, de philosophies et de religions dans les deux sens, dont le manichéisme, le mazdéisme et le nestorianisme, comme ils l'avaient déjà fait plus anciennement avec le bouddhisme dès l'ouverture de la Route de Soie.
L'aspect cosmopolite de Chang'an fut le sujet de nombreux écrits. Elle aurait compté à elle seule environ 25 000 étrangers. Les femmes tokhariennes, exotiques avec leurs yeux verts et leurs cheveux blonds, servent du vin dans des verres en agate et en ambre, chantent et dansent pour attirer les clients. Les étrangers n'étaient en effet pas uniquement impliqués dans le commerce à longue distance, puisque beaucoup (notamment les Ouïghours mais aussi les Sogdiens) étaient connus (souvent en mal) pour leurs activités de prêteurs, ou de tenanciers de tavernes. Les chansons, danses et instruments de musique en provenance de l'Asie centrale étaient très populaires, et avec eux leurs spécialistes étrangers,,. Les danseuses sogdiennes furent ainsi très appréciées par Xuanzong et sa concubine Yang Guifei, grands amateurs de musique et de danse en général, même si l'aspect sensuel de leurs danses ne manquait pas d'en choquer certains ; l'empereur affectionnait en particulier la « danse tournoyante occidentale » (huxuan wu). Les diplomates se rendant à la cour impériale et y portant des tribus sont un autre thème qui se retrouve à plusieurs reprises dans la littérature et l'art de l'époque, qui y voyaient un signe de la centralité de leur empire et s'émerveillent devant les nombreux produits exotiques et étranges qu'ils apportaient. Une autre figure récurrente des descriptions des étrangers par les Chinois de l'époque Tang sont les moines bouddhistes étrangers, à qui on prêtait des pratiques scandaleuses : sexualité dissolue, commerce de femmes, et aussi connaissance de rituels occultes que l'on imputait souvent aux étrangers à l'apparence la plus énigmatique.
Le gouvernement Tang émit plusieurs lois régulant les relations entre les Chinois et les étrangers. Si un étranger en Chine demandait une femme chinoise en mariage, il était contraint de rester en Chine et n'était pas autorisé à ramener son épouse dans son pays d'origine, comme le prévoyait la loi de 628 afin de protéger les femmes des mariages de courte durée avec les délégataires étrangers. Plusieurs lois renforcèrent la ségrégation des étrangers des Chinois durant la dynastie Tang. En 779, un édit fut publié pour forcer les Ouïghours de la capitale à s'habiller avec leurs habits traditionnels, à les empêcher de se marier avec des femmes chinoises et à leur interdire de se faire passer pour des Chinois. Les mesures se durcirent durant les années 830-840, conjointement aux mesures de répression des religions étrangères qui avaient un arrière-fond xénophobe : interdiction de contact entre les Chinois et les étrangers (« gens de couleur », c'est-à-dire les personnes originaires d'Asie centrale et du Sud-Est asiatique) en 836, et interdiction de leurs religions en 845, stipulant qu'il fallait empêcher qu'ils n'altèrent la morale chinoise.

## Religion et pensée

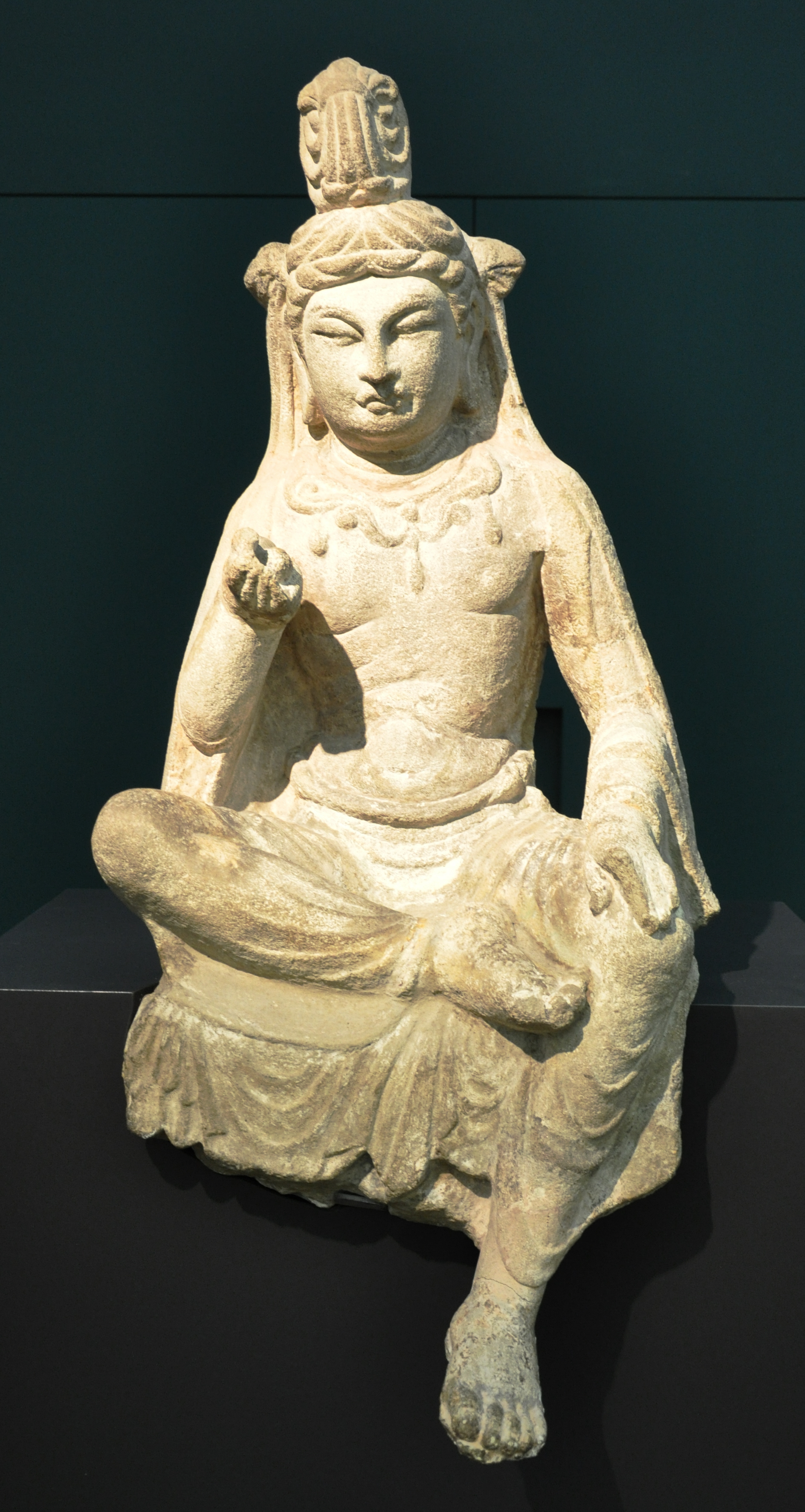
Sculpture d'un bodhisattva assis, milieu du VIII, museum Rietberg de Zurich.

La religion de la Chine des Tang est marquée par la prépondérance des « trois enseignements » (sanjiao) : le taoïsme et le confucianisme issus des traditions religieuses antiques de la Chine, et le bouddhisme importé d'Inde à partir du début de notre ère et devenu durant les siècles suivants la principale religion du pays. Même s'ils furent souvent opposés, ils présentaient de nombreuses similitudes car ils avaient échangé des idées depuis plusieurs siècles et étaient ancrés dans la pensée traditionnelle chinoise, même le bouddhisme qui avait dû s'y adapter pour s'imposer dans ce pays. Ils étaient eux-mêmes divisés en plusieurs courants, et ne présentaient donc pas un profil unifié, en dépit de nombreuses tentatives de synthèse. Du reste, ils ne formaient pas aux yeux de la majorité des croyants des religions bien distinctes, et les croyances populaires faisaient diversement appel à leurs préceptes et rituels, tout en conservant des pratiques ancestrales réprouvées par les intellectuels religieux.

### Le taoïsme
Le taoïsme (Daojiao, « école du dao ») est une philosophie chinoise et un système de croyances religieuses qui trouve ses origines dans les livres Daodejing (attribué à Laozi) et Zhuangzi ainsi que dans les pratiques issues du milieu de spécialistes d'arts ésotériques visant à prolonger la vie. Durant la période de division, il s'était affirmé en tant que religion à part entière, organisée en différents courants très populaires disposant d'un corpus de textes et de pratiques spécifiques et disposant d'un clergé nombreux : les « Cinq boisseaux de riz » (Wudoumi, ou « Maîtres célestes » du nom de leurs patriarches), la « Haute pureté » (Shangqing, aussi connue sous le nom de Maoshan), et le « Joyau sacré » (Lingbao), fortement marqué par les influences bouddhistes. Les textes majeurs de la tradition taoïste avaient été compilés dans des canons, et des ouvrages synthétiques cherchaient à rapprocher les différentes traditions, comme le Daojiao yishu, reflétant la volonté de mieux coordonner ces tendances qui fut très en vogue sous les Tang. Le clergé taoïste était très apprécié parmi le peuple ou les élites pour ses connaissances en matière de rituels, de magie, de confection de talismans ou d'élixirs issus de leurs anciennes traditions alchimiques marquées par la recherche de l'immortalité. Des récits miraculeux célébraient leurs exploits, et mettaient en avant de nouvelles divinités inspirées du panthéon bouddhiste.

### Le bouddhisme
Le bouddhisme du Grand Véhicule (Mahayana) s'était affirmé durant la période de division comme la religion la plus pratiquée en Chine, fortement implantée chez les élites. Il devait son succès à l'intense activité de recherche et de traduction de textes bouddhistes qui avait permis d'accéder aux différentes traditions venues d'Inde. Aux débuts des Tang, le moine Xuanzang se rendit dans ce pays et en ramena de nombreux textes, tentant de se faire le promoteur des traditions du Yogacara, sans grand succès. Plus réussie fut en revanche l'introduction du bouddhisme tantrique, qui connut un certain succès à partir du VIIIe siècle. L'école de la Terre pure du Bouddha Amitabha restait également très populaire. Mais la période des Tang vit surtout l'affirmation des traditions bouddhistes qui étaient nées en Chine durant la période des dynasties du Nord et du Sud et n'avaient pas été élaborées en Inde, comme le Tiantai et le Huayan, qui promurent le culte du Bouddha Vairocana en Chine, puis le Chan, popularisé de nos jours sous sa variante japonaise, le zen, qui préconise une approche intuitive de la connaissance, à laquelle on parvient par la méditation silencieuse, la connaissance de soi-même et non par la lecture de textes sacrés. Le courant des « trois stades » (sanjie) connut également un essor au VIIe siècle, mais ses tendances plus hétérodoxes et anticonformistes lui attirèrent les foudres du pouvoir et il disparut à la fin de la période Tang. Il a probablement contribué à la popularisation du bodhisttva Dizang (Kshitigarbha), qui devint à cette période une figure importante du panthéon bouddhiste chinois.
Les monastères bouddhistes jouaient un rôle important dans la société chinoise, offrant un hébergement aux voyageurs dans les contrées lointaines, des écoles aux enfants dans les campagnes reculées et un endroit pour les lettrés urbains pour organiser des évènements sociaux. Les monastères sont également engagés dans l'économie puisque leurs terres et leurs serfs leur procurent assez de revenus pour approvisionner les moulins, presses à huile et autres entreprises,,,. Bien que les monastères possèdent des serfs, les personnes responsables des monastères peuvent parfois avoir leur propre terre et employer d'autres personnes pour les aider dans leur travail, dont leurs propres esclaves.

### Le confucianisme

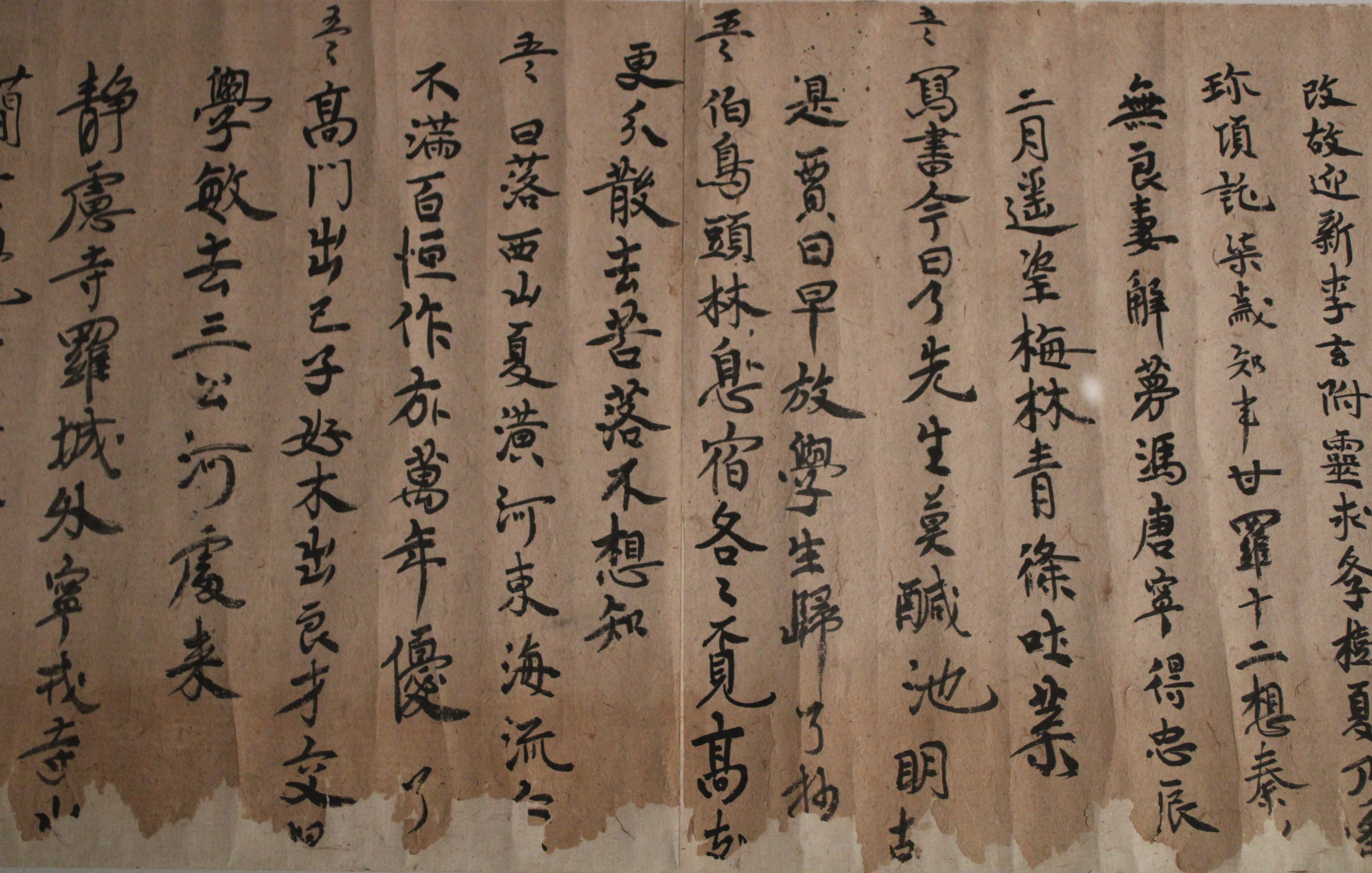
Copie des Entretiens de Confucius commentés par Zheng Xuan, accomplie par un écolier de douze ans, renvoyant à l'importance du confucianisme dans l'éducation. Daté de 710. Cimetière d'Astana (Xinjiang).

Le confucianisme est, avec le taoïsme, la deuxième des grandes religions d'origine chinoise, mais elle a à vrai dire un caractère religieux moins prononcé que les précédentes, n'ayant pas un clergé organisé et reposant surtout sur des préceptes moraux et un ensemble de rituels liés à la pratique du gouvernement, dont les spécialistes étaient issus de la catégorie des lettrés. Elle est d'ailleurs connue en Chine sous le nom d'« école des lettrés » (rujia). Le confucianisme est surtout visible dans le domaine des rituels liés à la fonction impériale, qui avaient été codifiés sous les Han sans jamais être remis en cause par les dynasties suivantes, en dépit de leur désaffection vis-à-vis de ses traditions (voir plus bas), et dans le domaine de l'éducation et de la pensée des élites, où le canon confucéen restait vu comme un socle de l’État et de l'ordre social. C'est dans le cercle des lettrés que le confucianisme trouvait donc ses appuis les plus forts. Un d'entre eux, Yan Shigu (581-685), fixa la forme définitive du canon (les « cinq classiques » : des Rites, des Mutations, des Documents, des Odes et Annales des Printemps et Automnes) à la demande de l'empereur Tang Taizong, qui demanda également à un groupe de lettrés dirigés par Kong Yingda de rédiger un commentaire de ce canon qui devait notamment servir pour la préparation des examens impériaux.
Dans la seconde partie de la dynastie Tang, plusieurs savants s'élevèrent contre la primauté de ce type de commentaires et plaidèrent pour un retour à l'interprétation des classiques, pour revenir à la morale antique des rédacteurs de ces textes et combattre ainsi le bouddhisme et le taoïsme, vu comme subversifs et néfastes pour l'ordre social. La grande figure de ce courant fut Han Yu (768-824), qui fut un virulent critique des croyances bouddhistes, s'élevant notamment contre le culte des reliques. Li Ao (772-836) prôna également un retour à l'étude des classiques, mais avec une lecture plus spéculative, marquée par le bouddhisme et le taoïsme. Si la réaction confucéenne que ces deux-là représentaient n'eut pas un grand écho sous les Tang, elle devait servir de base au retour au premier plan de ce courant de pensée sous la dynastie Song,,.

### Cultes et rituels traditionnels

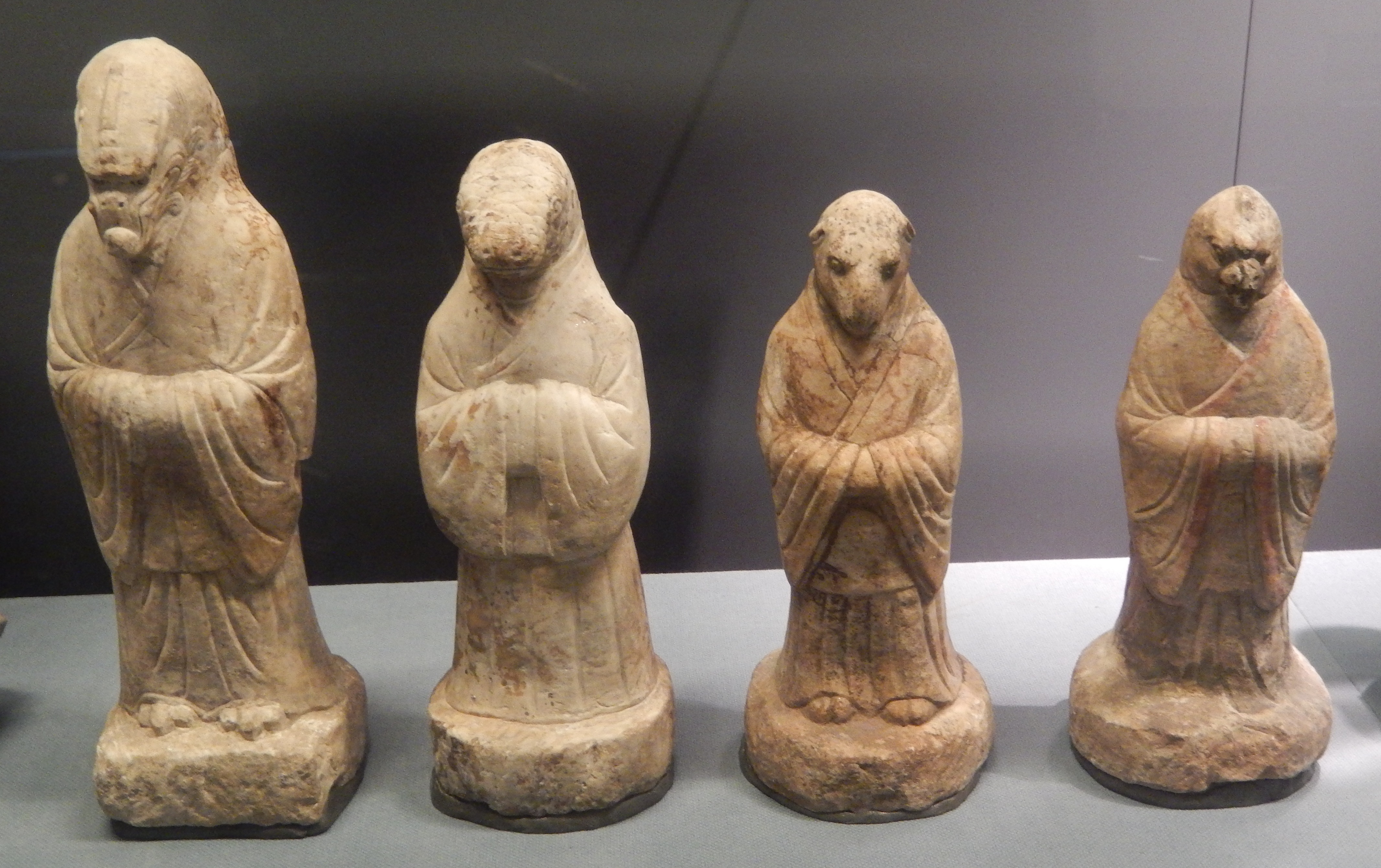
Figurines funéraires représentant des animaux du zodiaque chinois, musée de la capitale (Pékin).

Le taoïsme et le confucianisme sont issus d'antiques croyances relevant de la religion traditionnelle chinoise. Celle-ci eut également une influence sur le bouddhisme chinois, qui dut s'adapter à ce socle de croyances pour s'imposer durablement dans cette contrée, tout en introduisant lui-même des divinités et croyances qui devaient s'intégrer à ce fonds religieux. Cette religion populaire, non organisée, plus ou moins bien encadrée par les desservants des cultes institutionnels, est peu documentée car elle ne relevait pas du monde des élites lettrés, ce qui la rend donc difficile à saisir. Elle repose sur la croyance en de nombreux esprits habitant toutes les composantes du monde, qui ont souvent des attributs fonctionnels et territoriaux précis, similaires à ceux d'administrateurs (la « bureaucratie céleste »). Sous les Tang, les divinités des cités étaient devenues très importantes ; elles avaient notamment émergé dans le Sud durant la période précédente, dans le cadre d'une lutte contre les religions méridionales indigènes et leurs cultes sanglants réprouvés par l'élite chinoise émigrée. Un grand nombre de ces esprits étaient d'illustres figures antiques qui avaient été divinisées, comme le général Wu Zixu, qui avait vécu au Ve siècle av. J.-C. et était sous les Tang une divinité qu'il fallait notamment honorer pour s'assurer des conditions de navigation favorables sur le Grand Canal dans le Sud et dans l'estuaire du Yangzi.
Cette religion populaire est souvent évoquée pour ses rituels de type exorcistique ou divinatoire, dans lesquelles on reconnaît souvent un héritage des pratiques chamaniques de la Chine ancienne. Les différentes pratiques divinatoires de cette période étaient héritées de l'Antiquité chinoise. Elles reposaient sur l'observation des astres, l'élaboration de calendriers définissant périodes fastes et néfastes pour les différentes activités rythmant la vie, l'interprétation des rêves, du physique des humains et animaux, etc. Elles sont notamment connues grâce à des manuscrits retrouvés dans une grotte de Dunhuang.
L'aspect le mieux connu de la religion populaire chinoise est le culte des esprits des ancêtres, avec lequel les grandes religions avaient dû composer pour s'imposer, tellement il était irréductible de la mentalité chinoise. Elles le justifiaient diversement : pour les confucianistes les moins spiritualistes qui rejetaient souvent l'idée d'une survie de l'âme après la mort, il servait à symboliser l'unité du lignage en reliant générations présentes et passées ; pour les taoïstes (et plus largement le fonds religieux traditionnel chinois) qui admettaient une survie de l'âme il s'agissait de rendre un culte aux esprits des défunts pour s'attacher leurs faveurs ; pour les bouddhistes cela servait à assurer de meilleures réincarnations aux ancêtres du lignage. Les croyances populaires puisaient comme souvent dans ces trois traditions. Le culte des ancêtres se déroulait régulièrement, marqué par des offrandes et des banquets funéraires. Il s'affirmait avec plus d'emphase durant les grands moments de la vie familiale au cours desquels il convenait d'inviter les ancêtres (mariages, naissances, décès), et durant des fêtes, en particulier celle nommée Qingming durant laquelle on procédait en particulier à la purification des tombes des ancêtres, et la Fête des fantômes d'origine bouddhiste, qui devinrent très importantes sous les Tang.
Les autres grandes festivités traditionnelles chinoises étaient le Nouvel An et la Fête des lanternes. Dans la capitale Chang'an, les célébrations étaient très animées, en particulier pour la Fête des lanternes à partir du moment où le couvre-feu nocturne était levé pour trois jours d'affilée, constituant des moments marquants de la vie urbaine. Entre 628 et 758, le trône impérial proclama soixante-neuf grandes fêtes nationales, pour célébrer des circonstances particulières telles que des victoires militaires, des moissons abondantes après une longue sécheresse ou une famine, la signature d’amnisties, l'installation d'un nouveau prince héritier, etc.

### Religions étrangères
La présence étrangère dans la Chine des Tang se traduisit par la pratique de plusieurs religions importées, autres que le bouddhisme qui était lui déjà fortement sinisé : le christianisme nestorien, le manichéisme, le mazdéisme, et secondairement le judaïsme et l'islam. On les retrouvait surtout dans la capitale et les grandes villes les plus cosmopolites de l'empire. Le nestorianisme, le mazdéisme et le manichéisme apportés par les Sogdiens firent l'objet d'une approbation de la part du pouvoir impérial qui autorisa la prédication pendant la plus grande partie de la dynastie, sans s'imposer dans la population chinoise. Ils furent durement touchés par les persécutions de 845,,.

### Religion et politique
La famille Li régnante de la dynastie Tang s'appuya en particulier sur les croyances taoïstes lors de sa prise de pouvoir, et se proclama descendante de l'illustre Laozi, qui était reconnu depuis plusieurs siècles comme une divinité. De par cet héritage, les empereurs Tang avaient donc un soutien divin. Ils furent donc de grands promoteurs du culte de Laozi. En 666, Gaozong lui fit ériger des temples dans toutes les préfectures de l'empire, où se déroulaient des fêtes célébrant le pouvoir impérial. Ces temples furent embellis par Xuanzong, dont le règne marqua l'apogée du soutien du taoïsme par le pouvoir impérial : il consacra les temples dédiés aux ancêtres impériaux au taoïsme et assimila les cinq montagnes sacrées de l'empire à des divinités taoïstes auxquelles le culte de ces lieux fut donc dédié. Les empereurs recevaient des conseils et l'expertise magique et alchimique de grandes figures du taoïsme, en particulier celles reliées au courant de la Haute pureté : Wang Yuanzhi (528-635) qui soutint (et imagina peut-être) la filiation avec Laozi, Pan Shizheng (585–682) et Ye Fashan (631–720) qui accomplirent de nombreux rituels pour les empereurs, puis Sima Chengzhen (646–735) qui fut un proche de Xuanzong et participa à sa promotion des rituels taoïstes. À de nombreuses reprises, lorsque les princes Tang devinrent princes héritiers ou que les princesses Tang firent leurs vœux de prêtresses taoïstes, leurs anciennes résidences furent transformées en monastères et autres lieux de culte taoïstes. Durant la seconde moitié de la dynastie, l'appui impérial envers le taoïsme fut moins prononcé, mais il fut relayé par le soutien des potentats provinciaux aux temples taoïstes de leurs territoires, qui servaient leur affirmation politique.
Les empereurs Tang ne rejetèrent pas pour autant les anciens rituels impériaux issus de la tradition confucéenne de la période des Han, qui avaient été préservés durant les siècles suivants. Ils furent codifiés en 732 : on y retrouvait les antiques sacrifices au Ciel accomplis dans les faubourgs de la capitale, les sacrifices feng et shan, les sacrifices aux ancêtres impériaux, le Palais des lumières, les tournées dans les provinces, etc. Ils connurent certaines modifications, en élargissant notamment le cercle des empereurs des dynasties précédentes qui recevaient les sacrifices ancestraux. Les rituels destinés au Ciel furent mis en exergue, les empereurs insistant de plus en plus dans leur titulature sur leur aspect céleste, comme Gaozong qui se proclama « Empereur céleste ».
Le bouddhisme ne fut pas non plus mis à l'écart par les empereurs Tang. En 742, le pourtant très taoïste Xuanzong porta en personne l'encensoir durant la cérémonie conduite par le moine Amoghavajra (705–774) au cours de laquelle il récita des incantations mystiques pour assurer la victoire des forces Tang. Mais comme les empereurs des dynasties précédentes il contrôlait les activités des monastères et le très lucratif commerce des textes bouddhistes. En 714, il interdit aux boutiques et marchands de la ville de Chang'an de vendre des copies de sutras bouddhistes, donnant à la place aux religieux bouddhistes des monastères le monopole de la distribution des sutras aux laïcs. Il chercha surtout à contrôler les finances des puissants monastères de la capitale.
Le statut prééminent du bouddhisme dans la culture chinoise commence à décliner en même temps que la dynastie et le pouvoir central à la fin du VIIIe siècle et durant le IXe siècle. Il fut de plus en plus critiqué, notamment par des penseurs des religions concurrentes qui mettaient en avant son caractère étranger et l'immoralité et la subversion de ses moines. En 819, Han Yu s'éleva dans un fameux mémoire contre une cérémonie organisée à la cour impériale en l'honneur d'une relique du Bouddha. Cette poussée anti-bouddhiste, reposant sur des motivations financières (la richesse des monastères) mais aussi à proprement parler xénophobes, s'exprima avec le plus de virulence en 845, quand l'empereur Wuzong émit un décret prévoyant la fermeture (avec souvent une destruction) de 4 600 monastères et 40 000 lieux de culte secondaires, forçant 260 000 moines et nonnes bouddhistes à retourner dans la vie séculaire, devenant ainsi imposables, de même qu'environ 150 000 dépendants travaillant dans leurs monastères. Il faut cependant relever qu'il ne concerna pas que cette religion, puisque les autres confessions d'origine étrangères pratiquées dans les communautés d'immigrés (manichéisme, mazdéisme, nestorianisme) furent carrément interdites. La persécution du bouddhisme ne fut sans doute pas appliquée dans tout l'empire, des résistances locales à une époque où le pouvoir impérial était affaibli étant probables. Elle fut du reste soit levée quelques années plus tard par le successeur de Wuzong, Xuanzong, et en 873 le monarque suivant, Yizong, fit une cérémonie fastueuse en l'honneur de la relique du temple Famen. Il n'empêche que la répression toucha durement le bouddhisme, notamment ces centres moteurs intellectuels, et cette religion perdit dès lors une grande partie de sa dynamique, puis son statut dominant dans la culture chinoise,,.

## Lettrés et littérature
La littérature de la période Tang repose sur les acquis de la période de division, notamment en matière d'art poétique, élevé au rang d'art littéraire supérieur, dont le statut fut consacré par sa place prépondérante dans les examens impériaux. Le VIIIe siècle est couramment présenté comme un âge d'or de la poésie chinoise, avec des figures comme Li Bai et Du Fu. Mais la richesse littéraire de la dynastie Tang ne s'arrête pas à ce genre, puisqu'elle vit également l'essor des œuvres narratives, avec le développement d'une réflexion menée par les lettrés sur leur rôle dans la société et sur la manière de le monter dans leur pratique littéraire. Des genres comme l'histoire ou la géographie restaient en vogue bien que marqués par moins d'innovations. Cependant, aux côtés de la poésie, les lettrés prisaient avant tout l'exercice de la calligraphie, et de plus en plus celui de la peinture, qui devaient constituer aux périodes suivantes de l'histoire chinoises les arts majeurs que tout lettré de valeur devait maîtriser.

### Poésie
La période Tang fut une période prolifique pour la littérature. Plus de 48 900 poèmes écrits par environ 2 200 auteurs furent compilés en 1705 dans les Quantangshi, une anthologie des poèmes de la période,. La poésie de cette époque émerge des cercles poétiques des lettrés des dynasties du Sud pendant la période de division. Ils pratiquaient des joutes poétiques auxquelles empereurs et princes avaient l'habitude de participer, et qui furent poursuivies par les premiers empereurs Tang. Ils conservèrent également de la période précédente les thèmes relatifs aux paysages et à l'isolement dans des espaces peu peuplés, ou bien dans les jardins urbains. L'introduction de la poésie dans les sujets des examens impériaux du doctorat en 680, puis l'interdiction faite aux princes impériaux d'avoir des cours personnelles, en 722, tout cela fit évoluer la situation. Désormais les plus brillants poètes s'exprimèrent surtout pour un public plus large dans la capitale ou les grandes villes provinciales, et se rapprochèrent de styles poétiques populaires comme ceux pratiqués par les courtisanes des quartiers de plaisir.
Parmi les styles de poésie pratiqués, celui des « poèmes anciens » (gutishi) prenait pour modèles les poèmes de l'époque Han ou même de celles de période précédente, ignorant les règles prosodiques et laissant donc une grande liberté aux compositeurs. Ce style des « poèmes anciens » était opposé au style des « poèmes modernes » (jintishi), régis par des règles plus strictes (tons, parallélisme). Des règles qui avaient commencé à être élaborées dans les milieux lettrés des cours méridionales pendant la période de division. Des débats opposaient les tenants des formes plus antiques à ceux des formes récentes plus esthétisantes. L'art poétique chinois repose alors sur la recherche d'un certain rythme et de rimes, en lien avec l'aspect tonal de la langue chinoise, le recours à de nombreuses allusions (littéraires, historiques, mythologiques), à un jeu sur le sens des mots associés dans les poèmes, et également sur les caractères utilisés dans la version écrite de la poésie (par exemple l'association de caractères présentant des éléments similaires, avec souvent une recherche de symétrie).
Les plus brillants poètes de l'époque Tang ont vécu pendant la période glorieuse du règne de Xuanzong puis ont assisté à la déchéance de celui-ci durant la révolte d'An Lushan, et ils en ont été très marqués. Avec eux apparut une nouvelle idée des poètes, vus désormais comme s'accomplissant uniquement par leur génie dans cet art, sans qu'il leur soit nécessaire d'avoir eu une belle carrière politique. Li Bai (701-762) et Du Fu (712-770), sont deux des poètes les plus célébrés de l'histoire chinoise. Le premier fut reconnu de son vivant comme très brillant, en raison notamment de sa capacité à composer des poèmes rapidement (ce qui lui fit privilégier la poésie ancienne, plus libre), et a également marqué son époque par son goût de la liberté et du vin, dans la lignée des poètes taoïsants des périodes précédentes. Il est considéré comme l'archétype du génie poétique excentrique. Le second ne fut pas estimé comme étant un poète talentueux de son vivant, mais fut élevé par la suite comme un des plus grands. Il était d'un tempérament plus mélancolique, marqué par une vie difficile. Il excella aussi bien dans la prose que dans les genres les plus complexes des poèmes modernes. Wang Wei (701-761), contemporain des deux premiers et également peintre de renom, fut plus réputé qu'eux de leur vivant et eut une plus grande influence sur les générations qui les suivirent directement. Il était marqué par les idées bouddhistes et il est encore considéré comme un des grands maîtres de la poésie moderne en vers réguliers,.

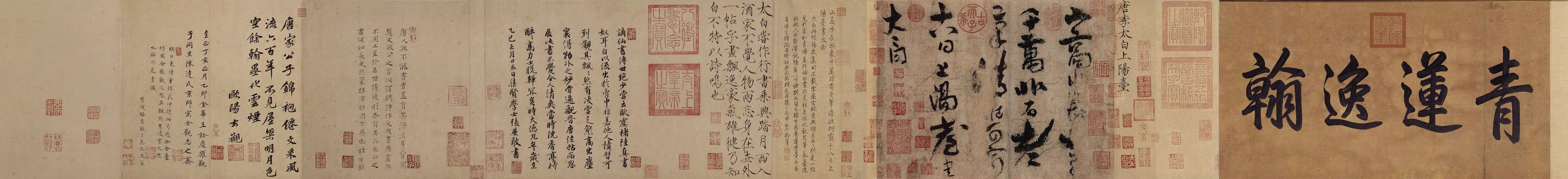
Sur le Temple Yangtai (Shangyangtai) de Li Bai, considéré comme l'unique exemplaire encore existant d'un poème calligraphié par le poète lui-même, VIIIe siècle, musée du Palais de Pékin.

Parmi les poètes du IXe siècle dont la postérité a retenu le talent, on peut également citer Bai Juyi (772-846), le plus reconnu de la seconde période de la dynastie, qui a laissé une production littéraire très abondante, dont de longs poèmes influencés par la poésie ancienne, ou encore son contemporain et ami Yuan Zhen (779-831). Les poètes de la seconde période de la dynastie Tang développèrent une nouvelle idée de leur art, une vocation guidant toute leur vie consacrée au perfectionnement de cet art. Cette professionnalisation de la poésie reposait également sur le fait que cet art était devenu primordial dans la réussite de l'examen du doctorat, ouvrant donc la voie à une carrière officielle et à un possible enrichissement.

### Fictions narratives
Dans les domaines de la littérature, la période Tang vit la rédaction d’œuvres qui n'eurent certes pas par la suite le prestige de celles évoquées ci-dessus, mais furent tout de même marquante. Ce fut en particulier à cette époque que se développa la littérature romancée en prose longue, avec le genre des chuanqi (« transmettre l'extraordinaire »). Ces textes se différencient des « histoires étranges » (zhiguai), recueils d'anecdotes fantastiques en vogue durant la période de division, car ils sont plus longs (comme des nouvelles), permettant ainsi à leurs rédacteurs de développer des procédés narratifs plus élaborés, et d'introduire d'autres types de textes pour donner plus de relief aux récits (poèmes, lettres). Écrits par des lettrés pour un public de lettrés, ils mettent souvent en scène de jeunes étudiants entreprenant de passer les examens impériaux, ou des fonctionnaires en poste dans les provinces. Plusieurs de ces récits se veulent réalistes, d'autres en revanche relèvent du genre fantastique, mettant des humains en interaction avec des fantômes et autres esprits surnaturels. Leur trame repose couramment sur des histoires d'amour, renvoyant aux enjeux financiers et carriéristes des unions matrimoniales de l'époque, mais mettant également en avant les émotions et les sentiments mais aussi les désirs sexuels comme cela n'avait été que peu fait auparavant. Elles ont un arrière-plan moraliste ou philosophique, mais se détournent souvent des conventions des histoires traditionnelles pour mieux surprendre leurs lecteurs.
Les textes de Dunhuang témoignent, depuis leur découverte au XXe siècle, d'un type de textes narratifs qui avait été complètement oublié, celui des bianwen. Ils sont rédigés dans un style littéraire plus vulgaire que celui des chuanqi, alternant passages en prose et en vers. On leur reconnaît souvent une forte inspiration indienne, les histoires reposant sur les traditions indiennes du bouddhisme, notamment l'histoire de Mulian disciple du Bouddha. Mais d'autres sont ancrés dans la tradition chinoise, ou bien ont des sujets profanes.

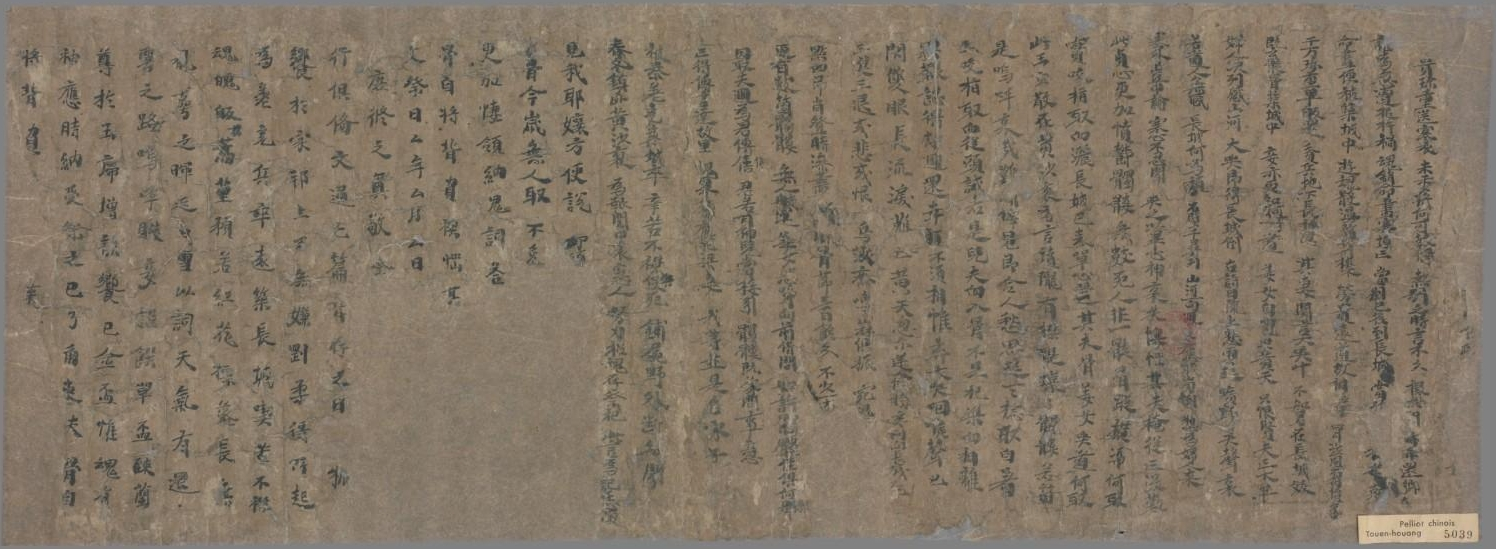
Manuscrit du bianwen sur Meng Jiangnü. Manuscrit Pelliot chinois 5039 retrouvé à Dunhuang, ixe – xe siècles, Bibliothèque nationale de France.

### Littérature historique
Dans la tradition historiographique chinoise, les histoires des précédentes dynasties furent compilées entre 638 et 659 par les lettrés de la cour à l'initiative de l'empereur Tang Taizong. Cette compilation comprend le Livre des Liang, le Livre des Chen, le Livre des Qi du Nord, le Livre de Zhou, le Livre des Sui, le Livre des Jin, l' Histoire des dynasties du nord et l'Histoire des dynasties du sud. Le Shitong (Généralités sur l'histoire) écrit par Liu Zhiji en 710 est un ouvrage de critique historique qui couvre l'historiographie chinoise dans les siècles passés jusqu'à son temps. Cet historien y fait preuve d'un sens critique peu commun pour son époque, notamment à l'égard des classiques et des orientations politiques de toutes les histoires officielles, dont il fustigeait le manque de réflexion et l'absence d'objectivité. Dans un genre moins courant et tout aussi novateur, le Dongtian de Du You (732-816) est une étude des institutions politiques, mais aussi de l'économie, des rituels et de la géographie depuis la période antique.

### Littérature de voyage et géographique
Les géographes et voyageurs chinois tels que Jia Dan composèrent des descriptions précises de lieux éloignés. Dans son ouvrage écrit entre 785 et 805, il décrit la route maritime allant vers la bouche du golfe Persique. Il parle des Iraniens médiévaux (qu'il appelle peuple de Luo-He-Yi) comme de ceux qui ont érigé des piliers dans la mer pour les utiliser comme phares afin de guider les bateaux égarés. Confirmant le rapport de Jia sur ce point, les écrivains arabes écrivent un siècle après Jia sur les mêmes structures. Le diplomate chinois de la dynastie Tang Wang Xuance voyage vers Magadha (au nord-est de l'Inde actuelle) durant le VIIe siècle. Par la suite, il écrit le livre Zhang Tianzhu Guotu (Rapports illustrés d'Asie centrale), qui contient une richesse d'informations géographiques. Le moine bouddhiste Xuanzang a également laissé un récit de son voyage en Inde, avec l'aide de son disciple Bianji, le Da Tang Xiyu Ji (Rapport du voyage en Occident à l'époque des Grands Tang).

### Le «retour à l'antique»
Un phénomène marquant de la pensée du milieu lettré de la seconde moitié de la dynastie Tang fut le retour en grâce des modèles antiques, qui devait être déterminant dans l'évolution de la littérature. Ce phénomène avait ses racines dans les débats entre modèles antiques et récents déjà présents aux débuts de la dynastie. Il avait également un aspect politique et social, puisque ses tenants souhaitaient que les lettrés redeviennent le moteur du gouvernement, contre les nouvelles forces politiques du temps (gouverneurs militaires des provinces, commissionnaires, eunuques). Les lettrés devaient s'exprimer par le biais de mémoires et de poésies destinées à l'empereur comme au peuple, exposant le bon gouvernement.
Cela fut surtout le fait des promoteurs du mouvement de la « prose antique » (guwen), Liu Zongyuan (773-819) et Han Yu (768-824). Voulant rompre avec les genres « modernes », en particulier la prose parallèle (pianwen) qu'ils jugeaient trop sophistiquées en raison des nombreuses règles la régissant, pour un style plus direct, moins complexe, et donc plus clair.
Si la poésie en prose était l'art le plus élevé aux yeux de ces lettrés, ils n'hésitaient pas non plus à s'exprimer dans des genres utilitaires qu'ils essayèrent d'élever au rang d'arts littéraires (lettres, essais, préfaces). Plus largement, il s'agissait pour eux de s'imprégner de la pensée des textes des Sages antiques, plus que de chercher à imiter leur style littéraire. Ils mettaient également en avant l'individualité et la singularité des auteurs, et leur manière de l'exprimer par leur art littéraire. En dépit de leurs ambitions, leur idée du lettré idéal est cependant assez pessimiste, puisqu'ils jugent qu'il ne sera qu'exceptionnellement écouté et sera donc généralement voué à une vie de déceptions et de rejets.

## Arts

### Calligraphie
L'art calligraphique, qui était intimement lié à celui de la poésie qu'il complétait, avait connu un essor remarquable durant la période de division, notamment à la suite de Wang Xizhi (303-361), considéré comme le plus grand calligraphe chinois, notamment par sa maîtrise des graphies courante (xingshu) et cursive (caoshu). L'empereur Taizong en était un grand admirateur, cherchant à acquérir des écrits originaux de ce maître. Sun Guoting rédigea en 687 le Traité sur la calligraphie (Shupu), un ouvrage théorique majeur sur la calligraphie chinoise, en employant le style de Wang Xizhi. D'autres lettrés appréciés de Taizong s'illustrèrent dans ce style, comme Yu Shinan (558-638), qui avait appris auprès du moine bouddhiste Zhiyong (fin du VIe siècle ; un descendant de Wang Xizhi) et qui fut directeur de la bibliothèque impériale. Comme les autres grands calligraphes de la période Tang il est également reconnu pour sa maîtrise du style régulier (kaishu), à l'image d'Ouyang Xun (557-641) et Chu Suiliang (596-658), puis durant la seconde partie de la dynastie Yan Zhenqing (709-785) et Liu Gongquan (778-865) qui achevèrent la mise en place les formes classiques du style régulier, leur propre style servant de modèle par la suite (on distingua un « style d'Ou(yang) », un « style de Yan », un « style de Liu »). Dans un registre moins conventionnel, le style cursif sous la plume de certains lettrés au tempérament plus sanguin accoucha du style de la « cursive folle » (kuangcao), aux formes plus libres et débridées. Sont en particulier représentatifs de ce style Zhang Xu (première moitié du VIIIe siècle, surnommé « Zhang le fou » en raison de son style calligraphique) et le moine bouddhiste Huaisu (725-785),. C'est que l'art calligraphique ne consiste pas seulement à présenter des signes élégants et clairs, mais aussi les énergies vitales en action dans l'univers que capte le calligraphe au moment où il écrit. Le calligraphe est censé être dans une sorte d'état méditatif, reflétant son caractère et sa capacité à être en harmonie avec ce qui l'entoure. Peu d’œuvres originales de la période sont parvenues jusqu'à nos jours, et encore moins en bon état ; néanmoins quelques-unes ont pu être préservées sous forme de copies.

Calligraphies de la période Tang.
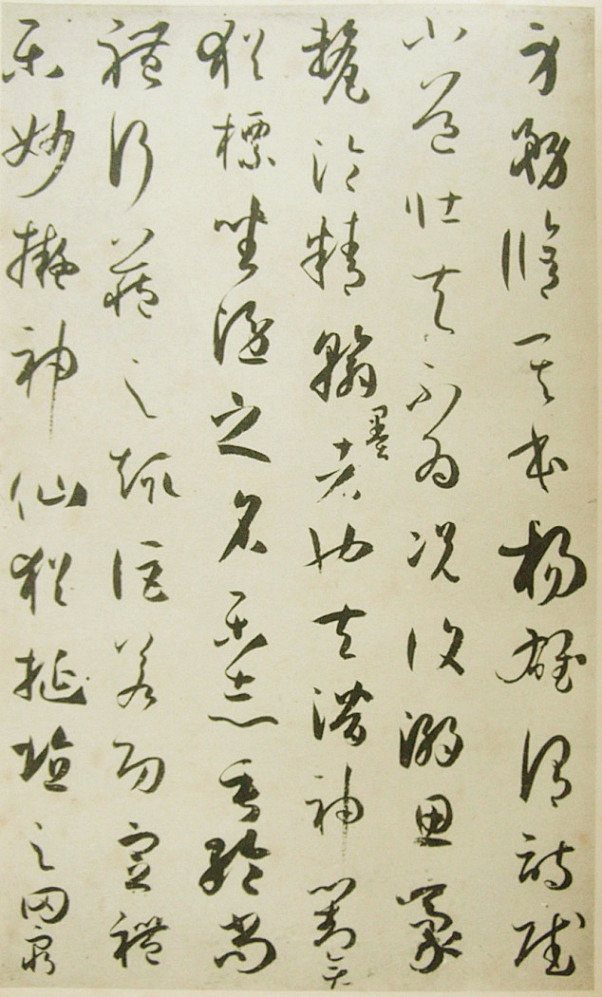
Passage du manuscrit original du Traité de la calligraphie de Sun Guoting, style courant. 687, musée national du Palais (Taipei).
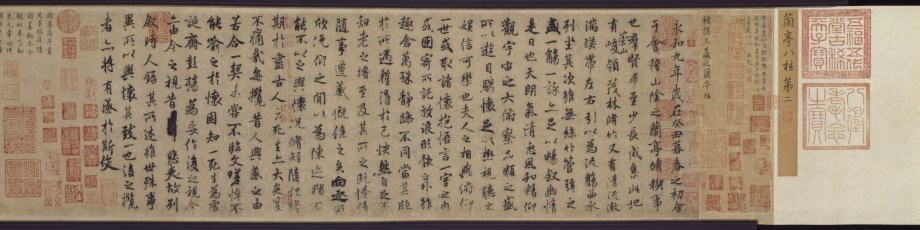
Copie du VIIe siècle de la Préface au Pavillon des Orchidées de Wang Xizhi, style courant. Musée du Palais de Pékin.
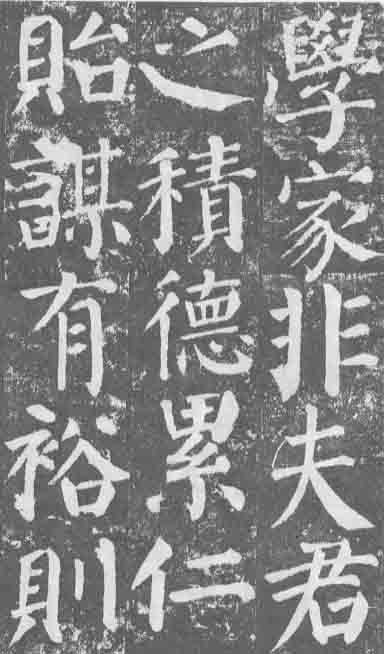
Copie d'une partie de la Stèle de Yan Qinli, calligraphie en style régulier de Yan Zhenqing (VIIIe siècle, Forêt de stèles, Xi'an).
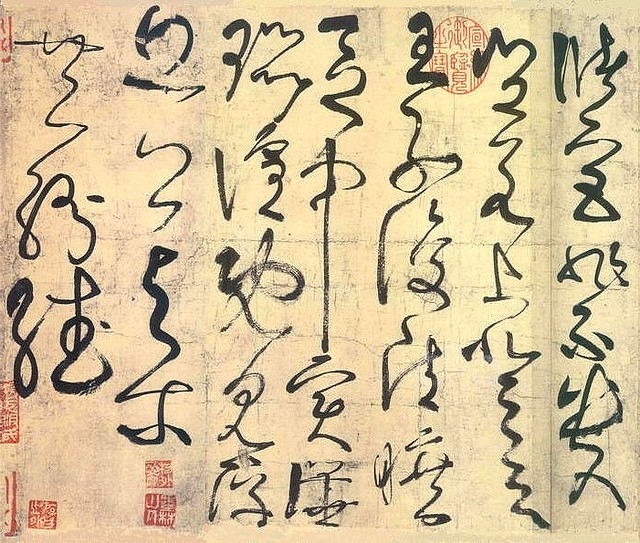
Calligraphie de Zhang Xu, cursive folle, VIIIe siècle.

### Peinture

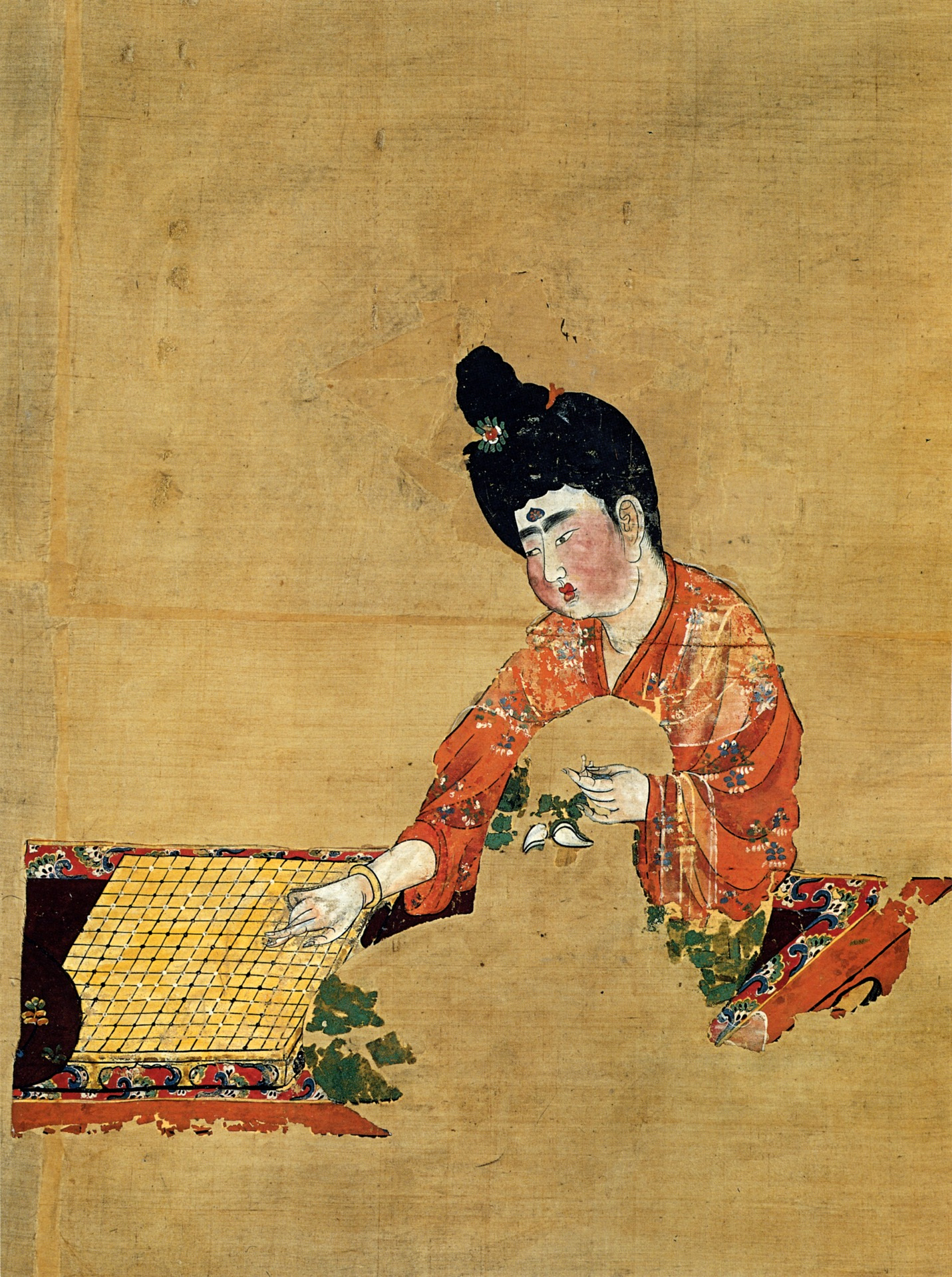
Dame et weiqi (jeu de go). Astana, cimetière, v. 744. Couleurs sur soie, H. 62.3 cm. Musée de la Région autonome ouïghoure du Xinjiang

La peinture n'était pas exercée seulement par des artisans, ou des professionnels possédant une certaine culture (essentiellement religieuse), elle était aussi pratiquée par des fonctionnaires lettrés, hauts dignitaires au service de la cour et véritables peintres de cour qui introduisaient, pour certains, un regard et des moyens nouveaux.
La peinture chinoise à l'époque des Tang était encore en grande partie l'affaire d'artisans qui n'avaient que rarement le statut de lettré et qui utilisaient des couleurs vives et contrastées. Une première évolution s'était faite durant la période de division avec en particulier l'apparition d'ouvrages théoriques sur la peinture (surtout celui de Xie He) qui l'élevaient au rang d'art majeur. La peinture, du point de vue des lettrés, était considérée comme un exercice spirituel au même titre que la calligraphie et la poésie. Le peintre devant parvenir à retranscrire ce que les mots de la poésie et les écrits de la calligraphie ne pouvaient faire seuls. Les lettrés jetèrent vite leur dévolu sur la peinture de paysage, tracé avec des lignes simples, de plus en plus avec une seule couleur, et de grands espaces vides alternant avec les pleins pour symboliser l'animation de l’œuvre par la circulation des forces vitales. L'archétype du peintre lettré fut Wang Wei qui excella dans la peinture de paysage. Cette peinture participait de la même esthétique bucolique que ses écrits poétiques. Il développa les procédés dans l'emploi de la seule encre noire pour peindre. Durant le dernier siècle des Tang, Zhang Yanyuan (seconde moitié du IXe siècle), lui-même peintre et calligraphe et grand collectionneur d’œuvres, rédigea le Mémoire des peintres célèbres de l'histoire (Lidai minghua ji) qui consacra le rôle du peintre pour retranscrire l'ordre naturel. La figure du peintre-lettré n'apparut cependant véritablement que sous les Song.
Les peintres de l'époque Tang œuvrèrent sur différents supports, pour différents types de commanditaires : comme est évoqué plus bas, les monastères bouddhistes demandaient des œuvres rapportant leurs mythes et croyances, pour orner les murs de leurs temples et monastères, tandis que les aristocrates employaient les peintres pour orner les murs de leurs tombes ; mais les peintres réalisaient également des peintures destinées à être admirées dans un contexte profane (même si cela ne les empêchait pas forcément d'avoir une thématique religieuse), sur des supports en papier ou en soie.
La postérité a retenu le nom de plusieurs peintres illustres de la dynastie Tang, à défaut d'avoir conservé leurs œuvres autrement que par des copies, en dehors de quelques-unes dont il est possible (mais jamais assuré) qu'elles aient été faites par ces maîtres. C'est le cas de Yan Liben (600-673), haut dignitaire au service de Taizong et principal peintre de cour sous son règne, resté célèbre pour ses peintures de personnages. On lui attribue habituellement la série sur rouleau de papier des Treize empereurs, mais il est probable qu'il n'en soit pas l'auteur. Li Sixun (651-716) et son fils Li Zhaodao (670-730) furent réputés pour leurs peintures de personnages mais aussi de paysages, de même que Wu Daozi (première moitié du VIIIe siècle), considéré comme le plus grand peintre de l'époque Tang, qui fit également des peintures pour des temples bouddhistes. Son contemporain Zhang Xuan était renommé pour ses peintures de dames aux formes arrondies. Les peintures de Wang Wei s'inscrivaient quant à elle dans le mouvement évoqué plus haut qui voit la constitution progressive d'une peinture de lettrés, tournée vers la représentation de paysages, l'importance du mouvement du pinceau transmettant le souffle vital plutôt que la recherche d'une représentation fidèle du sujet. Han Gan (seconde moitié du VIIIe siècle) fut pour sa part réputé pour ses peintures de chevaux.

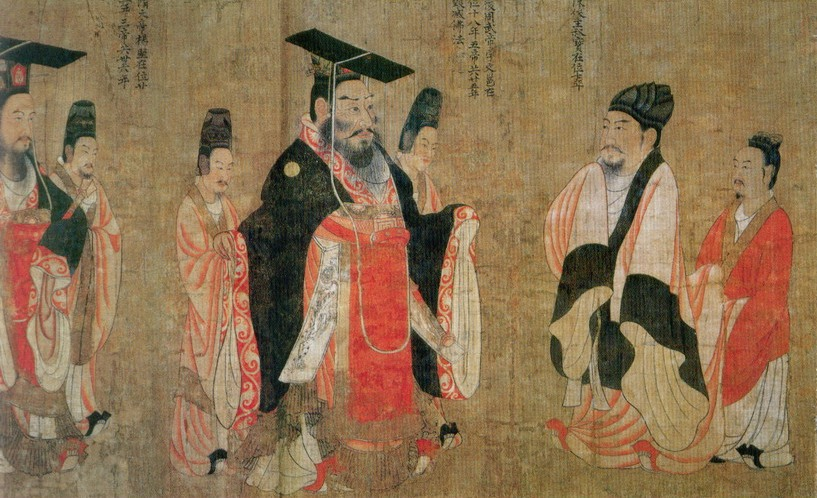
Rouleau des Treize Empereurs attribué à Yan Liben, actif en 640-673, rouleau horizontal, encre et couleurs sur soie, 51 × 531 cm, détail. Boston Museum of Fine Arts.
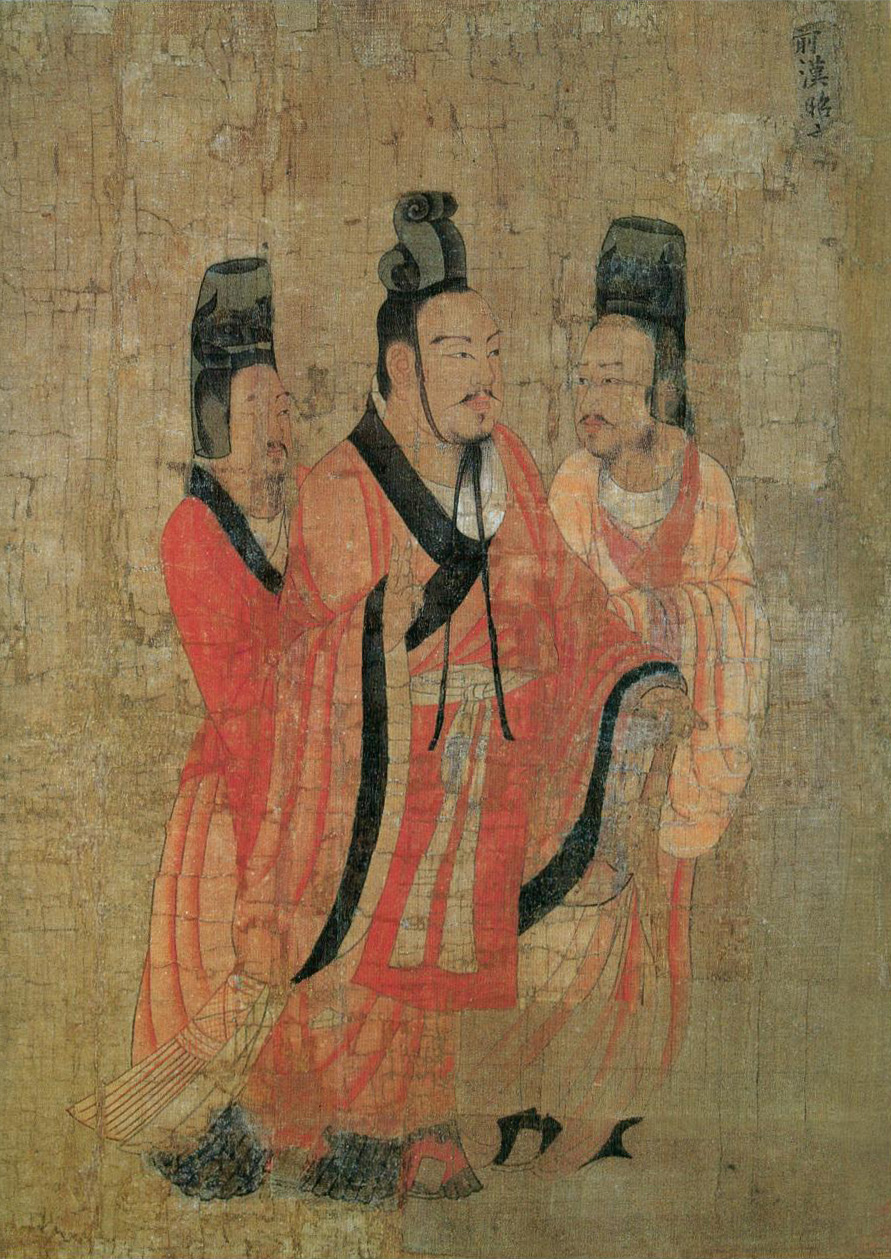
Empereur Zhao des Han ? Rouleau des Treize Empereurs attribué traditionnellement à Yan Liben, actif en 640-673, rouleau horizontal, encre et couleurs sur soie, 51 × 531 cm, détail. Boston Museum of Fine Arts.
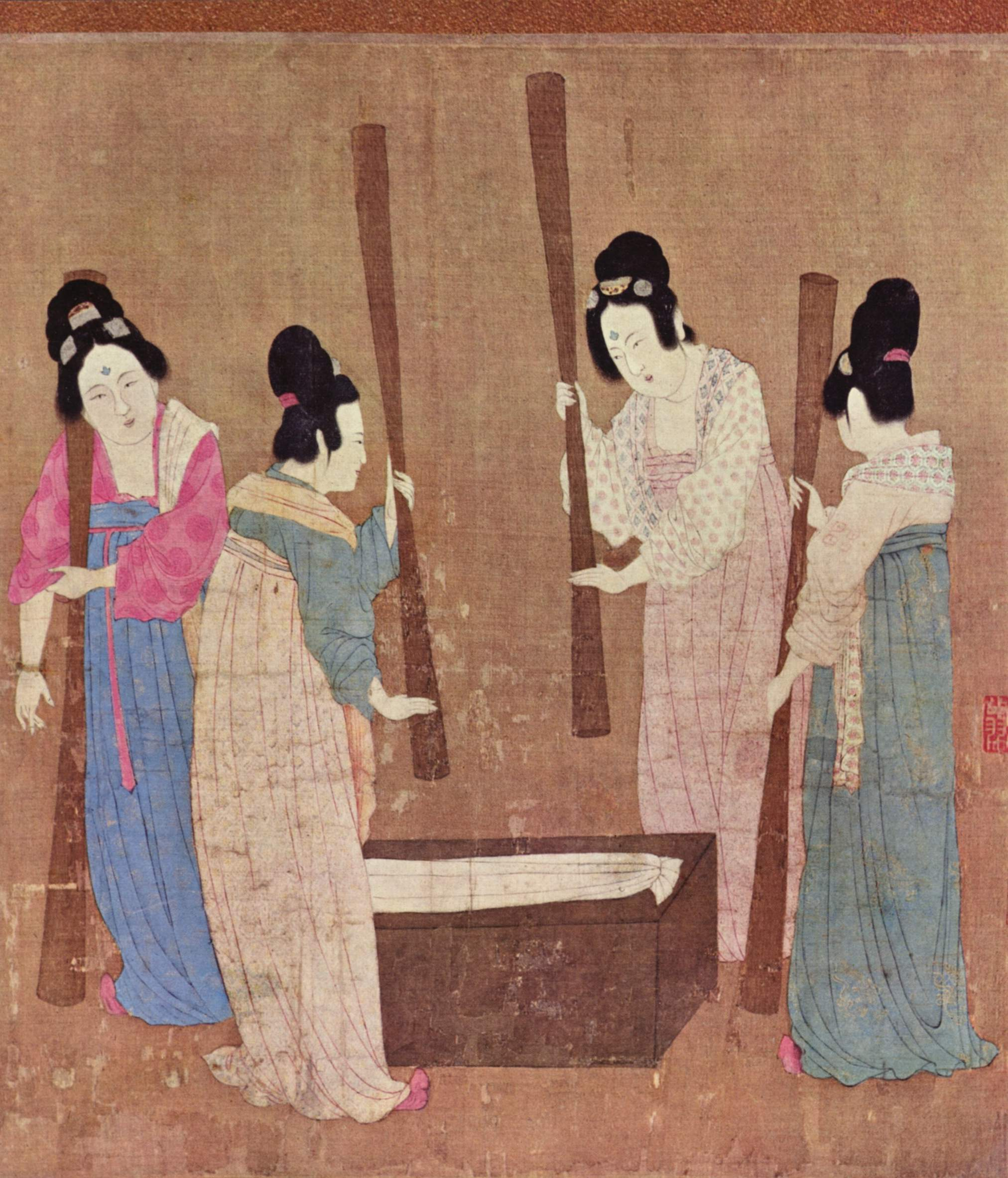
Apprêt de la soie par les dames de la cour, copie par l'empereur Huizong des Song d'une peinture de Zhang Xuan datant du VIIIe siècle, Rouleau portatif, encre et couleurs sur soie début XIIe siècle, 37 × 147 cm, Museum of Fine Arts, Boston. (3000 ans de peinture chinoise, 2003 p. 76)
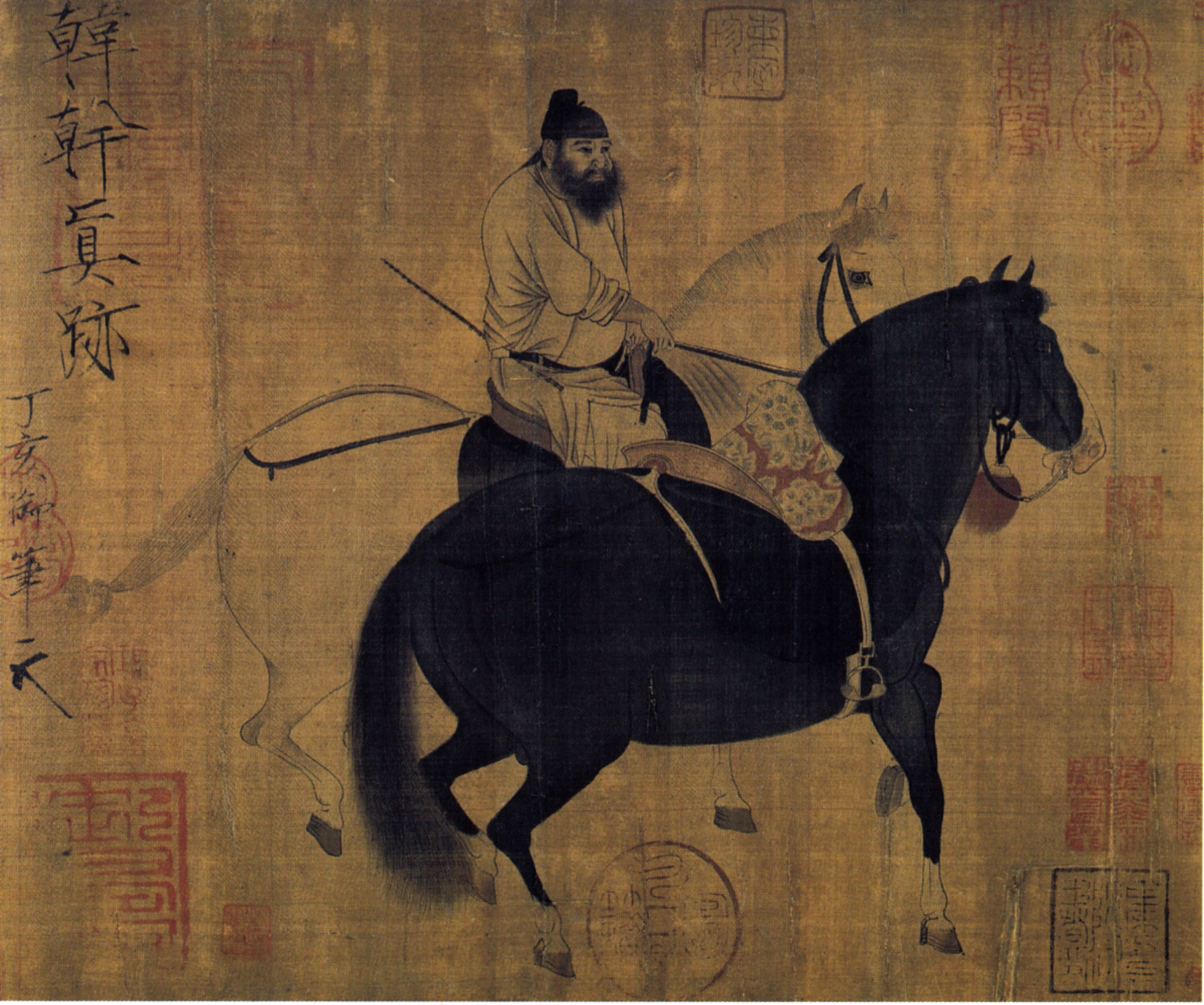
Deux chevaux et palefrenier copie Song d'après Han Gan actif vers 740-760, encre et couleurs sur soie, 27,5 × 34,1 cm. National Palace Museum, Taipei[343].
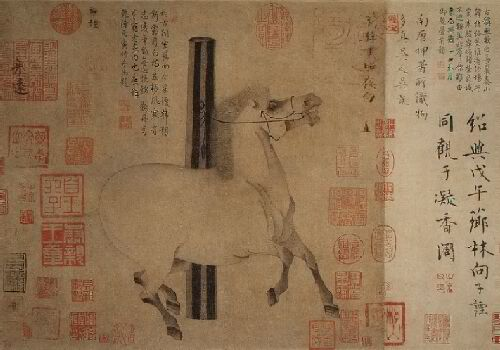
Portrait de Huiyebai (« Lumière éclairant la nuit ») cheval favori de l'empereur Xuanzong, attribué à Han Gan, actif vers 740-760, encre et couleurs sur soie 25 × 30 cm, MET.NY.
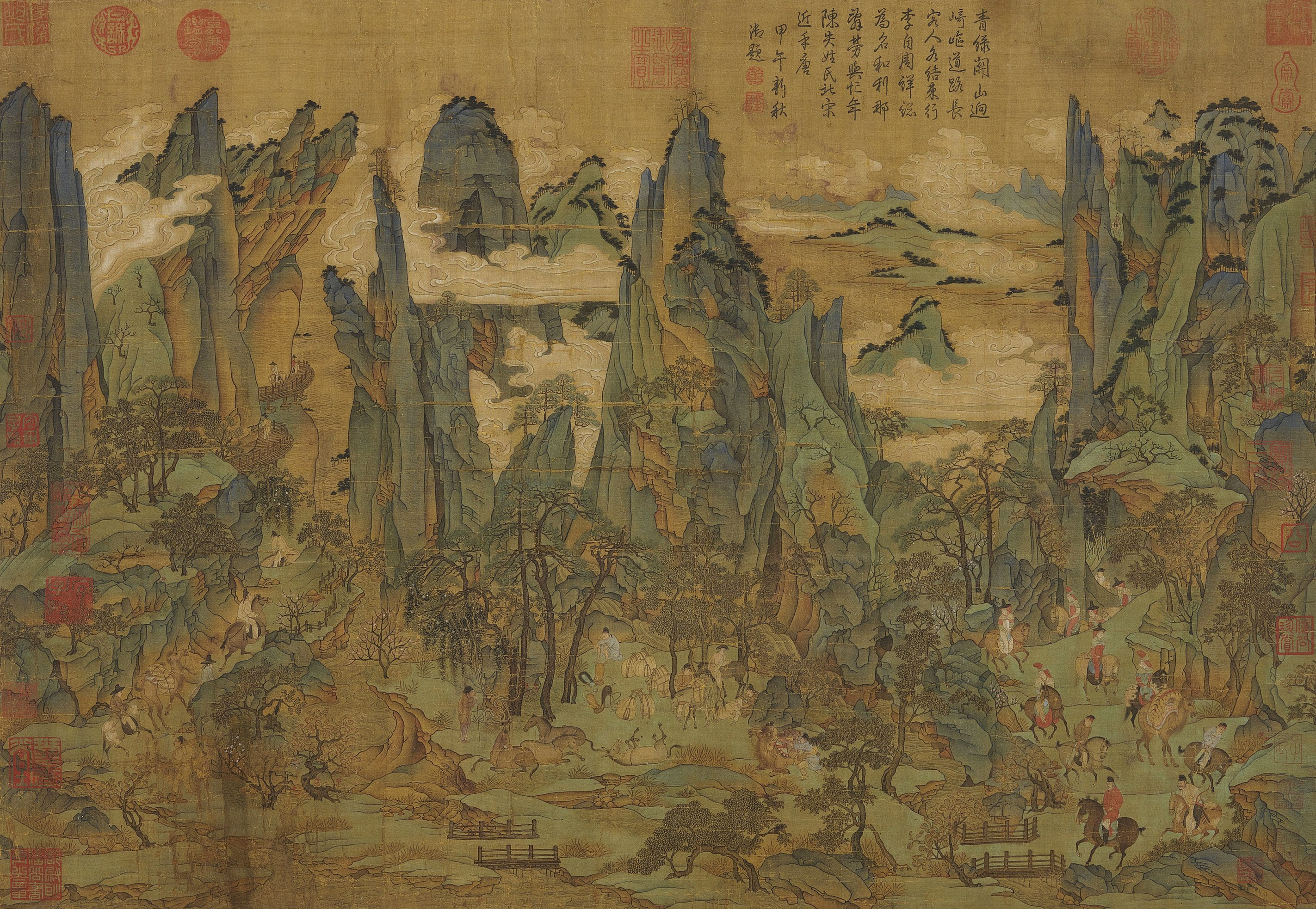
Le voyage de l'empereur Minghuang vers Shu, copie Song d'après un disciple de Li Zhaodao (peint ca. 800), détail du rouleau horizontal mural, encre et couleurs sur soie, 55,9 × 81 cm, National Palace Museum, Taipei.

Galeries en ligne :
- Empereurs des dynasties successives ou Treize Empereurs, rouleau portatif, encre et couleurs sur soie, 13 détails sur Wikimedia Commons
- Musique au Palais, anonyme, Tang, Rouleau horizontal, encre et couleurs sur soie, 48,7 × 69,5 cm. National Palace Museum
- Deux bodhisattvas préparant de l'encens, peinture murale, 175 × 90 cm. Nelson Atkins Museum of Art

### Céramiques
Les céramistes Tang ont développé plusieurs nouvelles formes de céramiques, qui connurent des fortunes diverses. Le VIIIe siècle vit la vogue de la technique des « trois couleurs » (sancai ; il était en fait courant que seulement deux couleurs soient utilisées), une céramique confectionnée dans une argile claire et cuite à basse température (au maximum 1 000 °C), en y ajoutant des pigments minéraux (oxyde de fer pour le jaune/brun, oxyde de cuivre pour le vert, cobalt pour le bleu, manganèse pour le violet). En général ces pigments étaient appliqués avec soin sur les objets avant cuisson. Parfois, on procédait avec moins de soins de façon à les laisser s'écouler lors de la cuisson et former des coulures qui jouèrent dans le succès de cette technique. La céramique tricolore fut employée aussi bien dans la conception de figurines funéraires que dans celle de vases, dont une grande quantité a été exhumée dans des tombes en tant que mingqi (substituts dans des dépôts funéraires). À partir du IXe siècle, elle devient moins populaire.
À partir du milieu du VIIIe siècle et surtout au IXe siècle, ce sont de nouveaux types de céramiques monochromes cuits à haute température qui se développèrent, avec une plus grande recherche sur l'argile utilisée. Elles supplantèrent la vaisselle en métal précieux, peut-être parce qu'elle était moins accessible en ces temps troublés, ou bien parce qu'un nouveau goût plus porté sur de la céramique de qualité s'était développé chez les hautes couches de la société (peut-être en lien avec le développement de l'art de boire du thé). Quoi qu'il en soit, émergèrent alors plusieurs centres artisanaux spécialisés dans différents types de céramique monochromes : Xing et Ding au Hebei, très réputés pour leur céramique blanche crémeuse, Gongxian au Henan, Changsha au Hunan, plutôt gris-brun, et Yue dans le Zhejiang qui avait une longue tradition de cuisson de céramique glaçurée à haute température, aux reflets verdâtres imitant le jade,. Les céramiques plus colorées, notamment par leur décor, semblent plutôt destinées à la clientèle extérieure à la demande de laquelle de nombreux ateliers chinois se sont adaptés, comme en témoignent les dizaines de milliers de céramiques, surtout issues des fours de la région de Changsha, retrouvées dans l'épave de Belitung (début du IXe siècle).

Objets en céramique de la période Tang
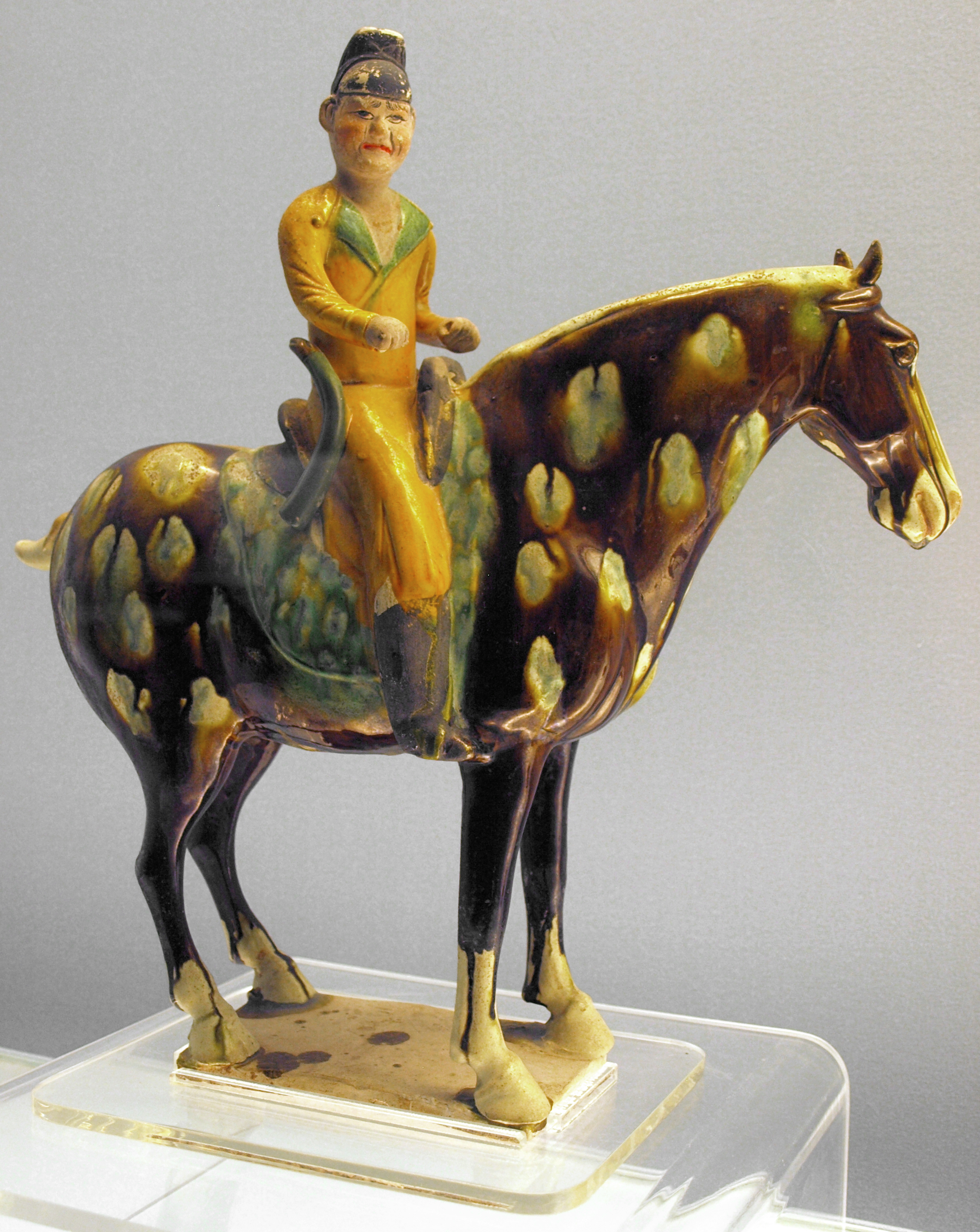
Un cavalier sur son cheval. Émail tricolore, dynastie Tang. Musée de Shanghai
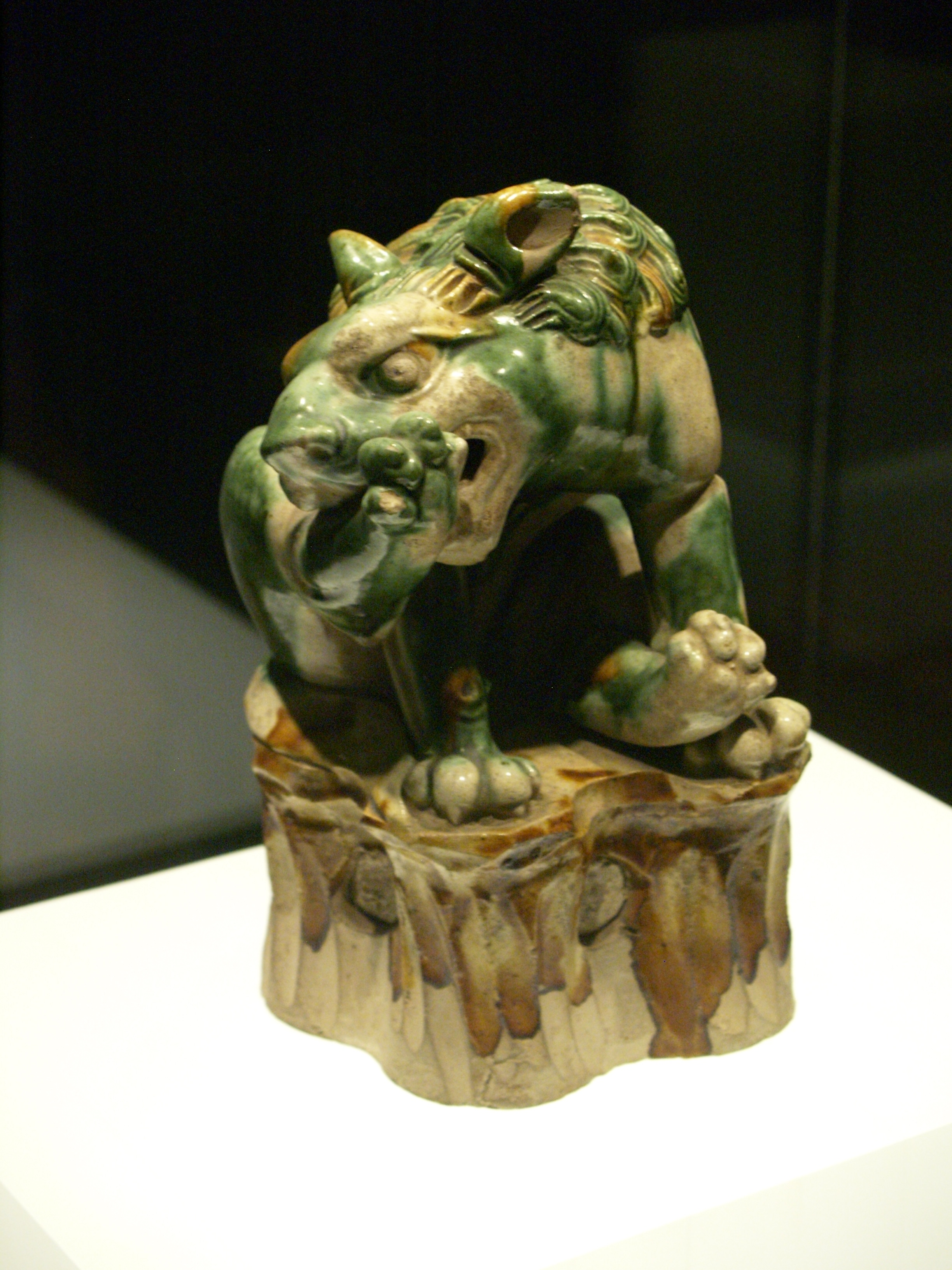
Lion en céramique sancai. Musée d'Histoire du Shaanxi.
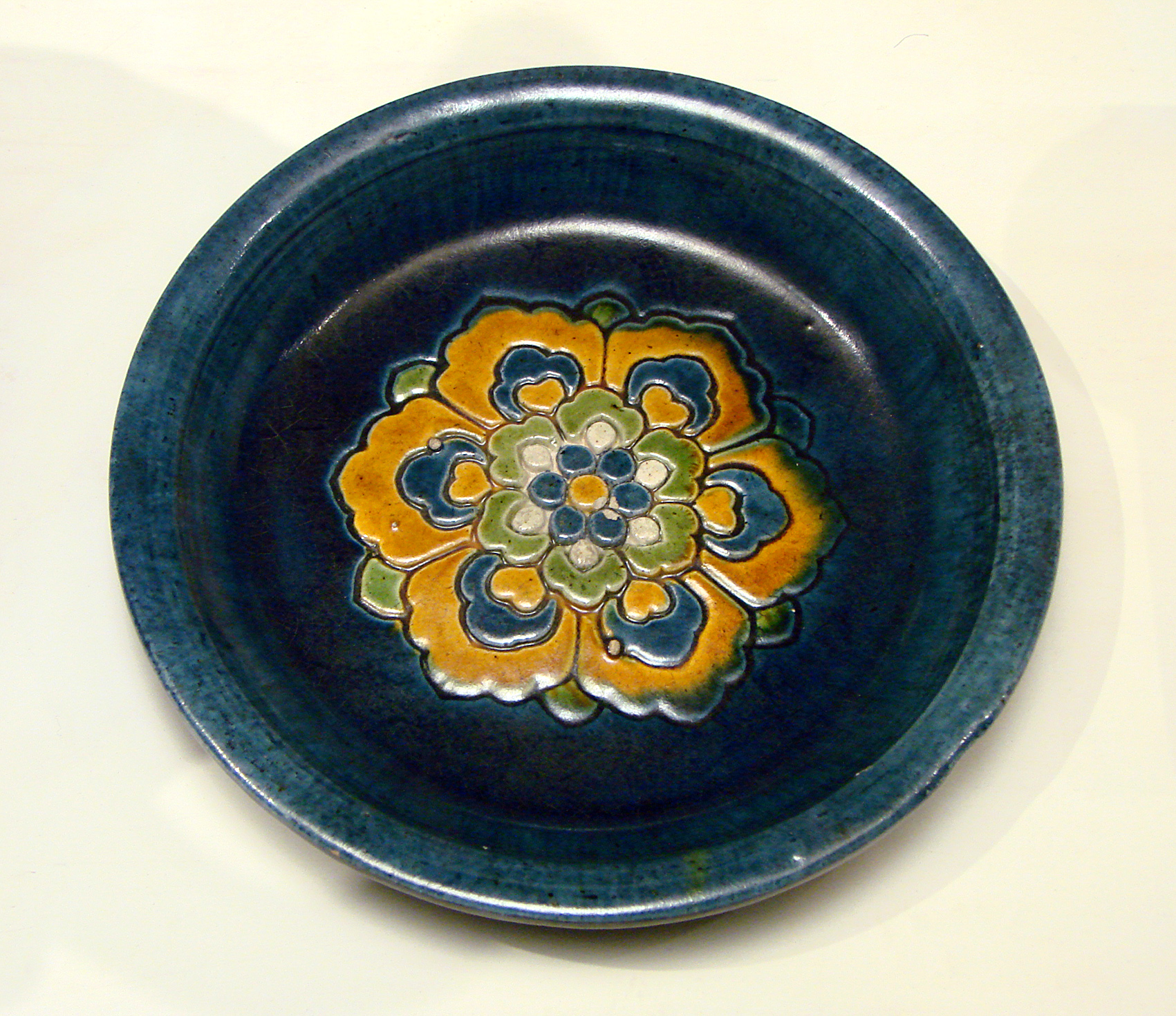
Plat rond de céramique sancai orné d'un motif floral, VIIIe ou IXe siècle. Musée Guimet
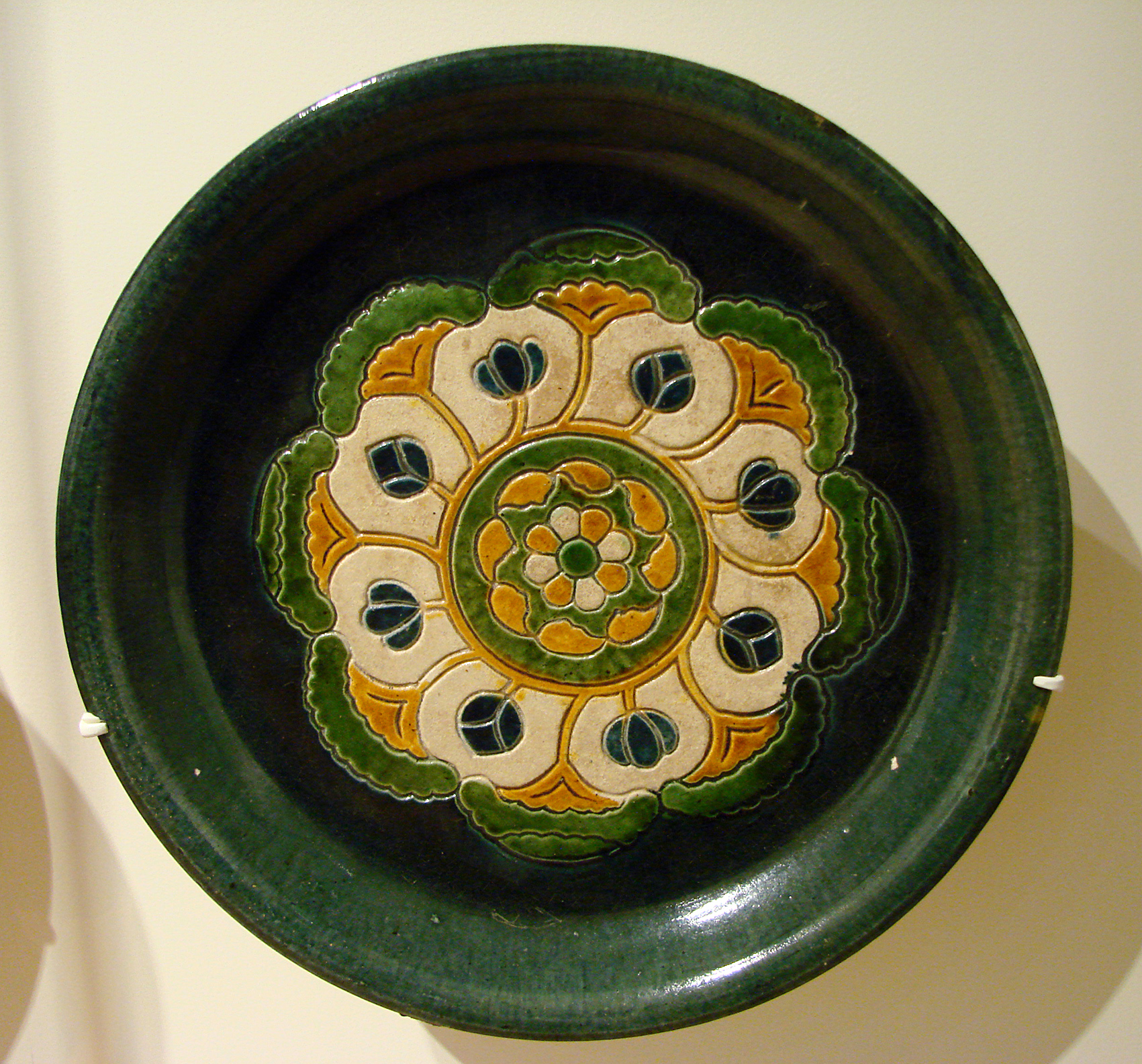
Plat à offrande en céramique sancai, VIIIe siècle. Musée Guimet
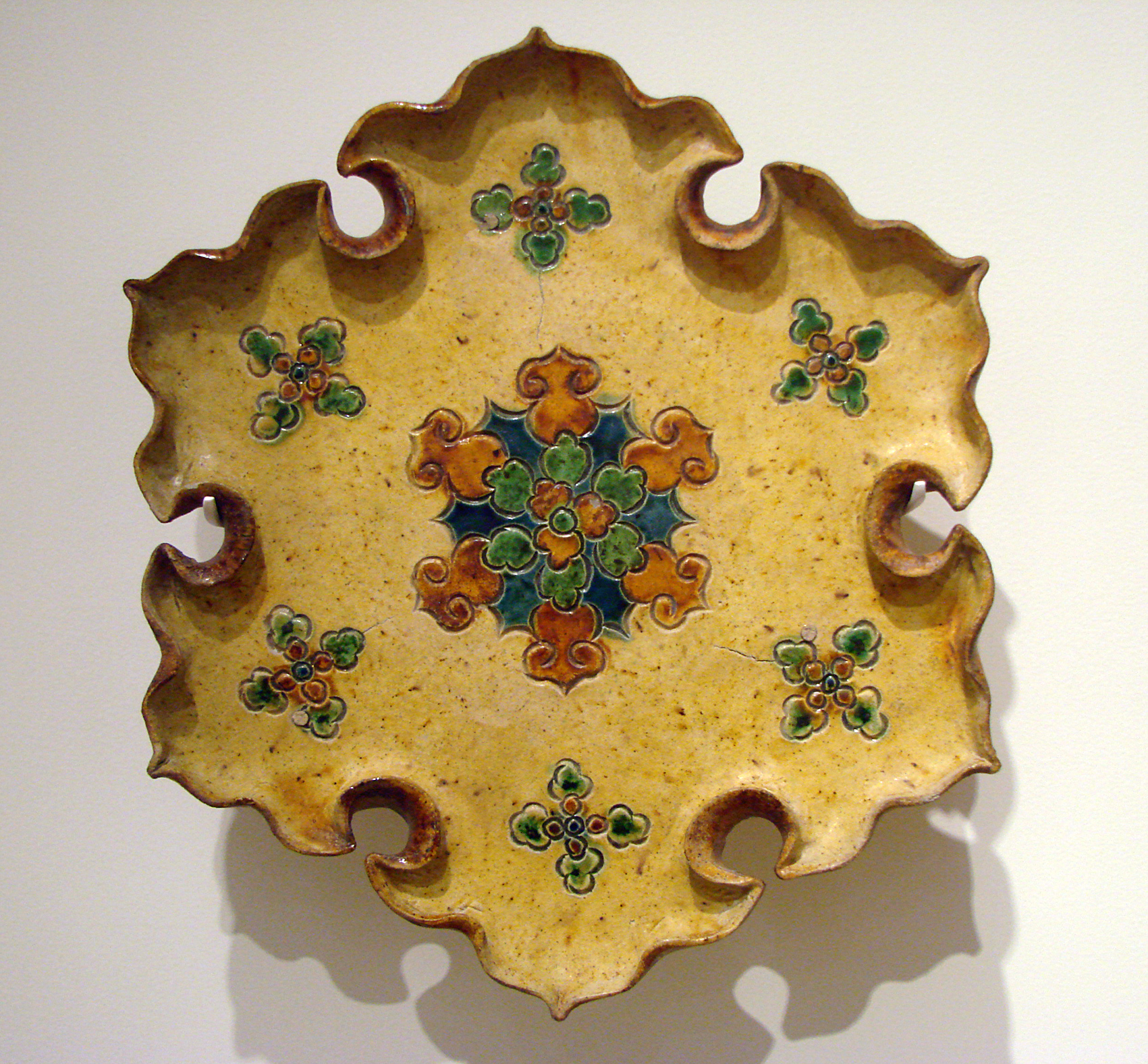
Plat à offrande en céramique sancai, avec six lobes, VIIIe siècle. Musée Guimet
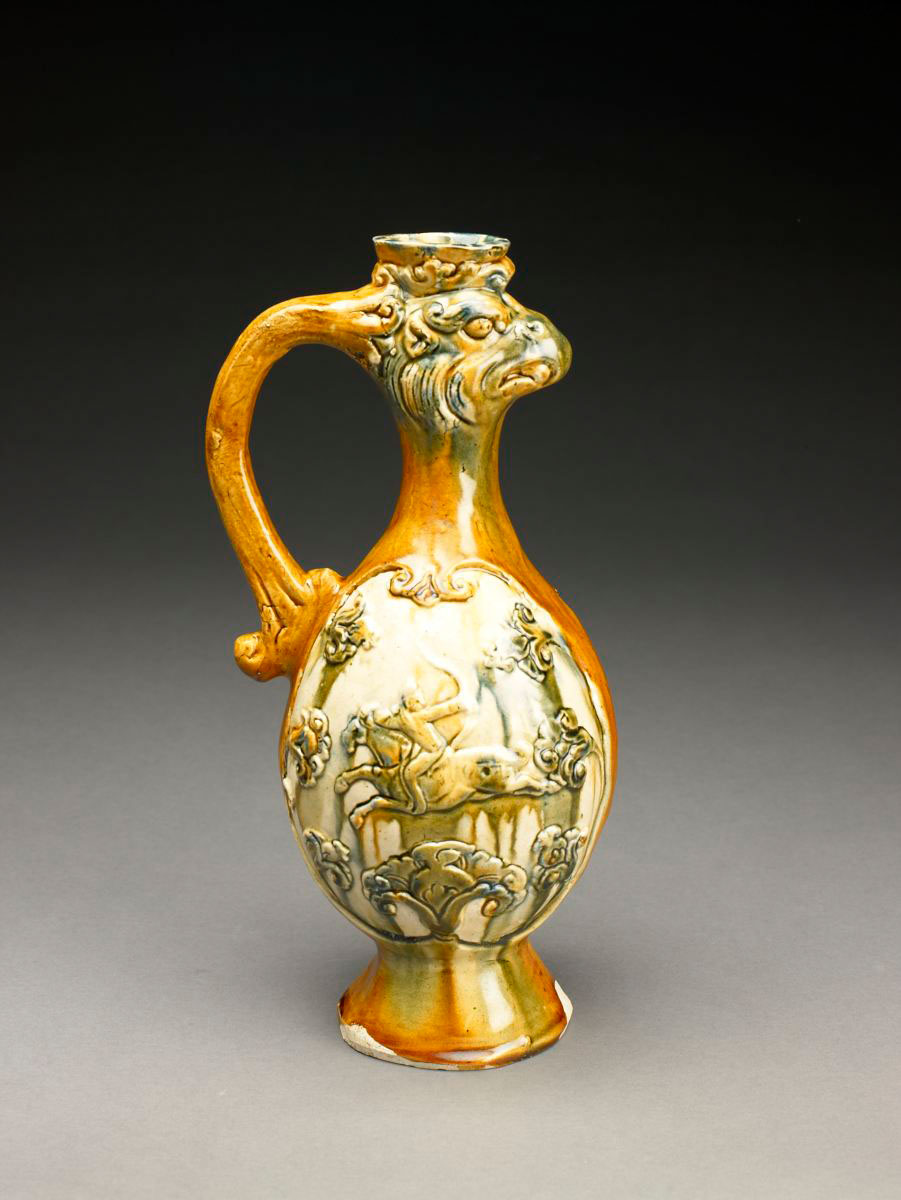
Broc en céramique sancai, v. 720, Birmingham Museum of Art.
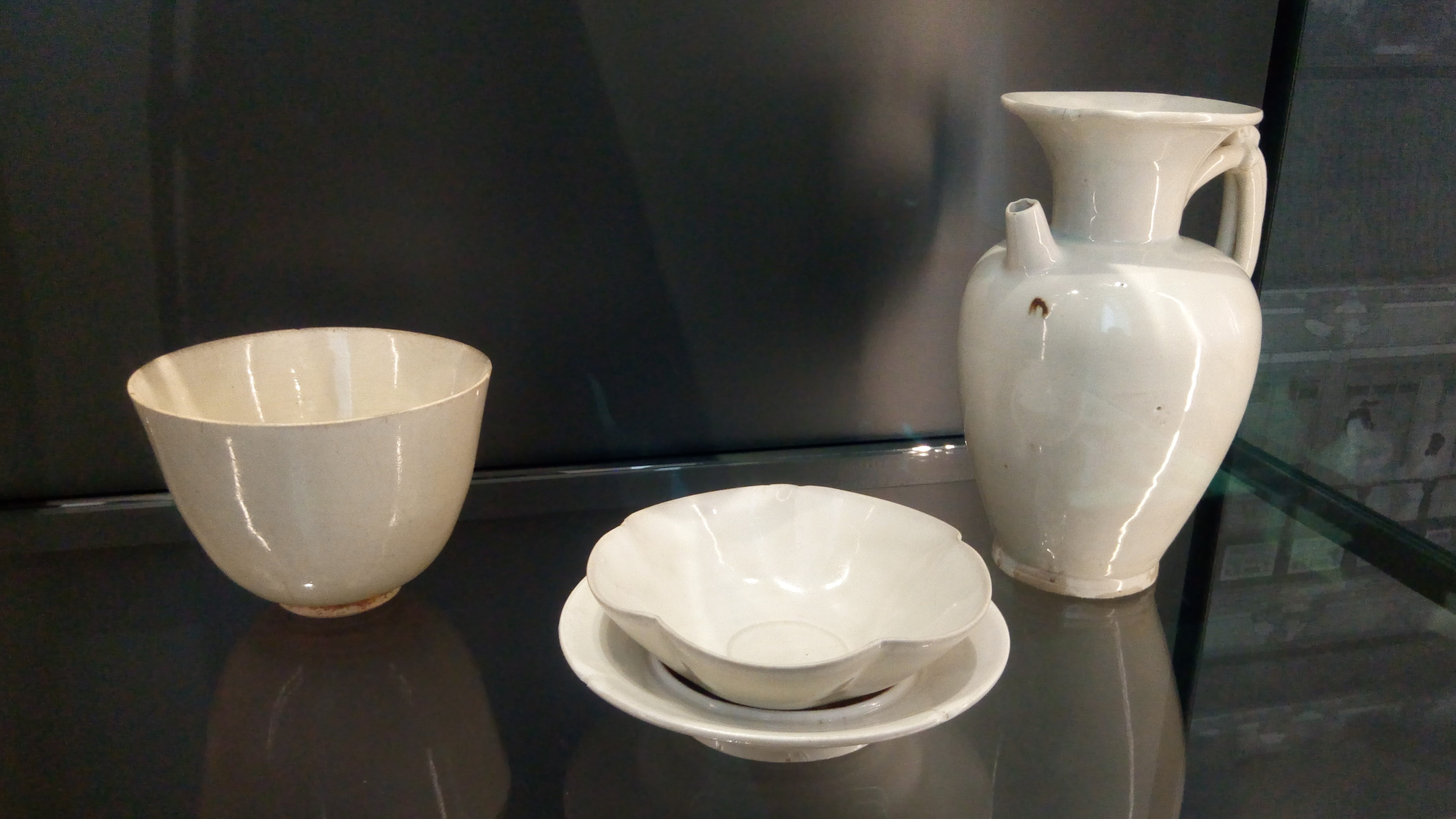
Céramiques blanches des fours de Xing (Hebei) servant à la consommation du thé, datées de la période Tang ; de gauche à droite : coupe, bol avec soucoupe, cruche. British Museum.
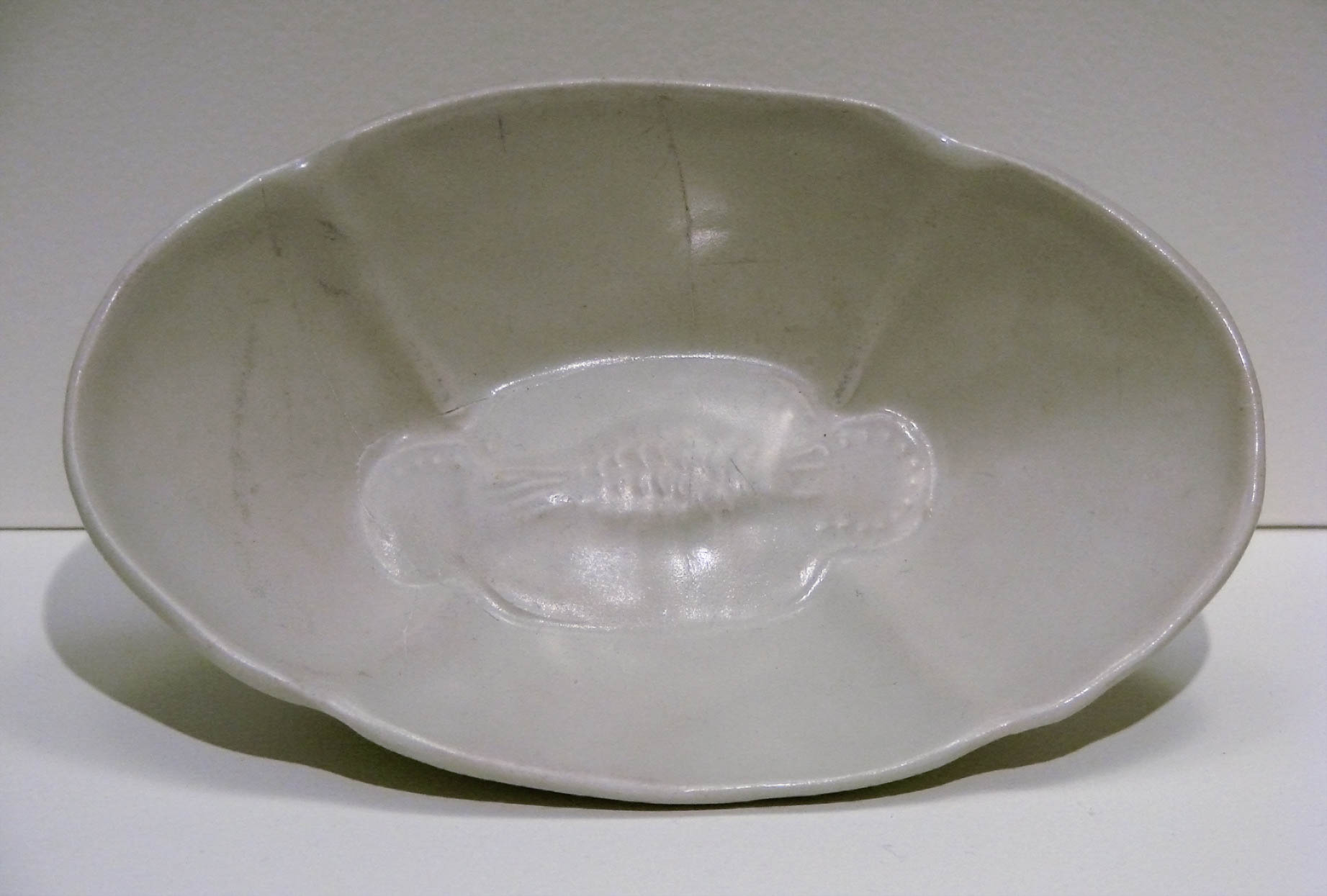
Coupe quadrilobée en grès porcelaineux à décor imprimé. Chine du Nord, IXe siècle, musée Guimet.
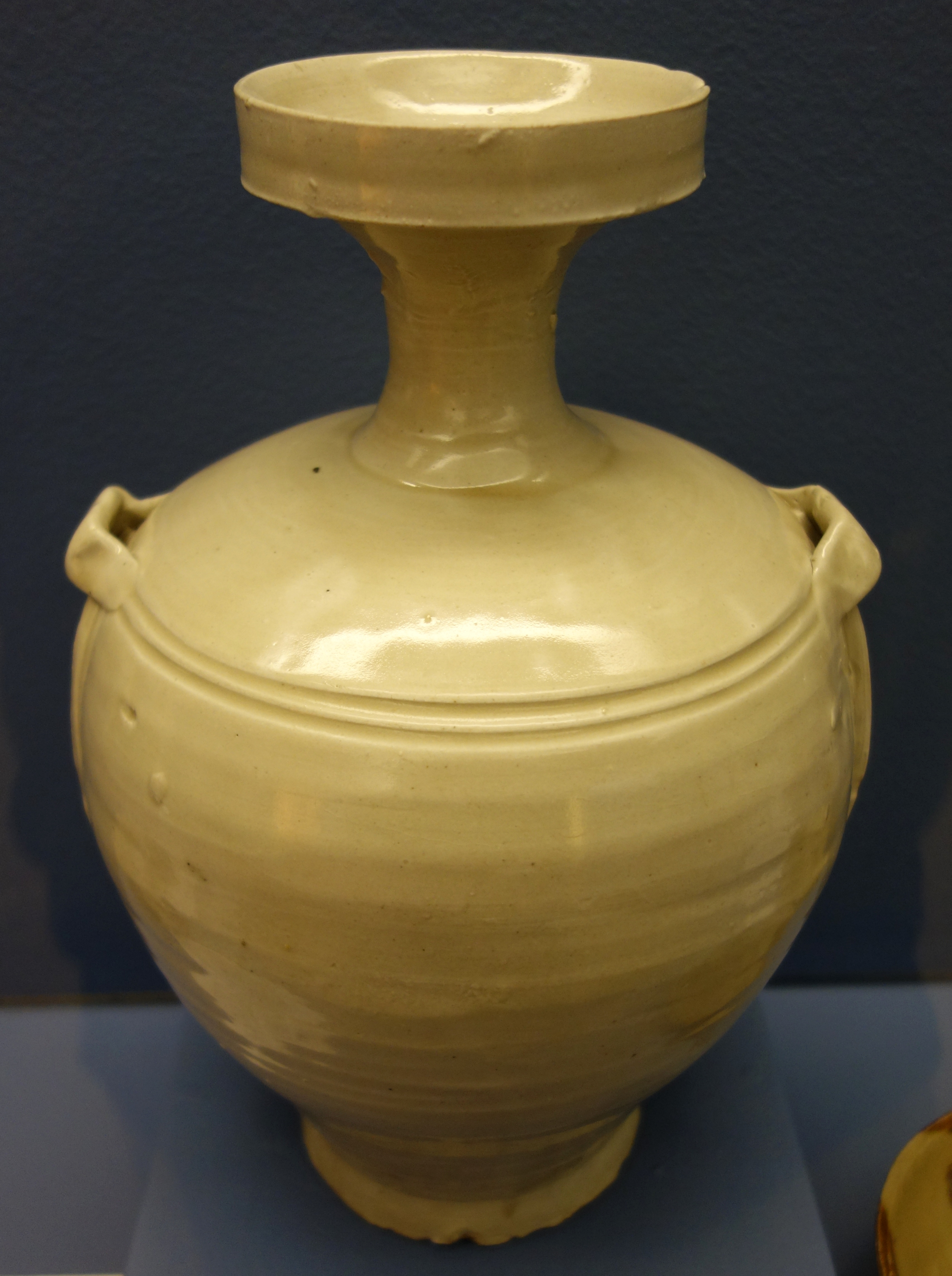
Jarre en grès porcelaineux de couleur crémeux, ateliers du Nord, IXe siècle. Fitchburg Art Museum
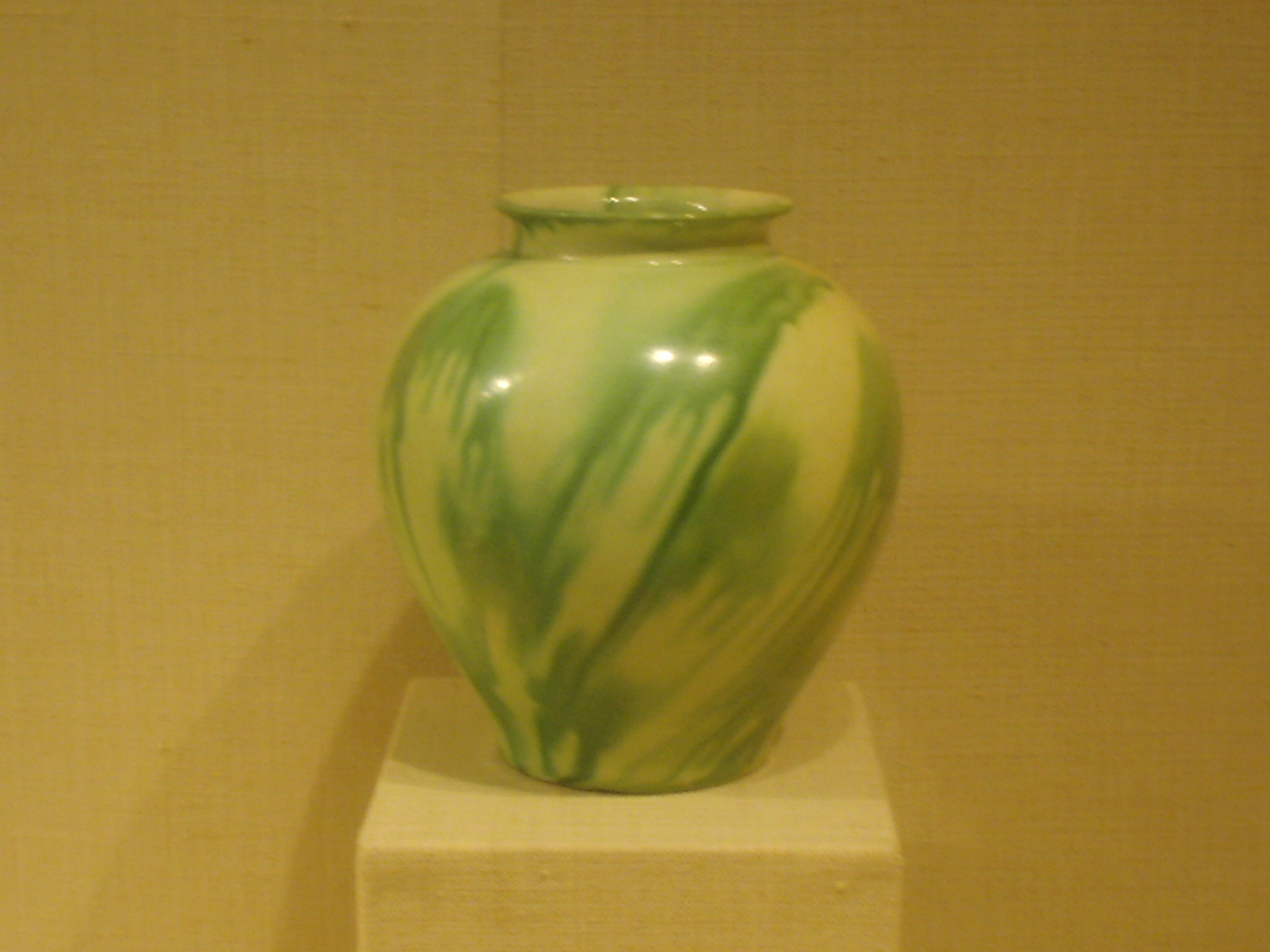
Jarre de céramique avec glaçures verte et jaune, première moitié du VIIIe siècle. Metropolitan Museum of Art
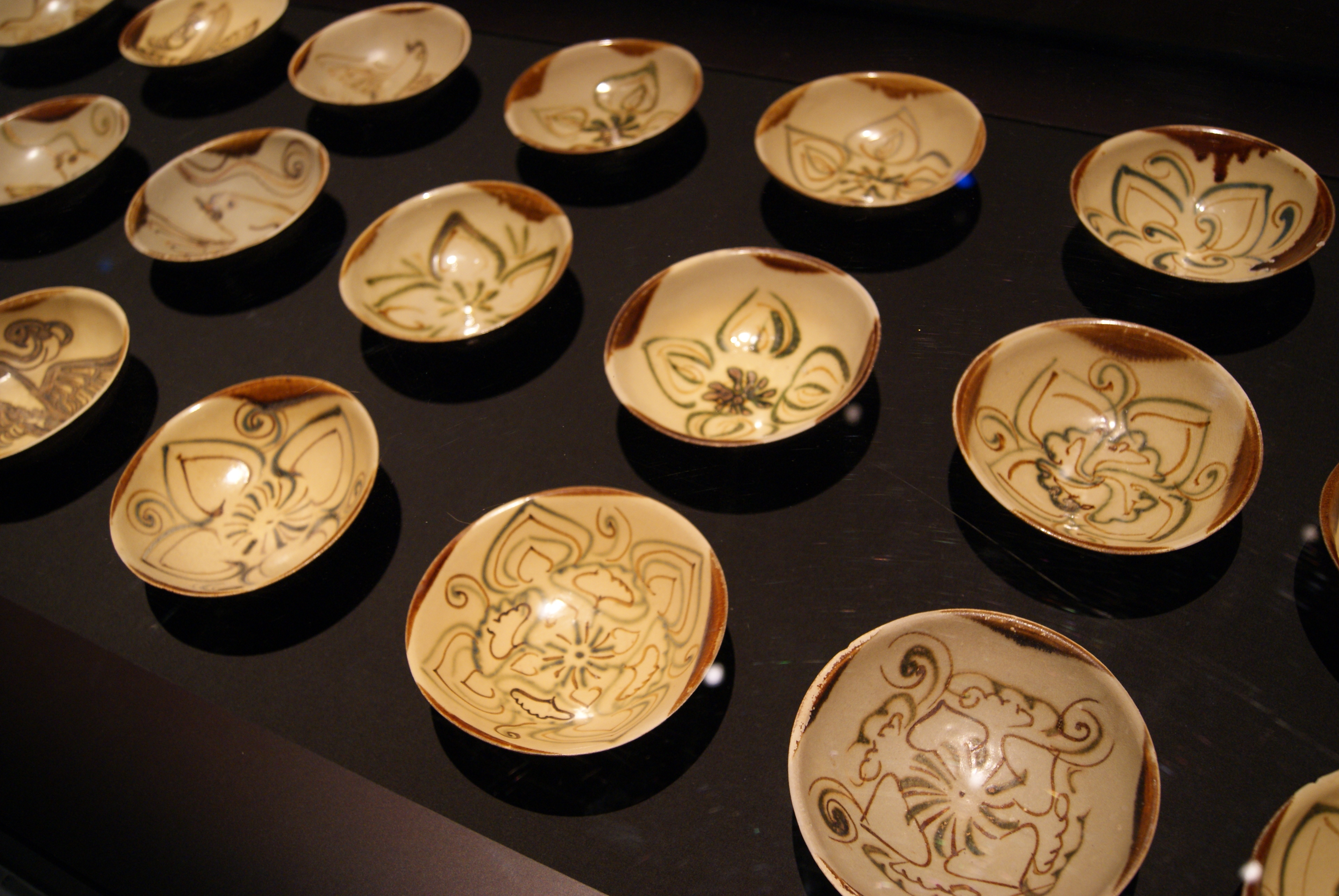
Coupes à motifs floraux, céramique de Changsha, épave de Belitung, début du IXe siècle. ArtScience Museum de Singapour.

### Arts du métal
Le début de la dynastie Tang est une des rares périodes durant laquelle les artisans métallurgiques chinois ont développé un art en or et en argent de grande qualité, prisés par les élites de la région de Chang'an et celle de Luoyang, où ils étaient probablement produits dans les ateliers impériaux. Il s'agit au départ d'un artisanat très marqué par les influences occidentales (surtout sogdienne), avec la création de boîtes à cosmétiques, de coupes, de plats décorés avec des animaux issus d'un bestiaire occidental ou des motifs floraux. L'art traditionnel des miroirs en bronze chinois adopta également ces motifs étrangers, les figures animales et florales les ornant étant réalisés suivant la méthode de l'incrustation en argent, or ou laque. Durant la seconde partie de la dynastie Tang, la production d'objets luxueux en métal se déplaça vers le Sud, autour de Yangzhou, où l'influence centre-asiatique est moins affirmée même si les types d'objets produits restent dans la droite ligne de ceux de la première partie de la dynastie.

Miroirs et vaisselle en métal de la période Tang.
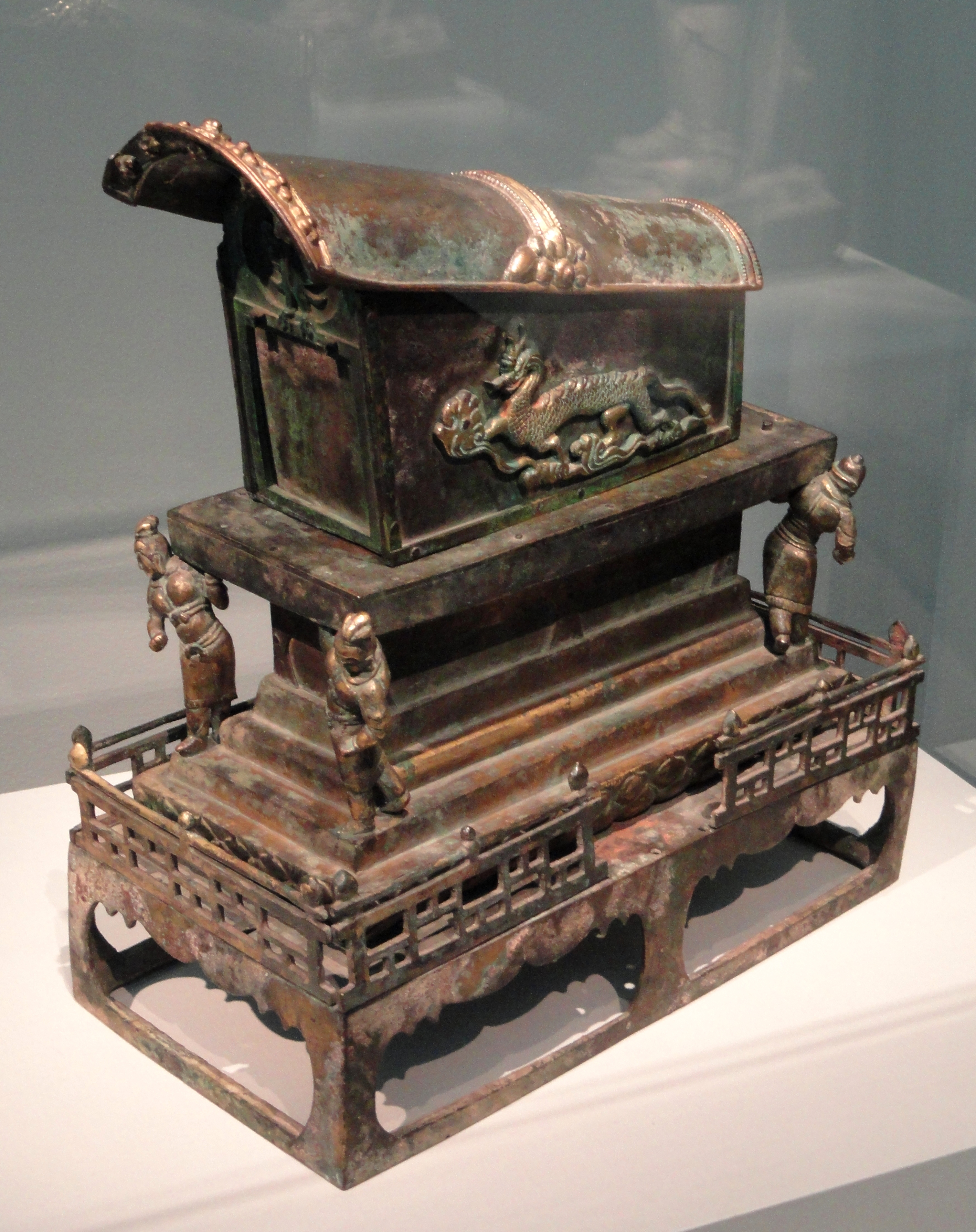
Reliquaire bouddhiste en forme de sarcophage miniature, dragon, phoenix, tigre et tortue. Bronze doré. Freer and Sackler Galeries, Washington
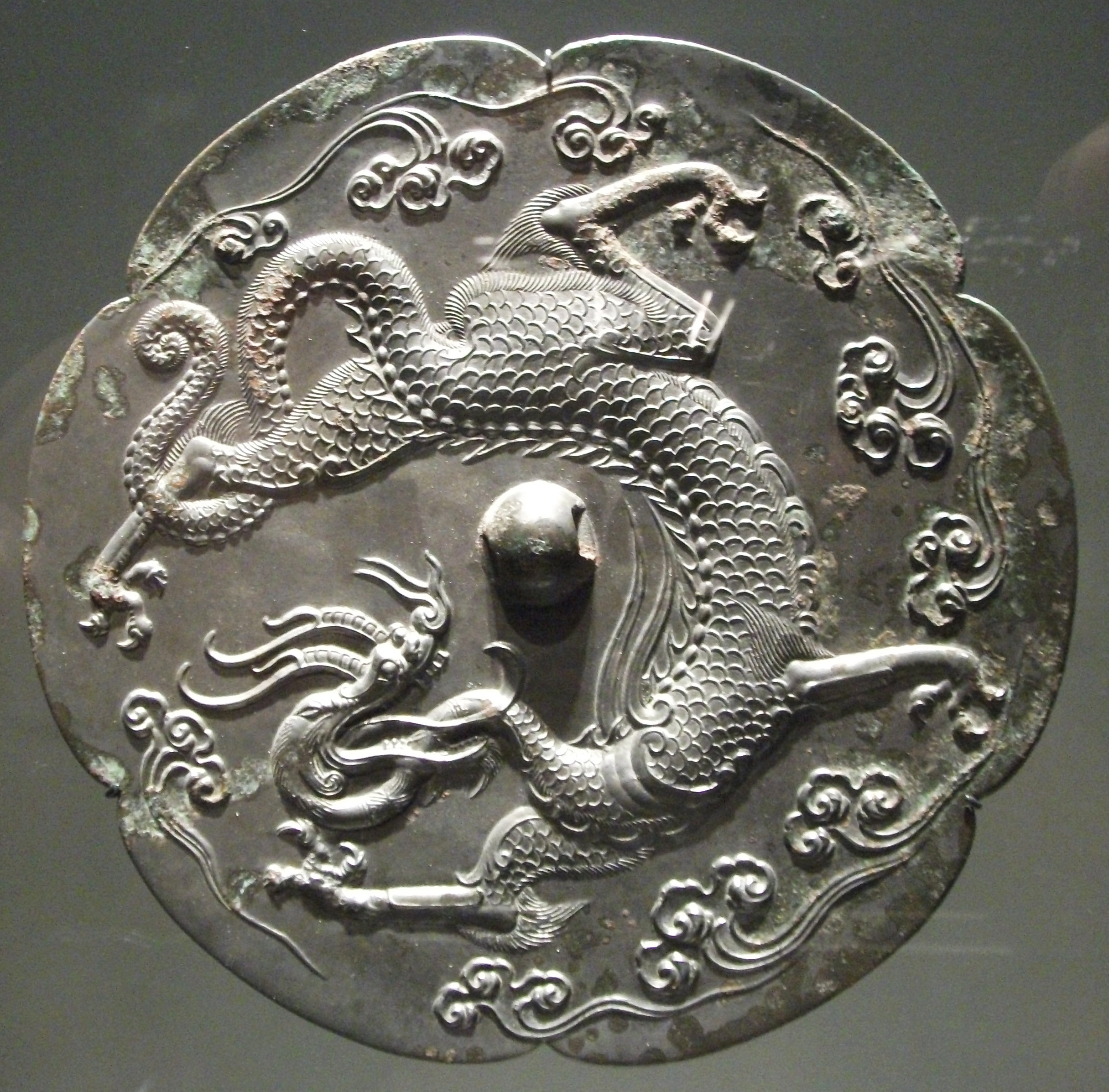
Miroir en bronze représentant un dragon entouré de nuages, première moitié du VIIIe siècle, Freer and Sackler Galeries, Washington.
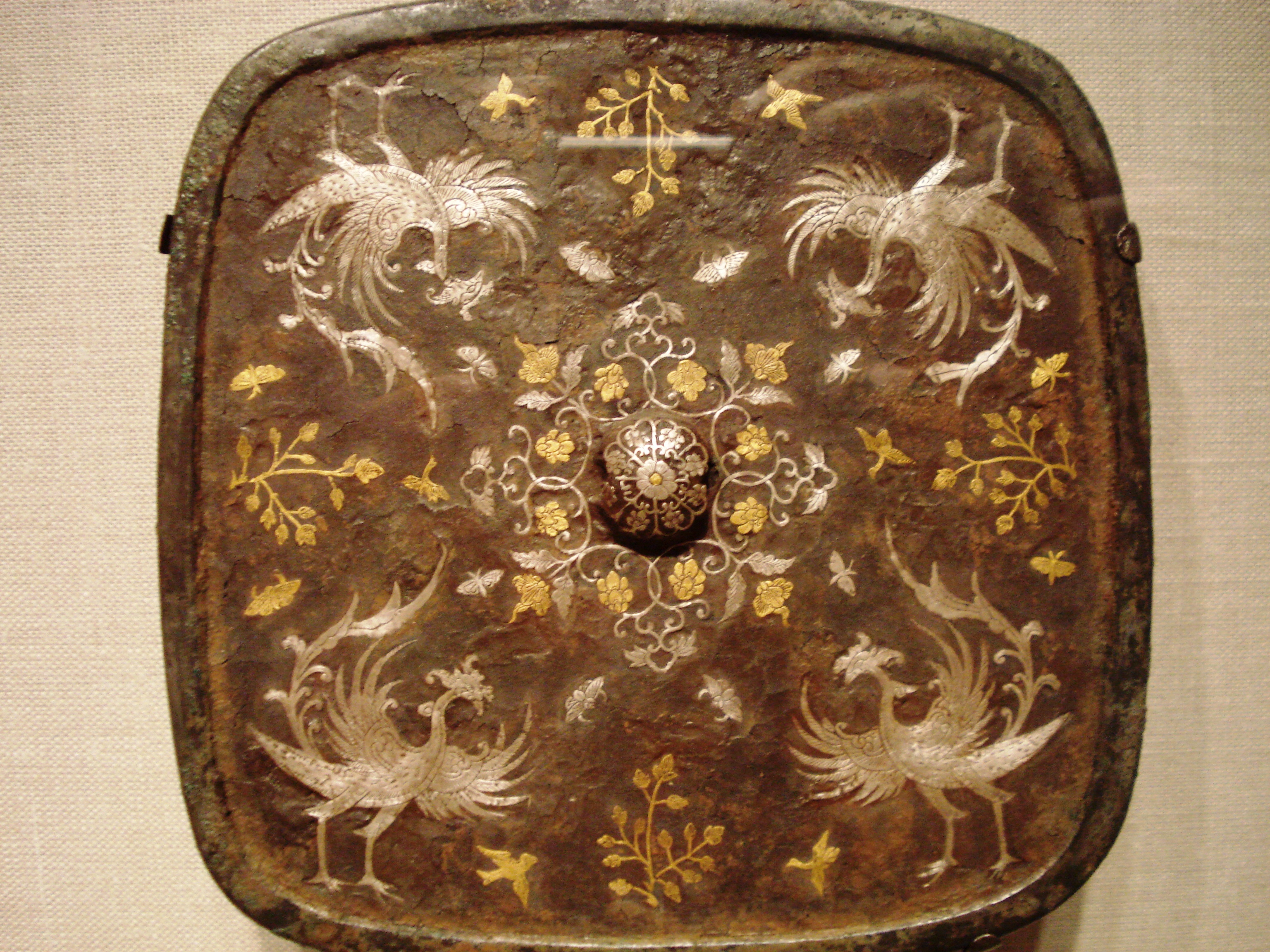
Miroir en bronze carré avec un motif de phénix en or et argent incrusté avec de la laque, VIIIe siècle, Freer and Sackler Galeries, Washington
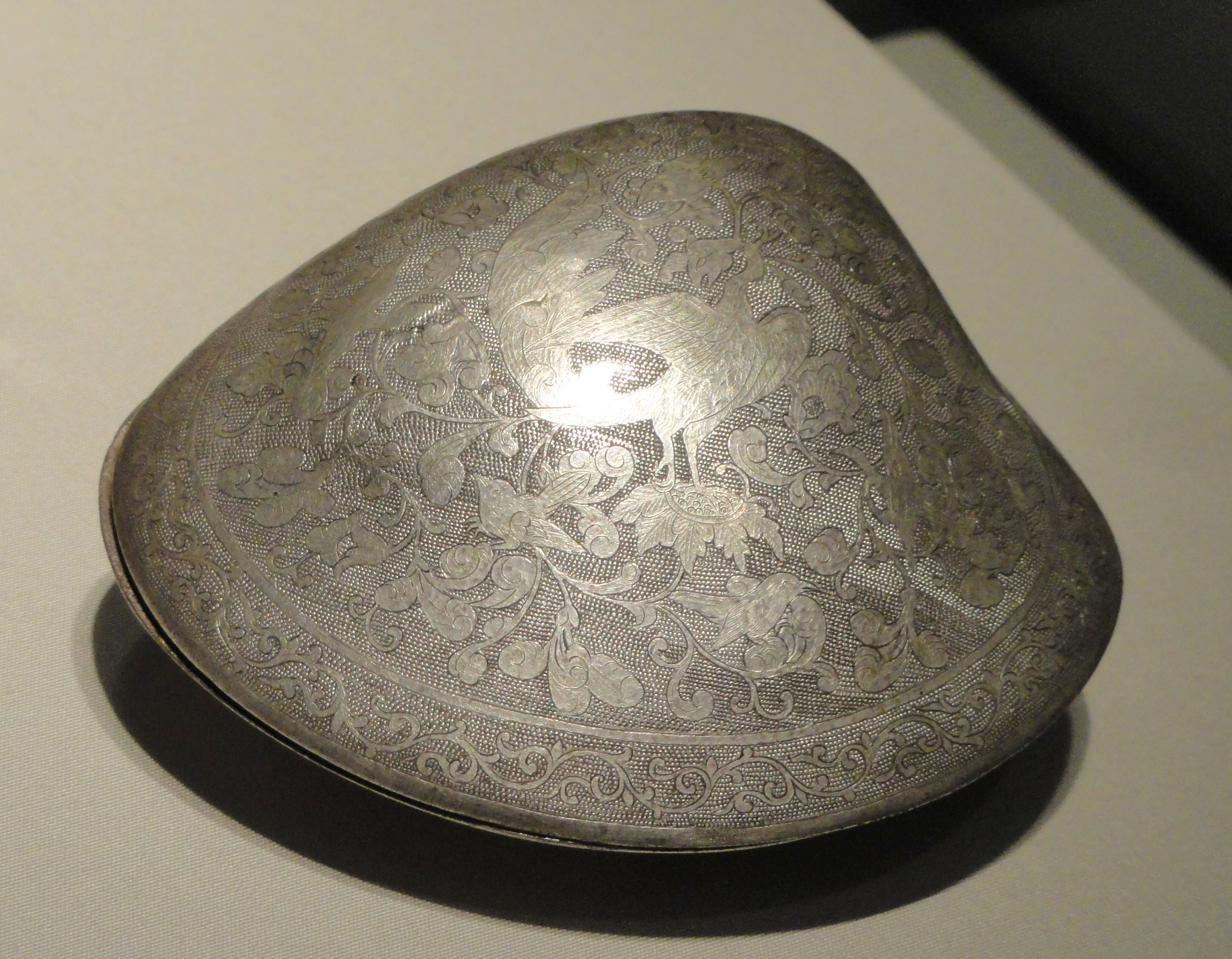
Boîte à fard en argent, Shaanxi, v. 700, Freer Gallery of Art, Washington
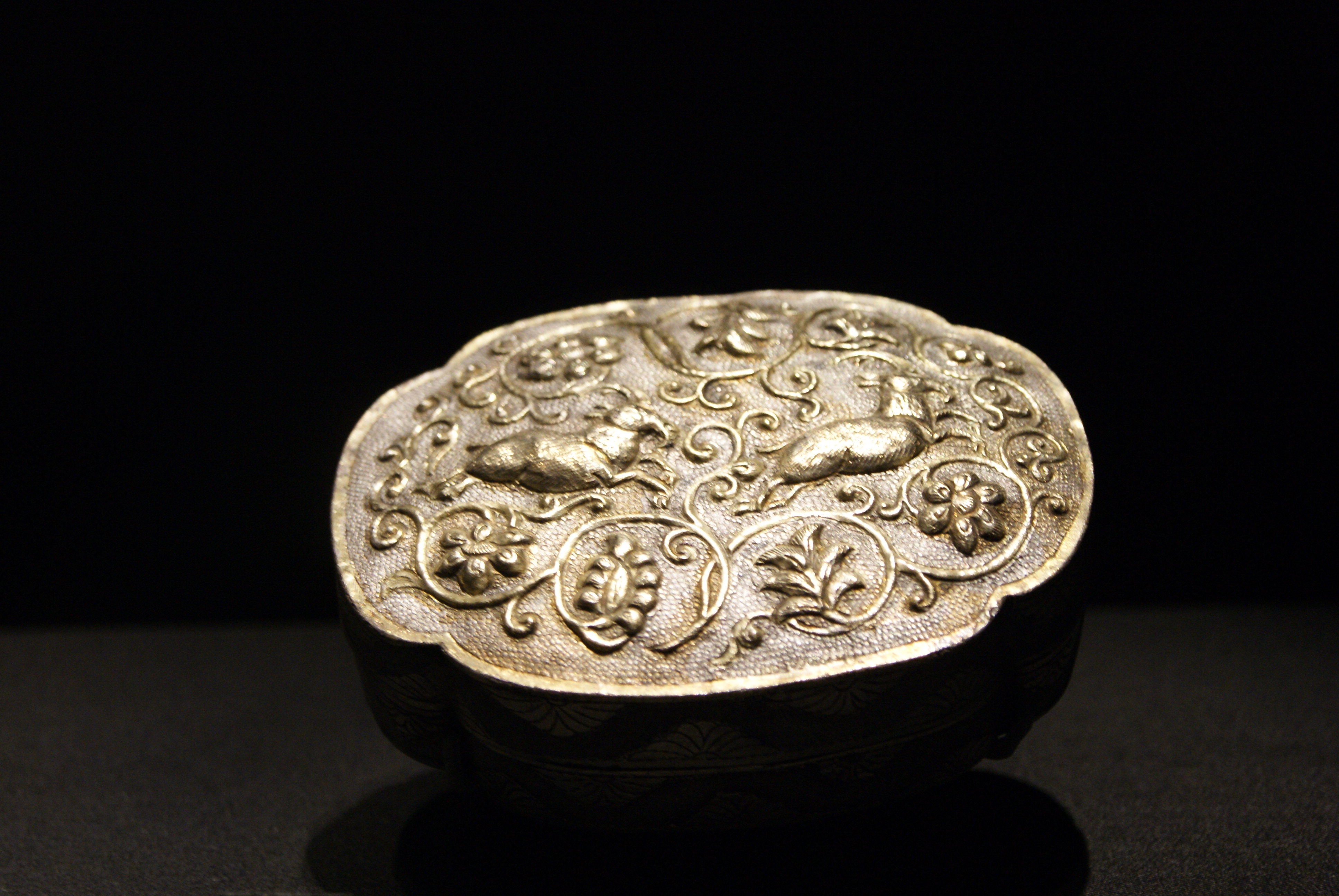
Boîte en argent décorée d'ibex, l'épave de Belitung. ArtScience Museum, Singapour
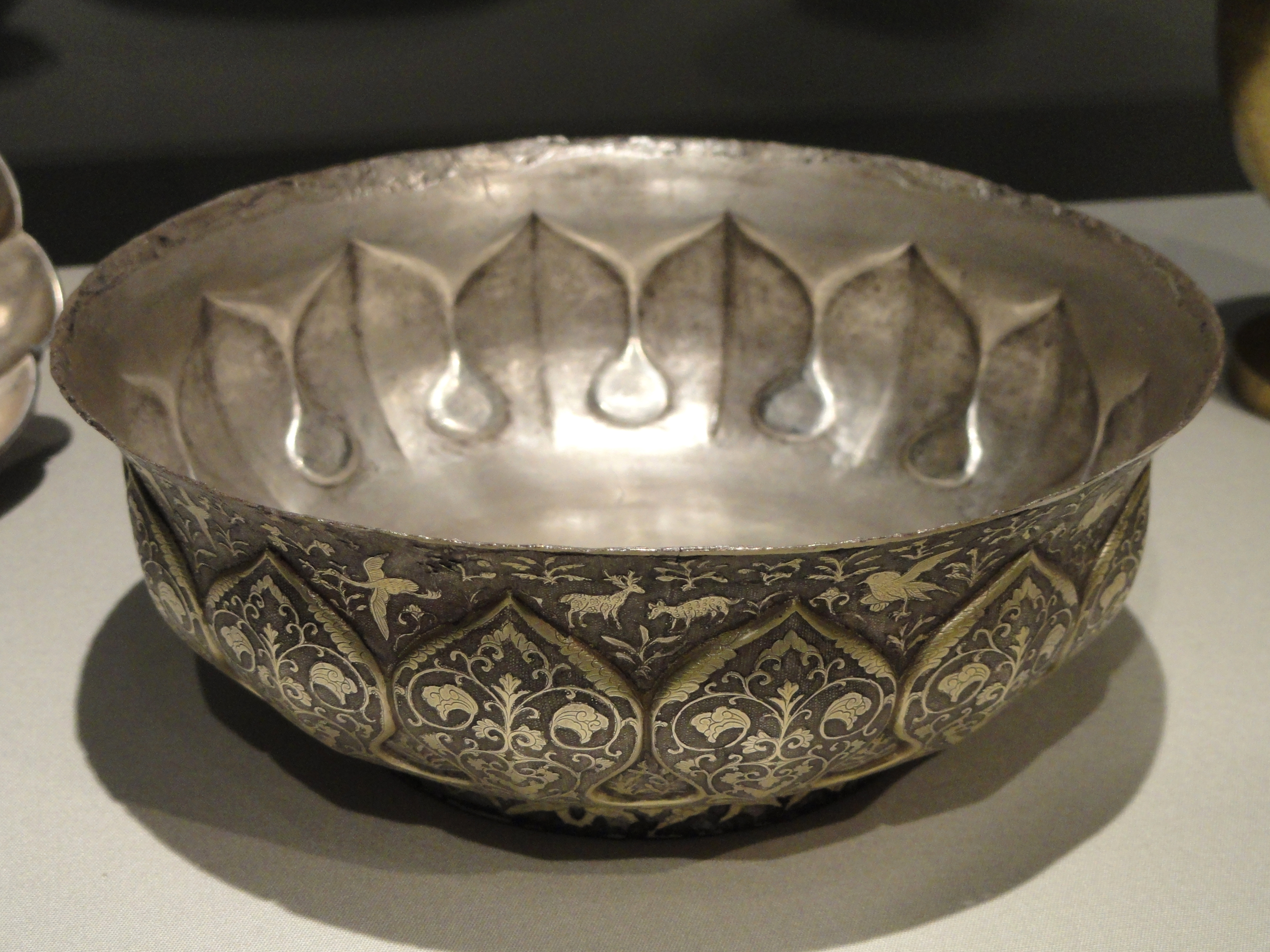
Bol en fleur de lotus, animaux et décor floral. Argent martelé, fin VIIe siècle - début VIIIe siècle, MET
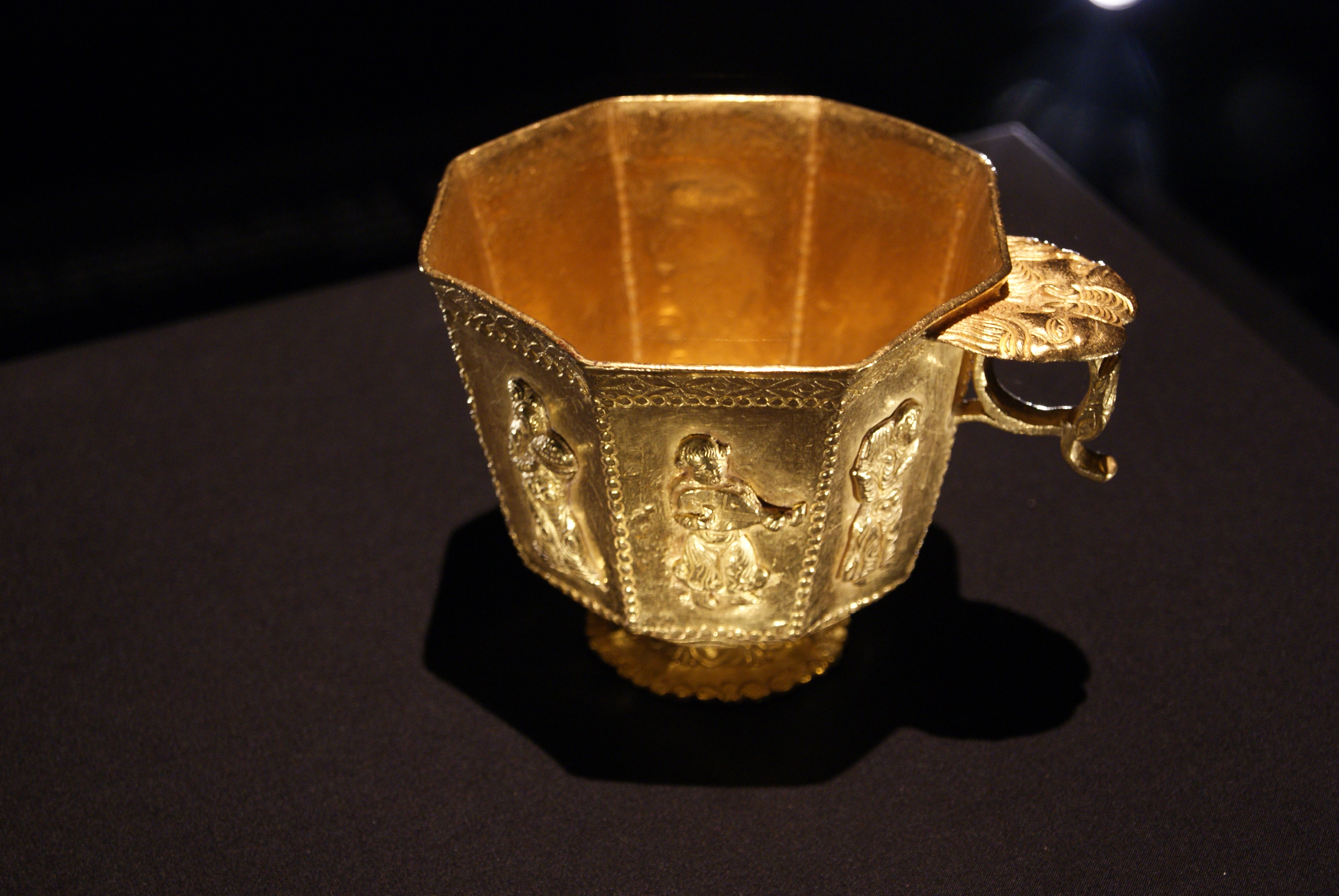
Coupe octogonale en or, l'épave de Belitung. ArtScience Museum, Singapour
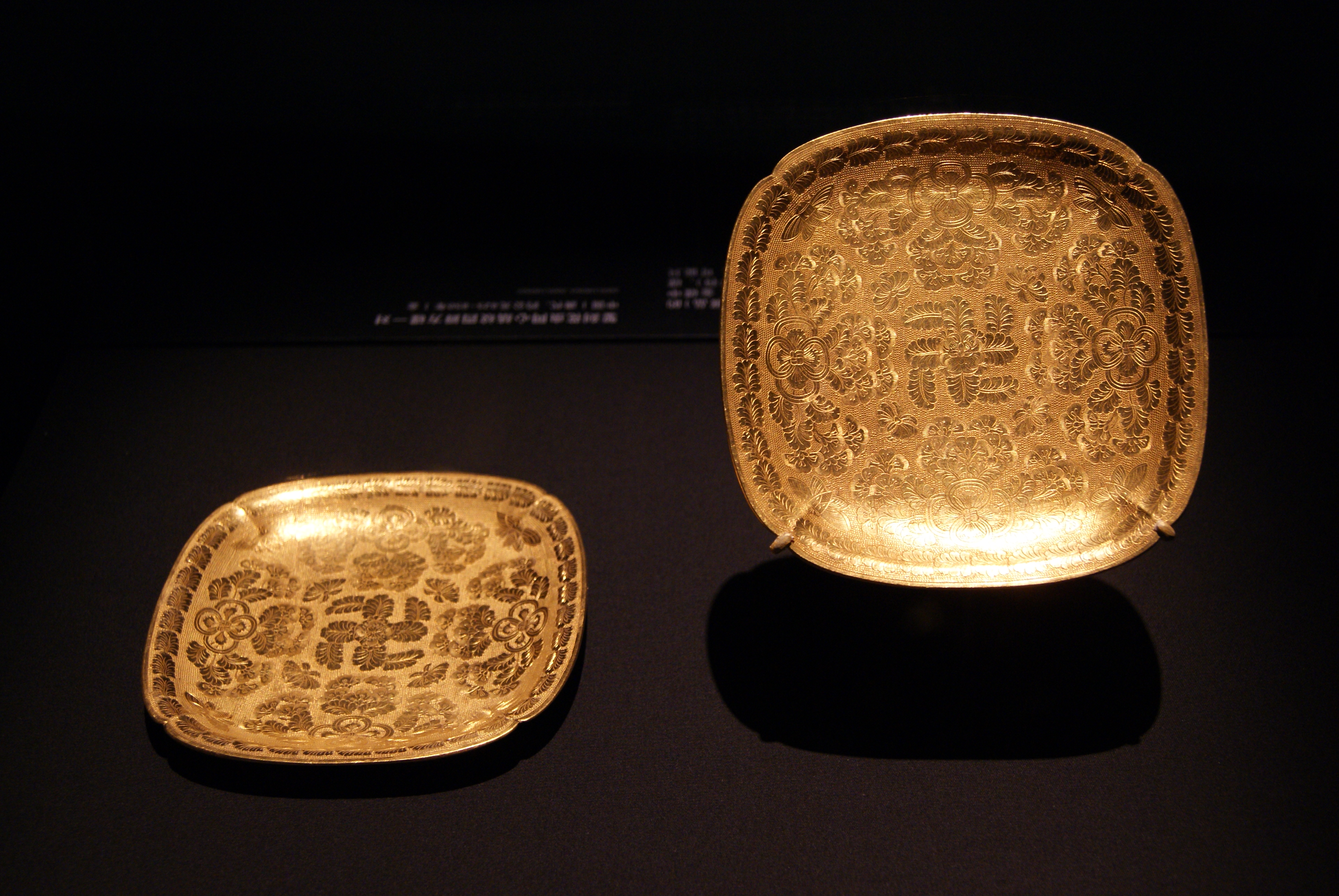
Plats gravés en or, l'épave de Belitung. ArtScience Museum, Singapour.

### Arts bouddhiques
Il ne reste aujourd'hui pas grand-chose des monastères bouddhistes situés en milieu urbain, en dehors de pagodes comme celles de Xi'an qui ont subsisté après diverses restaurations et des remaniements. Deux temples d'époque Tang ont également été préservés, quoique également remaniés au cours de restaurations postérieures, sur le mont Wutai (les temples Foguang et Nanchan). Les exemples remarquables de monastères bouddhistes de la période Tang, pour la plupart apparus sous les dynasties du Nord, sont ceux situés en périphérie des grandes villes sur des sites rupestres du Nord, où des sanctuaires et cellules monacales avaient été aménagés dans des cavités naturelles ou plus souvent artificielles, qui sont les sources majeures pour la connaissance de l'art bouddhiste de la période : Mogao, Longmen, Bingling, Maijishan, Tianlong .

Temples bouddhistes de la période Tang.
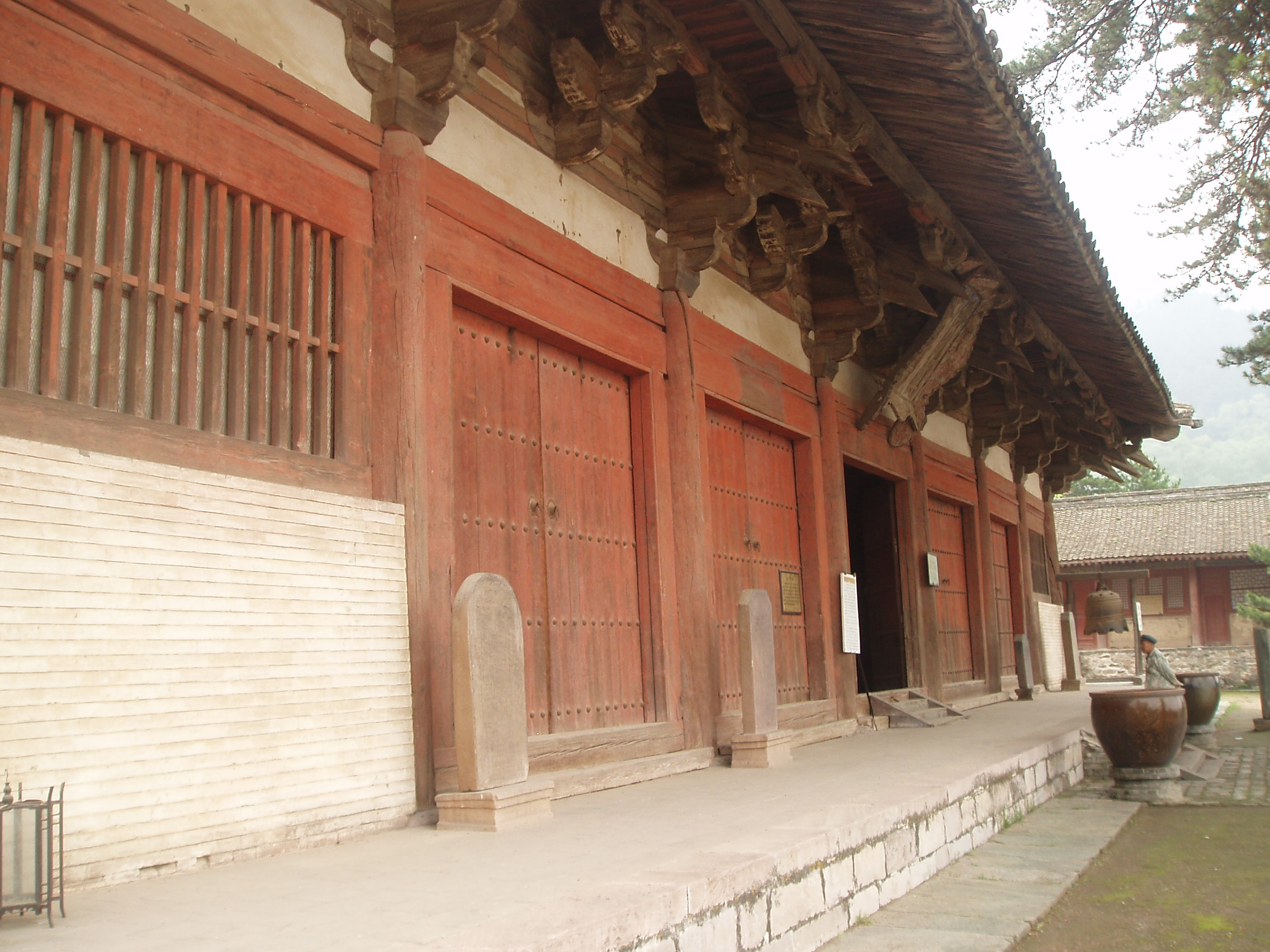
Salle de bois construite en 857, localisée dans le temple bouddhiste de Foguang du Mont Wutai (Shanxi).
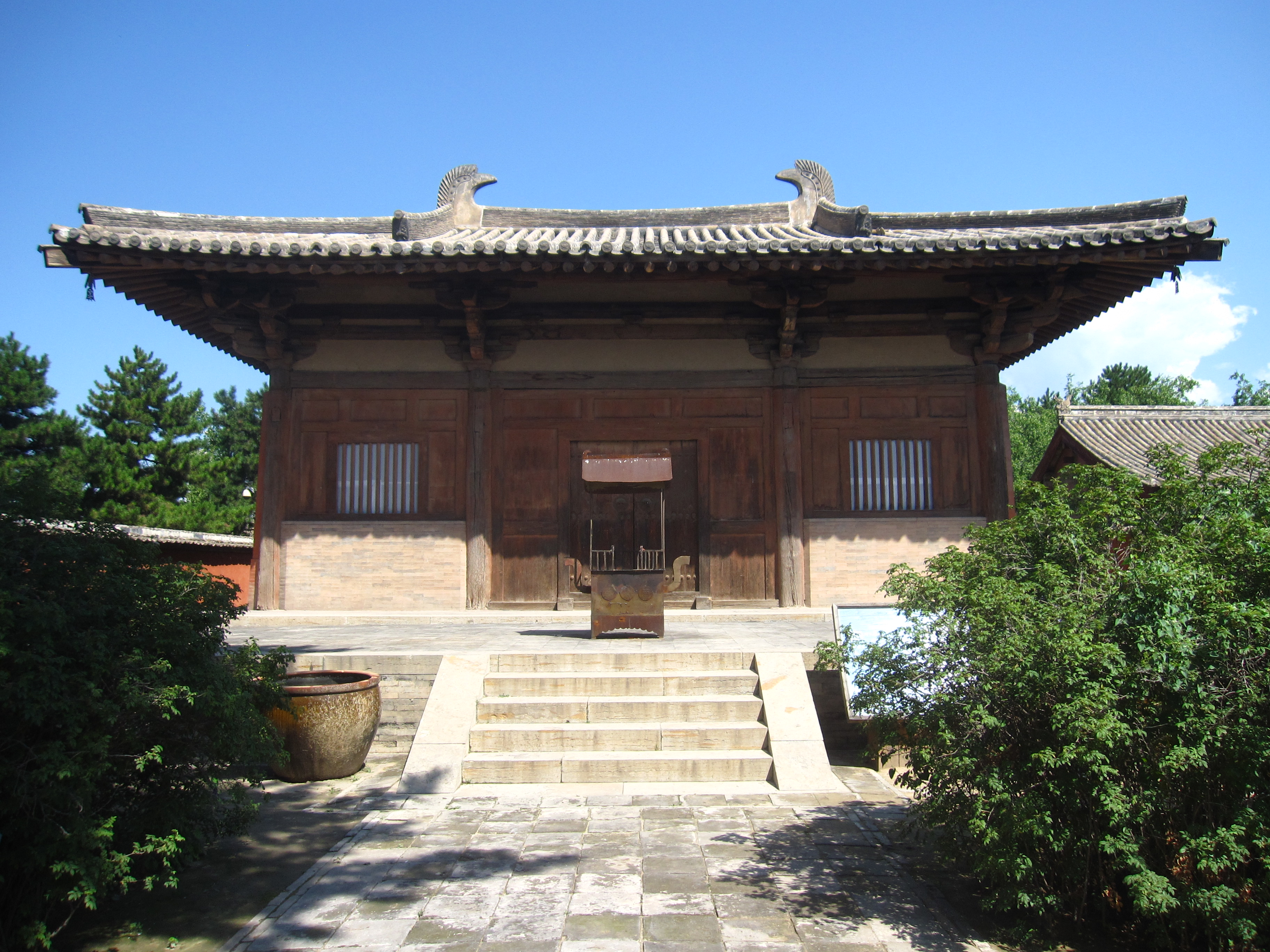
Le pavillon du Grand Bouddha dans le temple Nanchan du Mont Wutai (Shanxi).
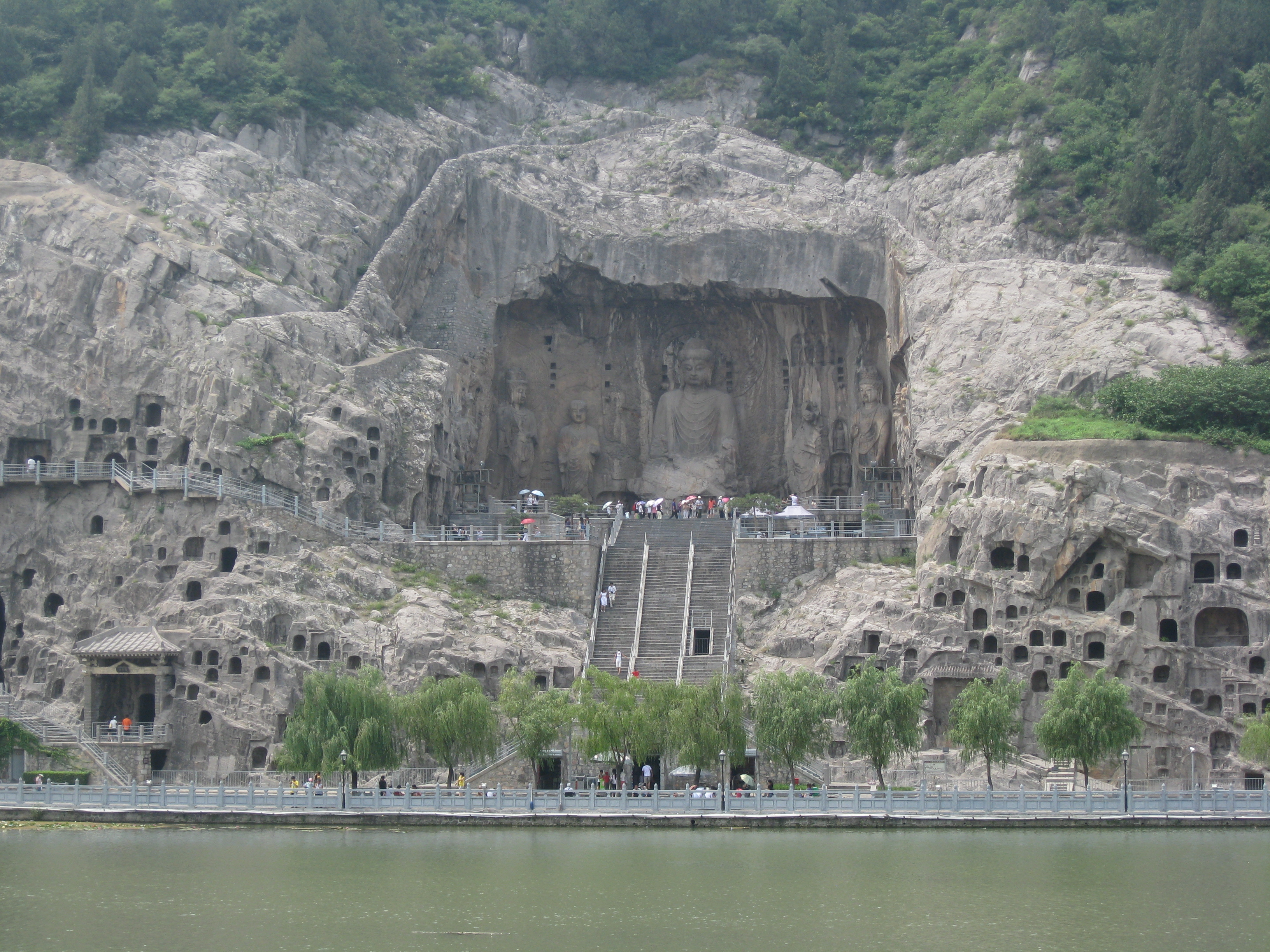
Temple Fengxian des grottes de Longmen (Henan), vue d'ensemble de la grotte du Grand Bouddha, VIIIe siècle.
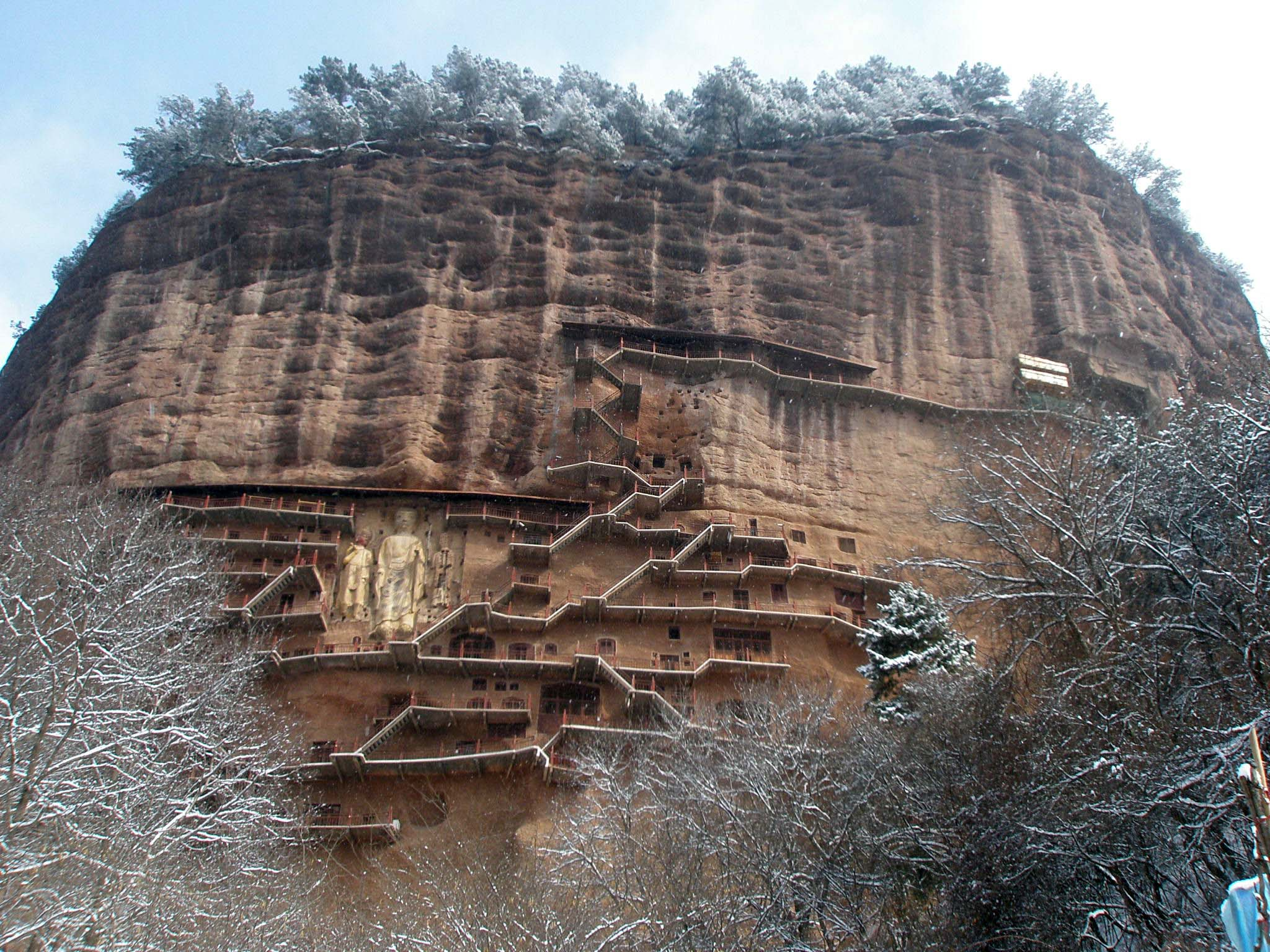
Les grottes bouddhistes du mont Maiji (Gansu).
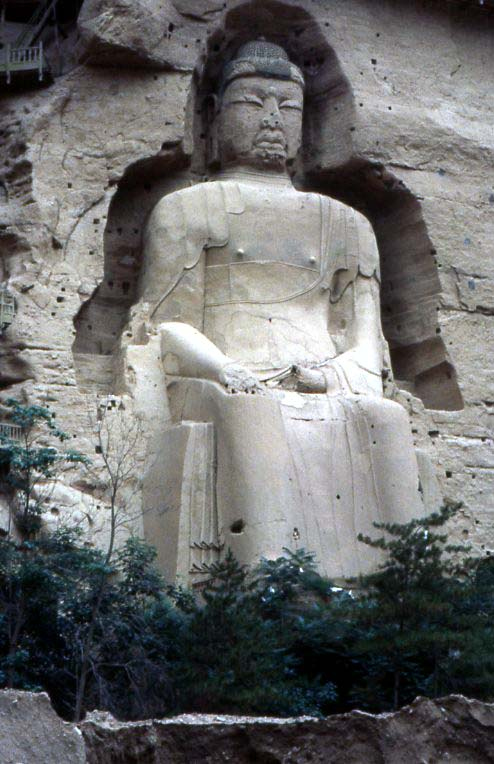
Grand Bouddha du temple Bingling (Gansu), v. 803.

Les sanctuaires bouddhistes bénéficiaient d'importantes donations de la part des élites et des empereurs, et ce même après la répression de 845. Des textes sacrés du bouddhisme fournissaient d'ailleurs des listes de matériaux à employer dans les objets liturgiques, en premier lieu l'or, l'argent et le verre. De plus, les commanditaires s'attachaient manifestement à ce que les artisans produisent des œuvres de grande qualité, expliquant le haut niveau atteint par l'art bouddhiste. Les formes d'art bouddhiste de l'ère des Tang sont directement dérivées de celles de la période de division, elles-mêmes le produit d'une adaptation locale des traditions artistiques d'Asie centrale et de l'Inde (en particulier les écoles de l'époque des Gupta). La sculpture sur pierre consistait en des statues de bouddhas et bodhisattva de diverses tailles, jusqu'aux impressionnantes statues en haut-relief des sanctuaires rupestres, mais aussi en des stèles aux différents registres représentant des scènes parfois complexes. Les statuettes en bronze doré, notamment celles représentant les personnages sacrés nimbés, étaient également très populaires. La peinture bouddhiste est connue grâce aux fresques conservées dans plusieurs sanctuaires, comme les représentations du paradis d'Amithaba à Dunhuang, ainsi que par des fragments de peintures sur soie représentant la vie de Bouddha découvertes sur le même site. Les statues bouddhistes deviennent à cette époque une véritable commodité, car elles sont commercialisées à grande échelle, tout en gardant leur caractère sacré. Elle contribuent ainsi à la diffusion de la religion bouddhiste et de son imagerie dans la société.

Sculpture bouddhiste des Tang.
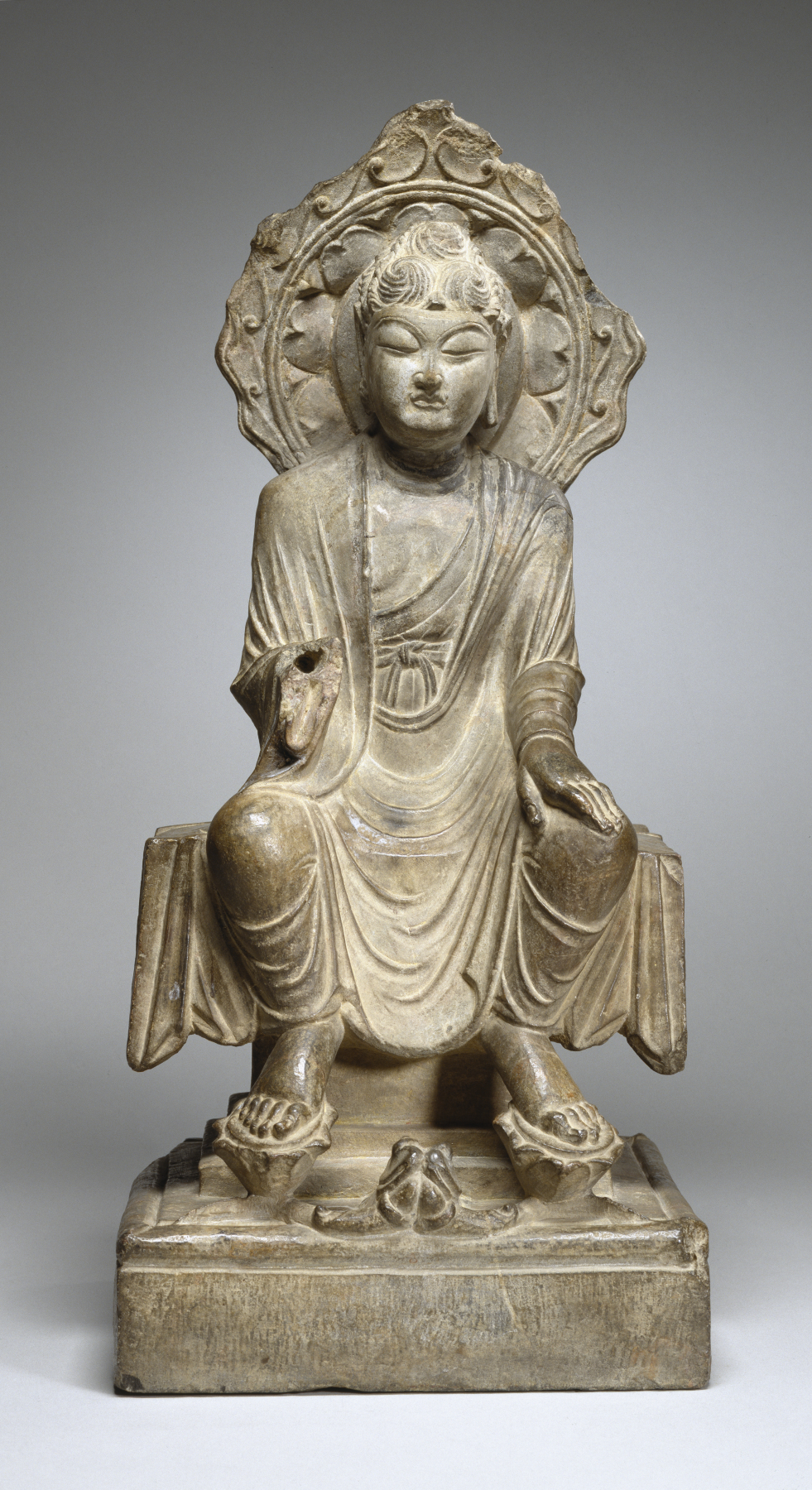
Statue du bouddha Maitreya, début VIIIe siècle, Walters Art Museum
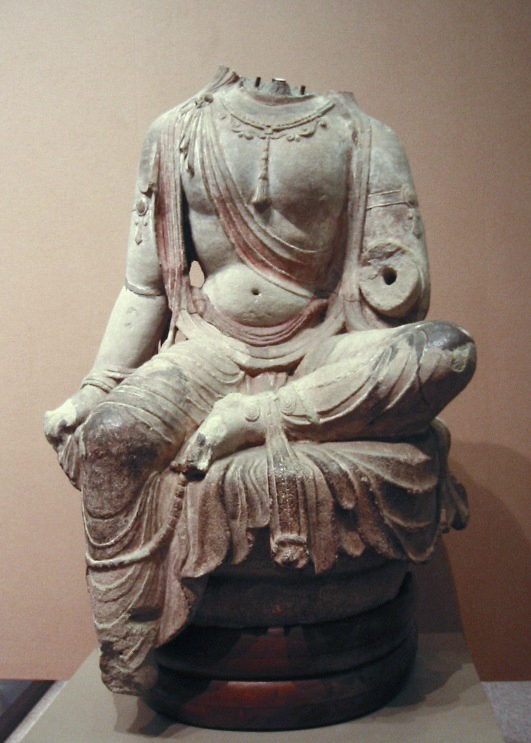
Statue de bodhisattva. Première moitié du VIIIe siècle. Grès. Grotte 14, Tianlongshan, Shanxi. Musée national de Tokyo.
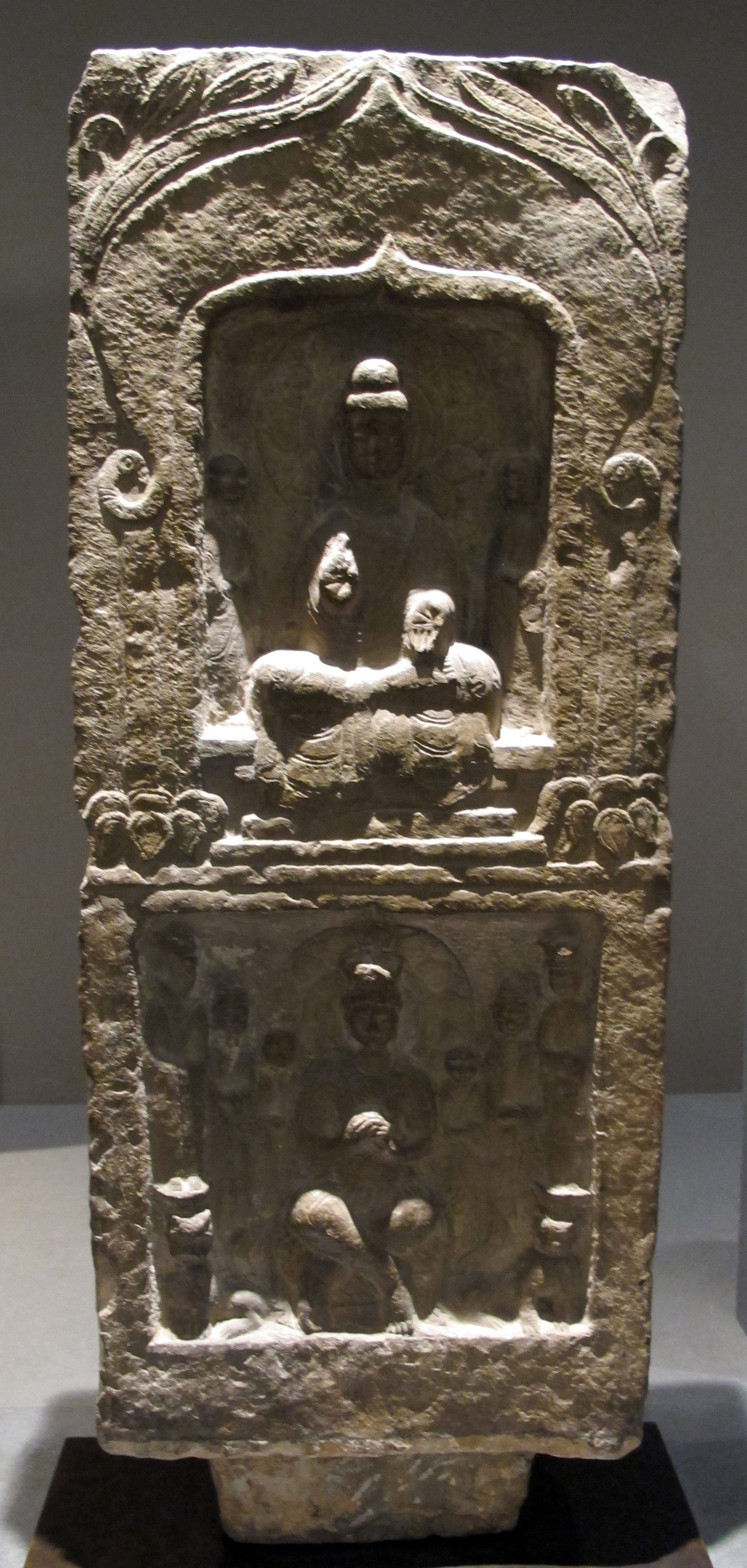
Stèle sur deux registres représentant les bouddhas Shakyamuni et Maitreya, VIIIe ou IXe siècle, musée Cernuschi.
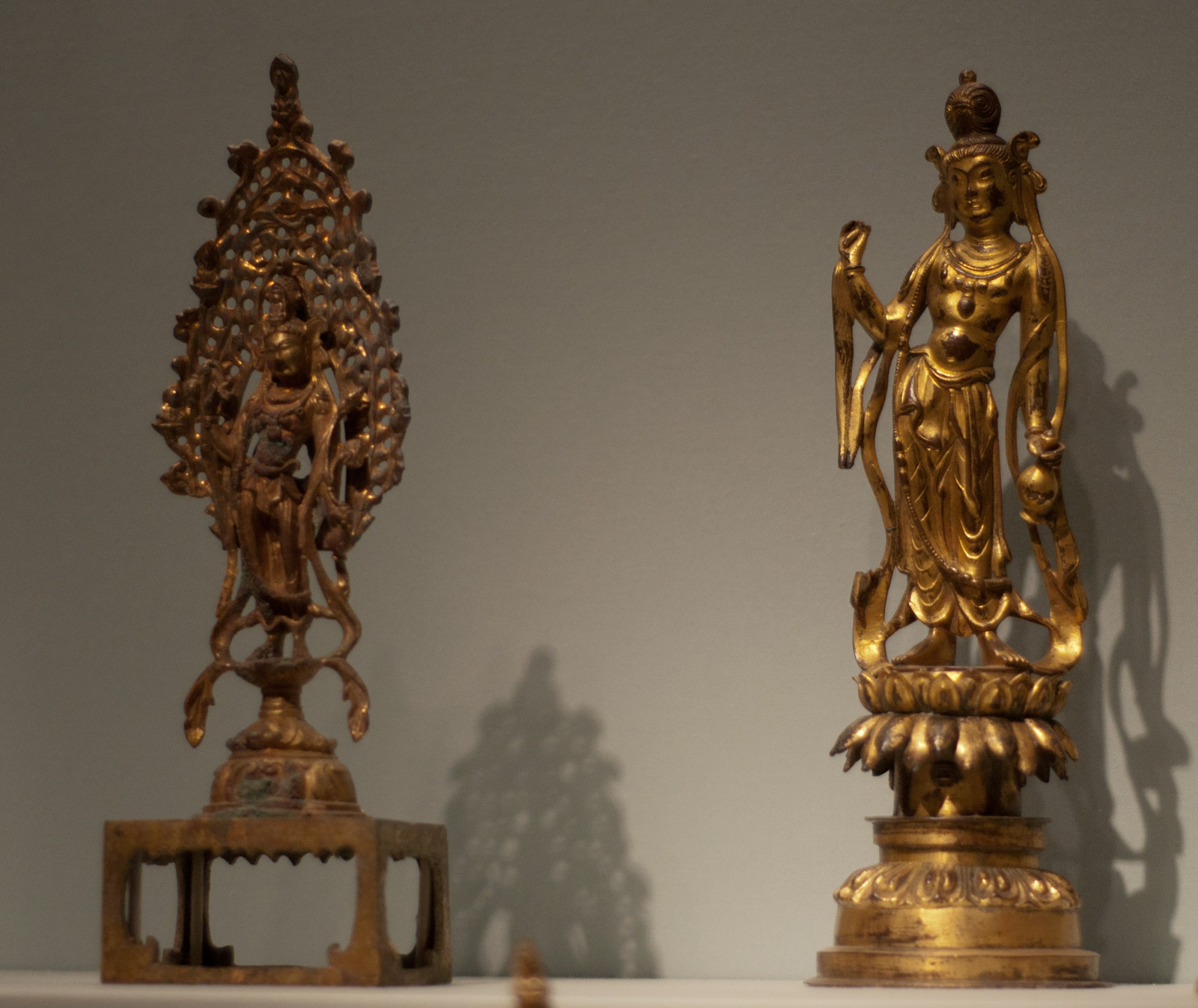
Statuettes en bronze doré du bodhisattva Avalokiteshvara/Guanyin, VIIIe ou IXe siècle, musée des Arts asiatiques de San Francisco.
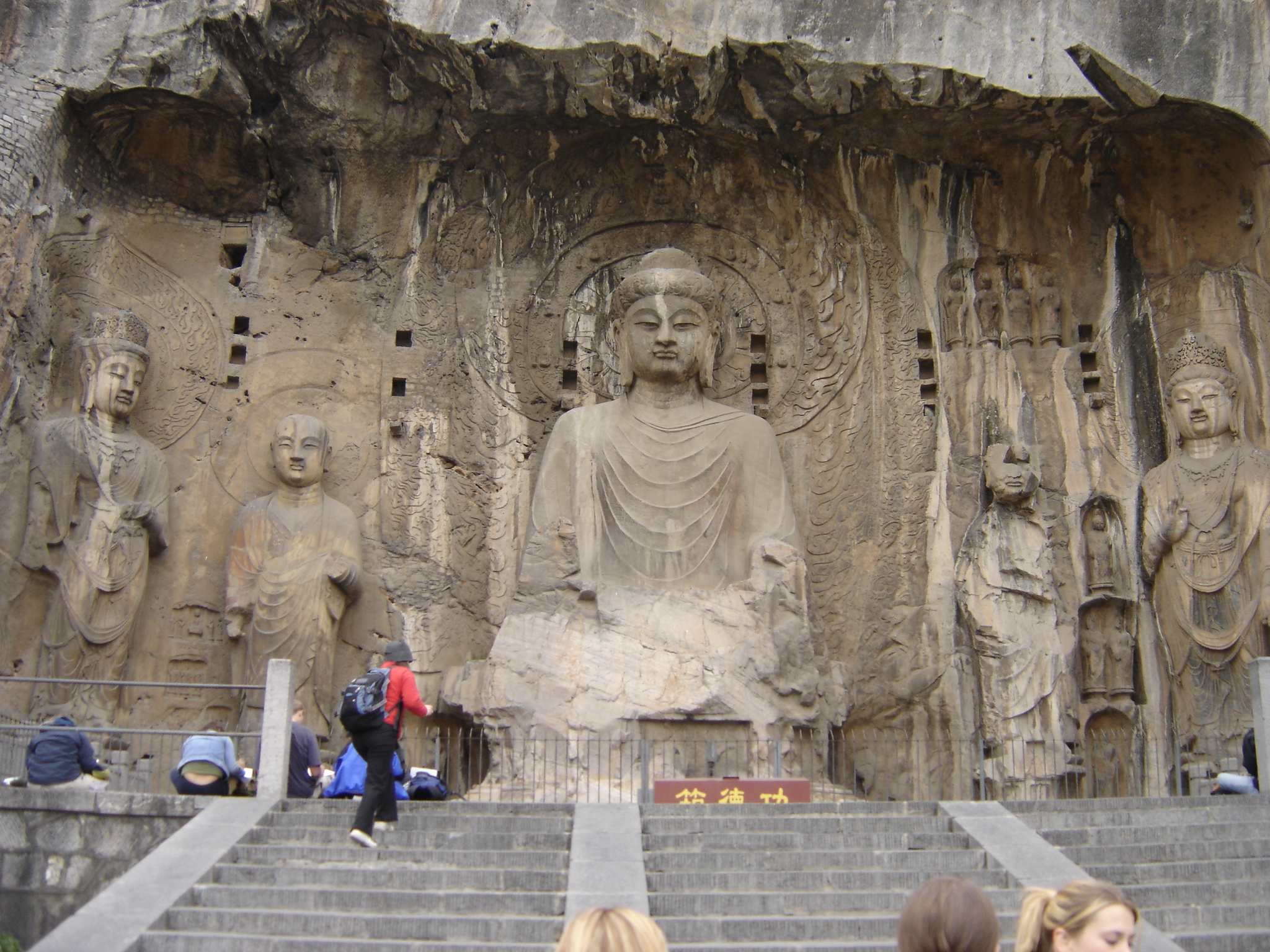
Buddha et bodhisattva monumentaux des grottes de Longmen, VIIIe siècle.
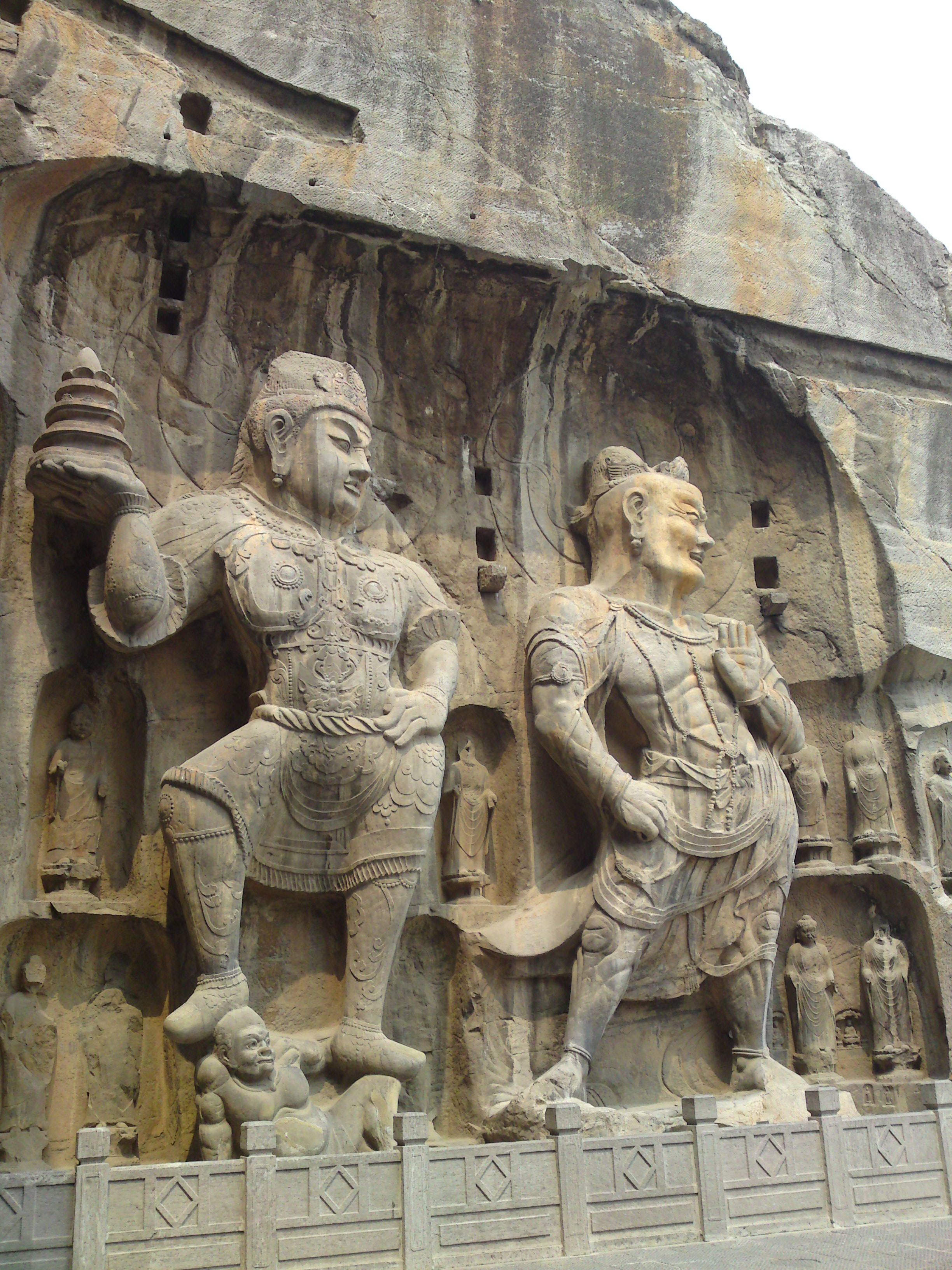
Statues monumentales d'esprits protecteurs sur les rochers des grottes de Longmen, VIIIe siècle.

Peinture bouddhiste des Tang.
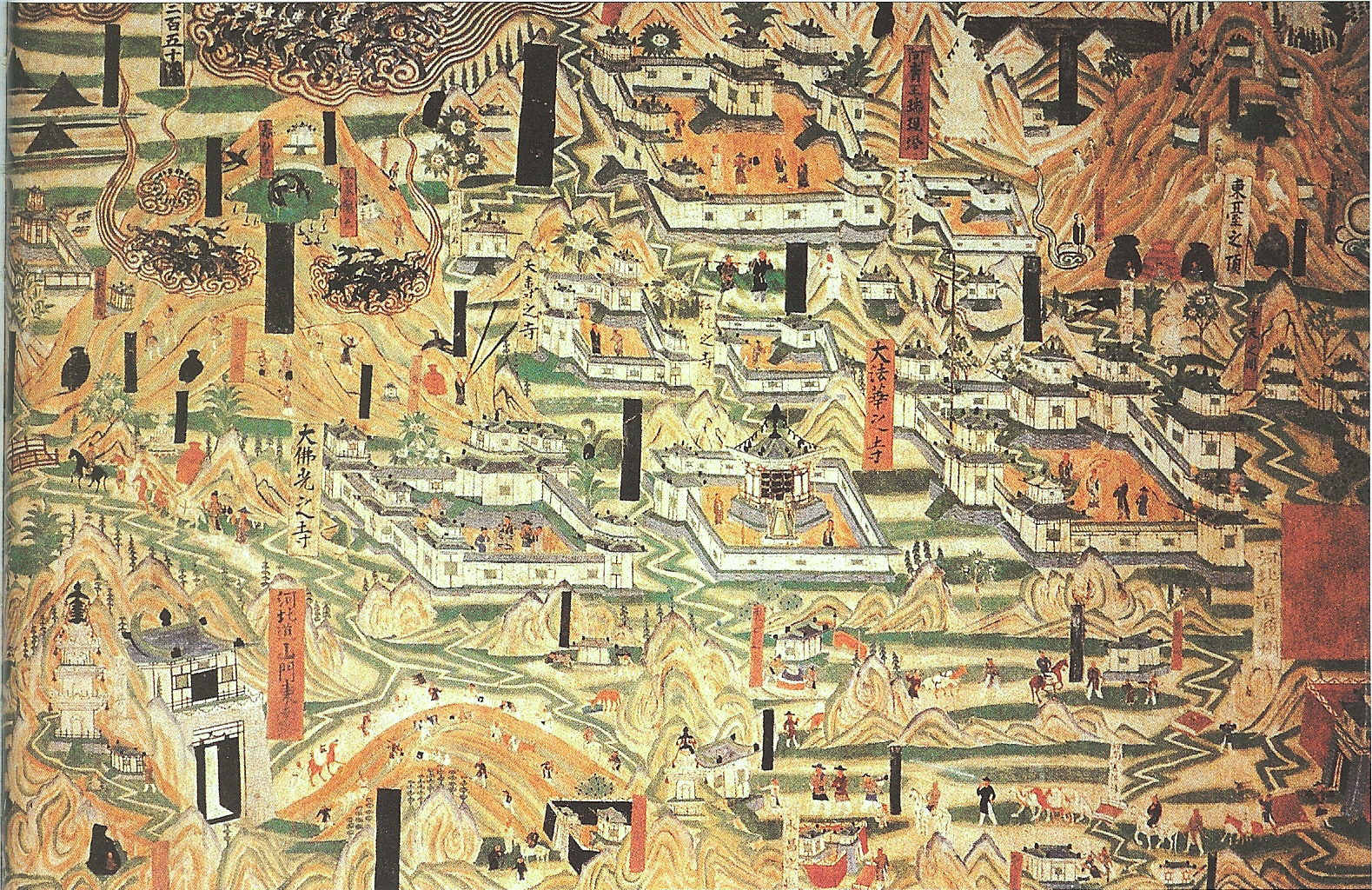
Les monastères Tang des monts Wutai, peinture murale Xe siècle, Grotte 60 de Mogao, Dunhuang.
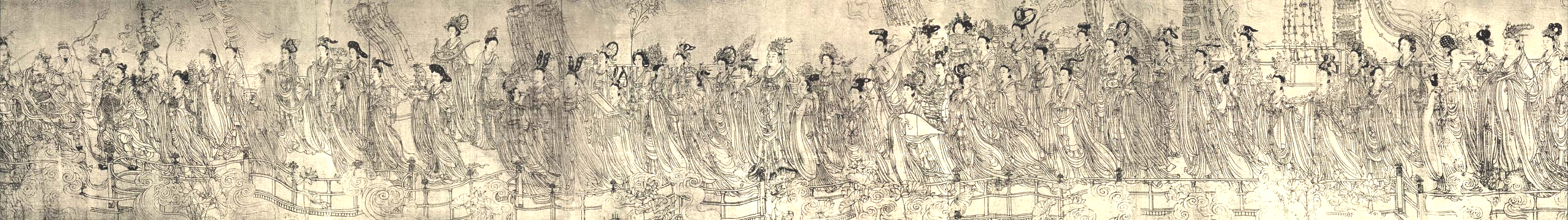
Les Cinq Empereurs rendant hommage à l'Origine, sujet Tang repris sous les Song ? rouleau horizontal encre sur soie. 58 × 177 cm. Collection particulière. (repr Lesbre 2004 p. 230)
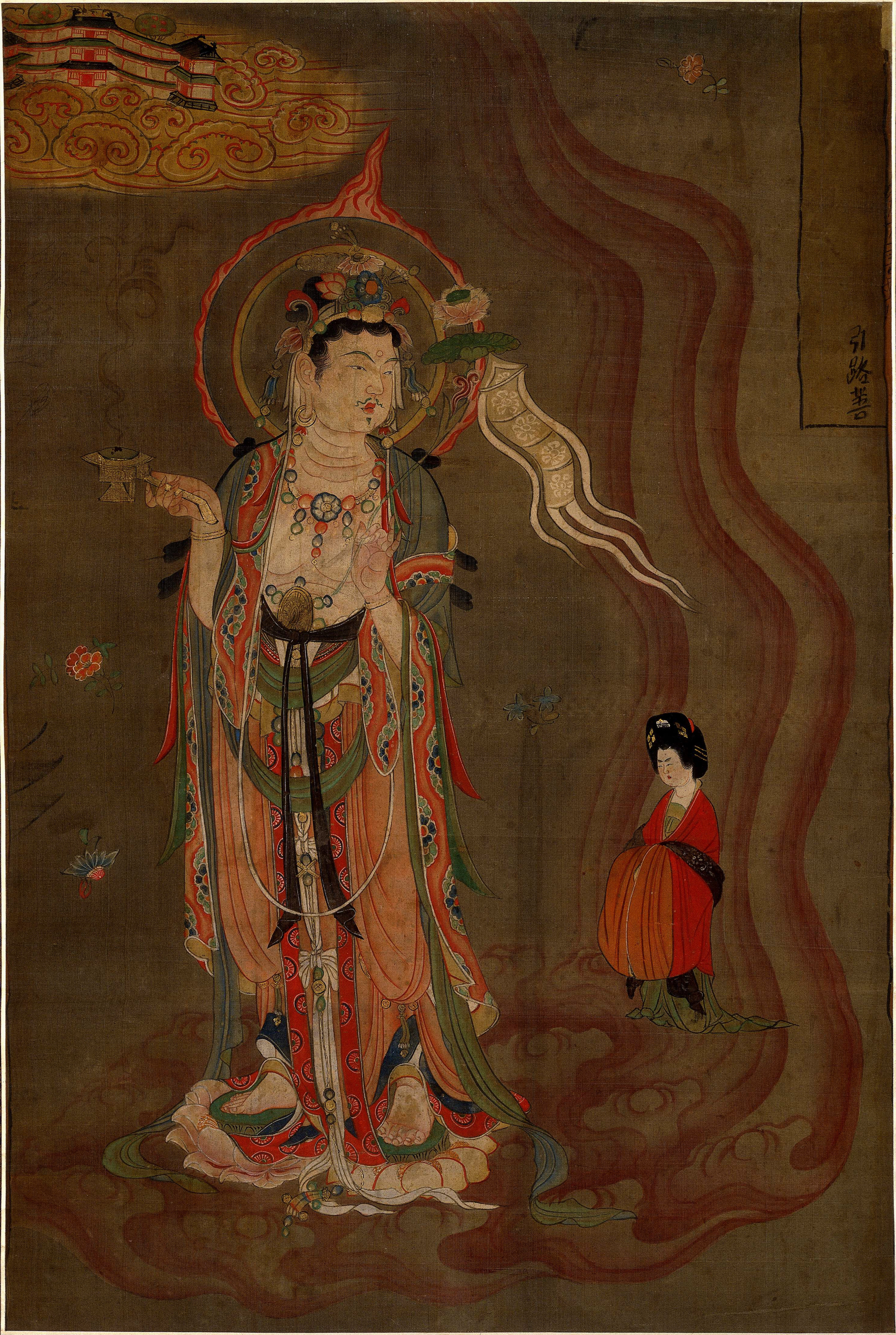
Bodhisattva montrant la voie, couleurs sur soie, 80,5 × 53,8 cm. Trouvé à Dunhuang (grotte 17). Le bodhisattva montre le chemin à une femme qui tient un brûle parfum dans sa droite et dans sa gauche une fleur de lotus. British Museum.
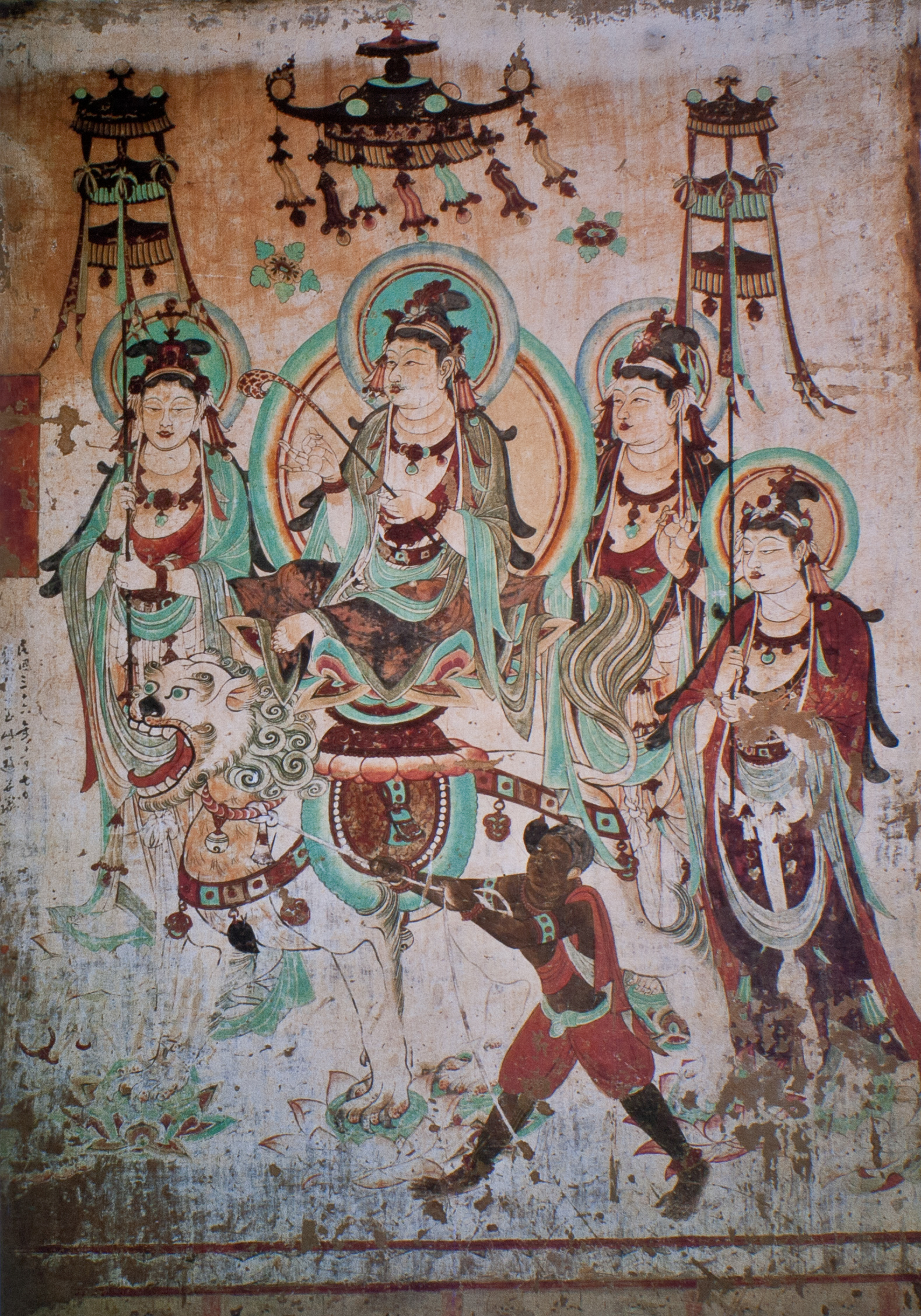
Le bodhisattva Manjushri et ses acolytes, grotte no 25 de Yulin, Gansu.

La documentation sur l'art bouddhiste de la période Tang est cependant plus variée que celle des périodes précédentes grâce à la mise au jour d'un trésor exceptionnel, celui du temple Famen, révélé après la destruction de la pagode qui le surplombait après une tornade en 1981. Sur ce site qui passait pour abriter une relique du Bouddha (des phalanges), c'est un exceptionnel dépôt votif consacré par l'empereur Xizong en 874, accomplissant ainsi un vœu de son prédécesseur le très pieux Yizong, décédé l'année précédente. Parmi les objets exhumés se trouvaient quatre reliquaires luxueux contenant des phalanges, placés dans quatre endroits distincts. Ont également été mis au jour des objets luxueux en argent doré (vaisselle, brûle-parfum, représentation de bodhisattva),.

### Les tombes des élites de l'époque Tang
Les fouilles archéologiques ont mis au jour de nombreuses sépultures de l'époque des Tang. Les plus importantes découvertes sont celles ayant eu lieu dans la région de Chang'an, concernant l'élite dirigeante de l'empire. D'autres ont été fouillées dans les provinces, et témoignent de l'existence d'une diversité de pratiques funéraires régionales, dont il est malaisé de dresser un tableau. On se concentrera ici sur les premières. Ces grandes tombes souterraines, relevant des élites, fournissent une documentation de première importance pour la connaissance de la civilisation des Tang, puisqu'elle concerne aussi bien son système social, ses croyances religieuses, son organisation politique que ses goûts artistiques.

#### Les complexes funéraires de la région de Chang'an
Les tombes de la région de Chang'an ont pu faire l'objet d'un classement typologique en fonction de leur forme et du statut de leur occupant. Il existait apparemment des règles somptuaires limitant l'importance des tombes en fonction du statut du défunt. Celles des gens du commun sont de simples fosses, ou alors des petites chambres rectangulaires pour les plus aisés. Les catégories sociales les plus honorables, celles des personnes faisant partie de la hiérarchie des rangs officiels, ont droit à une chambre funéraire où était entreposé le corps du défunt et le matériel l'accompagnant dans la mort. Les rangs supérieurs ont des chambres plus vastes, avec une structure en briques, une plate-forme pour supporter le sarcophage en pierre abritant le cercueil. Les dignitaires les plus importants, ministres et membres de la famille impériale (ceux relevant du rang le plus élevé dans la hiérarchie officielle) avaient le privilège de pouvoir construire une tombe à deux chambres. En suivant cette logique, on suppose que les tombes des empereurs, qui n'ont pas fait l'objet de fouilles, disposaient de trois chambres funéraires.
On ne connaît des tombes impériales, dont les emplacements sont tous connus, que ce qui a pu être repéré dans leurs alentours. Elles dérivent directement de la tradition des tombes impériales Han, avec quelques aménagements. Classiquement, les tombes impériales sont recouvertes d'un vaste tumulus, qui se trouve dans une enceinte carrée percée de quatre portes ; la porte principale, conduisant à l'entrée de la tombe, est accessible depuis l'extérieur par un axe tracé en ligne droite sur un axe nord-sud, la « voie des esprits », pavée et jouxtée de tours de garde, de stèles, piliers et diverses sculptures d'animaux réels ou imaginaires, d'ambassadeurs étrangers. Des autels étaient érigés après l'entrée principale. Le tout suit un axe nord-sud (entrée au sud). Le mausolée de Qianling, abritant les corps de Gaozu et Wu Zetian, avait une enceinte de près de 6 km de long, enserrant environ 2,4 km2. C'est le premier complexe funéraire à ne pas être bâti sous un tumulus artificiel, mais creusé sous une colline naturelle reproduisant une même forme extérieure. Cette forme devint la norme par la suite, même si les tombes furent de plus en plus modestes en taille durant la seconde partie de la dynastie. À proximité des complexes funéraires impériaux, on avait autorisé les plus éminents membres de l'élite impériale à être enterrés près des empereurs qu'ils avaient servis (plus de 200 tombes autour de celle de Taizong), reproduisant ainsi dans la mort la cohésion des dirigeants de l'empire et leur soumission au monarque. On a pu rapprocher cette organisation de celle de la capitale voisine : la forme du complexe funéraire impérial et sa taille renvoient à celle du palais impérial, et les tombes des élites à leur résidence dans la capitale.
- Le Mausolée de Qianling, près de Chang'an (Xi'an), nécropole de l'empereur Gaozong et l'impératrice Wu Zetian, fin du VIIe siècle.

Le Mausolée de Qianling, près de Chang'an (Xi'an), nécropole de l'empereur Gaozong et l'impératrice Wu Zetian, fin du VII.
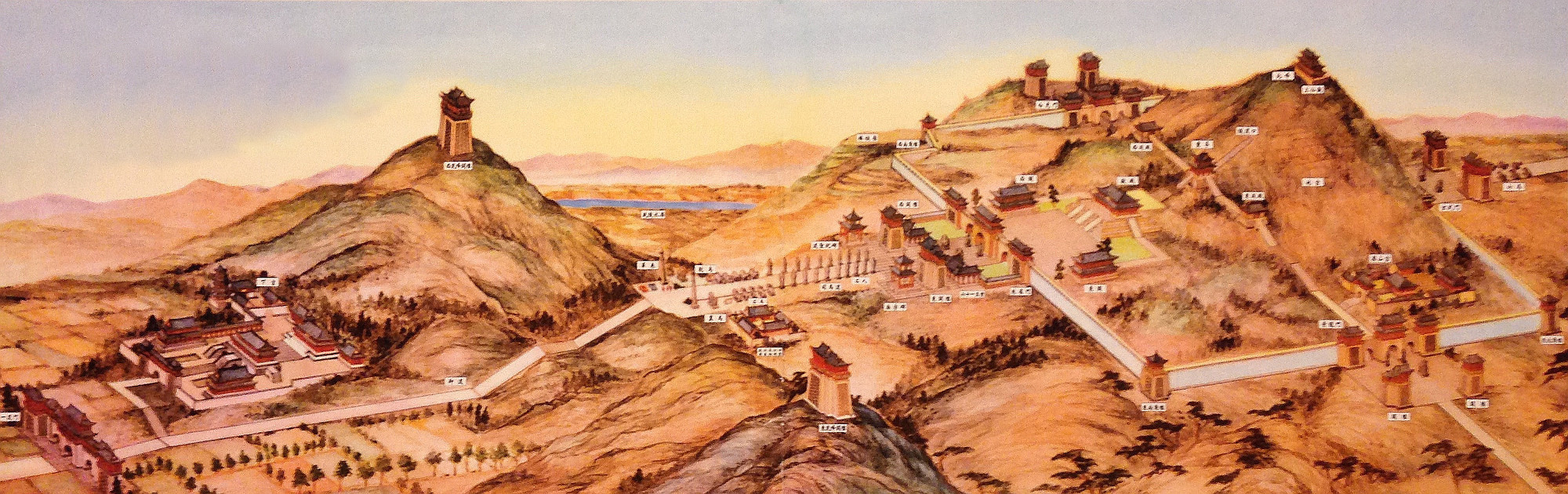
Peinture reconstituant l'organisation originelle de la tombe.
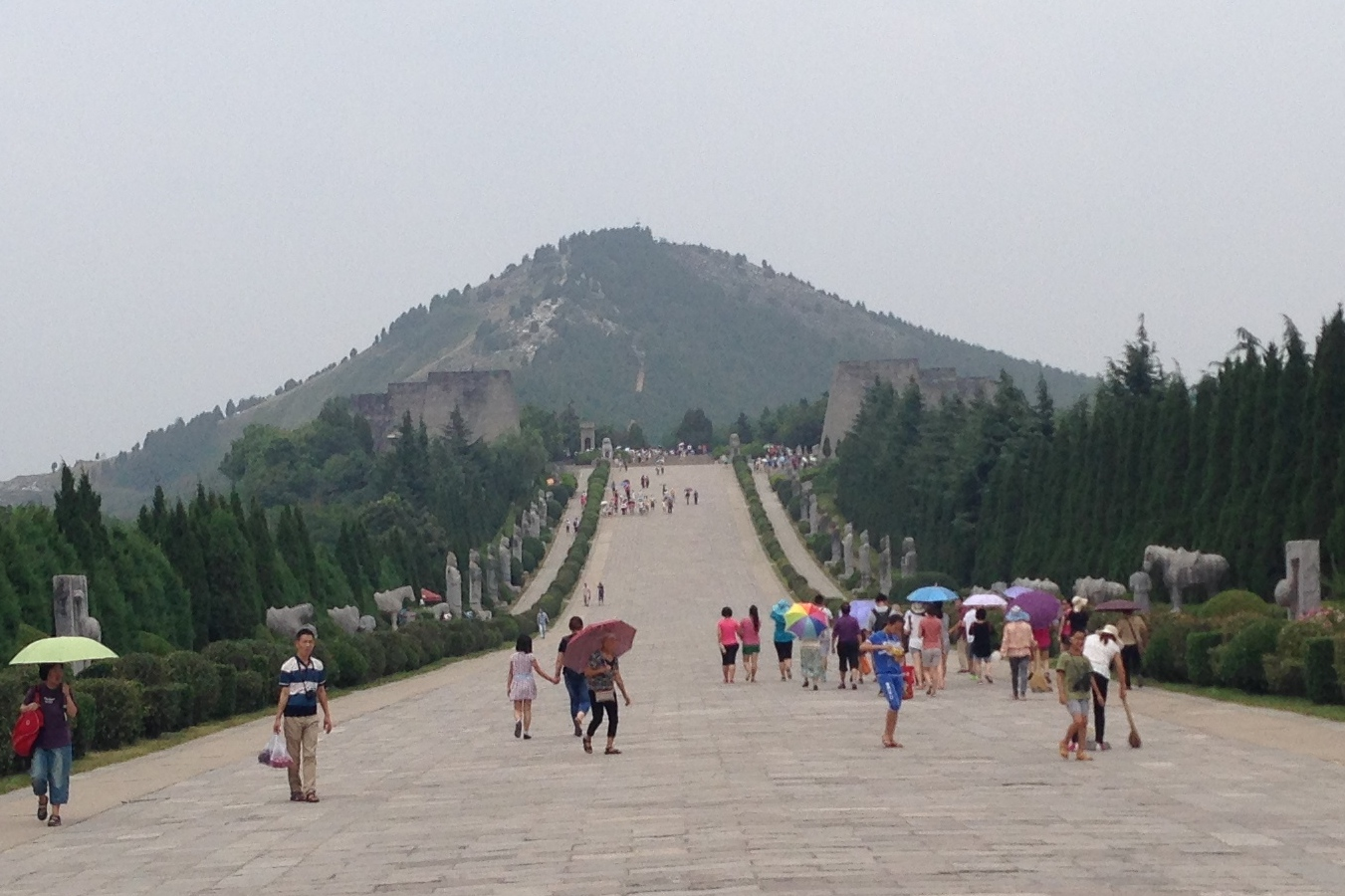
Vue générale de la tombe depuis le sud : la voie des esprits conduisant à la tombe, située sous la montagne.
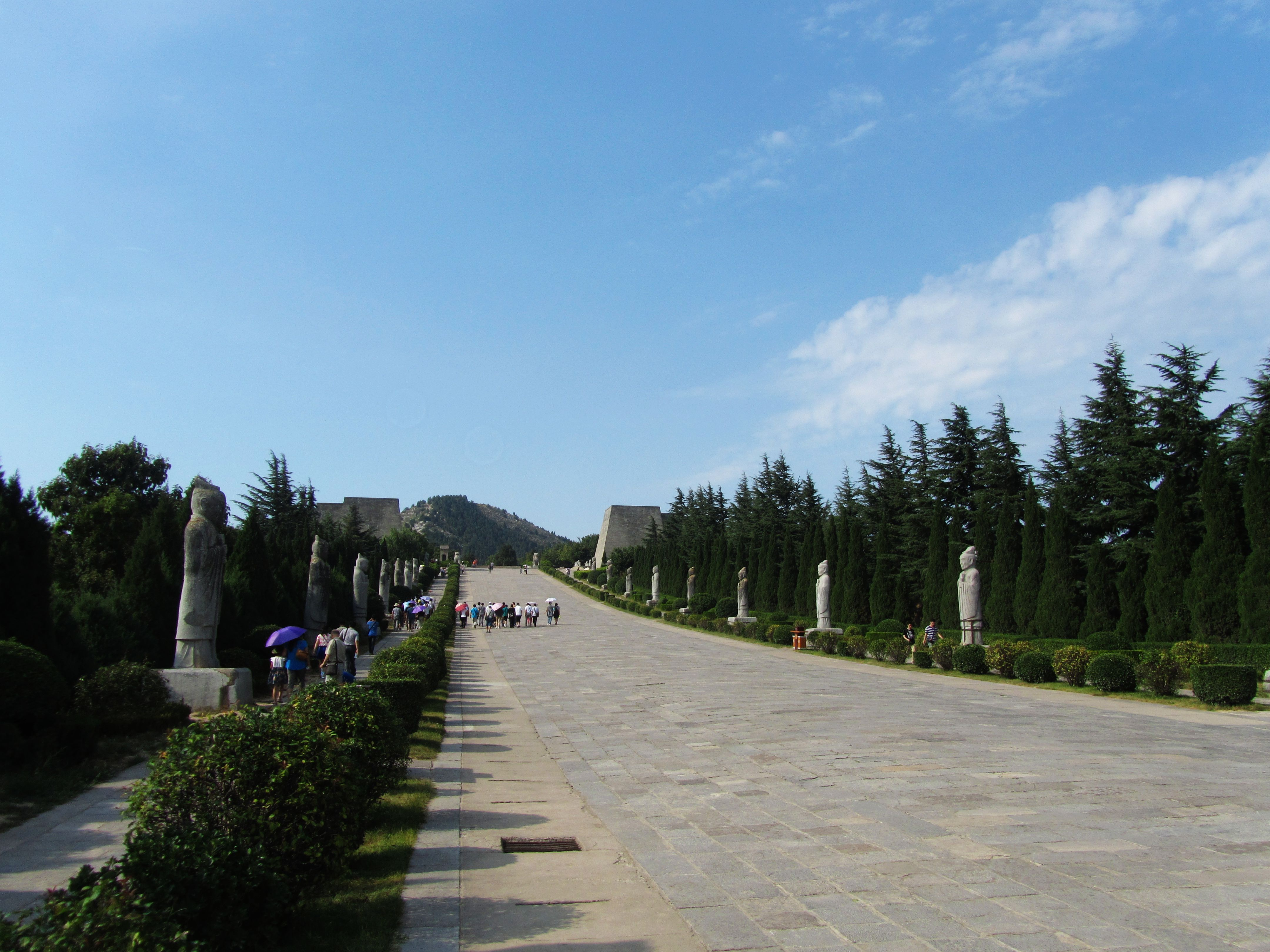
L'entrée de l'enceinte de la tombe.
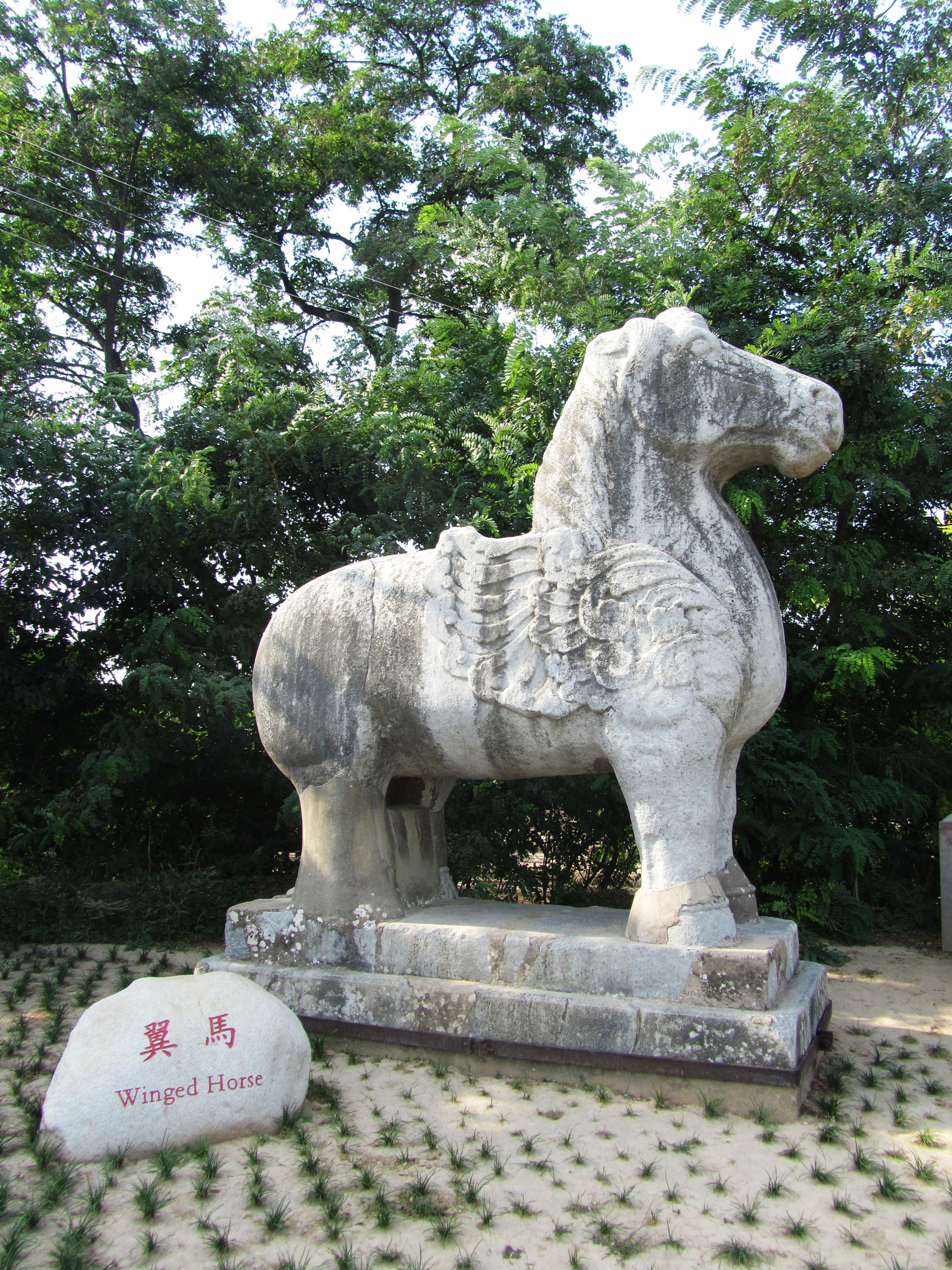
Statue d'un cheval ailé le long de la voie des esprits.
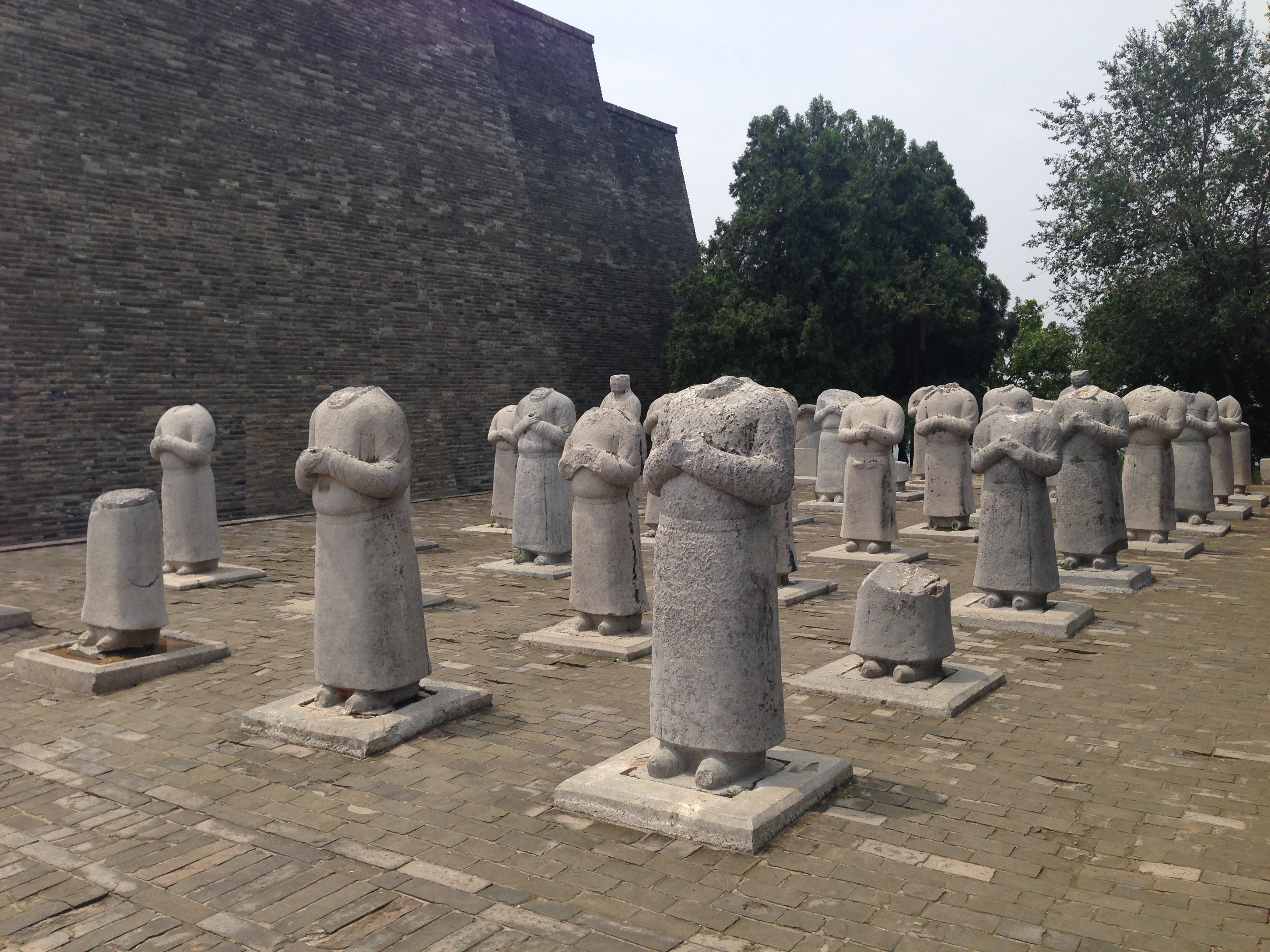
Statues des ambassadeurs étrangers.

Plusieurs exemples de tombes « satellites » des élites ont été fouillées. La mieux connue est celle de Li Xian (654-684), fils de Gaozu et de Wu Zetian, désigné héritier du trône avant d'être écarté à l'initiative de sa mère, puis acculé au suicide. Il fut d'abord enterré dans une tombe banale, en raison de sa disgrâce. Réhabilité par son frère Zhongzong en 706, une fois que Wu Zetian fut écartée, il eut droit à une sépulture digne d'un prince impérial, dans complexe funéraire de ses parents à Qianling, étant un des rares à bénéficier du privilège d'avoir une tombe à deux chambres. Sa tombe réplique à moindre échelle celle des empereurs, se voulant une résidence post-mortem du défunt, donc un véritable palais : creusée sous un tumulus défendu par une enceinte (surface de 2,6 hectares) elle est organisée sur 71 mètres sur un axe nord-sud, parcourant plusieurs puits verticaux, puis menant à une première chambre funéraire à plafond en forme de dôme, représentant le hall d'audience, puis la seconde tombe où se trouvent les cercueils en bois du prince et de son épouse, placés dans un sarcophage en pierre (leurs appartements privés en quelque sorte). La tombe, pillée durant la période médiévale, a néanmoins livré quelques pièces importantes, mais elle est surtout remarquable par ses peintures murales, qui comme celles des autres tombes de l'époque reflètent le mode de vie idéal des élites (voir plus loin).

#### Matériel et arts funéraires

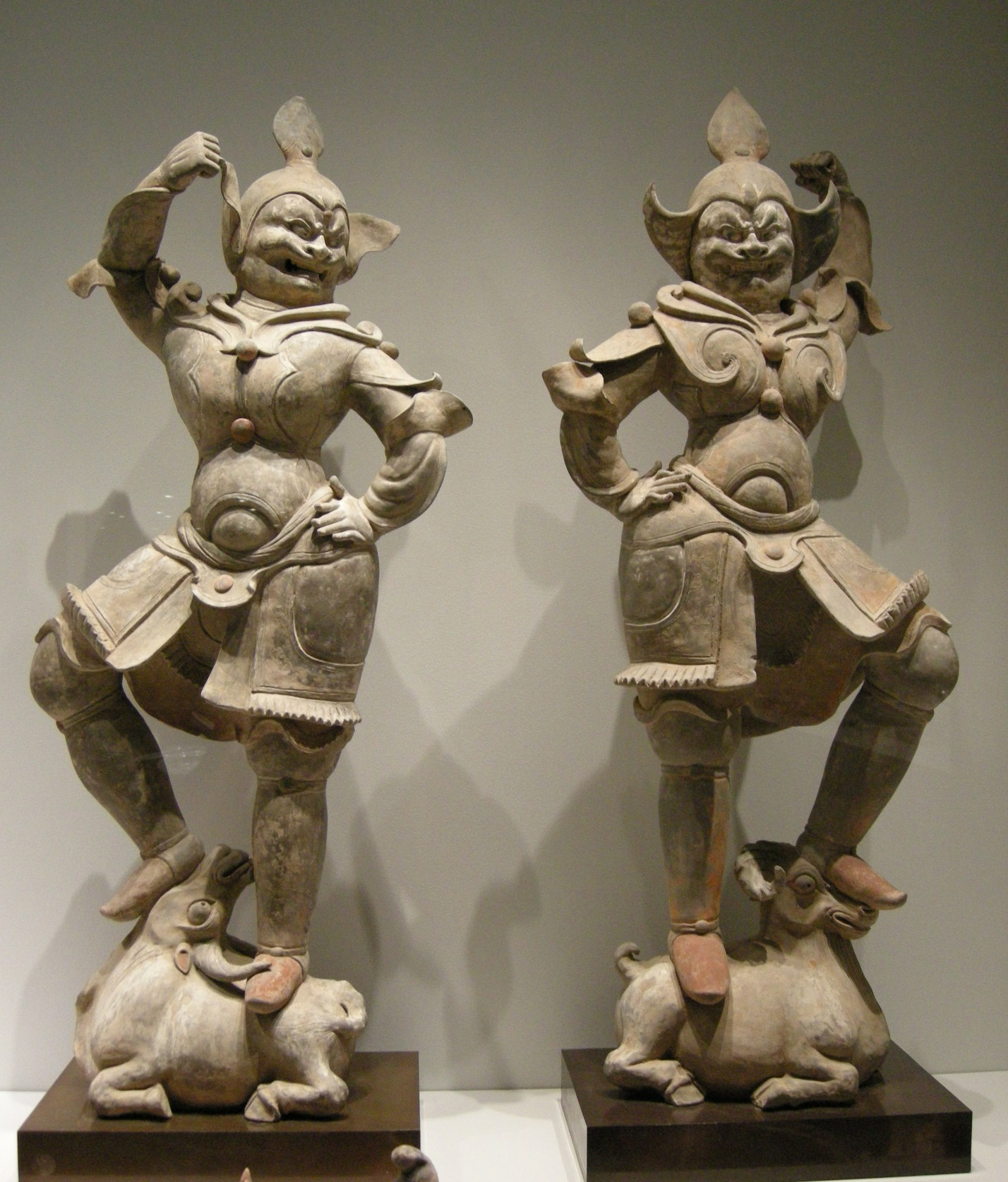
Statues de deux démons gardiens de tombe, fin VI-début VII, Art Gallery of New South Wales.

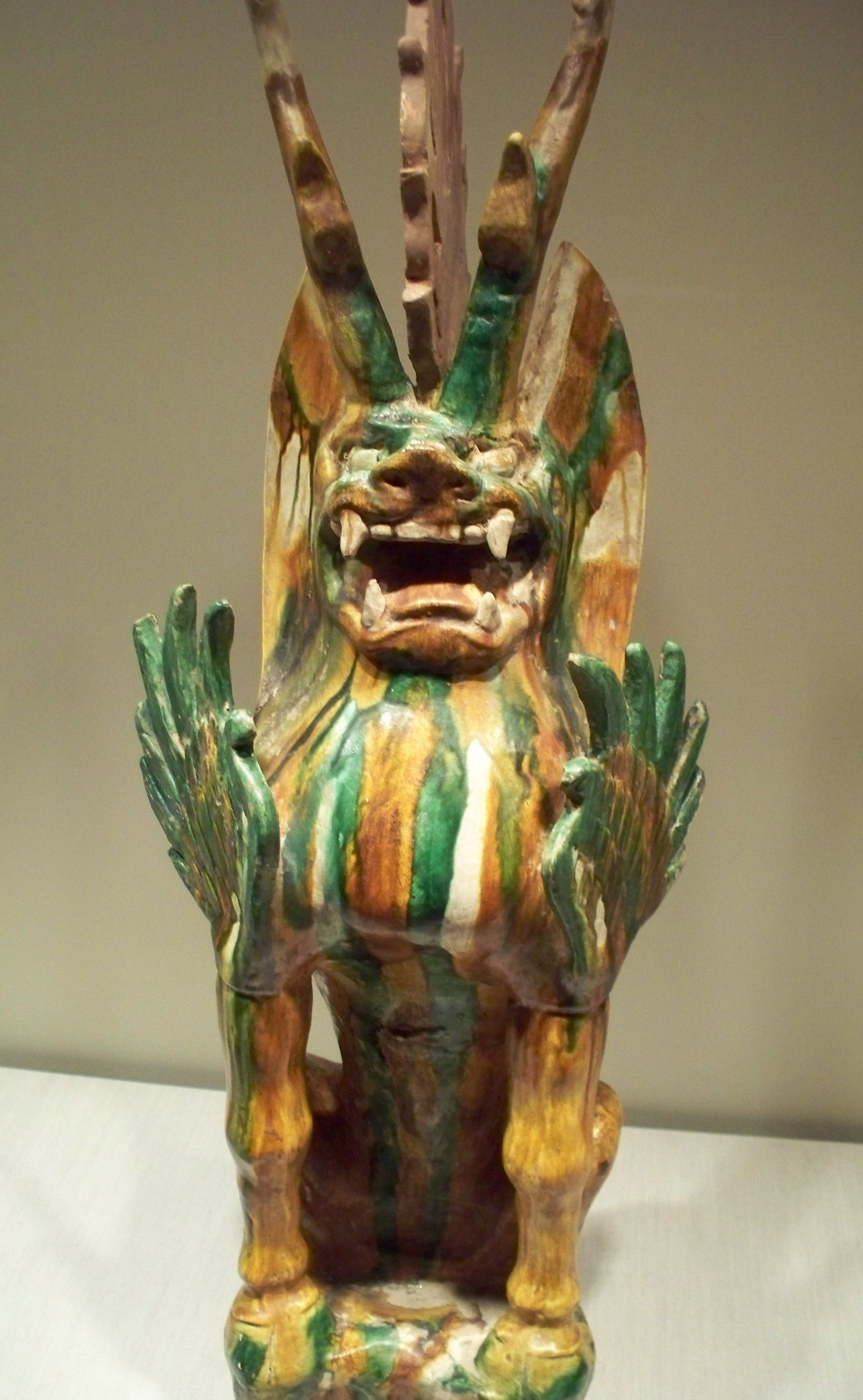
Statue d'une créature hybride gardienne de tombe (type zhenmushou), v. 700, céramique glaçurée en trois couleurs (sancai), Indianapolis Museum of Art.

Les objets disposés dans les tombes visaient à fournir aux défunts de quoi leur assurer le meilleur départ possible pour l'au-delà, en leur assurant un confort matériel similaire à celui qu'ils avaient eu durant leur vie, tout en les protégeant contre les forces surnaturelles. Les ateliers de Chang'an ont produit de nombreux objets qui se trouvent dans les tombes de la région, qui sont donc essentielles pour connaître les arts de la période, tandis que d'autres provenaient de régions plus lointaines, en particulier celles situées sur la route de la soie, reflétant donc l'aspect cosmopolite des élites de l'empire. Nombre de ces objets étaient par ailleurs des présents faits par l'empereur à ses dignitaires pour les récompenser et se les attacher. D'un autre côté les monarques cherchèrent à plusieurs reprises à limiter les dépenses somptuaires destinées aux sépultures.
Un groupe d'objets en céramique (peinte ou glaçurée tricolore de type sancai) important consiste en des créatures protectrices : guerriers gardiens de tombes, des esprits célestes bouddhistes (comme les « rois célestes », tian wang), des statuettes des animaux du zodiaque, ainsi que des « créatures protectrices de tombes » hybrides (zhenmushou),. Sous les Tang, les figures protectrices de grande taille étaient souvent disposées en groupe, et par couples de même nature. Elles étaient placées sur l'axe de circulation de la tombe pour mieux accomplir leur rôle protecteur. C'est parmi ce type d'objets que se trouvent des œuvres parmi les plus remarquables de l'art funéraire de la période.
Les autres sculptures en terre cuite (souvent de la céramique peinte simple, mais aussi de type sancai) réalisées expressément dans un but funéraire représentaient des serviteurs du défunt, qui devaient participer à la reconstitution de la vie qu'il avait menée de son vivant (mingqi, « objets brillants »). Elles renvoient donc à des activités humaines. On y trouve ainsi des dames d'honneur, des musiciens et musiciennes, des cavaliers ainsi que des cavalières (notamment des joueuses de polo déjà évoquées), des visiteurs étrangers (par exemple des marchands), des animaux, etc, Les tombes des débuts de la période Tang présentent un art funéraire surtout lié à la thématique des cérémonies et du voyage dans l'au-delà (avec des statuettes de personnel participant aux cérémonies, d'animaux et de chariots pour un cortège funèbre), tandis qu'à partir du VIIIe siècle ce sont les statuettes renvoyant à la vie domestique (serviteurs, maquettes architecturales) qui se répandent.
Les objets protecteurs en jade, courant dans les tombes de l'Antiquité chinoise, sont toujours populaires sous le Tang. Il s'agit de formes anciennes : les disques-bi, et les plaques, portant souvent des gravures de créatures mythologiques (dragons et phénix).
Les autres objets retrouvés dans les tombes n'avaient pas été réalisées spécifiquement pour la tombe, mais avaient sans doute été utilisés au quotidien. C'est notamment le cas de nombreuses céramiques, notamment celles dites « trois couleurs » (sancai) durant la période d'apogée des premiers Tang. Durant la seconde partie de la dynastie, les céramiques sont moins populaires dans les tombes, supplantées par les objets en métal (vaisselle, ornements, sculptures).
Les tombes des élites comprenaient également des inscriptions funéraires, des épitaphes relatant leur vie, en premier lieu le statut et la carrière qu'ils avaient eus, afin qu'ils aient le même dans l'au-delà. Ces inscriptions funéraires étaient rédigées sur des tablettes en pierre dure, notamment des tablettes de jade, matériau plus prestigieux.

Matériel funéraire de la période Tang
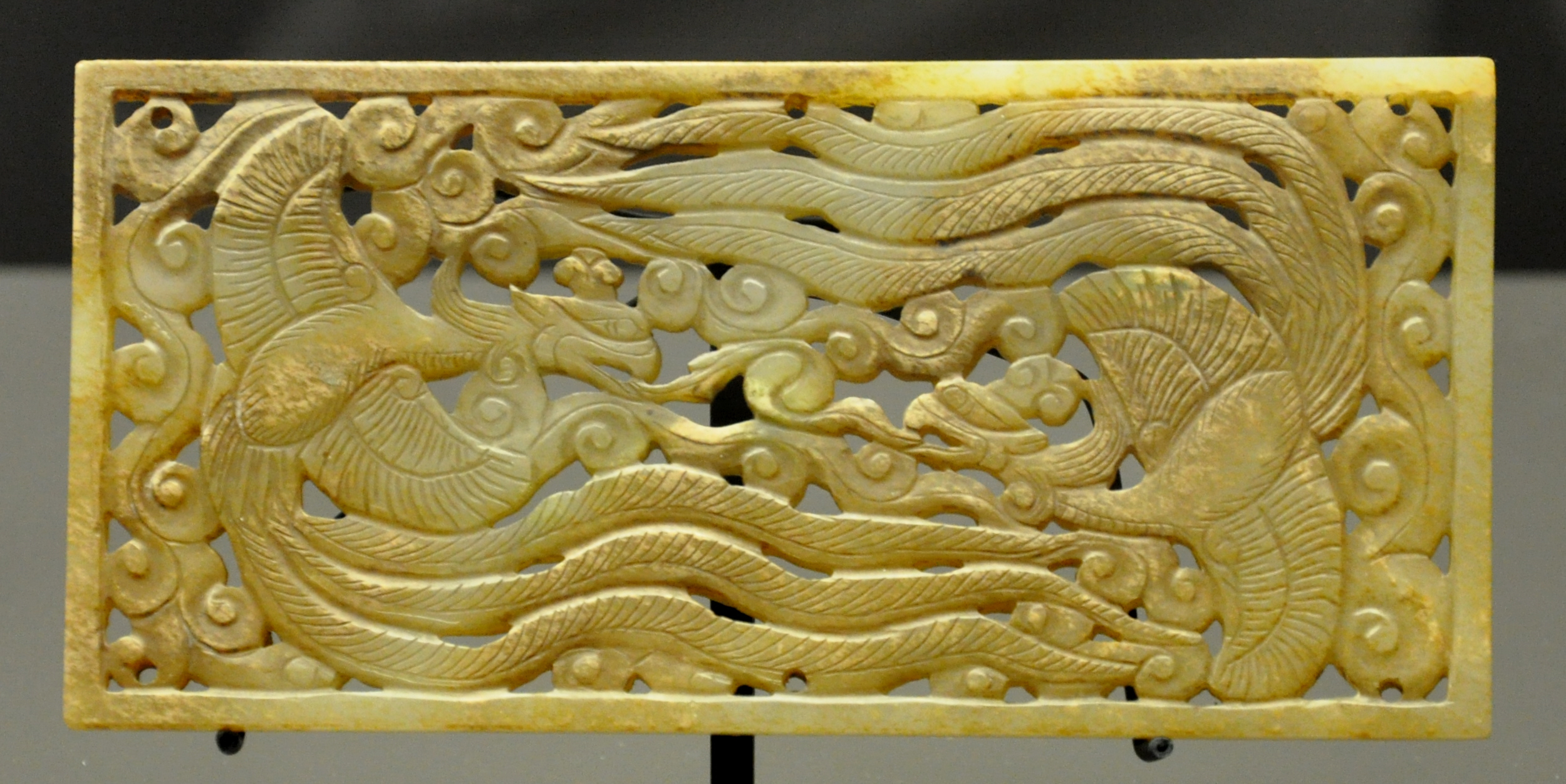
Plaque en jade représentant un phénix, Museum Rietberg de Zurich.
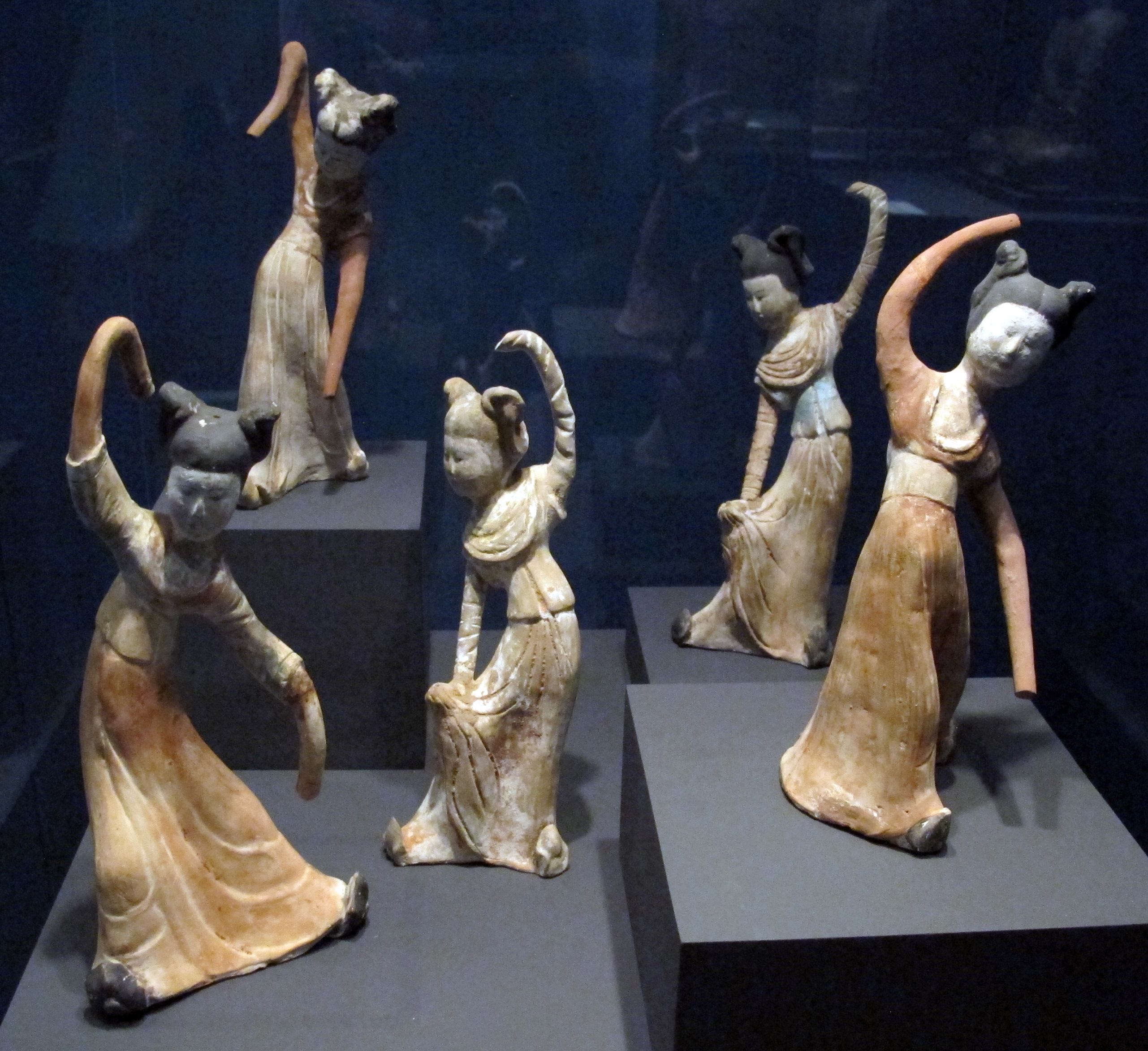
Danseuses, musée d'Histoire de Berne.
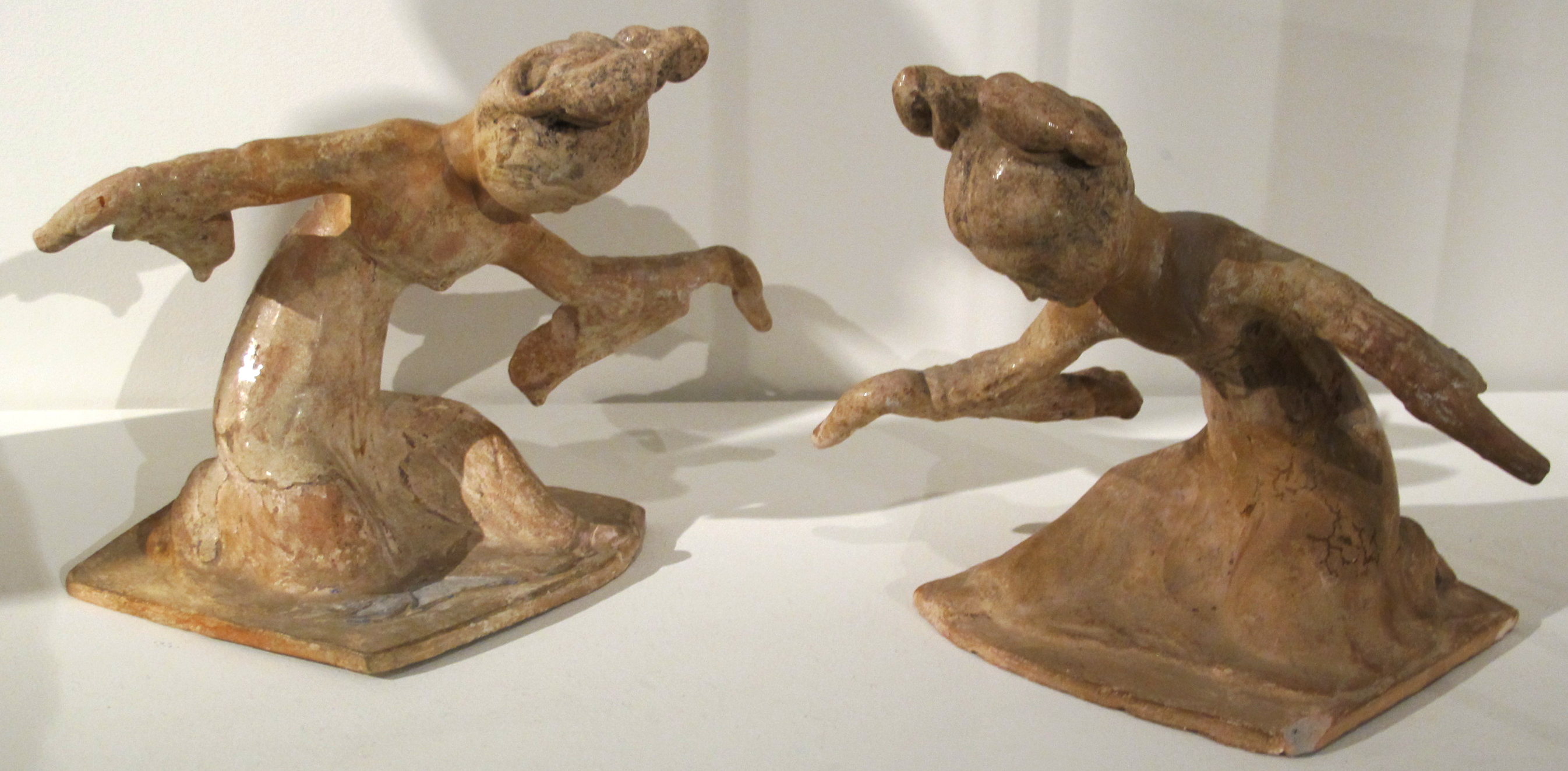
Deux danseuses, milieu du VIIe siècle, musée Guimet.
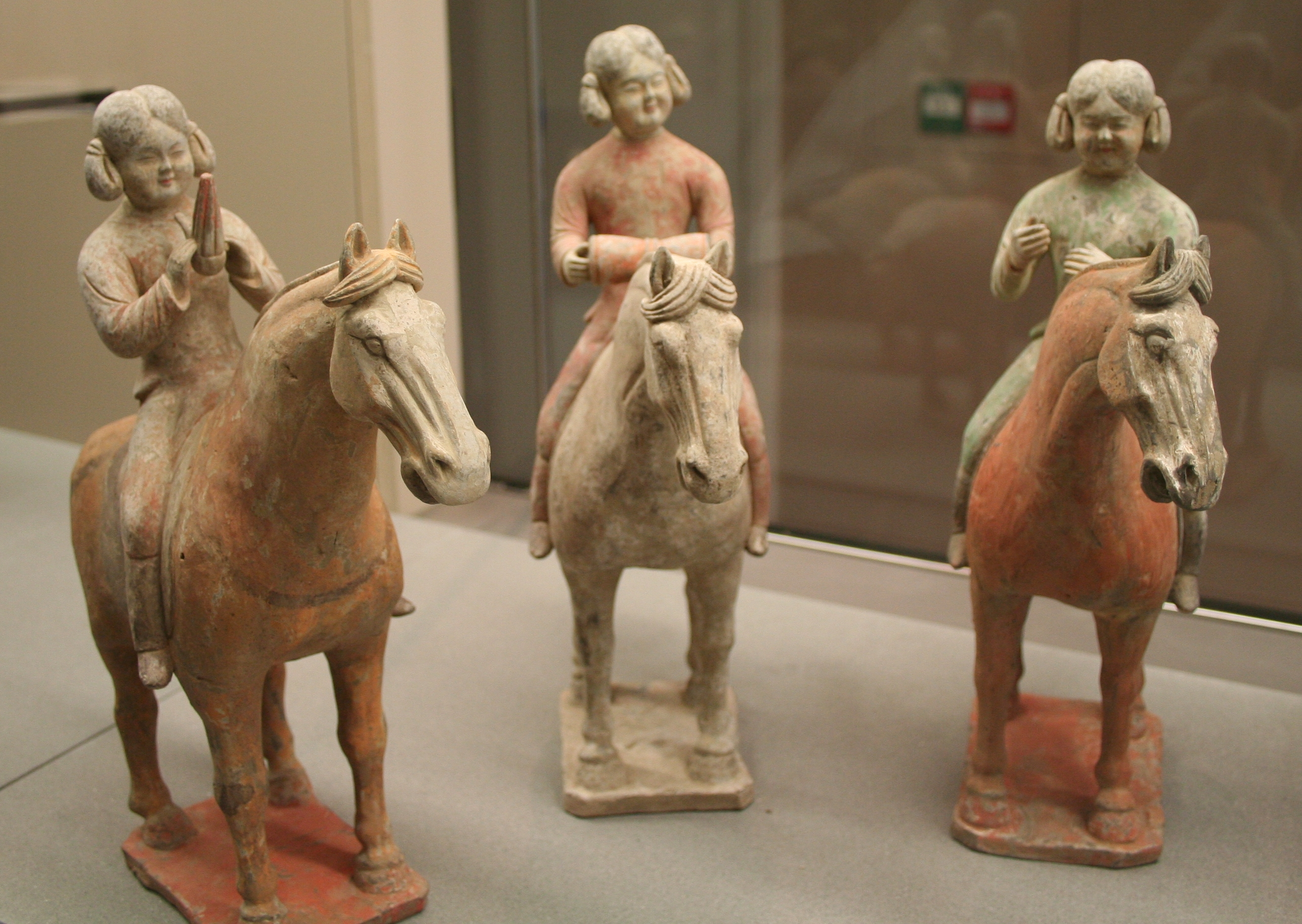
Groupe de musiciennes à cheval, début VIIIe siècle, Musée Cernuschi.
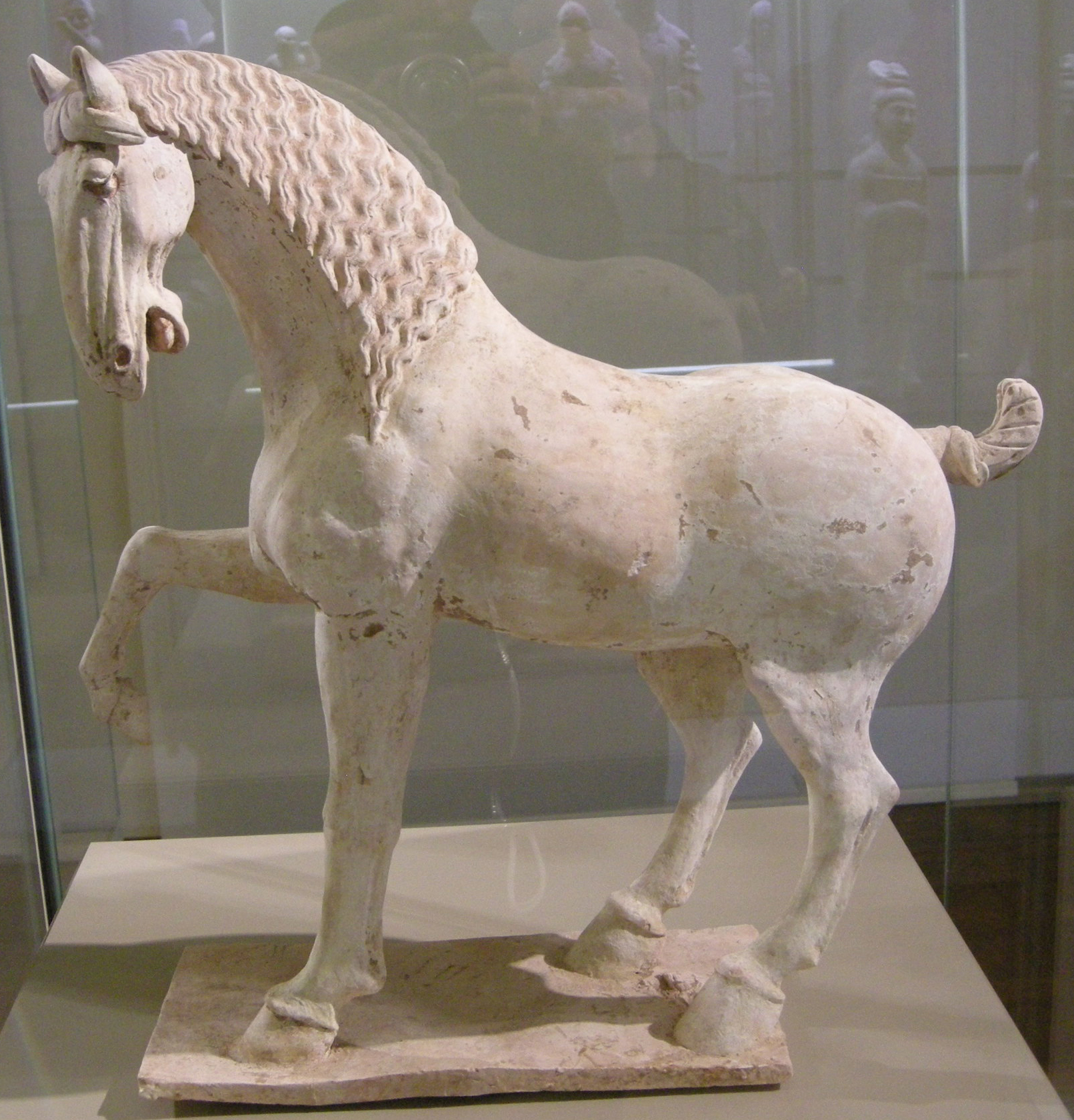
Cheval en terre cuite, seconde moitié du VIIIe siècle, musée d'art oriental de Turin.
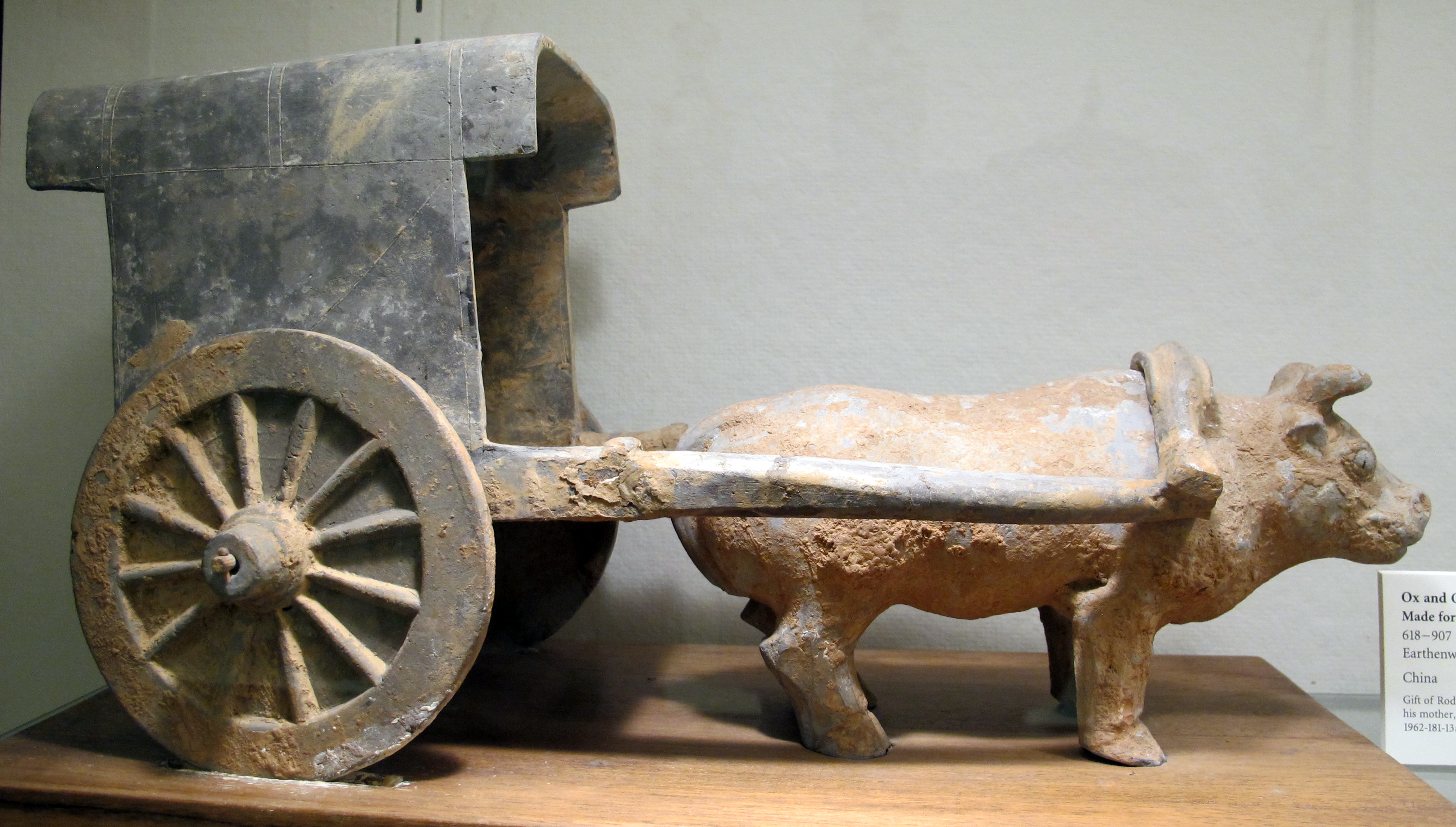
Chariot tiré par un bœuf, Philadelphia Museum of Art.
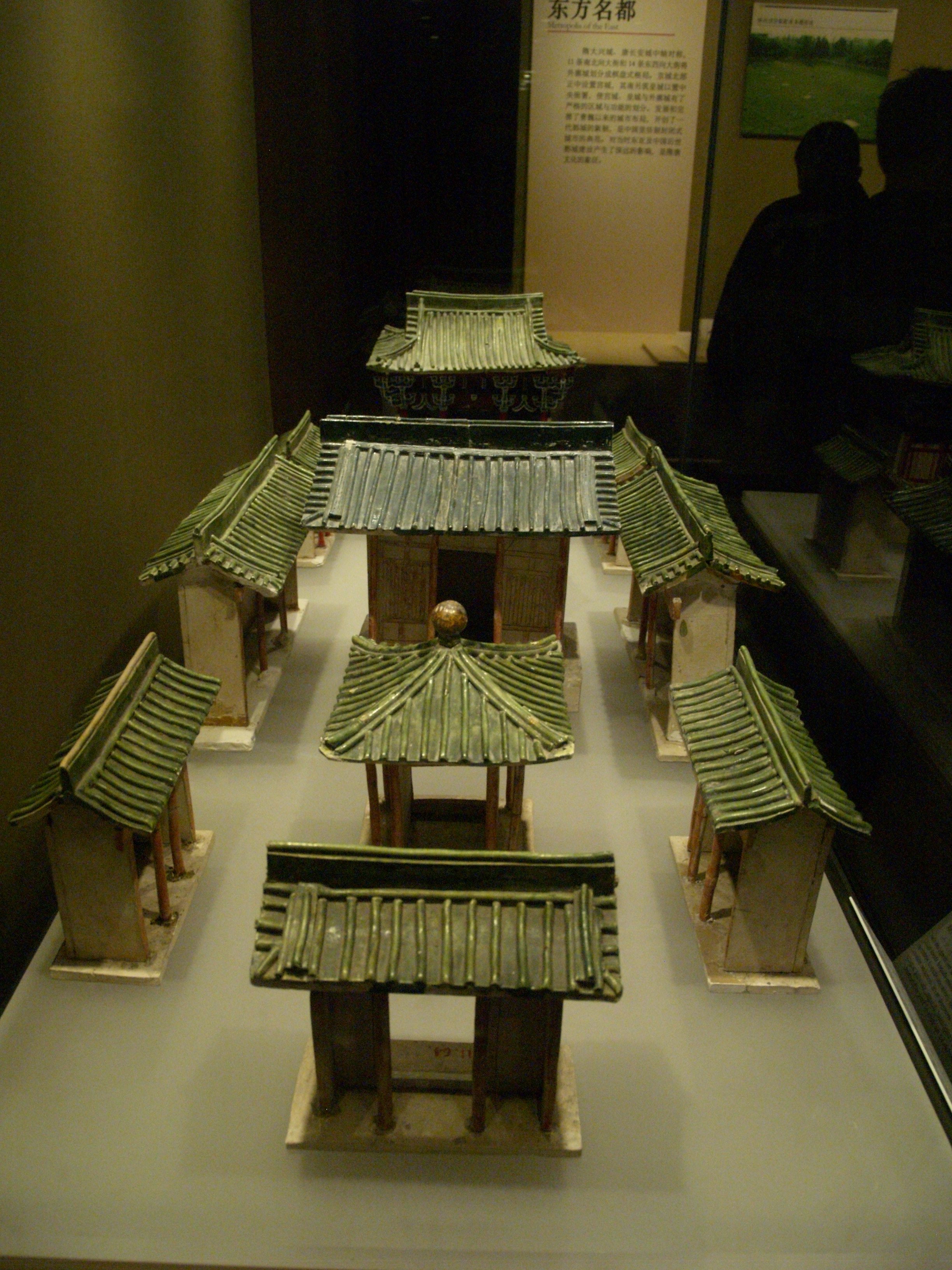
Modèle architectural en céramique à trois couleurs, région de Xi'an, musée d'Histoire du Shaanxi.
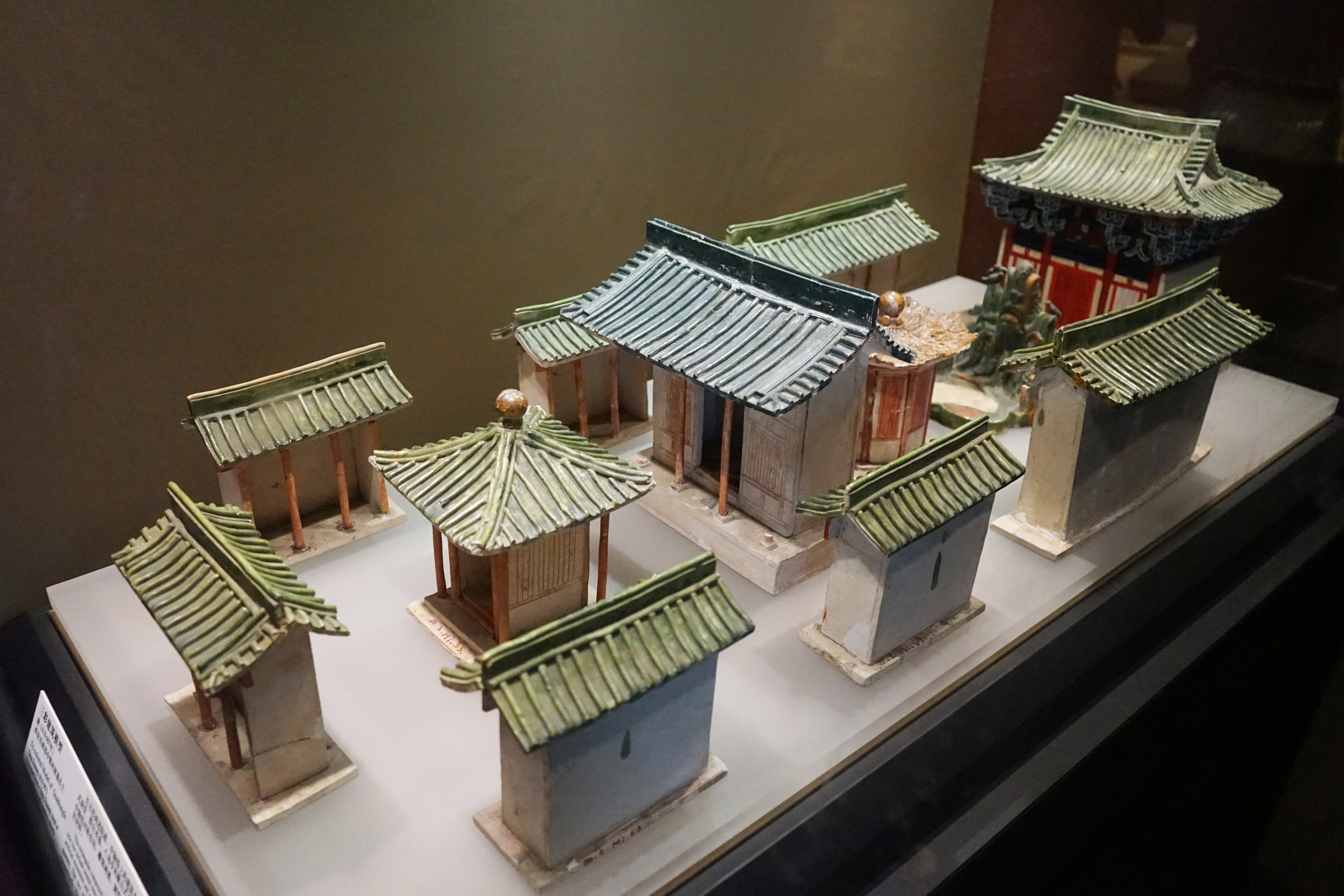

Les peintures des tombes des alentours de Chang'an font partie des plus importantes découvertes contemporaines sur l'art de l'époque des Tang. Elles dérivent des traditions des dynasties du Nord, elles aussi de mieux en mieux connues grâce aux fouilles archéologiques, en particulier celles des Qi du Nord. Les tombes princières du début du VIIIe siècle, enfants et petits-enfants et victimes de Wu Zetian, à savoir celle de Li Xian déjà évoqué, mais également Li Shou, Zhang Huai, Yide, etc. Elles se trouvent à une période transitoire dans les peintures funéraires : auparavant dominaient les scènes de la vie aristocratique, des scènes sportives (parties de polo dans la tombe de Zhang Huai), et surtout des cortèges funèbres impliquant un grand nombre d'individus (les hauts dignitaires de l'empire, des émissaires étrangers, des serviteurs et servantes, etc.) ; puis le début du VIIIe siècle voit se développer des scènes plus ancrées dans le quotidien, les plaisirs de la vie du milieu des élites (promenades, banquets, concerts), ainsi que des scènes religieuses,.

Peintures murales des tombes de la période Tang.
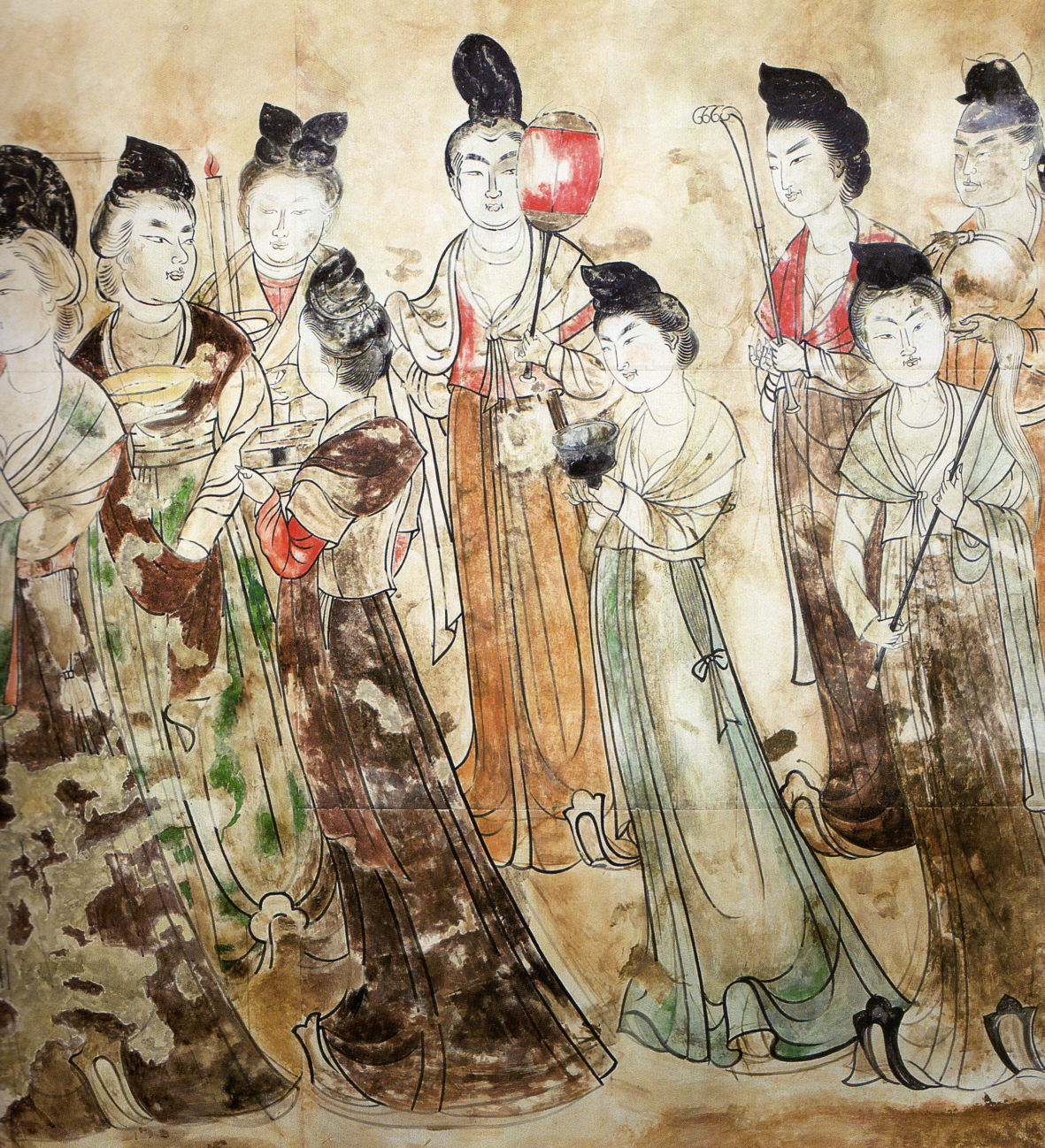
Porteuses d'offrandes Peinture murale couloir d'accès à la chambre funéraire de la princesse Yongtai, cortège de dames de la cour. VIIIe siècle In situ Cimetière de Gaozong. Qianling, Qian, Shaanxi, China, 85 km nord-ouest de Xi'an.
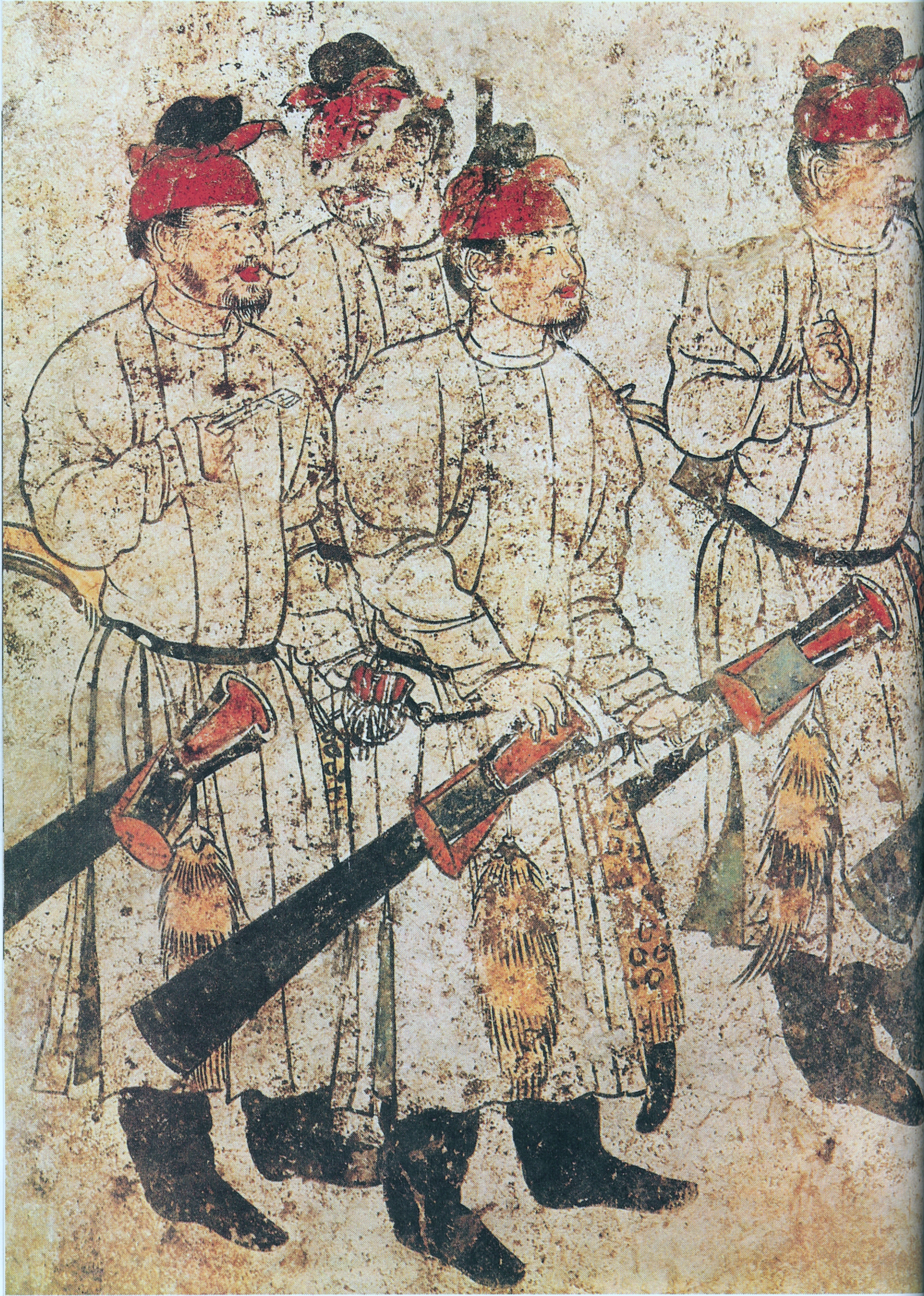
Cortège, tombe de Li Xian, TangIn situ Cimetière de Gaozong. Qianling, Qian, Shaanxi, China, 85 km nord-ouest de Xi'an.
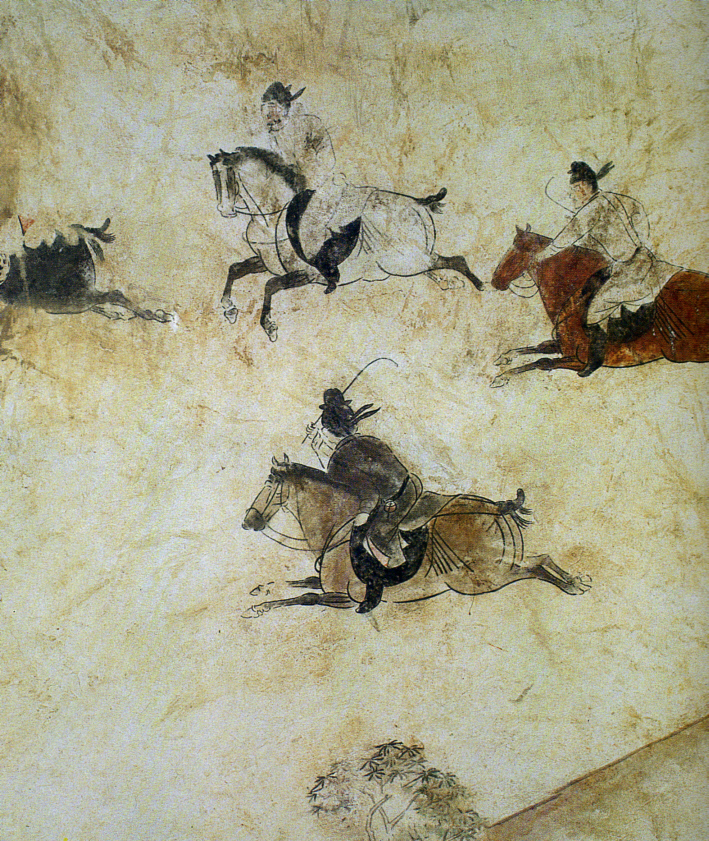
Une partie de polo. Peinture murale tombe de Zhang Huai, 705, encre et couleurs sur enduit. Qianling, Qian, Shaanxi, China, 85 km nord-ouest de Xi'an.
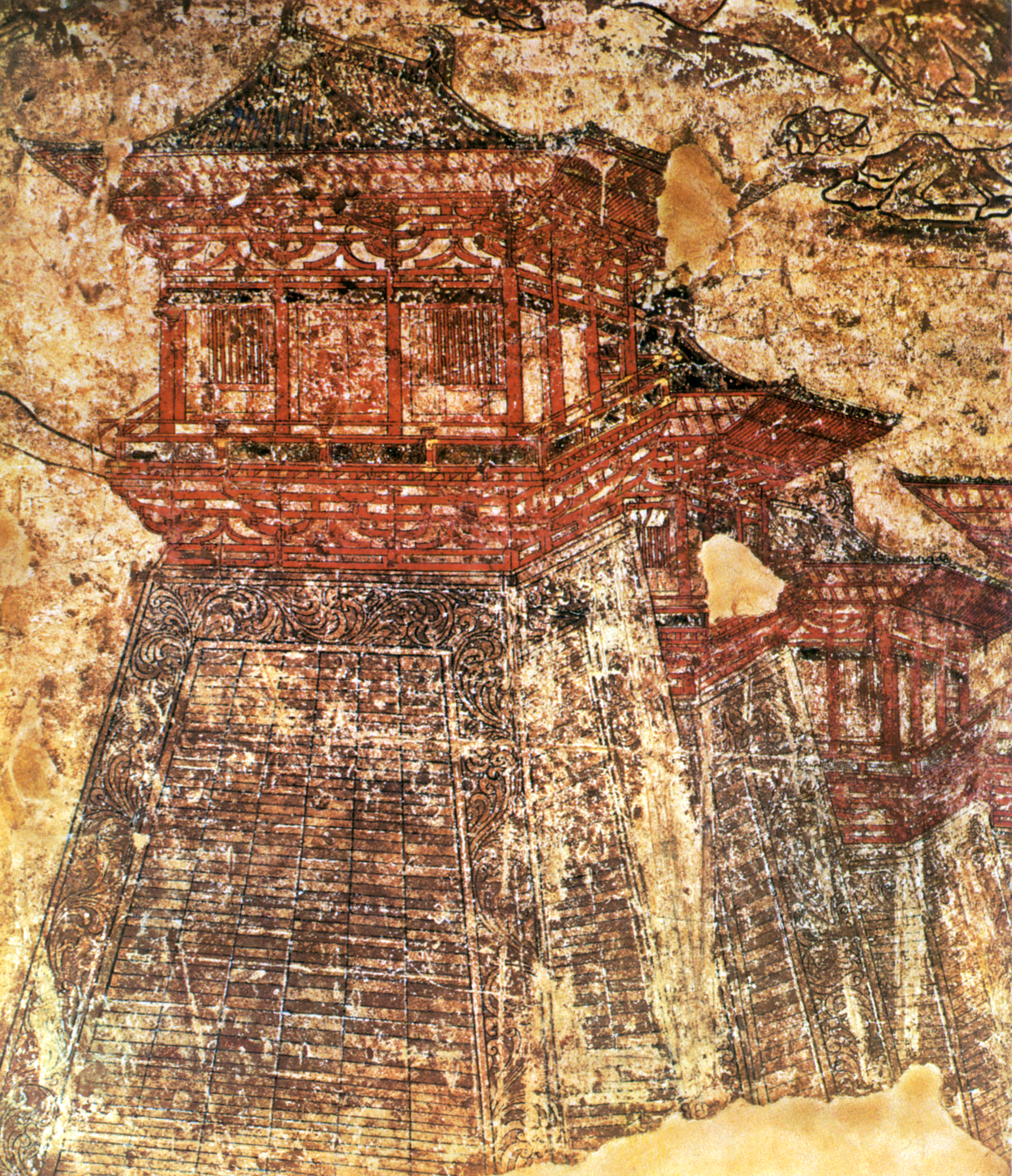
Tours d'angle de la capitale Tang : Chang'an, 706, peinture murale, tombe du prince Yi De, Xian, Shaanxi

## Sciences et techniques

### Ingénierie
La technologie durant la période Tang s'appuie sur les bases du passé. Des avancées sont faites dans l'horlogerie et le chronométrage. L'invention des systèmes d'engrenages mécaniques par Zhang Heng (78–139) et Ma Jun (IIIe siècle) donne de l'inspiration à Yi Xing (683–727), un ingénieur, astronome et moine de la période Tang, pour son invention du premier système d'horlogerie par mécanisme d'échappement au monde en 725. Celui-ci est utilisé à côté d'une clepsydre et d'une roue à eau pour actionner une sphère armillaire qui représente une observation astronomique. L'invention de Yi Xing possède également une cloche qui sonne automatique chaque heure et un tambour qui est frappé automatiquement tous les quarts d'heure. L'horloge astronomique et la sphère armillaire de Yi Xing deviennent connues à travers tout le pays, lorsque les étudiants tentant de passer les examens impériaux en 730 doivent écrire un essai sur ces objets en prérequis de l'examen. Toutefois, l'outil de chronométrage le plus largement répandu aussi bien dans le peuple que dans les palais reste la clepsydre. Sa conception a été améliorée vers 610 par les ingénieurs de la dynastie Sui Geng Xun et Yuwen Kai. Ils y ajoutent une balance pour permettre un ajustement saisonnier dans la tête de pression du réservoir et peuvent ainsi contrôler le taux de flux pour différentes longueurs de jours et de nuits.
La période Tang connaît d'autre innovations. Parmi elles, on trouve un serveur de vin mécanique de 0,91 m de haut du début du VIIIe siècle, en forme de montagne artificielle. Il est composé de fer et repose sur un cadre en bois laqué. Ce dispositif complexe utilise une pompe hydraulique qui siphonne le vin et le déverse par un robinet en forme de tête de dragon, ainsi qu'un plateau basculant qui évacue les verres pleins par la force de la gravité vers une piscine artificielle. Par ailleurs, comme l'historien Charles Benn le décrit :

« À mi-hauteur du versant sud de la montagne il y avait un dragon (...) la bête ouvrait sa bouche et crachait la boisson vers un gobelet posé sur une grande feuille de lotus [en acier]. Lorsque la coupe était à 80 % pleine, il cessait de cracher la bière et un invité se saisissait tout de suite du gobelet. S'il était trop lent pour vider la coupe et la replacer sur la feuille, la porte d'un pavillon en haut de la montagne s'ouvrait et un serveur de vin mécanique, habillé d'un capuchon et d'une robe, sortait avec un bâton de bois à sa main. Dès que l'invité reposait le gobelet, le dragon le remplissait à nouveau, le serveur de vin disparaissait et les portes du pavillon se fermaient. (...) Une pompe siphonnait la bière qui allait dans la piscine à bière par un trou secret pour alimenter le réservoir à boisson [d'une capacité de 15 litres environ] situé dans la montagne. »

De nombreuses histoires narrent l'utilisation d'automates sous la dynastie Tang, dont la statue en bois du général Yang Wulian représentant un moine qui tend ses mains pour récolter des contributions. Une fois que le nombre de pièces atteint un certain poids, la figure mécanique bouge ses bras pour les ranger dans un sac. Ce mécanisme de poids et de levier est exactement le même que celui de Héron. D'autres dispositifs incluent celui de Wang Jun, dont la loutre en bois pouvait prétendument attraper des poissons, Needham soupçonnant l'utilisation d'un ressort pour cela.
Dans le domaine de l'ingénierie structurelle et de l'architecture technique, le gouvernement a mis en place des codes standard de construction, décrits dans le livre Yingshan Ling (Loi nationale de construction). Des fragments de ce livre ont survécu dans le Tang Lü (le Code Tang). Durant le règne de l'empereur Tang Xuanzong (712–756), 34 850 artisans enregistrés servent l'état, gérés par l'Agence des constructions du palais (Jingzuo Jian).

### Impression au bloc de bois

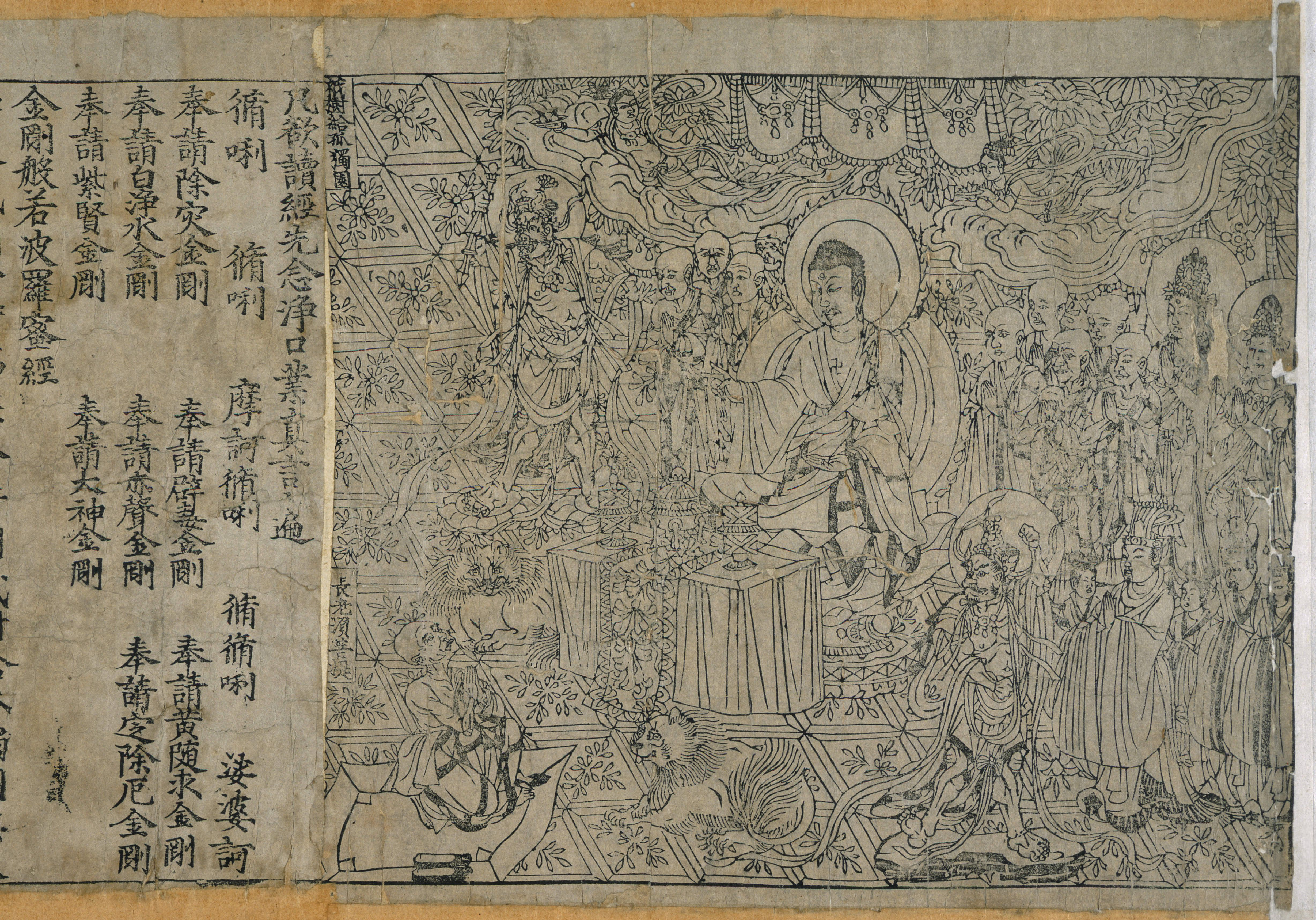
Le Sūtra du Diamant, imprimé en 868, est le premier livre imprimé à grande échelle dans le monde en utilisant l'impression au bloc de bois.

L'impression au bloc de bois rend les écrits accessibles à de plus grandes audiences. Un des documents imprimés les plus anciens qui a été découvert est un dharani sutra déterré en 1974 et daté des années 650 à 670. Le Sūtra du Diamant est le premier long ouvrage imprimé en taille régulière, complété avec des illustrations intégrées dans le texte et daté précisément en 868,. Parmi les plus anciens documents imprimés se trouvent des textes bouddhistes et des calendriers, ces derniers étant essentiels pour calculer et marquer les jours propices et les jours qui ne le sont pas. Avec autant de livres en circulation pour le public, l'accès à l'écrit est de moins en moins réservé à l'élite sociale. L'impression par blocs en bois est largement répandue sous les Tang et restera le moyen d'impression dominant en Chine jusqu'à l'arrivée des presses à impression européennes. La première utilisation de cartes à jouer durant la dynastie Tang constitue une invention auxiliaire au nouvel âge de l'imprimerie.

### Médecine
Les Chinois de la période Tang sont également très intéressés par les bénéfices tirés de tous les médicaments officiellement répertoriés en pharmacologie. En 657, l'empereur Tang Gaozong commande un projet littéraire d'édition d'un officiel materia medica, complété de textes et de dessins illustrés des 833 substances médicinales différentes tirées des différentes pierres, minéraux, métaux, plantes, herbes, animaux, légumes, fruits et pousses de céréales. En plus de cette compilation, les Tang s'efforcent à enseigner la médecine en soutenant les lycées médicaux impériaux, les examens d'état pour les docteurs et en publiant des manuels légaux pour les physiciens. Les auteurs en médecine dans les Tang incluent Zhen Chuan et Sun Simiao (581–682), le premier étant le premier à avoir identifié par écrit que les patients avec du diabète ont un excès de sucre dans leurs urines, et le second fut le premier à reconnaître que les patients de diabète doivent éviter de consommer de l'alcool et de la nourriture à base de féculents. Comme écrit par Zhen Chuan et d'autres sous les Tang, les glandes de la thyroïde des moutons et des porcs sont utilisées avec succès pour traiter des goitres. Les extractions de thyroïde ne seront pas utilisées pour traiter les patients avec des goitres en Occident avant 1890.

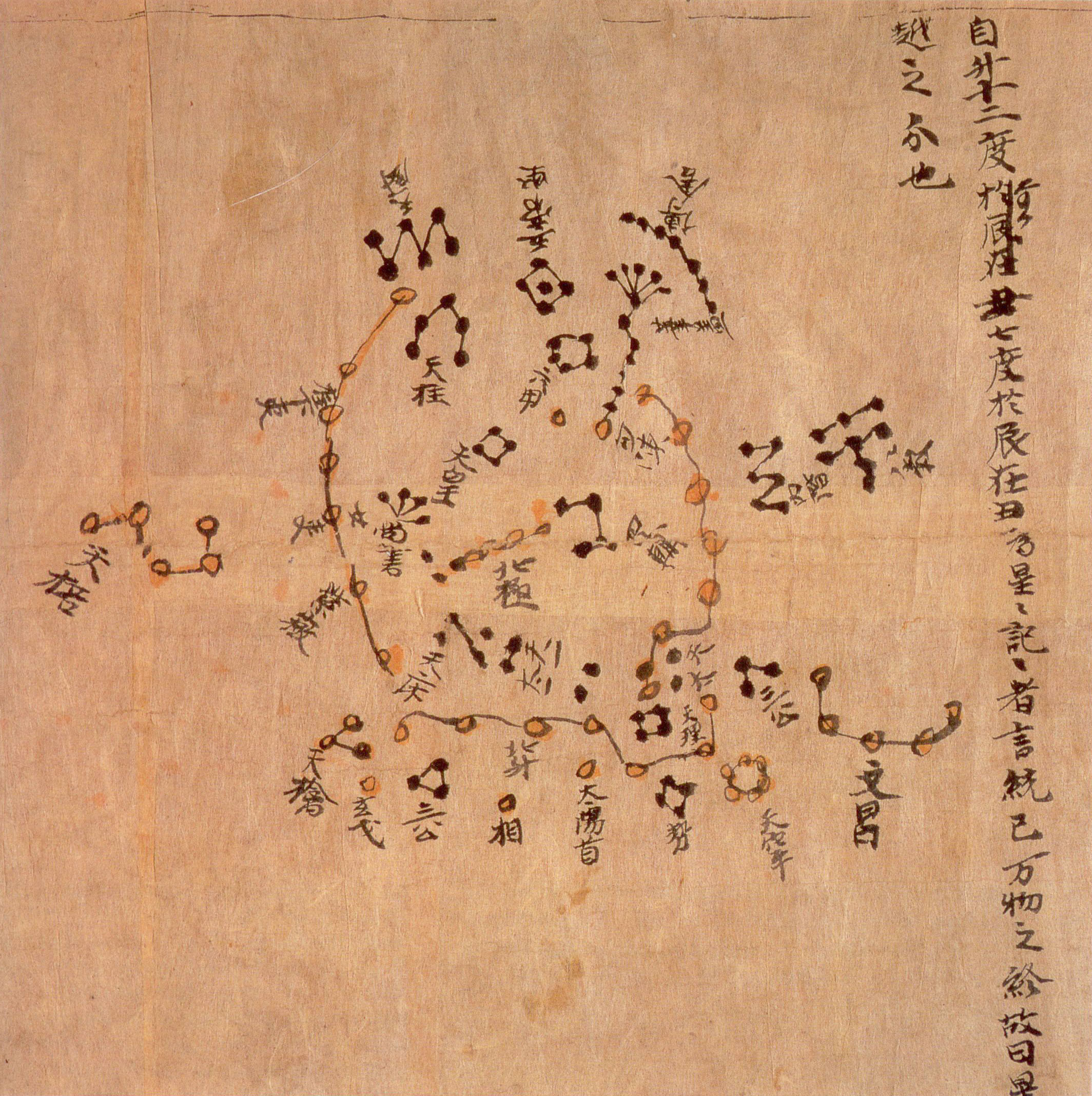
La carte de Dunhuang, une carte stellaire montrant la région du pôle nord.
Vers 700. Les constellations sont divisées en trois écoles qui se distinguent par différentes couleurs : blanc, noire et jaune pour les étoiles respectives de Wu Xian, Gan De et Shi Shen. L'ensemble complet des cartes stellaires contient 1300 étoiles.

### Cartographie
Dans le domaine de la cartographie, de nombreuses avancées ont été faites durant la dynastie Han. Quand le chancelier Tang Pei Ju (547-627) travaillait pour la dynastie Sui en tant que commissaire commercial en 605, il créa une carte quadrillée bien connue avec une échelle graduée dans la tradition de Pei Xiu (224–271). Le chancelier Xu Jingzong (592-672) est également connu pour sa carte de la Chine dessinée en 658. En 785, l'empereur Tang Dezong demande au géographe et cartographe Jia Dan (730–805) de faire une carte de la Chine et de ses anciennes colonies en Asie centrale. Dès sa complétion en 801, la carte mesure 9,1 m de long et 10 m de haut, avec une échelle d'un pouce pour un li.

### Alchimie, bouteilles de gaz et air conditionné
Les Chinois de la période Tang utilisent des formules chimiques complexes dans différents buts, souvent à des besoins d'expérimentation en alchimie. Parmi ces usages, on trouve une crème et un vernis résistants à l'eau et à la poussière pour les vêtements et les armes, un ciment réfractaire au feu pour les objets en verre et en porcelaine, une crème résistante à l'eau appliquée pour rendre soyeux les vêtements de pluie, une crème destinée à polir les miroirs en bronze, et bien d'autres. La céramique vitrifiée et translucide connue sous le nom de porcelaine, est inventée en Chine sous les Tang, bien que d'autres types de glaçage de céramiques aient existé auparavant.
Depuis la dynastie Han, les Chinois percent de profonds forages pour transporter le gaz naturel avec des pipelines en bambous jusqu'aux fourneaux où des pains d'évaporation en fer font bouillir la saumure pour en extraire le sel. Durant la dynastie Tang, une gazette de la province du Sichuan affirme que dans l'un de ces « puits de feu » de 182 m les hommes collectent le gaz naturel dans des tubes en bambous qui peuvent être transportés sur des douzaines de kilomètres et produire encore une flamme. Robert Temple suppose qu'une sorte de taraud était utilisée dans ces systèmes.
L'inventeur Ding Huan de la dynastie Han inventa un ventilateur rotatif pour produire de l'air conditionné, avec sept roues de 3 m de diamètre activées manuellement. En 747, l'empereur Xuanzong construit un « hall frais » dans le palais impérial que le Tang Yulin (唐語林) décrit comme alimenté par des roues hydrauliques pour conditionner l'air mais également pour faire des jets d'eau dans des fontaines.

## Liste des empereurs Tang

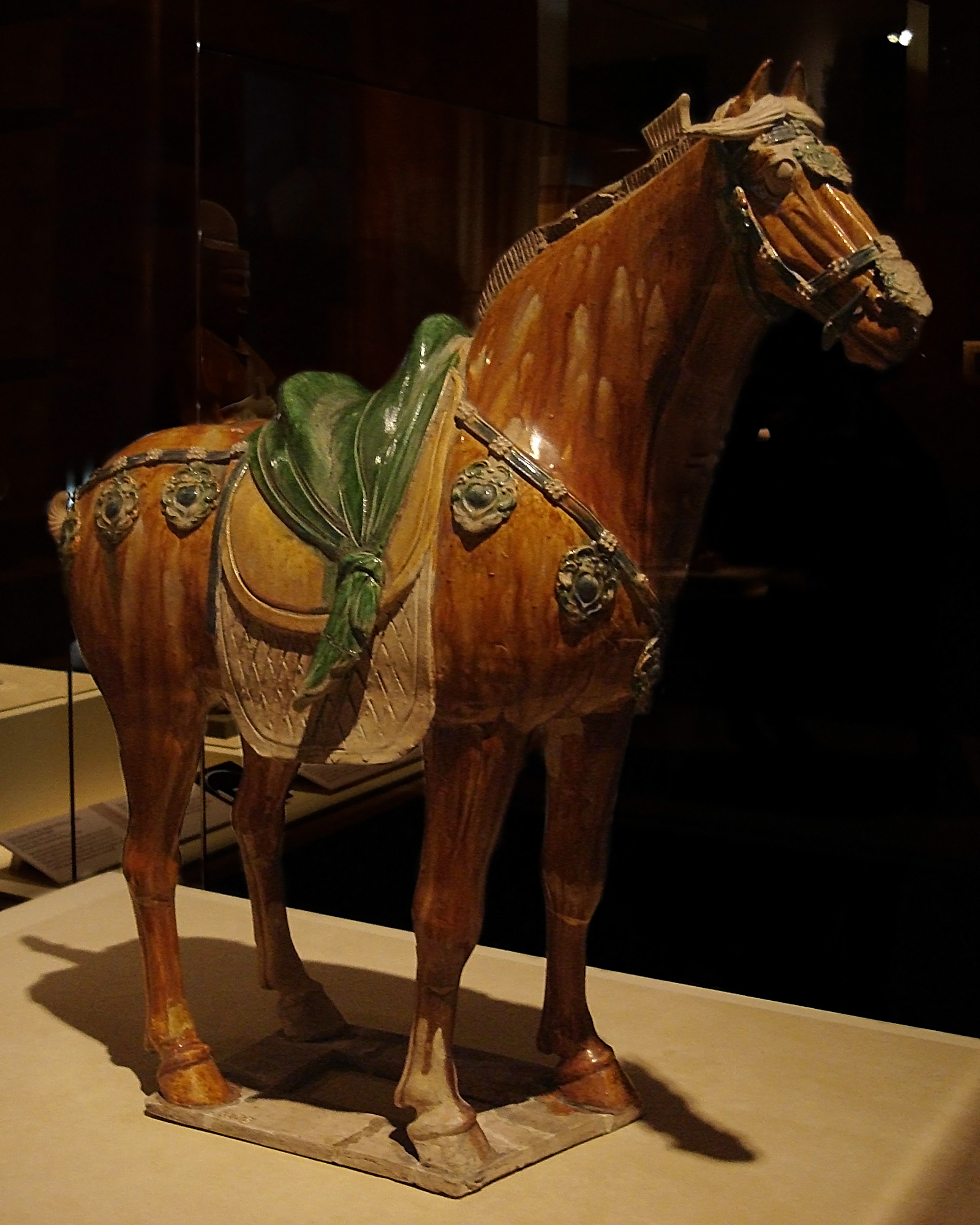
Céramique à glaçure aux trois couleurs. Cheval, sa selle décorée de bracelets en cuir et des fixations ornementales de fleurs à huit pétales et de feuilles d'abricotier

La dynastie a connu 21 empereurs (hors règne de Wu Zetian de la seconde dynastie Zhou).
| #                                 | Portrait | Date de naissance / mort            | Nom de naissance                     | Nom de naissance           | Nom de règne   | Nom de règne    | Période de règne                            |
| #                                 | Portrait | Date de naissance / mort            | Romanisé                             | Chinois                    | Romanisé       | Chinois         | Période de règne                            |
| --------------------------------- | -------- | ----------------------------------- | ------------------------------------ | -------------------------- | -------------- | --------------- | ------------------------------------------- |
| 1                                 |          | avril 566 - 25 juin 635             | Li Yuan                              | 李淵                       | Tang Gaozu     | 唐高祖          | 18 juin 618 - 4 septembre 626               |
| 2                                 |          | Entre 598 et 600 - 10 juillet 649   | Li Shimin                            | 李世民                     | Tang Taizong   | 唐太宗          | 4 septembre 626 - 10 juillet 649            |
| 3                                 |          | 21 juillet 628 - 27 décembre 683    | Li Zhi                               | 李治                       | Tang Gaozong   | 唐高宗          | 15 juillet 649 - 27 décembre 683            |
| 4                                 |          | 26 novembre 656 - 3 juillet 710     | Li Xian Li Zhe Wu Xian               | 李顯 李哲 武顯             | Tang Zhongzong | 唐中宗          | 3 janvier - 26 février 684                  |
| 5                                 |          | 22 juin 662 - 13 juillet 716        | Li Dan Li Xulun Li Lun Wu Lun Wu Dan | 李旦 李旭輪 李輪 武輪 武旦 | Tang Ruizong   | 唐叡宗          | 27 février 684 - 8 ou 16 octobre 690        |
| Début de la seconde dynastie Zhou |          |                                     |                                      |                            |                |                 |                                             |
| 6                                 |          | 17 février 624 - 16 décembre 705    | Wu Zhao                              | 武曌                       | Wu Zetian      | 武则天 / 武則天 | 16 ou 17 octobre 690 - 21 ou 22 février 705 |
| Fin de la seconde dynastie Zhou   |          |                                     |                                      |                            |                |                 |                                             |
| 7                                 |          | 26 novembre 656 - 3 juillet 710     | Li Xian Li Zhe Wu Xian               | 李顯 李哲 武顯             | Tang Zhongzong | 唐中宗          | 23 février 705 - 3 juillet 710              |
| 8                                 |          | 695 ou 698 - 5 septembre 714        | Li Chongmao                          | 李重茂)                    | Tang Shangdi   | 唐殤帝          | 8 juillet - 25 juillet 710                  |
| 9                                 |          | 22 juin 662 - 13 juillet 716        | Li Dan Li Xulun Li Lun Wu Lun Wu Dan | 李旦 李旭輪 李輪 武輪 武旦 | Tang Ruizong   | 唐叡宗          | 25 juillet 710 - 8 septembre 712            |
| 10                                |          | 8 septembre 685 - 3 mai 762         | Li Jongji                            | 李隆基                     | Tang Xuanzong  | 唐玄宗          | 8 septembre 712 - 12 août 756               |
| 11                                |          | 711 - 16 mai 762                    | Li Heng                              | 李亨                       | Tang Suzong    | 唐肅宗          | 12 août 756 - 16 mai 762                    |
| 12                                |          | 9 janvier 727 - printemps 779       | Li Chu Li Yu                         | 李俶 李豫                  | Tang Daizong   | 唐代宗          | 18 mai 762 - printemps 779                  |
| 13                                |          | 27 mai 742 - 25 février 805         | Li Kuo                               | 李适                       | Tang Dezong    | 唐德宗          | 12 juin 779 - 25 février 805                |
| 14                                |          | 761 - 11 février 806                | Li Song                              | 李誦                       | Tang Shunzong  | 唐順宗          | 28 février - entre le 28 et le 31 août 805  |
| 15                                |          | 778 - 14 février 820                | Li Chun                              | 李淳                       | Tang Xianzong  | 唐憲宗          | 5 septembre 805 - 14 février 820            |
| 16                                |          | 795 - 25 février 824                | Li You Li Heng                       | 李宥 李恆                  | Tang Muzong    | 唐穆宗          | 20 février 820 - 25 février 824             |
| 17                                |          | 22 juillet 809 - 9 janvier 827      | Li Zhan                              | 李湛                       | Tang Jingzong  | 唐敬宗          | 29 février 824 - 9 janvier 827              |
| 18                                |          | 20 novembre 809 - 10 février 840    | Li Han Li Ang                        | 李涵 李昂                  | Tang Wenzong   | 唐文宗          | 13 janvier 827 - 10 février 840             |
| 19                                |          | 1er ou 2 juillet 814 - 22 avril 846 | Li Chan Li Yan                       | 李瀍 李炎                  | Tang Wuzong    | 唐武宗          | 20 février 840 - 22 avril 846               |
| 20                                |          | 27 juillet 810 - 7 septembre 859    | Li Yi Li Chen                        | 李怡 李忱                  | Tang Xuanzong  | 唐宣宗          | 25 avril 846 - 7 septembre 859              |
| 21                                |          | 28 décembre 833 - 15 août 873       | Li Wen Li Cui                        | 李溫 李漼                  | Tang Yizong    | 唐懿宗          | 13 septembre 859 - 15 août 873              |
| 22                                |          | 8 juin 862 - 20 avril 888           | Li Yan Li Xuan                       | 李儼 李儇                  | Tang Xizong    | 唐僖宗          | 16 août 873 - 20 avril 888                  |
| 23                                |          | 31 mars 867 - 22 septembre 904      | Li Jie Li Min Li Ye                  | 李傑 李敏 李曄             | Tang Zhaozong  | 唐昭宗          | 20 avril 888 - 22 septembre 904             |
| 24                                |          | 27 octobre 892 - 26 mars 908        | Li Zuo Li Zhu                        | 李祚 李柷                  | Tang Aidi      | 唐哀帝          | 26 septembre 904 - 12 mai 907               |

## Historiographie
Le premier ouvrage d'historiographie de la période Tang est le Livre des Tang (Tangshu), plus connu comme l’Ancien livre des Tang (Jiu Tangshu), édité par Liu Xu (887–946) de la dynastie des Jin postérieurs, qui le rédige durant les dernières années de sa vie. Un autre Livre des Tang, plus tard renommé le Nouveau livre des Tang (Xin Tangshu), a été rédigé par des historiens Song, sous la direction de Ouyang Xiu (1007–1072) et Song Qi (998–1061). Son contenu reposait largement sur celui du précédent, mais condensé (quoi que ses Traités soient plus précis), et se voulait plus moralisant. Les deux ouvrages se basent plus largement sur d'anciennes annales qui ont depuis disparu. Ces deux livres font partie des Vingt-Quatre Histoires de Chine. Une des sources survivant jusqu'à aujourd'hui pour le Livre des Tang est le Tongdian, que Du You présente à l'empereur en 801. La période Tang est également traitée dans l'impressionnant livre d'histoire universelle Zizhi Tongjian, édité, compilé et complété en 1084 par une équipe d'érudits sous la direction du chancelier Song Sima Guang (1019–1086), qui repose largement pour cette période sur l’Ancien livre des Tang. Ce texte historique, écrit avec 3 millions de caractères chinois dans 294 volumes, couvre l'histoire de la Chine à partir du début des Royaumes combattants (403 av. J.-C.) jusqu'au début de la dynastie Song (960).

### Œuvres ayant pour cadre la dynastie Tang

#### Livres
- La Pérégrination vers l'Ouest de Wu Cheng'en (1500?-1582?), l'un des quatre grands livres de la littérature classique chinoise. Ce livre raconte l'histoire du roi des singes, Sun Wukong et du moine Xuanzang (602–664) qu'il accompagne en Inde, pour ramener les enseignements complets de Bouddha en Chine
- Les enquêtes du juge Ti, du hollandais Robert van Gulik (1910-1967), font revivre l'époque glorieuse des Tang à l'occasion d'intrigues policières dont le héros, le juge Ti (630-700), a réellement existé et termina sa carrière comme ministre de l'impératrice Wu. Le type du roman policier chinois a été repris par Frédéric Lenormand, qui a publié plusieurs « nouvelles enquêtes du juge Ti » très documentées sur la société chinoise des Tang.
- Impératrice, de Shan Sa
- L'impératrice de la Soie, de José Frèches
- La princesse vagabonde (长歌行), de Xia Da (夏达). Manhua ayant pour toile de fond la dynastie Tang et les luttes contre les turcs.

## Postérité
L'astéroïde (588255) Hantang est nommé d'après la dynastie Han et la dynastie Tang.

### Histoire de la Chine: généralités
- Vadime Elisseeff et Danielle Elisseeff, La civilisation de la Chine classique, Paris, Arthaud, 1988 (1re éd. 1979)
- Edward L. Shaughnessy (dir.) (trad. Marc Baudoux), La Chine, Paris, Taschen, 2007
- Jacques Gernet, Le Monde chinois. Tome 1, De l'âge du bronze au Moyen Âge (2100 av : Xe siècle après J.-C.), Paris, Armand Colin. Pocket, Agora, 2005, 380 p. (ISBN 2-266-15368-4)
- (en) John S. Bowman, Columbia Chronologies of Asian History and Culture, New York, Columbia University Press, 2000
- (en) Wolfram Eberhard, A History of China, New York, Cosimo, 2005, 380 p. (ISBN 1-59605-566-9, lire en ligne)
- (en) Patricia Buckley Ebrey, The Cambridge Illustrated History of China, Cambridge, Cambridge University Press, 1999, 352 p. (ISBN 0-521-66991-X, lire en ligne)
- (en) Patricia Buckley Ebrey, Anne Walthall et James B. Palais, East Asia : A Cultural, Social, and Political History, Boston, Houghton Mifflin, 2006, 652 p. (ISBN 0-618-13384-4)
- (en) John King Fairbank et Merle Goldman, China : A New History, Cambridge: MA; Londres, The Belknap Press of Harvard University Press, 2006 (1re éd. 1992), 560 p. (ISBN 0-674-01828-1, lire en ligne)

### Chine médiévale
- (en) David Andrew Graff, Medieval Chinese Warfare, 300–900, New York, London, Routledge, 2002, 288 p. (ISBN 0-415-23954-0)
- (en) Victor Cunrui Xiong, Historical Dictionary of Medieval China, Lanham, Scarecrow Press, coll. « Historical dictionaries of ancient civilizations and historical eras », 2009, 731 p. (ISBN 978-0-8108-6053-7, lire en ligne)
- (en) Charles Holcombe, The Genesis of East Asia, 221 B.C.-A.D. 907, Honolulu, Association for Asian Studies et University of Hawai'i Press, 2001, 332 p. (ISBN 0-8248-2465-2, lire en ligne)

### Études générales sur la dynastie Tang
- (en) Samuel Adrian M. Adshead, T'ang China : The Rise of the East in World History, New York, Palgrave Macmillan, 2004 (ISBN 1-4039-3456-8)
- Ivan P. Kamenarovic, La Chine Classique, Paris, Les Belles Lettres, coll. « Guide des civilisations », 1999
- (en) Mark Edward Lewis, China's Cosmopolitan Empire : The Tang Dynasty, Cambridge et Londres, Belknap Press of Harvard University Press, coll. « History of imperial China », 2009

### Institutions, société et économie
- (en) Charles Benn, China's Golden Age : Everyday Life in the Tang Dynasty, Oxford (GB), Oxford University Press, 2002, 317 p. (ISBN 0-19-517665-0, lire en ligne)
- (en) Heng Chye Kiang, Cities of Aristocrats and Bureaucrats : The Development of Medieval Chinese Cityscapes, Singapour, Singapore University Press, 1999 (ISBN 9971-69-223-6)
- Henri Maspéro et Étienne Balazs, Histoires et institutions de la Chine ancienne, Presses universitaires de France, coll. « Annales du musée Guimet / Bibliothèque d'études » (no LXXIII), 1967
- (en) Nicolas Tackett, The Destruction of the Medieval Chinese Aristocracy, Cambridge (Mass.), Harvard University Press, 2014
- (en) Nicolas Tackett, « A Tang-Song Turning Point », dans Michael Szonyi (dir.), A Companion to Chinese History, Hoboken, Wiley-Blackwell, 2017, p. 118-128
- (en) Richard von Glahn, The Economic History of China : From Antiquity to the Nineteenth Century, Cambridge, Cambridge University Press, 2016

### Religion et pensée
- Anne Cheng, Histoire de la pensée chinoise, Paris, Éditions du Seuil, coll. « Points Essais », 2002 (1re éd. 1997)
- (en) Arthur F. Wright, Buddhism in Chinese History, Stanford, Stanford University Press, 1959
- Isabelle Robinet, Histoire du taoïsme : des origines au XIVe siècle, Paris, Éditions du Cerf - CNRS Éditions, coll. « Biblis Histoire », 2012 (1re éd. 1991)
- Marc Kalinowski (dir.), Divination et société dans la Chine médiévale, Paris, Bibliothèque nationale de France, 2003
- (en) Shouyi Bai, A History of Chinese Muslim (Vol. 2), Pékin, Zhonghua Book Company, 2003 (ISBN 7-101-02890-X)
- Pénélope Riboud, « La diffusion des religions du monde iranien en Chine entre le VIe et le Xe siècle de notre ère », Études Chinoises, no 24,‎ 2006, p. 276-281
- Pénélope Riboud, « Le christianisme syriaque à l'époque Tang », dans Pier Giorgio Borbone et Pierre Marsone (dir.), Le christianisme syriaque en Asie centrale et en Chine, Paris, Geuthner, 2015, p. 41-61

### Littérature
- François Cheng, L'Écriture poétique chinoise, suivi d'une anthologie de la poésie des Tang, Le Seuil, « Points essais », 1977, rééd. 1996
- André Lévy (dir.), Dictionnaire de littérature chinoise, Paris, Presses universitaires de France, coll. « Quadrige », 2000 (1re éd. 1994)
- (en) Stephen Owen, « The Cultural Tang (650–1020) », dans Kang-i Sun Chang et Stephen Owen (dir.), The Cambridge History of Chinese Literature, Volume 1: To 1375, Cambridge, Cambridge University Press, 2010, p. 286-380

### Arts, architecture et archéologie
- (en) Qinghua Guo, « Yingzao Fashi: Twelfth-Century Chinese Building Manual », Architectural History: Journal of the Society of Architectural Historians of Great Britain, vol. 41,‎ 1998, p. 1–13
- Chine, la gloire des empereurs : [exposition], Petit Palais, Musée des beaux-arts de la Ville de Paris, 2 novembre 2000-28 janvier 2001, Paris, Paris Musées, 2000, 23 p. (ISBN 2-87900-547-7)
- Danielle Elisseeff, Art et archéologie : la Chine du néolithique à la fin des Cinq Dynasties (960 de notre ère), Paris, École du Louvre, Éditions de la Réunion des Musées Nationaux (Manuels de l'École du Louvre), 2008, 381 p. (ISBN 978-2-7118-5269-7) Ouvrage de référence, bibliographie et Sites Internet.
- Chang Lin-Sheng, Jean-Paul Desrosches, Hui Chung Tsao, Hélène Chollet, Pierre Baptiste, François Cheng, Simon Leys, Jacques Giès, Trésors du Musée national du Palais, Taipei. Mémoire d'Empire. Galeries Nationales du Grand Palais, Paris, Éditions de la Réunion des Musées Nationaux, 1998-1999, 423 p. (ISBN 978-2-7118-3651-2 et 2-7118-3651-7)
- He Li (trad. de l'anglais), La Céramique chinoise, Paris, Éditions de l'amateur / L'aventurine, 2007, 352 p. (ISBN 978-2-85917-246-6 et 2-85917-246-7)
- Yang Xin, Richard M. Barnhart, Nie Chonghzeng, James Cahill, Lang Shaojun, Wu Hung (trad. de l'anglais), Trois mille ans de peinture chinoise, Arles, Philippe Piquier, 2003, 402 p. (ISBN 2-87730-667-4)
- Emmanuelle Lesbre et Liu Jianlong, La Peinture chinoise, Paris, Hazan, 2004, 479 p. (ISBN 2-85025-922-5)
- Yolaine Escande (traduit et commenté par) (trad. du chinois), Traités chinois de peinture et de calligraphie. Tome 2 : les textes fondateurs (Les Tang et les Cinq Dynasties), Paris, Klincksieck. L'esprit des formes, 2010, 1239 p. (ISBN 978-2-252-03574-0)
- (en) James C. Y. Watt et al., China : Dawn of a Golden Age, 200-750 AD, New York, New Haven et Londres, Metropolitan Museum of Art et Yale University Press, 2004 (lire en ligne)
- (en) Tonia Eckfeld, Imperial Tombs in Tang China, 618–907 : The politics of paradise, Londres et New York, RoutledgeCurzon, 2005, 164 p. (ISBN 0-415-30220-X)
- Collectif, La Chine des Tang : Une dynastie cosmopolite, Paris, Réunion des Musées Nationaux, 2024

### Sciences et techniques
- (en) Mei-ling Hsu, « Chinese Marine Cartography: Sea Charts of Pre-Modern China », Imago Mundi, vol. 40, no 1,‎ 1988, p. 96–112 (DOI 10.1080/03085698808592642)
- (en) Joseph Needham, Science and Civilization in China : Volume 3, Mathematics and the Sciences of the Heavens and the Earth, Taipei, Caves Books, 1986
- (en) Joseph Needham, Science and Civilization in China : Volume 4, Physics and Physical Engineering, Part 2, Mechanical Engineering, Taipei, Caves Books, 1986
- (en) Joseph Needham, Science and Civilization in China : Volume 4, Physics and Physical Technology, Part 3, Civil Engineering and Nautics, Taipei, Caves Books, 1986
- (en) Joseph Needham, Science and Civilization in China : Volume 5, Chemistry and Chemical Technology, Part 1, Paper and Printing, Taipei, Caves Books, 1986
- (en) Joseph Needham, Science and Civilization in China : Volume 5, Chemistry and Chemical Technology, Part 4, Spagyrical Discovery and Invention : Apparatus, Theories and Gifts, Taipei, Caves Books, 1986
- (en) Jixing Pan, « On the Origin of Printing in the Light of New Archaeological Discoveries », Chinese Science Bulletin, vol. 42, no 12,‎ 1997, p. 976–981 (ISSN 1001-6538, DOI 10.1007/BF02882611)
- (en) Guangqi Sun, History of Navigation in Ancient China, Pékin, Ocean Press, 1989 (ISBN 7-5027-0532-5)
- (en) Zhiba Tang, « The influence of the sail on the development of the ancient navy », Proceedings of the International Sailing Ships Conference in Shanghai,‎ 1991, p. 59-64
- (en) Robert Temple, The Genius of China : 3,000 Years of Science, Discovery, and Invention, New York, Simon and Schuster, 1986, 254 p. (ISBN 0-671-62028-2)
- (en) Zezong Xi, « Chinese Studies in the History of Astronomy, 1949–1979 », Isis, vol. 72, no 3,‎ 1981, p. 456–470 (DOI 10.1086/352793)

### Relations extérieures
- Luce Boulnois, La Route de la Soie : Dieux, guerriers et marchands, Genève, Olizane, 2010
- (en) Yan Chen, Maritime Silk Route and Chinese-Foreign Cultural Exchanges, Pékin, Peking University Press, 2002 (ISBN 7-301-03029-0)
- (en) David Andrew Graff, « Provincial Autonomy and Frontier Defense in Late Tang: The Case of the Lulong Army », dans Don J. Wyatt (dir.), Battlefronts Real and Imagined: War, Border, and Identity in the Chinese Middle Period, New York, Palgrave MacMillan, 2008 (ISBN 978-1-4039-6084-9), p. 43–58
- Bruno Judic, L'océan Indien au Moyen Âge, Paris, Ellipses, coll. « Le monde : une histoire - mondes médiévaux », 2008
- (en) Hiroshi Kitagawa et Bruce T. Tsuchida, The Tale of the Heike, Tokyo, University of Tokyo Press, 1975
- (en) Edwin O. Reischauer, « Notes on T'ang Dynasty Sea Routes », Harvard Journal of Asiatic Studies, vol. 5, no 2,‎ 1940, p. 142–164 (DOI 10.2307/2718022, JSTOR 2718022)
- (en) Edward H. Schafer, The Golden Peaches of Samarkand : A study of T’ang Exotics, Berkeley and Los Angeles, University of California Press, 1985 (1re éd. 1963), 399 p. (ISBN 0-520-05462-8, lire en ligne)
- (en) Tansen Sen, Buddhism, Diplomacy, and Trade : The Realignment of Sino-Indian Relations, 600–1400, Manoa, Asian Interactions and Comparisons, a joint publication of the University of Hawaii Press and the Association for Asian Studies, 2003, 388 p. (ISBN 0-8248-2593-4, lire en ligne)
- (en) Fuwei Shen, Cultural flow between China and the outside world, Pékin, Foreign Languages Press, 1996, 416 p. (ISBN 7-119-00431-X)
- (en) Denis Twitchett, « Tibet in Tang's Grand Strategy », dans Hans van der Ven (dir.), Warfare in Chinese History, Leiden, Brill, 2000 (ISBN 90-04-11774-1), p. 106–179
- (en) Susan Whitfield, The Silk Road : Trade, Travel, War and Faith, Chicago, Serindia, 2004, 366 p. (ISBN 1-932476-12-1)
- Susan Whitfield (dir.), La route de la soie : un voyage à travers la vie et la mort, Bruxelles, Fonds Mercator - Europalia international, 2009, 206 p. (ISBN 978-90-6153-892-9)
- Éric Trombert, « Dunhuang, une oasis du savoir sur la route de la soie (IVe – Xe siècle) », dans Christian Jacob (dir.), Lieux de savoir, vol. 1, Espaces et communautés, Paris, Albin Michel, 2007, p. 942-963